# Oldenburg (Oldb)
Oldenburg (niederdeutsch Ollnborg/Ollenbörg, saterfriesisch Ooldenbuurich) ist eine kreisfreie Stadt in Niedersachsen. Die Gemeinde führt die amtliche Bezeichnung Oldenburg (Oldb) als Abkürzung von „Oldenburg in Oldenburg“ in Abgrenzung von Oldenburg in Holstein. Bis 1918 lautete die amtliche Bezeichnung Oldenburg i. Gr. (= im Großherzogtum Oldenburg).
Die heutige Universitätsstadt war ehemals Residenz- und Hauptstadt der Grafschaft, des Herzogtums, des Großherzogtums, des Freistaates und des Landes Oldenburg. Nach Hannover und Braunschweig ist sie nach Einwohnerzahlen die drittgrößte Stadt Niedersachsens, gefolgt von Osnabrück. Oldenburg ist eines der Oberzentren des Landes Niedersachsen und war bis zur Auflösung der niedersächsischen Regierungsbezirke 2004 Sitz des Regierungsbezirks Weser-Ems. Von 2005 bis 2013 war Oldenburg Sitz einer Regierungsvertretung des Landes Niedersachsen, die 2014 durch einen Regionalbeauftragten für das Weser-Ems-Gebiet ersetzt wurde.
Die Einwohnerzahl überschritt 1945 die Schwelle zum Status einer Großstadt von 100.000 Einwohnern. Oldenburg gehört seit April 2005 zur europäischen Metropolregion Nordwest, einer von insgesamt elf europäischen Metropolregionen in Deutschland.

## Geografie

### Lage

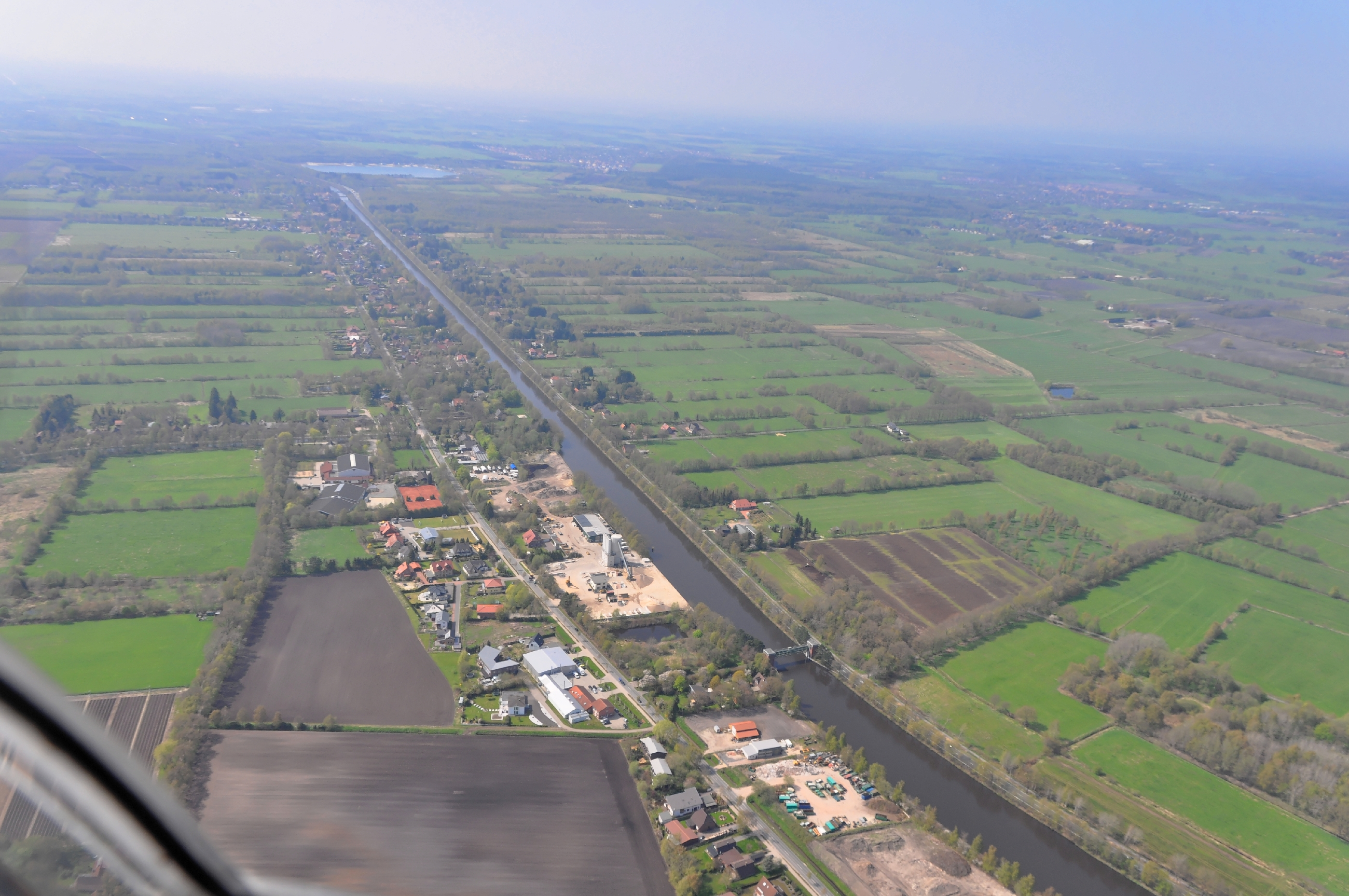
Beginn der sich bis ins Emsland ziehenden Leda-Jümme-Moorniederung in Nordmoslesfehn (rechts vom Küstenkanal), einer zu Eversten gehörenden Moorkolonie

Oldenburg liegt an der Stelle, wo die Delmenhorster Geest im Südosten in die Oldenburger Geest im Nordwesten übergeht, auf einer Höhe von 2–19 Metern. Westlich hiervon breiten sich die weiten Moore der Leda-Jümme-Moorniederung aus, östlich davon das auf Meeresspiegelniveau liegende Marschland der unteren Hunte. Der Oldenburger Hafen liegt ungefähr auf dem Niveau des Meeresspiegels, Küstenschiffe müssen auf dem Weg zur Nordsee keine Schleuse passieren.
Moorgebiete gibt es auch im Nordosten der Stadt. Der größte Teil Oldenburgs befindet sich nordwestlich des Flusses; die Innenstadt liegt an der Mündung der Haaren in die Hunte. Die Innenstadt ist zwar von der Huntemündung bei Elsfleth 23,5 km und von der offenen Nordsee ca. 90 km entfernt, da die Hunteniederung unterhalb der Innenstadt aber auf dem Niveau des Meeresspiegels liegt, sind die Gezeiten der Nordsee bis in die Haaren hinein zu spüren, die kurz vor ihrer Mündung in die Hunte bis zu viermal am Tag ihre Fließrichtung ändert.
Die Stadt Oldenburg liegt im Zentrum des Oldenburger Landes im westlichen Niedersachsen, sie ist die nördlichste Großstadt des Bundeslandes. Die nächsten größeren Städte sind Bremen, etwa 45 km östlich, Wilhelmshaven, circa 50 km nördlich, Osnabrück, circa 100 km südlich, Hamburg, circa 170 km nordöstlich, Groningen, circa 110 km westlich, und Hannover, etwa 170 km südöstlich Oldenburgs.

### Nachbargemeinden
Folgende Gemeinden grenzen an die Stadt (im Uhrzeigersinn, beginnend im Osten):
Stadt Elsfleth (Landkreis Wesermarsch), Hude (Oldenburg), Hatten und Wardenburg (alle Landkreis Oldenburg) sowie Edewecht, Bad Zwischenahn, Wiefelstede und Rastede (alle Landkreis Ammerland)
Im Ballungsraum (Agglomeration) Oldenburg leben rund 266.000 Menschen.

### Stadtteile und Eingemeindungen

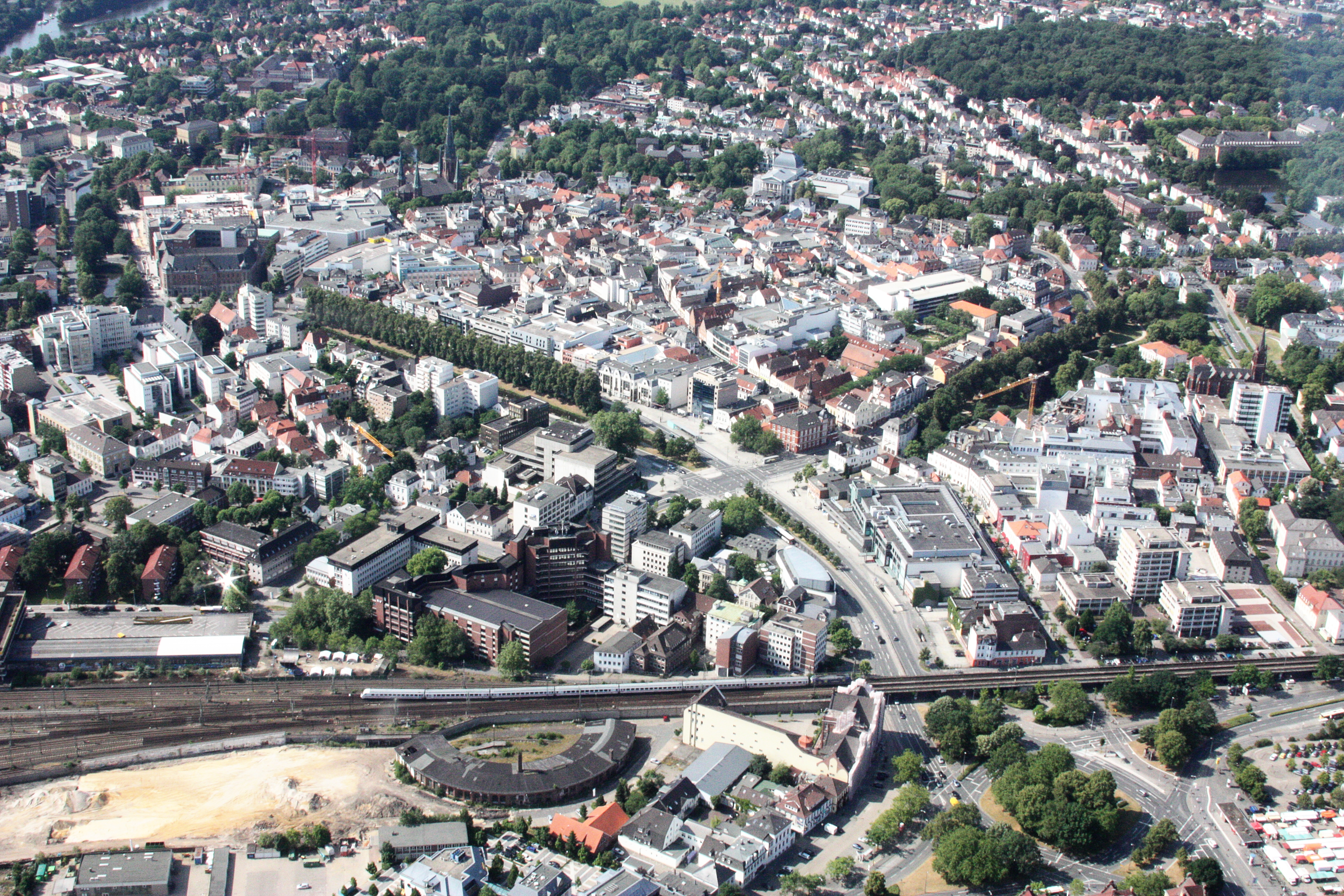
Innenstadt im grünen Kranz der Wallanlagen (Blickrichtung: Süden)

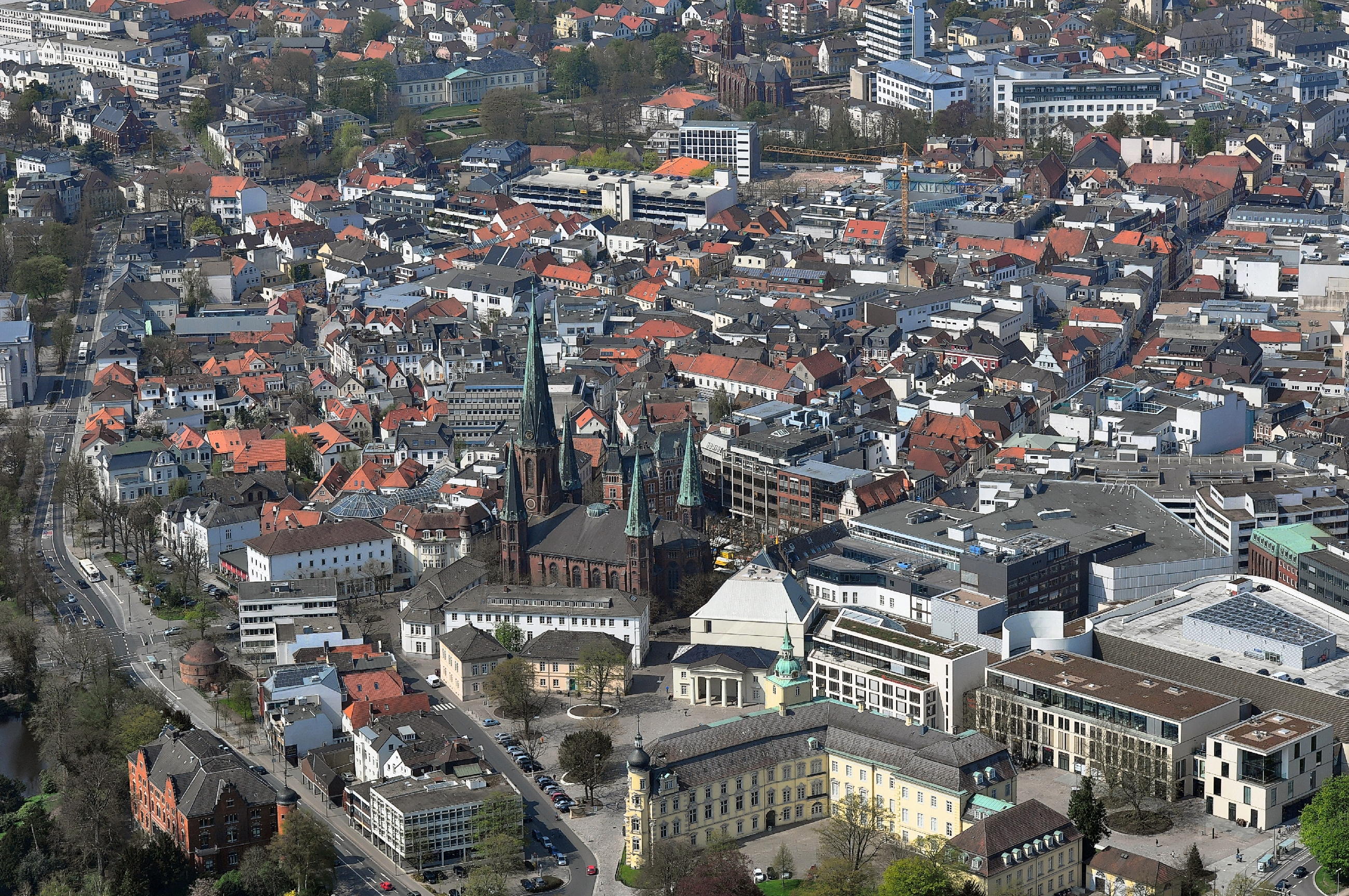
Innenstadt (Blickrichtung: Norden)

Die Stadt ist in neun Stadtbezirke aufgegliedert, die wiederum in Stadtteile untergliedert sind.
Stadtbezirke nach dem statistischen Jahrbuch 2005 der Stadt sind:
1. mit den Stadtteilen Zentrum, Dobben, Haarenesch, Bahnhofsviertel und Gerichtsviertel
2. mit den Stadtteilen Ziegelhof und Ehnern
3. mit den Stadtteilen Bürgeresch und Donnerschwee
4. mit den Stadtteilen Osternburg und Drielake
5. mit den Stadtteilen Eversten, Hundsmühler Höhe, Thomasburg, Bloherfelde, Haarentor und Wechloy
6. mit den Stadtteilen Bürgerfelde, Rauhehorst (auch Vahlenhorst), Dietrichsfeld, Alexandersfeld, Flugplatz, Ofenerdiek und Nadorst
7. mit den Stadtteilen Etzhorn, Ohmstede und Bornhorst
8. mit den Stadtteilen Neuenwege und Kloster Blankenburg
9. mit den Stadtteilen Kreyenbrück, Bümmerstede, Tweelbäke West, Krusenbusch und Drielaker Moor

1920 betrug die Fläche des Stadtgebiets insgesamt 1152 ha. Danach wurden verschiedene Gemeinden beziehungsweise Teile von Gemeinden und Gemarkungen nach Oldenburg eingegliedert, so dass das Stadtgebiet heute nach verschiedenen Grenzbereinigungen insgesamt 10.296 ha beträgt. Im Einzelnen wurden ein- beziehungsweise ausgegliedert:
| 1. Oktober 1922 | Eingliederung der Gemeinde Osternburg.         | Zuwachs | 5.080 ha |
| 1. August 1924  | Eingliederung von Teilen der Gemeinde Eversten | Zuwachs | 2.407 ha |
| 15. Mai 1933    | Eingliederung der Gemeinde Ohmstede            | Zuwachs | 3.198 ha |
| 1. April 1935   | Eingliederung von Teilen Hundsmühlens          | Zuwachs | 2,2 ha   |
| 1. April 1935   | Ausgliederung eines Teils Osternburgs          | Abgang  | 1.875 ha |
| 1. April 1936   | Eingliederung von Teilen Metjendorfs           | Zuwachs | 129 ha   |
| 1. April 1948   | Eingliederung des Exerzierplatzes Bümmerstede  | Zuwachs | 169,6 ha |

Auf dem ehemaligen Bundeswehrgelände Fliegerhorst entsteht ein neuer Stadtteil. Am 15. Juni 2017 beschloss der Ausschuss für Stadtplanung der Stadt Oldenburg den Masterplan für die Bereiche Mittelweg/Fliegerhorst – siehe Fliegerhorst Oldenburg – Neuer Stadtteil. Auf dem Gelände entsteht seit September 2021 unter anderem ein Smart-City-Quartier mit insgesamt rund 210 Wohneinheiten, das innovative und klimafreundliche Energieversorgung bietet.

### Klima
|                        | Jan  | Feb  | Mär  | Apr  | Mai  | Jun  | Jul  | Aug  | Sep  | Okt  | Nov  | Dez  |   |      |
| Mittl. Temperatur (°C) | 0,7  | 1,4  | 4,3  | 7,9  | 12,5 | 15,5 | 17,0 | 17,0 | 14,0 | 10,0 | 5,1  | 2,0  | ⌀ | 9    |
| Mittl. Tagesmax. (°C)  | 3,2  | 4,3  | 8,0  | 12,5 | 17,6 | 20,6 | 21,8 | 22,1 | 18,6 | 13,8 | 7,9  | 4,4  | ⌀ | 12,9 |
| Mittl. Tagesmin. (°C)  | −1,8 | −1,4 | 0,7  | 3,3  | 7,4  | 10,5 | 12,2 | 11,9 | 9,4  | 6,2  | 2,4  | −0,3 | ⌀ | 5,1  |
|                        |      |      |      |      |      |      |      |      |      |      |      |      |   |      |
| Niederschlag (mm)      | 66,1 | 41,3 | 55,7 | 48,5 | 65,0 | 74,5 | 74,3 | 68,8 | 58,1 | 61,0 | 67,4 | 69,3 | Σ | 750  |
|                        |      |      |      |      |      |      |      |      |      |      |      |      |   |      |
| Sonnenstunden (h/d)    | 1,3  | 2,5  | 3,3  | 5,1  | 6,6  | 6,8  | 6,2  | 6,2  | 4,6  | 3,2  | 1,8  | 1,2  | ⌀ | 4,1  |
|                        |      |      |      |      |      |      |      |      |      |      |      |      |   |      |
| Regentage (d)          | 12   | 9    | 11   | 10   | 11   | 11   | 12   | 11   | 10   | 10   | 12   | 12   | Σ | 131  |
|                        |      |      |      |      |      |      |      |      |      |      |      |      |   |      |
| Luftfeuchtigkeit (%)   | 87   | 84   | 80   | 75   | 71   | 73   | 75   | 75   | 81   | 84   | 87   | 88   | ⌀ | 80   |

| −1,8 |

| −1,4 |

| 0,7 |

| 3,3 |

| 7,4 |

| 10,5 |

| 12,2 |

| 11,9 |

| 9,4 |

| 6,2 |

| 2,4 |

| −0,3 |

| −1,8 |

| −1,4 |

| 0,7 |

| 3,3 |

| 7,4 |

| 10,5 |

| 12,2 |

| 11,9 |

| 9,4 |

| 6,2 |

| 2,4 |

| −0,3 |

### Gefährdung durch Hochwasser
Bis zum 19. Jahrhundert war die Kernstadt von Oldenburg dadurch vor Hochwasser geschützt, dass sie auf einem Geestrücken lag. Im 19. Jahrhundert erweiterte sich die Stadt um Gebiete, die regelmäßig durch Hochwasser gefährdet waren. So stand z. B. 1880/81 der Cäcilienplatz 80 cm hoch unter Wasser. Durch Begradigungen und Vertiefungen der unteren Hunte entstand ein Tidenhub, der im 21. Jahrhundert auf durchschnittlich 2,60 m angewachsen ist. Gegen den Druck des Nordseewassers bei Sturmfluten schützt seit 1979 das Sperrwerk an der Huntemündung bei Elsfleth. Durch den Bau eines Schöpfwerks beim Stautorkreisel wurde die Haaren an ihrer Mündung in die Hunte vom Einfluss der Tide abgeriegelt. Verantwortlich für den Bau des Schöpfwerks war die 1922 gegründete Haaren-Wasseracht. Der Schutz Oldenburgs vor Hochwasser wurde 1982 durch eine Erneuerung der Schöpfwerk-Einrichtungen verbessert.
Trotzdem kam es bei Bümmerstede und südlich davon zum Weihnachtshochwasser 2023/2024, bei dem u. a. beinahe große Teile Bümmerstedes hätten evakuiert werden müssen. Der Einsatz von in der Spitze 256 gleichzeitig anwesenden Helfern und die Errichtung eines künstlichen Deichs entlang der Sandkruger Straße verhinderten aber ein Übergreifen der Flut auf das Gebiet östlich der Straße.

## Geschichte

### Gründung und Mittelalter

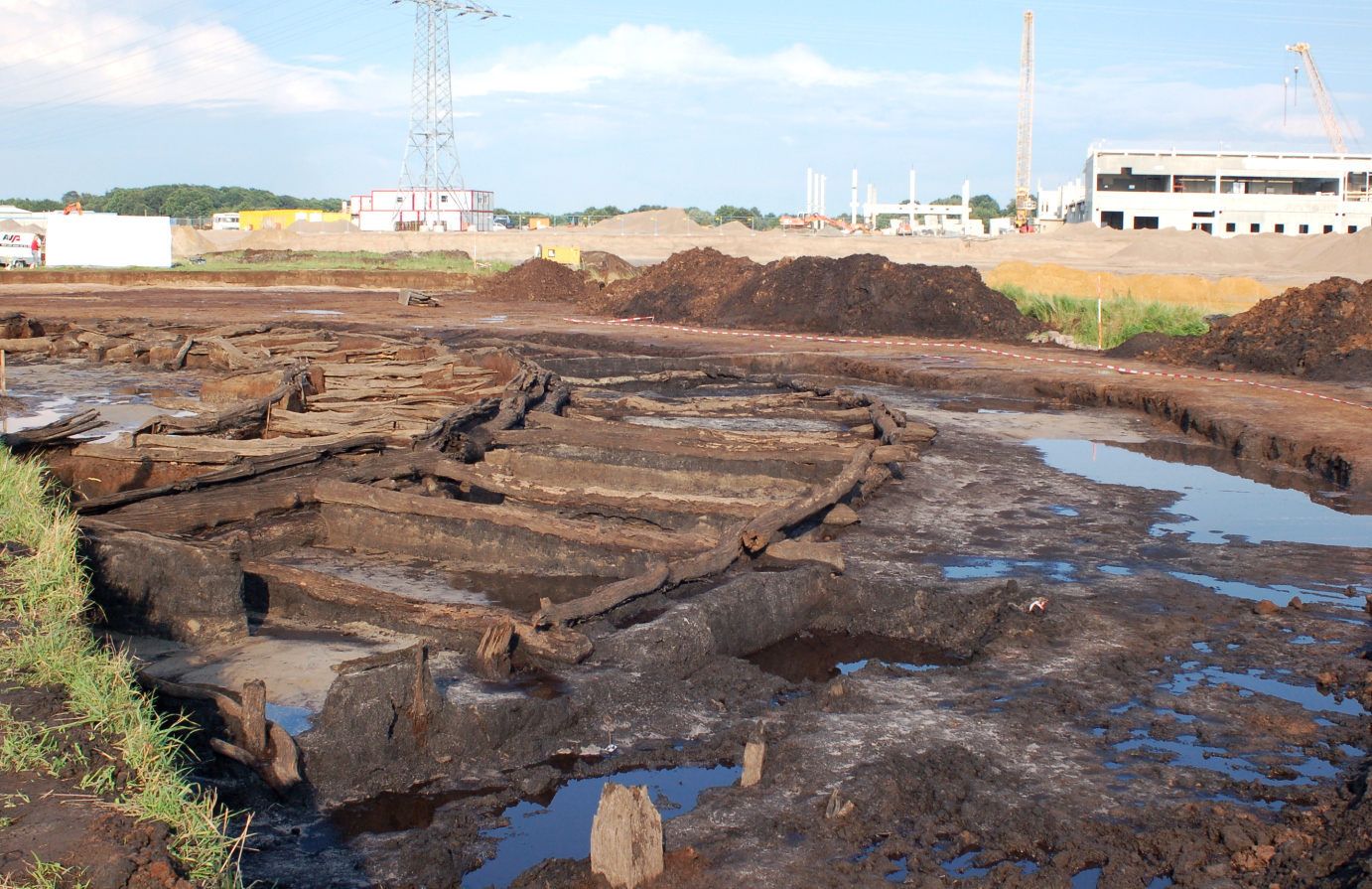
Durch eine Ausgrabung freigelegte ringförmige Holzfundamente des Heidenwalls

Nach den Ergebnissen archäologischer Ausgrabungen begann die Geschichte Oldenburgs im 7. oder 8. Jahrhundert n. Chr. Auf einem Geestsporn im Ammergau nahe einer Furt über die Hunte entstand im Bereich des heutigen Marktplatzes sowie nördlich und östlich davon eine bäuerliche Siedlung. Auf der Handelsstraße von Bremen oder Westfalen nach Jever entstand hier ein leichter Übergang über den Fluss.
In der ersten Hälfte des 11. Jahrhunderts wurde östlich von Oldenburg die Ringwallanlage des Heidenwalls errichtet. Durch archäologische Untersuchungen von 2007 ließ sich seine Erbauung auf 1032 sowie 1042 datieren.
1108 wurde der Ort unter dem Namen „Aldenburg“ erstmals urkundlich erwähnt. Im 12. Jahrhundert nutzten die Grafen von Oldenburg die günstige topographische Situation zum Bau einer Wasserburg. Sie erhoben einen Zoll, konnten in Kriegszeiten diesen Durchgang aber auch versperren. Die Burg war Verwaltungsmittelpunkt der Grafschaft, und im Umland siedelten sich bald viele Angehörige der Verwaltung an.

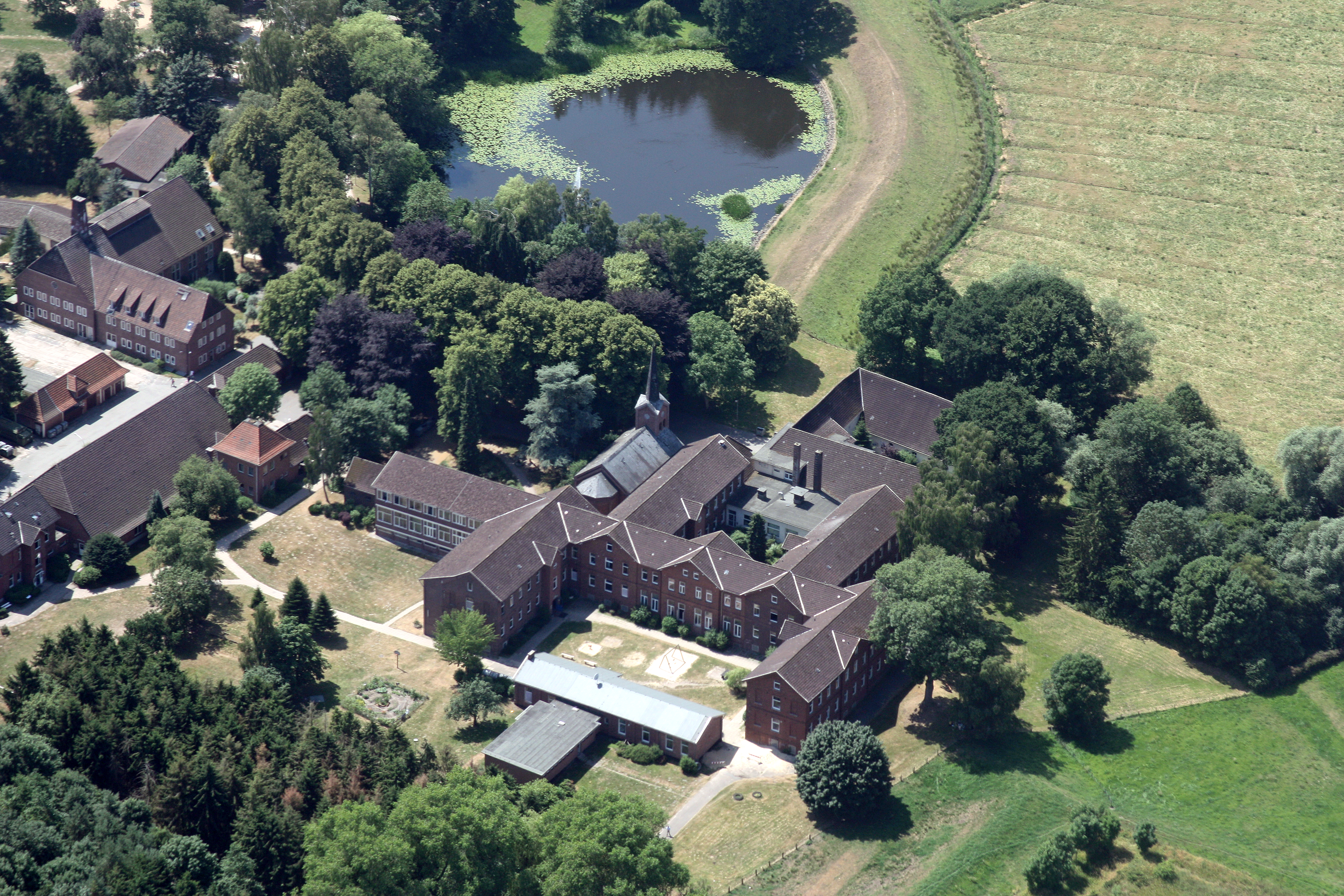
Anlage des ehemaligen Klosters Blankenburg

1294 wurde für Dominikanerinnen des Augustiner- und Predigerordens das Kloster Blankenburg gegründet. Es befindet sich heute am östlichen Stadtrand, nahe der Hunte.
1345 erhielt die im Erzbistum Bremen gelegene Siedlung, die mittlerweile Oldenburg hieß, von Graf Konrad I. Bremer Stadtrecht. Es wurde eine bessere Befestigung gebaut, mit einem extrem breiten Stadtgraben, der die Mauer umgab, und fünf Stadttoren, die den Zutritt zur Stadt kontrollierten. Der Grundriss ähnelte einem Wappenschild: Im Westen das Obristen- oder Everstentor, im Nordwesten das Haarentor, im Nordosten das Heiliggeisttor, im Osten das Stautor und im Süden das gewaltige Dammtor. Dieser Doppeltorbau mit zwei Flankenrundtürmen (1518) und Zugbrücke über den Stadtgraben lag südlich der Ringburganlage mit eigenem Wassergraben. Durch diesen Schutz vor Räubern profitierte die Stadt Oldenburg auch wirtschaftlich.
1448 wurde Graf Christian von Oldenburg König von Dänemark und 1450 zudem König von Norwegen (Personalunion beider Königreiche). 1457 wurde er außerdem zum König von Schweden gewählt. 1460 wurde er Herzog von Schleswig und Graf von Holstein (ab 1474 Herzogtum). Das kleine Grafenhaus gewann damit überregionale Bedeutung, was erhebliche Auswirkungen nach dem Tod des letzten Grafen Anton Günther hatte.

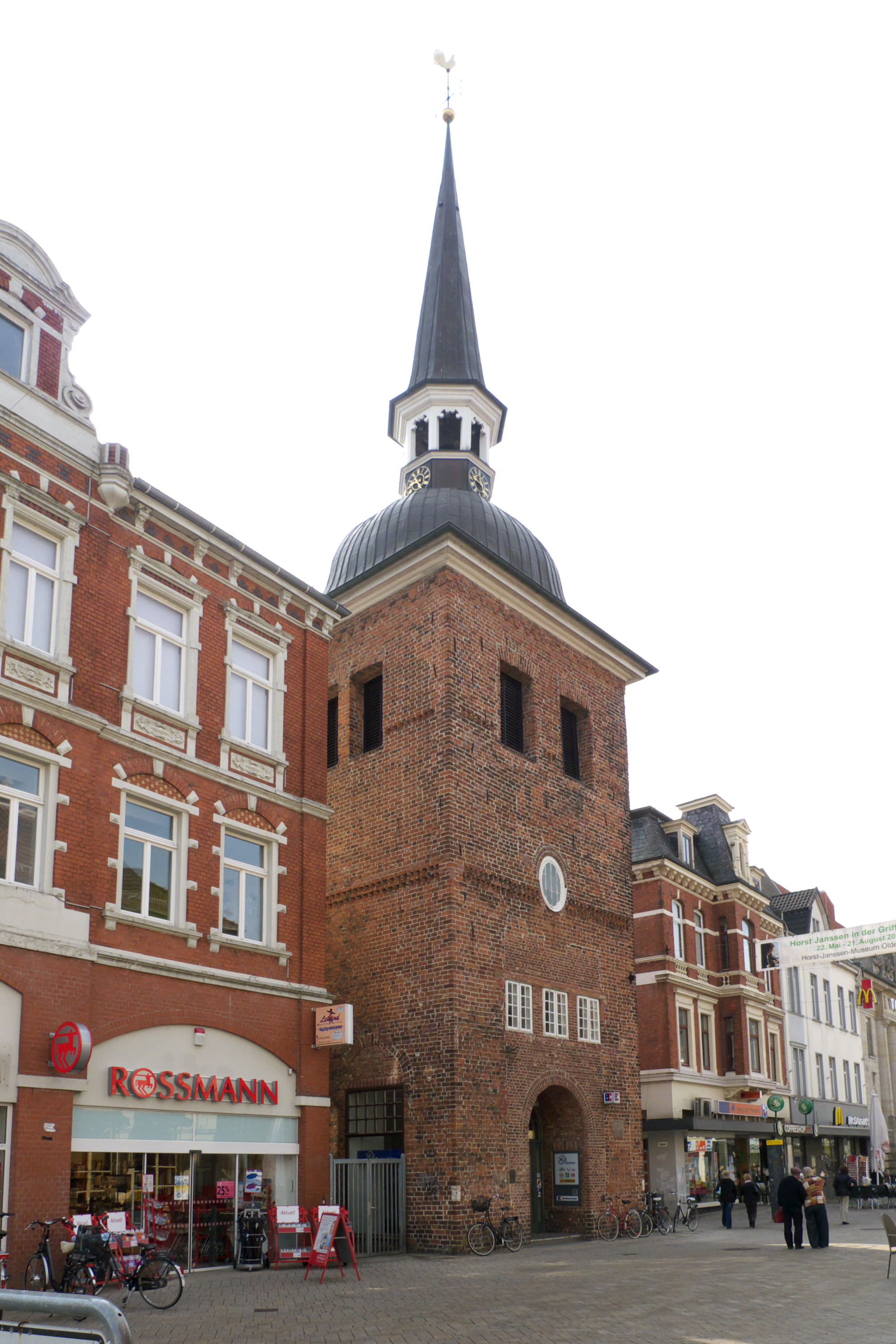
Der Lappan von 1467, Wahrzeichen von Oldenburg

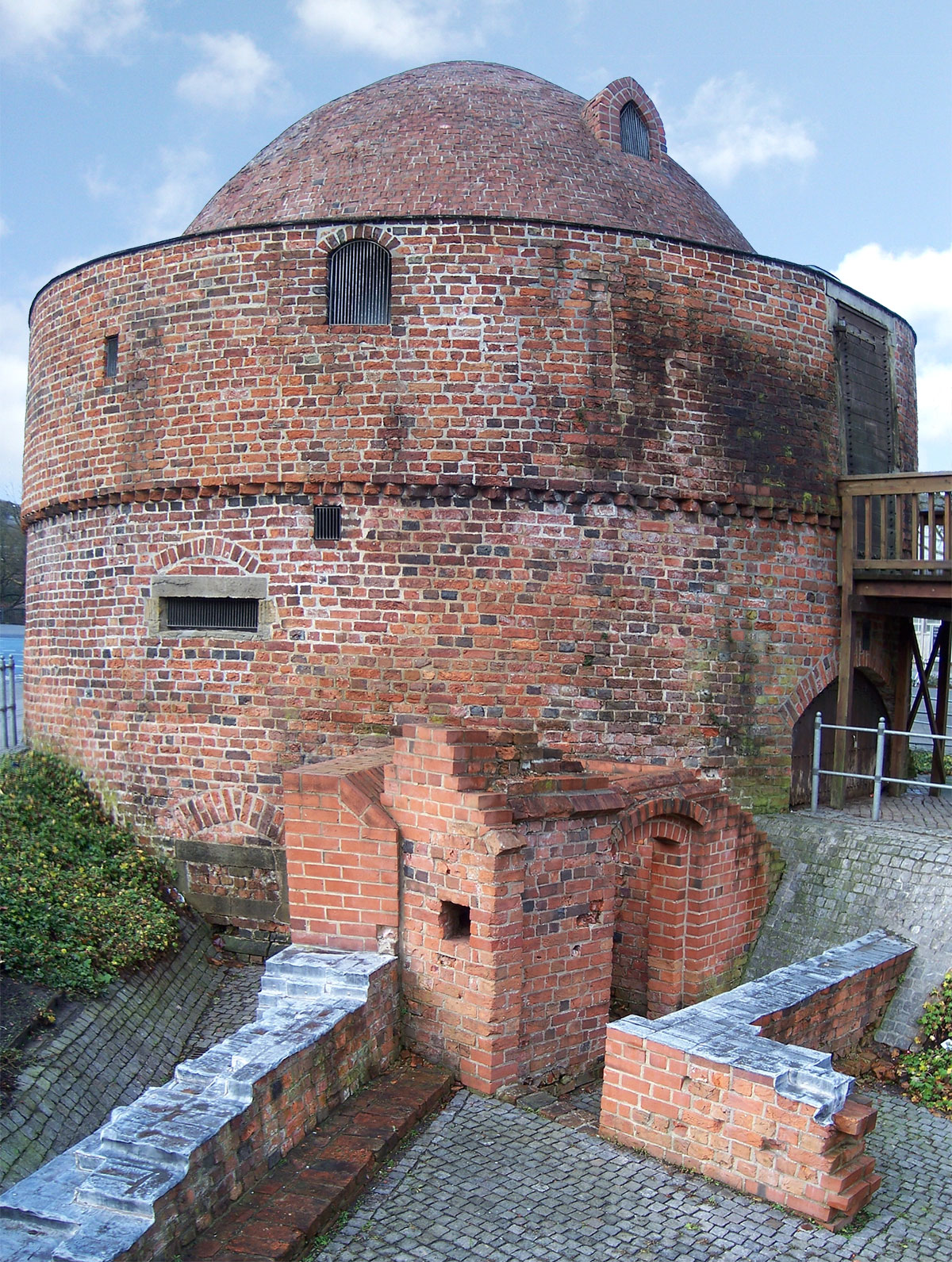
„Großer Zwinger vor dem Eversten Tor“ (Pulverturm) von 1529

### Graf Anton Günther, Dreißigjähriger Krieg

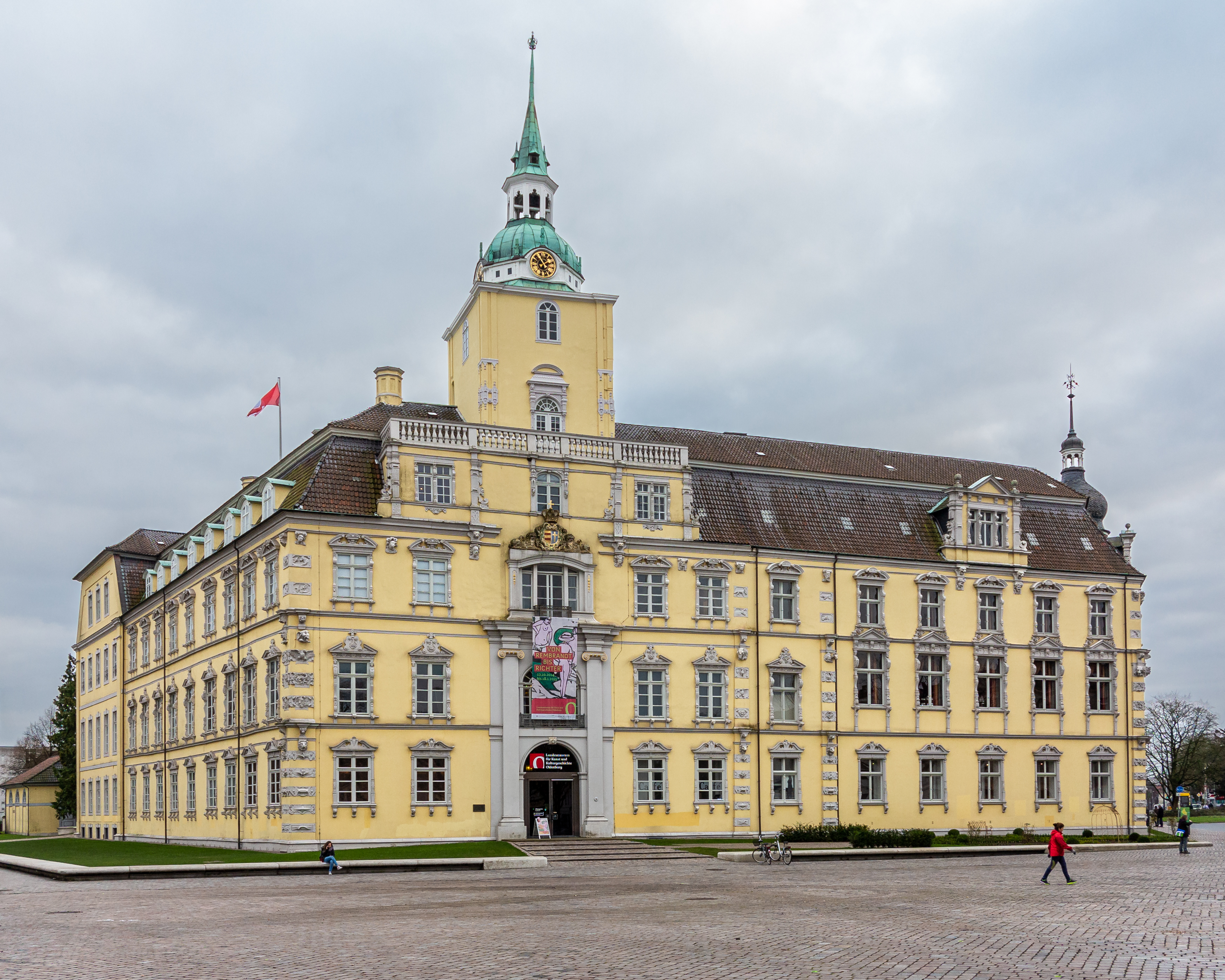
Schloss Oldenburg

1603 begann die Regierungszeit von Graf Anton Günther. Er ließ einen Teil der Burg im Barockstil umbauen und begann mit der Zucht von Pferden, die als „Oldenburger“ Pferde schon bald sehr begehrt waren. Außerdem konnte die Stadt lange Zeit vor Auswirkungen des Dreißigjährigen Krieges bewahrt werden. Gerade die Zucht von Zugpferden für die Artillerie erwies sich in Kriegszeiten als profitabel. Insgesamt ging die Grafschaft mit einem leichten Plus aus dem Krieg hervor, insbesondere deshalb weil die Stadt nie belagert oder geplündert wurde. Als sich der Feldherr Tilly mit seinen Truppen, die in Wardenburg ihr Lager hatten, auf Oldenburg zubewegte, konnte Graf Anton Günther durch Verhandlungsgeschick und Bestechung Tilly dazu bewegen, wieder abzurücken.
Trotz einer so genannten Pestordnung fielen ab August 1667 der Pest jede Woche 30 bis 40 Menschen zum Opfer. Als Lager für Pestkranke diente zeitweise das Kloster Blankenburg, nachdem es als Kloster im Zuge der Reformation aufgelöst und zunächst zum „Malz- und Brauwerk“ des Oldenburger Grafen Anton Günther umgebaut worden war. 1632 übertrug er das Gut an eine Stiftung, damit dort ein Armen- und Waisenhaus eingerichtet würde.
1667 starb Graf Anton Günther und wurde in der Oldenburger Lambertikirche bestattet. Da er keine ehelichen Nachkommen hatte, wurde Oldenburg dem nächsten männlichen Verwandten zugesprochen, dem König von Dänemark. Somit wurde Oldenburg dänisch.

### Unter dänischer Verwaltung

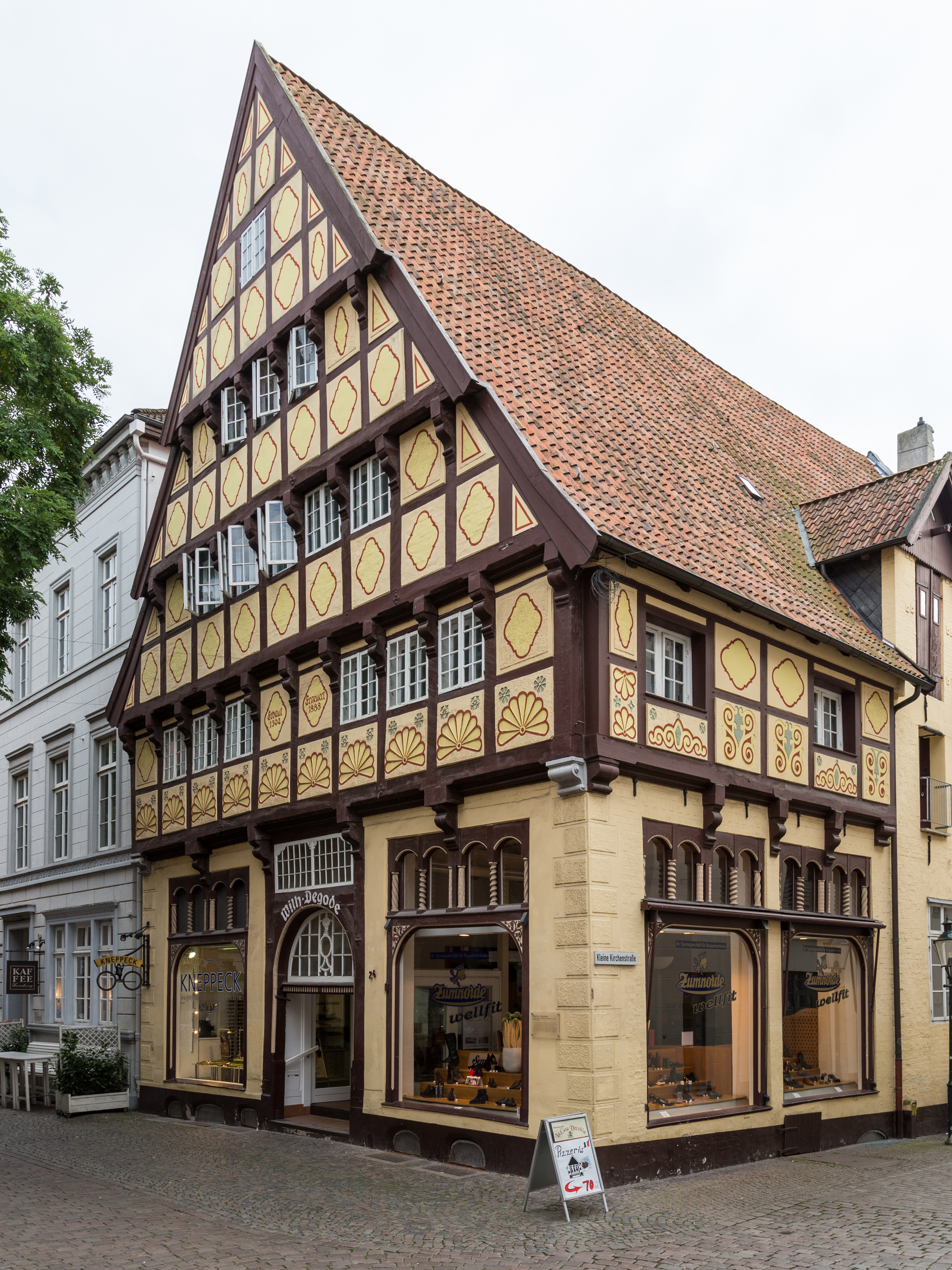
Das Degodehaus, eines der wenigen Häuser, die den großen Stadtbrand von 1676 überstanden

Administrativ wurde ab 1667 das Territorium Oldenburg durch die Deutsche Kanzlei in Kopenhagen verwaltet. Im gleichen Jahr brach in der Stadt die Pest aus. Neun Jahre später schlugen am 27. Juli 1676 drei Blitze in Oldenburg ein. Die Stadt stand in Flammen und wurde fast völlig zerstört. Weil ihre Bewohner weder versichert waren noch Hilfe von ihrer damaligen Regierung bekamen, mussten sie zu Verwandten und Freunden außerhalb der Stadt und Region ziehen. Auf diese Weise verfielen das Schloss und die Stadt Oldenburg. Die vorhandenen Kunstgegenstände wurden nach Dänemark verbracht: Die dänische Krone unterstützte Oldenburg kaum und der Wiederaufbau war mühsam und dauerte Jahrzehnte. Die Einwohnerzahl sank bis Mitte des 18. Jahrhunderts auf 3000. Als militärischer Vorposten war Oldenburg für Dänemark offenbar von größerer Bedeutung, denn die Stadt wurde auf Befehl der dänischen Krone mit Festungsanlagen versehen, den heutigen Wallanlagen. Die Einwohner Oldenburgs und der umliegenden Ortschaften wurden zum Bauen zwangsverpflichtet.

### Herzogtum
Die Herrscherhäuser Deutschlands, Dänemarks und Russlands waren miteinander verwandt, entsprechend wechselte die Zugehörigkeit Oldenburgs immer wieder. Am 27. August 1773 gelangte die Grafschaft Delmenhorst gemeinsam mit der Grafschaft Oldenburg durch einen Ländertausch an das Oberhaupt des Hauses Schleswig-Holstein-Gottorf, den späteren Zaren Paul I. Er trat das Land vier Tage später seinem Vetter Friedrich August ab, dem Fürstbischof von Lübeck, der daraufhin von Kaiser Joseph II. 1774/1777 in den Herzogsstand erhoben wurde. Das so entstandene Herzogtum Oldenburg gehörte dadurch als Reichsfürstentum zum Heiligen Römischen Reich. Oldenburg wurde formell Hauptstadt des Herzogtums, doch der Wohnsitz von Herzog Friedrich August blieb weiterhin Eutin. Nach seinem Tod 1785 wurde sein Neffe Peter Friedrich Ludwig Landesadministrator des Herzogtums, da der eigentliche Erbe Friedrich Augusts, Herzog Peter Friedrich Wilhelm, nicht regierungsfähig war.
Peter Friedrich Ludwig erhob durch die Verlegung seines Wohnsitzes nach Oldenburg die Stadt wieder zur Residenz, die er im Verlauf seiner Regentschaft im klassizistischen Stil ausbaute. Es entstanden unter anderem die klassizistische Häuserzeile an der Huntestraße, das Lehrerseminar an der Wallstraße, die Infanteriekaserne am Pferdemarkt und das Prinzenpalais am Damm. Auch die Lambertikirche wurde in diesem Stil umgebaut.

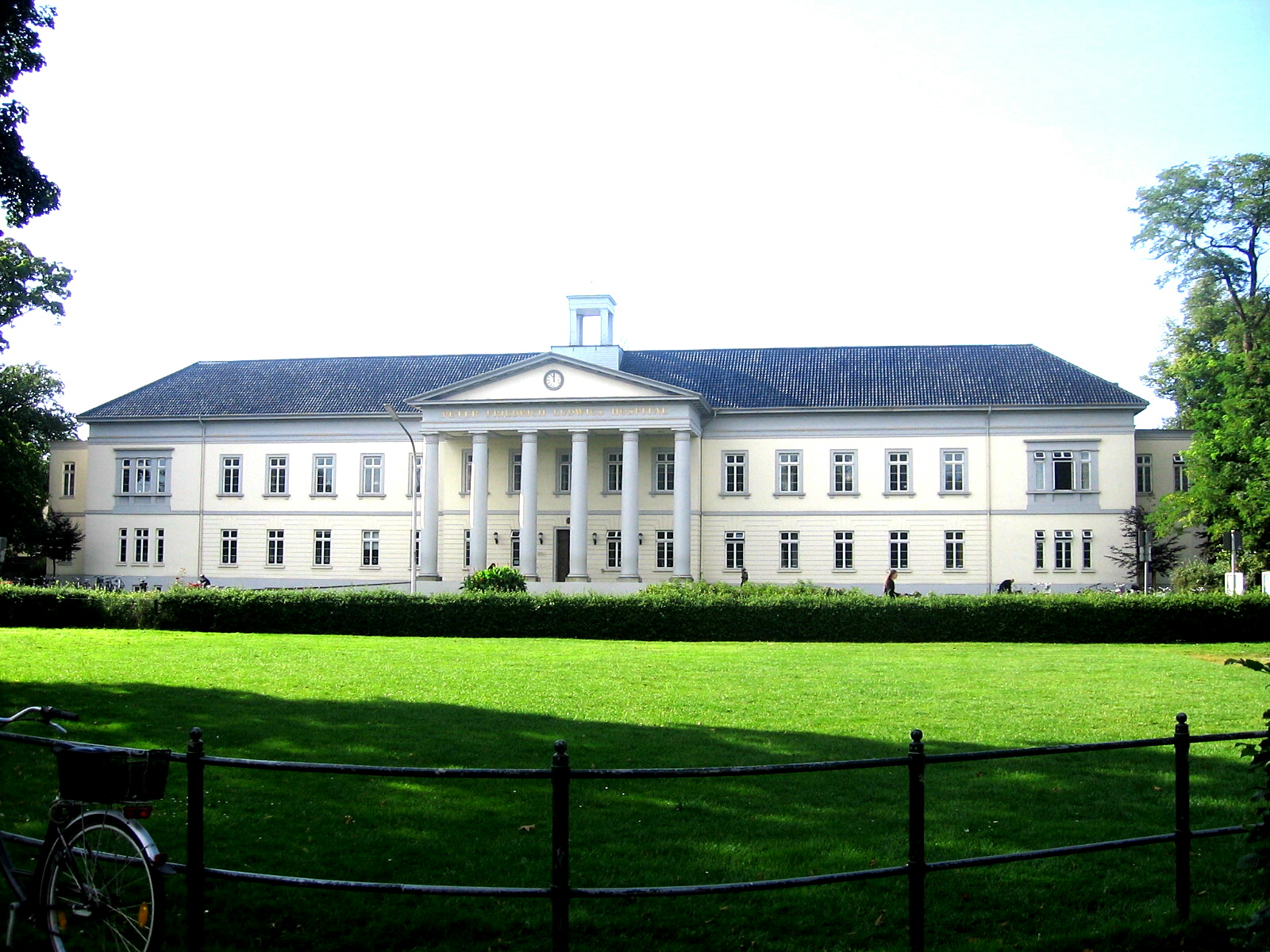
Peter Friedrich Ludwigs Hospital – heute Kulturzentrum und Zentrale der Stadtbibliothek

Als Landesvater legte Peter Friedrich Ludwig Wert auf den Ausbau des Bildungs- und Gesundheitswesens. Er selbst war vielseitig gebildet und engagierte sich auch in sozialen Belangen. Unter anderem gründete er 1786 die „Ersparungskasse“ und ermöglichte mit einer Basisfinanzierung die Grundlage zum Neubau eines Krankenhauses (Peter Friedrich Ludwigs Hospital), der aber erst nach seinem Tod realisiert wurde. Im selben Jahr wurde das Polizeidragonerkorps des Herzogtums Oldenburg aufgestellt, um die Landesgrenzen und Überlandwege zu sichern sowie die unteren Polizeibehörden zu unterstützen.

### Nachnapoleonische Zeit, Großherzogtum
Während der französischen Annexion des Herzogtums Oldenburg unter Napoleon I. befand sich der Herzog im Exil. Die Stadt wurde von 1811 bis 1813 zu einem Distrikt des Departement der Wesermündungen mit einem Unterpräfekten. In Oldenburg wurden neue Verwaltungs- und Rechtsvorschriften im Sinne des Code Napoléon eingeführt. Für die Durchsetzung der Gesetze war unter anderem die 34. Legion der Gendarmerie impériale zuständig; eine Gendarmerie-Brigade war auch in der Stadt Oldenburg stationiert. Nach der Befreiung von der französischen Herrschaft wurden die alten Rechte wieder eingeführt, mit Ausnahme der Leibeigenschaft. Zum Wiener Kongress 1815 erschien Peter Friedrich Ludwig nicht persönlich, den dort an ihn angetragenen Titel „Großherzog“ nahm er nicht an.
1818 war Oldenburg zur „Stadt I. Klasse“ sowie Sitz eines Amtes geworden, im heutigen Sinne also eine „Kreisfreie Stadt“. 1833 wurde sie vorübergehend wieder als „Stadt II. Klasse“ klassifiziert, bevor sie 1855 erneut „Stadt I. Klasse“ wurde.

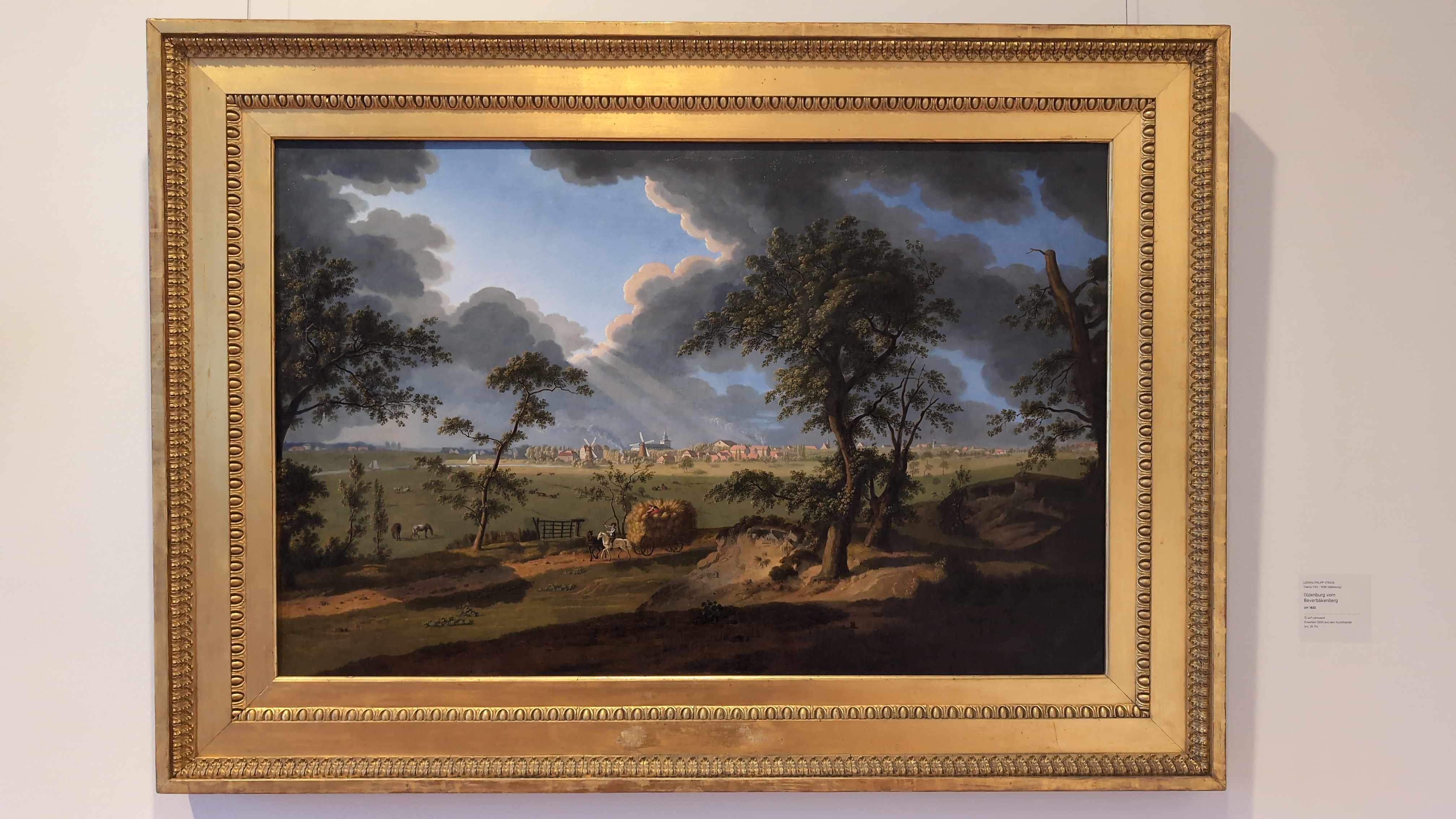
Oldenburg vom Beverbäkenberg, um 1832 (Ludwig Philipp Strack)

Nach dem Tod von Herzog Peter Friedrich Ludwig 1829 nahm dessen Nachfolger Paul Friedrich August den Großherzogstitel an. Während seiner Regierungszeit (bis 1853) gab es zahlreiche kulturelle Neuerungen. So wurde mit der Großherzoglichen Hofkapelle der Vorläufer des Oldenburger Staatsorchesters gegründet. Auch das Theater bekam seinen Standort auf dem danach benannten Wallabschnitt. Das damals gegründete Großherzogliche Naturalienkabinett ist heute Bestandteil der Sammlung des Landesmuseums für Natur und Mensch.
In diese Zeit fiel auch der Ausbau des Militärwesens, was in der Errichtung diverser Kasernenbauten auch im Stadtbild sichtbar wurde, wie z. B. die Militärakademie am Pferdemarkt (heute Standesamt) und die Artilleriekaserne an der Ofener Straße (heute Fachhochschule).

### Revolution 1848/1849

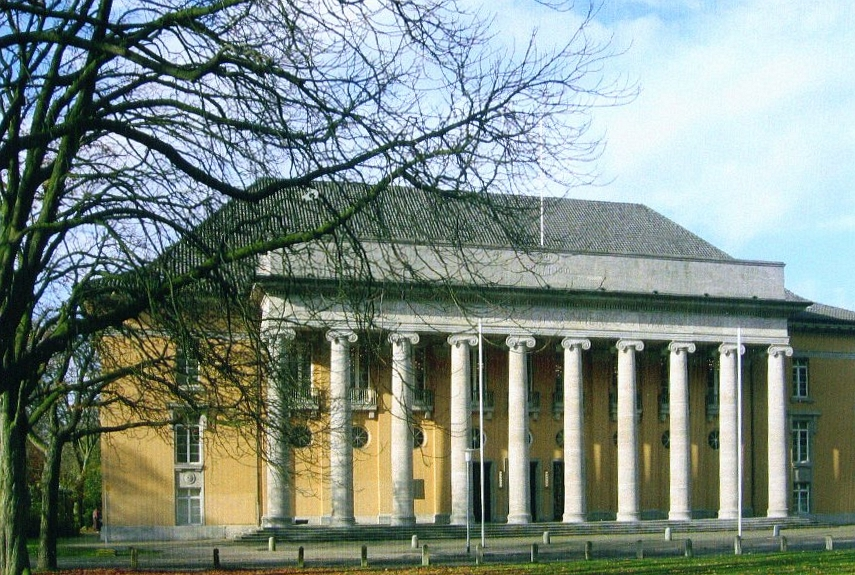
Das Gebäude des Oldenburgischen Landtags (1848–1933)

Die Revolutionsjahre verliefen in Oldenburg gemäßigt. Am 2. März 1848 richtete der Stadtrat an den Großherzog eine Adresse, in der zwar eine landständische Verfassung gefordert wurde, dies aber in sehr loyalem, vorsichtigen Tonfall: „Der Oldenburger verehrt und liebt mit unerschütterlicher Liebe sein angestammtes Fürstenhaus, er weiß, welchen Schatz er darin vor Vielen anderen voraus hat.“
Am 7. März erhielt der Stadtrat die Antwort des Großherzogs durch den Magistrat der Stadt. Diese enthielt wiederum nur vage Versprechungen und er ging auf den Wunsch, die Verfassung von kundigen Männern besprechen zu lassen, überhaupt nicht ein. Die Enttäuschung über das Verhalten des Großherzogs war beträchtlich und bereits am 8. März versammelten sich Handwerker, um über die Eingabe einer weiteren Petition zu diskutieren. Am 10. März wurden Deputationen aus Oldenburg und Jever persönlich beim Großherzog vorstellig und überreichten die von ihnen verfassten Petitionen. Der Adressat zeigte sich jedoch nicht bereit, Zugeständnisse zu machen, worauf die jeversche Deputation mit einem Aufstand drohte. Daraufhin lenkte der Großherzog ein und versprach, eine Resolution zu erlassen. Am frühen Abend wurde das vom Großherzog erlassene Patent öffentlich verlesen. Er stimmte darin zu, erfahrenen Männern aus dem ganzen Lande ein Staatsgrundgesetz als Verfassungsentwurf vorzulegen. Konkret sicherte er zu, einer Versammlung aus 34 von ihm zu bestimmenden Männern einen Entwurf vorzulegen, über den diese beraten sollten. Die Begeisterung der Oldenburger war immens und dem Großherzog und seiner Familie wurde am selben Abend im Theater ein mehrfaches „Hoch!“ entgegengebracht. Dies ging so weit, dass gebeten wurde, auf eine Treppe zu treten, um sich bejubeln zu lassen, was ihm offensichtlich missfiel.
Am 11. März wurde durch Erlass die Pressezensur aufgehoben. Dies hatte jedoch keine großen Auswirkungen, da schon zuvor kaum Einschränkungen bestanden. Am 24. März kam es in Oldenburg zu Krawallen durch Mitglieder der unteren Schichten in der Stadt. Hauptsächlich Lehrjungen und Gesellen rotteten sich vor dem Haus eines Obersts zusammen, zerstörten eine Laterne und warfen mit einem Stein. Dieser Aufruhr wurde von der Presse verurteilt. Es folgte die Zustimmung des Großherzogs zur Volksbewaffnung und zur Schaffung einer Bürgerwehr, um weitere Zwischenfälle dieser Art zu unterbinden. Am 25. März wurden Flinten an Oldenburger Bürger ausgegeben und bereits am 26. März begann man mit Exerzierübungen. Im Februar 1849 wurde die Verfassung im konstituierenden Landtag angenommen.
Im Jahre 1867 trat Oldenburg dem Norddeutschen Bund bei.

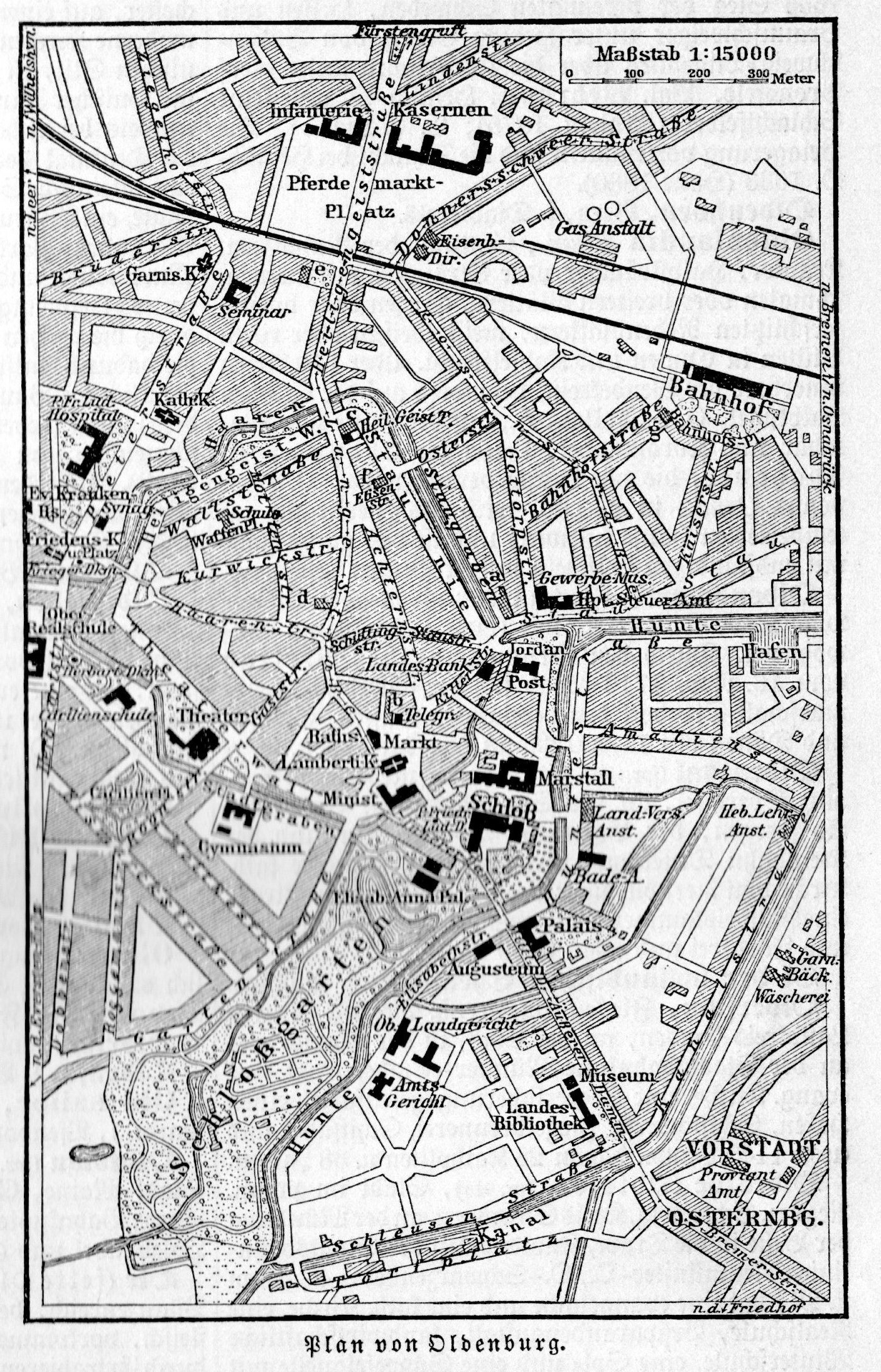
Oldenburg in Oldenburg 1906. Meyers Großes Konversations-Lexikon

Zu Beginn des Ersten Weltkrieges wurde Oldenburg als bedeutender Truppenstandort schnell zu einem Heerlager. Neben tausenden Reservisten kamen auch viele Freiwillige zu den Kasernen. Die größte in Oldenburg stationierte Einheit war das Infanterie-Regiment Nr. 91, das bereits frühzeitig hohe Verluste zu beklagen hatte und nach dem Krieg aufgelöst wurde.

### Weimarer Republik und Zeit des Nationalsozialismus
Der letzte Großherzog Friedrich August dankte 1918 ab und mit der Ausrufung der Weimarer Verfassung wurde Oldenburg 1919 Landeshauptstadt des Freistaates Oldenburg im föderalen Deutschen Reich.
Hier gelang es der NSDAP bei den Wahlen zum Oldenburgischen Landtag 1932 erstmals, in einem Land des deutschen Reiches mit über 48 % die absolute Mehrheit zu erzielen. Zum Ministerpräsidenten ernannt wurde daraufhin Carl Röver, der bereits seit Mitte der 1920er Jahre als NS-Gauleiter Weser-Ems in Oldenburg agiert hatte.
In dieser Zeit kam es zu heftigen gewaltsamen Auseinandersetzungen zwischen den Sturmtruppen der SA und Anhängern der KPD und SPD. Kurz nach der Machtergreifung der Nationalsozialisten wurde dabei der KPD Abgeordnete des Oldenburgischen Landtages Johann Gerdes das erste Opfer des nationalsozialistischen Terrors in Oldenburg. Er wurde von der SA angeschossen und verstarb drei Tage später an den Folgen seiner Verletzung. Ein 2019 verlegter Stolperstein erinnert an das Geschehen.

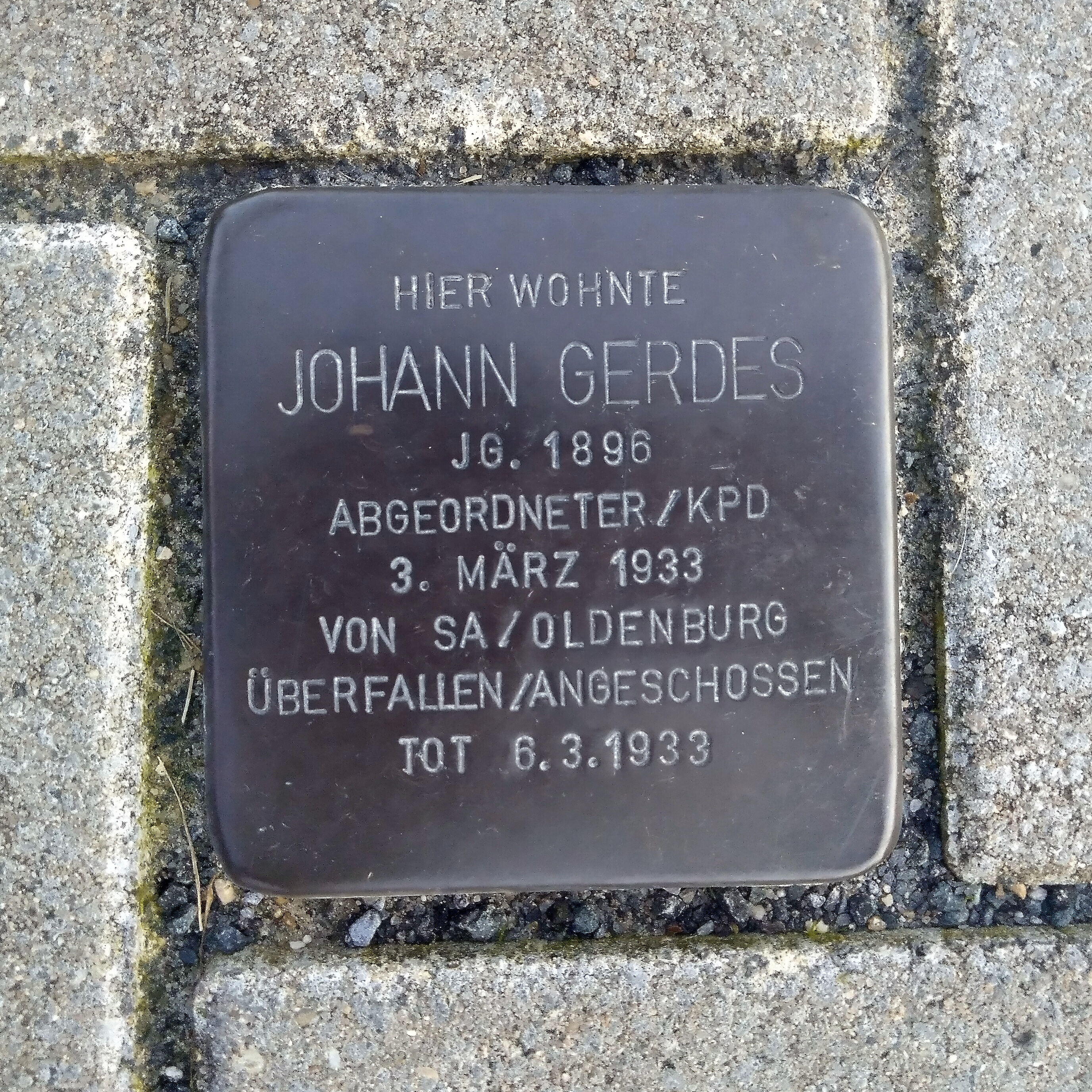
Stolperstein für Johann Gerdes

Nach der Machtergreifung der Nationalsozialisten im gesamten Deutschen Reich wurde Carl Röver Anfang Mai 1933 zum „Reichsstatthalter“ für Bremen und Oldenburg ernannt. Damit verlor die Hansestadt Bremen ihre politische Unabhängigkeit. Im Gegenzug wurde zur NS-Zeit 1933 das Amt Oldenburg erheblich vergrößert und der neue Verwaltungsbezirk später als Landkreis Oldenburg bezeichnet.
1935 wurde die „Bewahr- und Pflegeanstalt Kloster Blankenburg“ geschlossen und in ein „Hilfsdienstlager des SA-Arbeitsdienstes“ für jugendliche Erwerbslose umgewandelt. Im Februar 1937 wurde das Lager wieder aufgelöst und stattdessen die städtische „Bewahr- und Pflegeanstalt“ Gertrudenheim (die tatsächlich eine Einrichtung war, an der schon in den frühen 1930er Jahren die Methode der „Hunger-Euthanasie“ nach dem „Vorbild“ der „Heil- und Pflegeanstalt“ Wehnen praktiziert wurde) nach Blankenburg verlegt. Im Rahmen der „Euthanasie“-Aktionen wurden die überlebenden Heimbewohner am 19. September 1941 erneut verlegt.

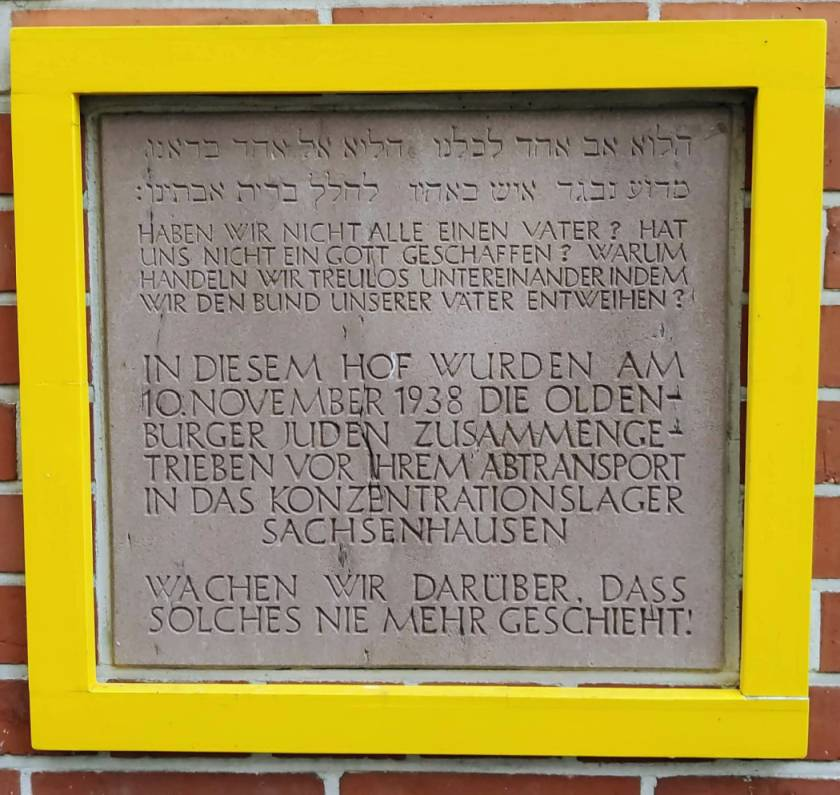
Gedenktafel an die Deportation Oldenburger Juden 1938 (ehem. Polizeikaserne Pferdemarkt)

In der Nacht vom 9. auf den 10. November 1938 beteiligten sich Oldenburger SA-Truppen an den reichsweiten judenfeindlichen Novemberpogromen. Die Synagoge und die Jüdische Schule wurden niedergebrannt, einige Geschäfte zerstört. Die jüdischen Oldenburger wurden in der Polizeikaserne am Pferdemarkt, heute Landesbibliothek Oldenburg, zusammengetrieben. Am Morgen des 10. November wurden die Familien getrennt und 43 jüdische Männer an den Trümmern der noch brennenden Synagoge vorbei mitten durch die Innenstadt zum Gefängnis getrieben. Einen Tag später folgte die Deportation mit dem Zug. Insgesamt wurden fast 1000 Männer aus dem Nordwesten und Bremen in das KZ Sachsenhausen verbracht, aus dem sie erst nach Wochen und Monaten gebrochen zurückkehrten. Zur Erinnerung und Mahnung initiierten Oldenburger Bürger 1982 einen Nachvollzug dieses Deportationsgangs als Schweigegang. Dieser Erinnerungsgang wird seitdem jährlich am 10. November von mehreren hundert bis zu mehreren tausend Oldenburgern begangen. Schulen und Institutionen gestalten jeweils ein umfangreiches Rahmenprogramm.
Während der NS-Zeit wurden des Weiteren zahlreiche Oldenburger Sinti deportiert und ermordet. Mindestens 74 Sinti der Stadt Oldenburg und der Umgebung wurden in Konzentrations- und Vernichtungslagern ermordet.
Im Zweiten Weltkrieg entstanden durch Luftangriffe auf Oldenburg nur geringe Schäden. Oldenburg wurde insgesamt lediglich zu 1,4 % zerstört. Im Juni 1941 richtete ein Luftangriff Schäden im Bereich von Stau, Sophienstraße und Würzburger Straße sowie an der Bahnstrecke nach Leer an. Im September 1943 wurde die Landesbibliothek am Damm durch Bomben zerstört, ebenso das Landgericht in der Elisabethstraße 7, das ausbrannte, sowie das Museum am Damm und die Reichsfinanzverwaltung am Damm Ecke Festungsgraben. Im April 1945 gab es noch vier größere Luftangriffe. Dabei wurden die Georgenvilla, der Ziegelhof und die Fleischfabrik der G. E. G. zerstört. Schwer beschädigt wurden die Kasernen an der Ofener Straße und der Donnerschweer Straße sowie die Infanteriekaserne an der Cloppenburger Straße. Auch in den Wohnvierteln östlich der Cloppenburger Straße und um den Klingenbergplatz herum entstanden schwere Schäden. Am 17. April 1945 griffen britische Flugzeuge die Donnerschwee-Kaserne an. Bei diesem Bombenangriff verloren 13 Kinder ihr Leben. Bei einem Luftangriff am 21. April 1945 wurden Bahnhofsvorplatz, Hafen und das Gewerbegebiet im Osten der Altstadt zerstört. Auch die Kasernenanlagen in Kreyenbrück wurden im April/Mai 1945 zerstört. Während der Luftangriffe suchten viele Menschen in dem 1942/43 erbauten Hochbunker an der Moslestraße (1979 gesprengt und abgetragen) und in den hunderten, im gesamten Stadtgebiet verteilten splittersicheren kleinen Rundbunkern Schutz. In Oldenburg wurden im Zweiten Weltkrieg insgesamt 130 Häuser zerstört.

### Nachkriegszeit

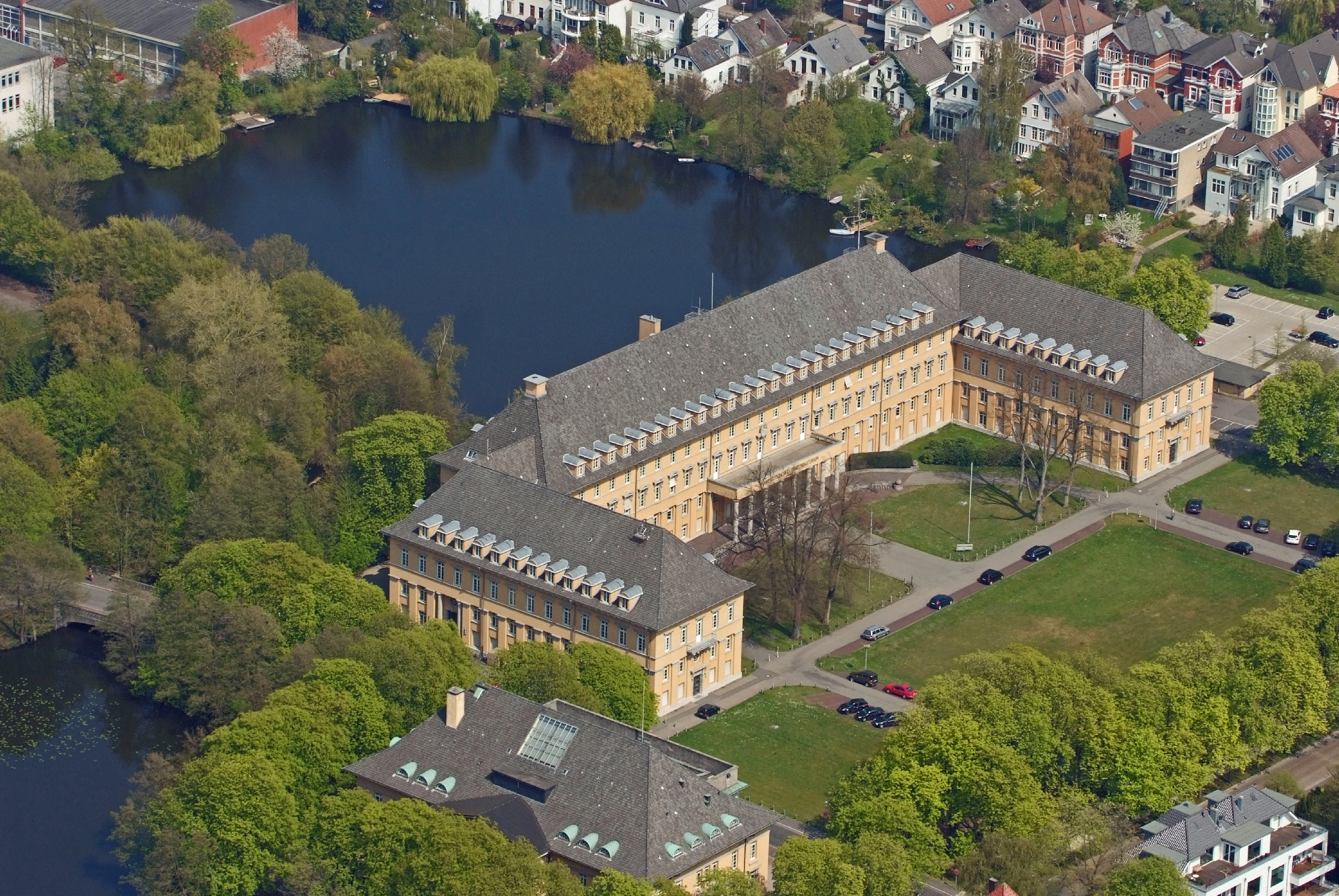
Das Oldenburgische Staatsministerium war Amtsstätte der Oldenburgischen Ministerpräsidenten und von 1946 bis Ende 2004 Sitz der Bezirksregierung.

Nach dem Ende des Zweiten Weltkriegs gehörte Oldenburg zur Britischen Besatzungszone. Der britische Stadtkommandant übernahm 1945 als Residenz die Villa an der Gartenstraße 5, die zuvor Amtssitz des Leiters des NSDAP-Gaues Weser-Ems gewesen war (später war dort die „Brücke der Nationen“ untergebracht). Die britische Militärverwaltung richtete in Oldenburg mehrere DP-Lager zur Unterbringung von bis zu 5000 so genannten Displaced Persons ein. Die Mehrzahl von ihnen waren ehemalige Zwangsarbeiter aus Polen und dem Baltikum, aber auch nicht-deutsche Flüchtlinge aus den von der Roten Armee besetzten Gebieten. Die Lager „Ohmstede“, „Wehnen“, „Sandplatz“, „Unterm Berg“ und „Ammerländer Heerstraße“ bestanden über die Gründung der Bundesrepublik hinaus bis in die 1950er Jahre.

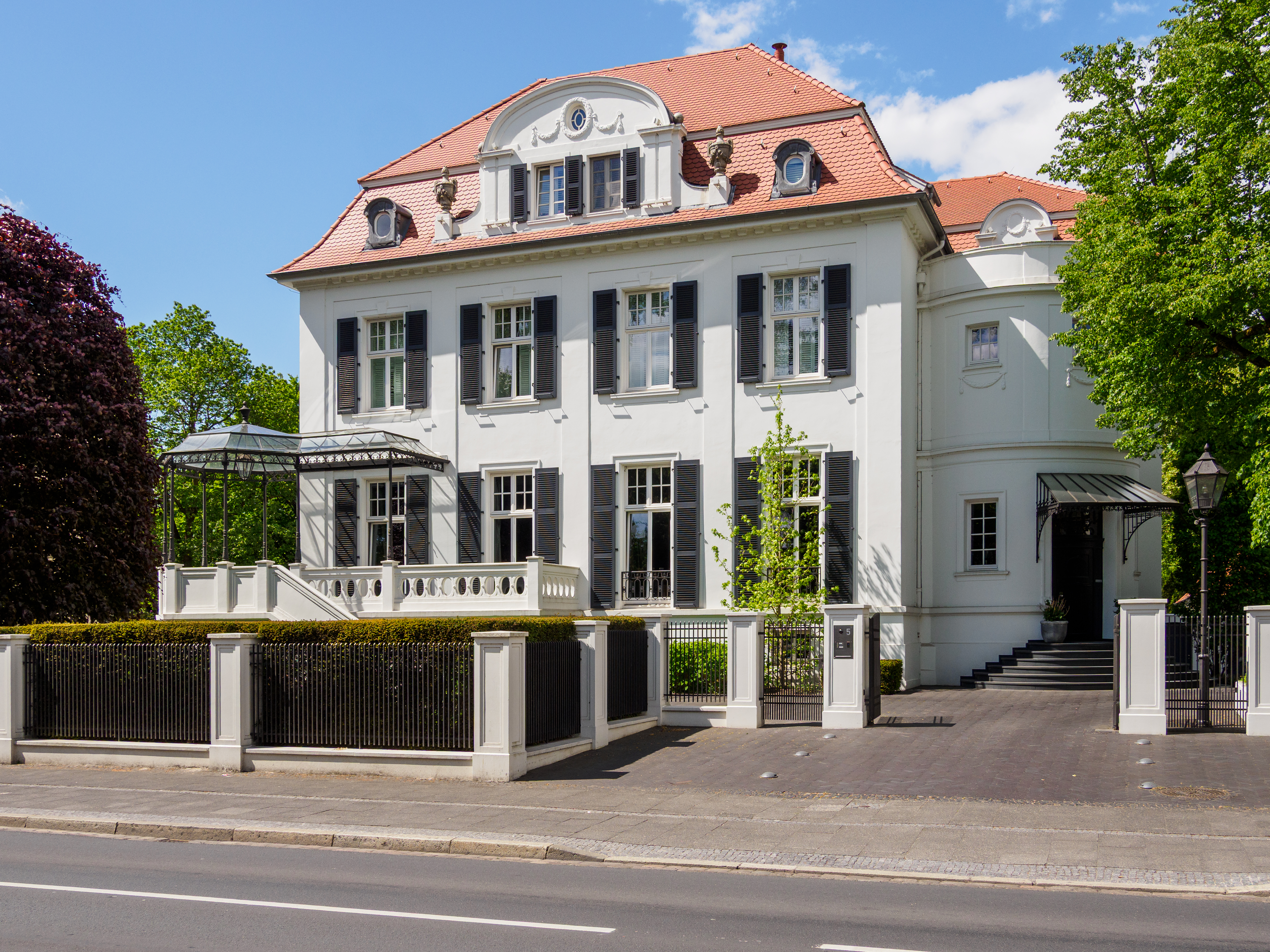
Villa Gartenstraße 5: Nacheinander Sitz des NSDAP-Gauleiters, des britischen Stadtkommandanten und der „Brücke der Nationen“

Auf dem Gelände des ehemaligen Rennplatzes in Ohmstede wurden Letten und Esten angesiedelt, von denen viele bis heute in Ohmstede verblieben sind. Diese Exilanten wollten einerseits nicht in ihre 1940 von der Sowjetunion okkupierte Heimat zurückkehren, andererseits aber auch nicht in ein Land der westlichen Kriegsgegner Deutschlands auswandern. 1960 wurden die Holzhäuser des „Lettenlagers“ abgerissen und nach und nach durch Geschosswohnungen ersetzt, in die allerdings nicht nur Exil-Balten einzogen. In den 1970er Jahren lebten noch ca. 300 Letten in Oldenburg. Die meisten der Letten und Esten, die nach dem Zweiten Weltkrieg in Ohmstede lebten, und ihre Nachkommen blieben 1990 auch nach der Wiederherstellung der Souveränität des Staates Lettland in Deutschland. Prominentester Exil-Lette, der im Ohmsteder Exil starb, war der ehemalige lettische General und spätere General der Waffen-SS Rūdolfs Bangerskis. Der lettische Komponist und Dirigent Bruno Skulte leitete nach 1945 in Oldenburg ein lettisches Opern-Ensemble.
Durch die Aufnahme von etwa 42.000 Vertriebenen nach Kriegsende überschritt Oldenburg die Zahl von 100.000 Einwohnern und wuchs zur Großstadt heran. 1946 wurde das Land Oldenburg auf Beschluss der englischen Besatzungsmacht Bestandteil des neuen Bundeslandes Niedersachsen, Oldenburg wurde Sitz des „Verwaltungsbezirks Oldenburg“, eines der damals acht Regierungsbezirke des Landes.
Im ehemaligen Kloster Blankenburg wurde 1949 ein städtisches Altenheim, und ab 1957 überwiegend die langzeitpsychiatrische „Klinik Blankenburg“ betrieben. Die Auflösung 1987/88 galt als bundesweites Modellprojekt für die Ambulantisierung der psychiatrischen Pflege.

### Jüngste Vergangenheit
Durch verschiedene Kreisreformen der 1970er Jahre wurde der Landkreis Oldenburg verändert. Aus dem Verwaltungsbezirk Oldenburg und den Regierungsbezirken Aurich und Osnabrück entstand 1978 der Regierungsbezirk Weser-Ems mit der Hauptstadt Oldenburg. Trotz aller Verwaltungs- und Gebietsreformen blieb Oldenburg eine kreisfreie Stadt. 1988 wurde die Kreisverwaltung des Landkreises Oldenburg, die sich bis dahin in der Stadt Oldenburg befunden hatte, auf Beschluss des Kreistages nach Wildeshausen verlegt.
1954 wurde die Weser-Ems-Halle eröffnet und 1967 wurde mit der Umgestaltung der Altstadt begonnen, damit war Oldenburg eine der ersten Städte in Deutschland mit einer Fußgängerzone. Oldenburg entwickelte sich zu einem Bankenplatz der Region, unter anderem mit einer Filiale der Deutschen Bundesbank. 1973 wurde nach Abschaffung der Pädagogischen Hochschulen in Niedersachsen die Carl von Ossietzky Universität Oldenburg gegründet. Im gleichen Jahr begann auch der Bau des Hilfskrankenhauses Oldenburg.
Von 1990 bis Ende Juni 2011 unterhielt das Land Niedersachsen im Kloster Blankenburg eine Aufnahmeeinrichtung für Asylbewerber, der im Verlauf der 1990er Jahre eine Gemeinschaftsunterkunft (gemäß § 53 Asylverfahrensgesetz (heutige Bezeichnung: Asylgesetz)) und eine Ausreiseeinrichtung (nach § 61 Abs. 2 Aufenthaltsgesetz) angegliedert wurde. Heute ist die Anlage ein Standort der Landesaufnahmebehörde Niedersachsen.

2009 trägt Oldenburg den Titel Stadt der Wissenschaft mit dem Leitbild Übermorgenstadt. 2009 wurde mit der Umgestaltung der ehemaligen städtischen Mülldeponie Osternburg zu einem Park begonnen. Auf dem höchsten Punkt der früheren Halde befindet sich der Osternburger Utkiek.

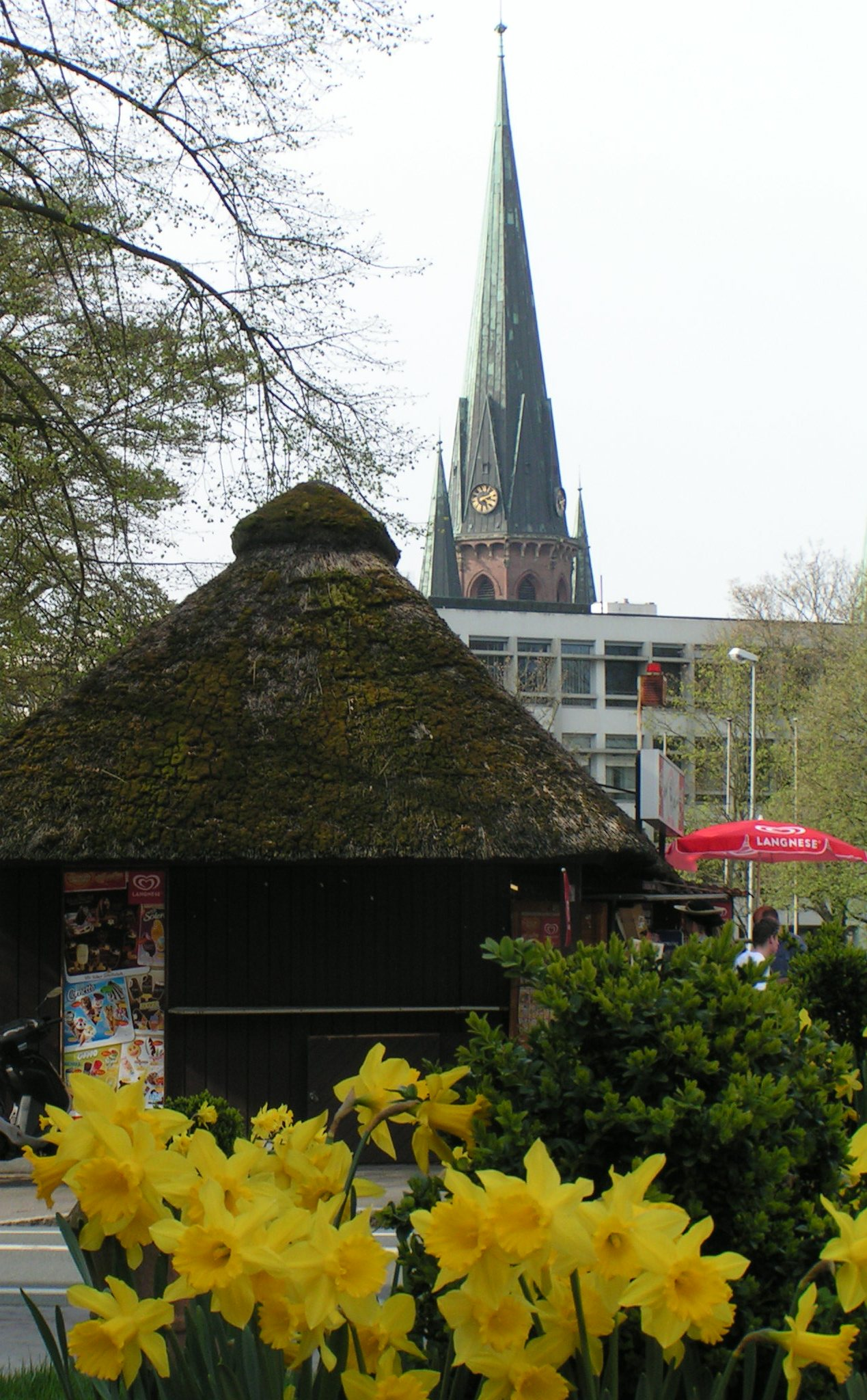
2021 abgebrannter Bootskiosk an der Mühlenhunte (2009)

Der reetgedeckte Bootskiosk an der Mühlenhunte wurde 2018 abgebaut und sollte auf dem Gelände des Museumsdorfs Cloppenburg ab 2021 wieder aufgebaut werden. Bei einem Brand in einem Depot des Museumsdorfs wurde das Unikat im Juli 2021 vollständig zerstört.

### Militärgeschichte

#### Mittelalter, Frühe Neuzeit

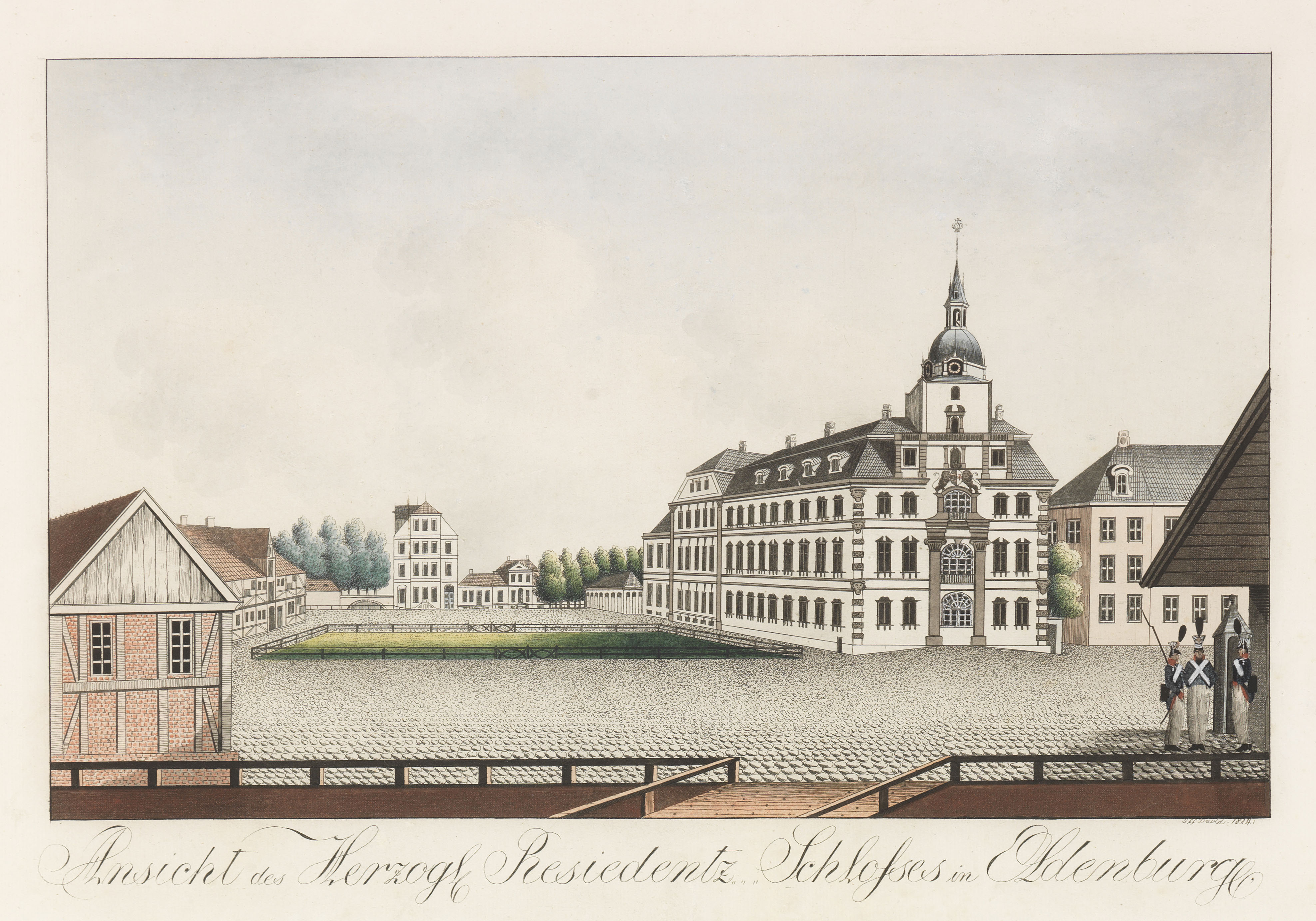
G. F. F. David: Ansicht des Residenz-Schlosses in Oldenburg (1824)

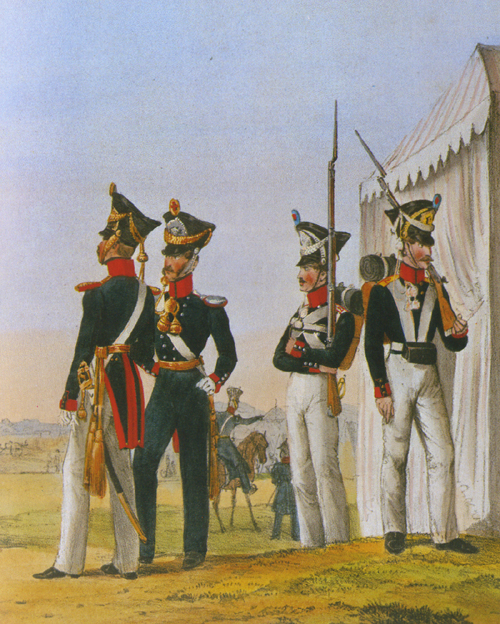
Old2.+1.InfRgt

Nicht eindeutig geklärt ist die Funktion des 1032 entstandenen Heidenwalls. Wahrscheinlich ist es, dass er der Sicherung einer Furt der Hunte diente. Die vermutlich im 11. Jahrhundert angelegte Burg wurde ab ca. 1530 zu einer Festung in alt-italienischer Manier umgebaut.
1576 wurde das erste Zeughaus errichtet. Bis 1600 wurde die so genannte Bürgerwacht aufgebaut. Um 1615 begann der Ausbau der Festung. 1681 ließ der dänische König Christian V., der die Grafschaft Oldenburg-Delmenhorst von seinem Vater geerbt hatte, steinerne Baracken auf dem Waffenplatz als Soldatenunterkünfte errichten, die etwa hundert Jahre später als das erste städtische Krankenhaus genutzt wurden. In der so genannten Dänenzeit war Oldenburg von 1700 bis 1765 Dänische Königsfestung.
Nach der Erhebung zum Herzogtum Oldenburg wurde die Stadt herzogliche Garnison. 1775 wurde das Herzogliche Infanteriekorps aufgestellt. Dieser Truppenteil ging 1808/09 in dem so genannten Rheinbund-Kontingent auf. Militärisches Zentrum der Stadt war bis 1919 immer die Schlosswache, der die Bewachung des Schlosses als Regierungssitz oblag. Weiterhin war sie Sitz des Garnisonkommandos.

#### Deutscher Bund, Norddeutscher Bund, Deutsches Reich bis 1919
Im Jahre 1813 erließ Herzog Peter Friedrich Ludwig einen Aufstellungsbefehl für ein Herzoglich Oldenburgisches Infanterie-Regiment. 1831 erfolgte eine Vereinigung mit Kontingenten aus Bremen, Hamburg und Lübeck zur Oldenburgisch-Hanseatischen Brigade.
Im Norddeutschen Bund wurde die Einheit 1867 als Oldenburgisches Infanterie-Regiment Nr. 91 in das preußische Heer eingegliedert.
1849 wurde ein Reiter-Regiment aufgestellt, das ab 1859 in Osternburg stationiert war und ab 1867 als Oldenburgisches Dragoner-Regiment Nr. 19 Teil des preußischen Heeres war.

#### Deutsches Reich 1919 bis 1945
Nach 1919 wurde die Oldenburger Garnison stark reduziert. Nachfolger des 91er-Regiments wurde das Infanterie-Regiment 110, das 1921 in das 16. Infanterie-Regiment (Reichswehr) umgewandelt wurde.
Nach 1935 wurde die Garnison Oldenburg massiv ausgebaut.

#### Seit 1945
Anfang Mai 1945 wurde Oldenburg von kanadischen Einheiten der 4th Canadian Armoured Division eingenommen. Die kanadischen Besatzungstruppen wurden 1946/1947 durch britische Einheiten abgelöst. Diese wurden Ende der 1940er Jahre durch dänisches Militär abgelöst. 1954 erfolgte der britische Abzug.
Von den 1960er bis zu den 1980er Jahren war Oldenburg – nach Koblenz – größte Garnisonsstadt der Bundesrepublik. Sie war Standort diverser Heeres- und Luftwaffenverbände und -einheiten. In den 1970er Jahren beschäftigte die Bundeswehr in Oldenburg 10.000 Soldaten und Zivilbedienstete.

#### Seit 1990
1990, im Jahr der Wiedervereinigung Deutschlands, waren in der Stadt Oldenburg 4555 Soldaten und 1600 Zivilangestellte bei der Bundeswehr beschäftigt. In einer gemeinsam von den Universitäten Oldenburg und Göttingen veröffentlichten Studie wurde 1995 vorhergesagt, dass die Bundeswehr am Standort Oldenburg auf zwei Drittel ihrer Soldaten und die Hälfte der Zivilangestellten verzichten werde. Tatsächlich sind seit 2006 in Oldenburg noch 1100 Angehörige der Bundeswehr beschäftigt. Seit der Aussetzung der Wehrpflicht in Deutschland zum 1. Juli 2011 werden keine Wehrpflichtigen mehr in Oldenburg stationiert.
Aufgrund von Heeresstrukturreformen ist heute lediglich die Henning-von-Tresckow-Kaserne in Bümmerstede noch Truppenstandort. Dieser beherbergte nach der Wiedervereinigung Deutschlands zunächst den Stab der Luftlandebrigade 31, zwei Kompanien des Luftlandeunterstützungsbataillons 272, eine Sanitätsstaffel sowie das Kraftfahrausbildungszentrum.
Die Luftlandebrigade wurde 2014 zu einem Fallschirmjägerregiment am Standort Seedorf umstrukturiert. In die Hennig-von-Tresckow-Kaserne wurde ab 2015 der Stab der 1. Panzerdivision verlegt. Nach Abzug der Fallschirmspringer im März 2015 hielt das Vorkommando der 1. Panzerdivision seinen Einzug in der Henning-von-Tresckow-Kaserne. Seit dem 14. Dezember 2015 sind der Stab sowie die Stabs-/Fernmeldekompanie der 1. Panzerdivision in Oldenburg stationiert. Das Kraftfahrausbildungszentrum verblieb am Standort Bümmerstede.
Auf dem Gelände der ehemaligen Dragoner-Kaserne in Osternburg befinden sich heute das Verpflegungsamt der Bundeswehr, das Bundeswehr-Dienstleistungszentrum und die zivilberufliche Aus- und Weiterbildung Betreuungsstelle Oldenburg (ZAW Betreuungsstelle Oldenburg).
Der Fliegerhorst an der Alexanderstraße sowie die Kasernengelände in Ohmstede, Donnerschwee und in Kreyenbrück werden nicht mehr für Zwecke der Bundeswehr genutzt. Die aufgegebenen Standorte der Bundeswehr in Oldenburg konnten ab 1993 neuen Zwecken zugeführt werden.

### Frühere Auszeichnungen
Siehe: Orden und Ehrenzeichen (Oldenburg)

### Einwohnerentwicklung

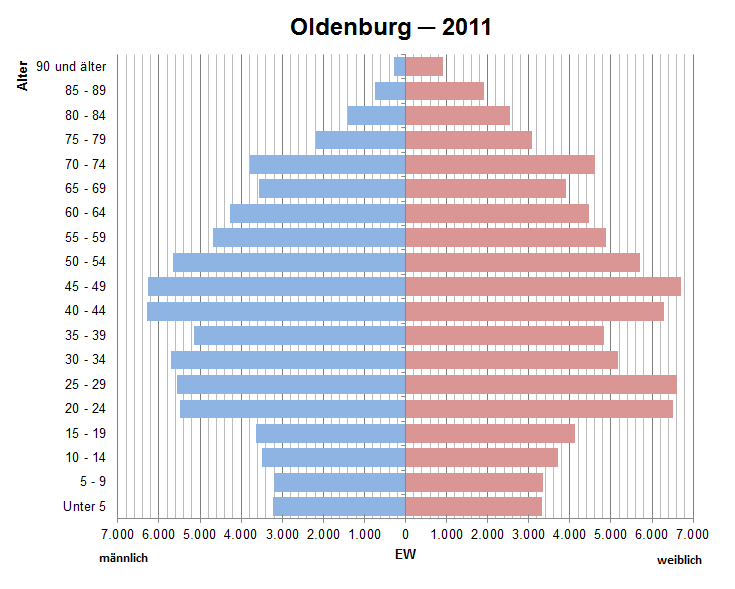
Bevölkerungspyramide für Oldenburg (Datenquelle: Zensus 2011)

1898 hatte Oldenburg 25.000 Einwohner, bis 1925 verdoppelte sich diese Zahl auf 50.000. 1946 überschritt die Einwohnerzahl der Stadt durch Flüchtlingszuzug schnell die Grenze von 100.000. 2015 lebten hier laut Einwohnerdatei Stadt Oldenburg 25.672 Minderjährige und 139.424 Erwachsene, zusammen 165.096 Menschen. Oldenburg gehört zu den noch wachsenden Großstädten in Deutschland. Seit 2011 ist Oldenburg die drittgrößte Stadt Niedersachsens, vor Osnabrück (Volkszählung und Fortschreibung). Am 31. Dezember 2024 hatte Oldenburg 176.614 Einwohner.
Zum 31. Dezember 2022 lebten in Oldenburg 84.422 (48,5 %) männliche und 89.565 (51,5 %) weibliche Einwohner, der Ausländeranteil lag bei 13 %. Noch Ende 2019 lag der Ausländeranteil bei 10,8 %. Oldenburg hat damit unter allen kreisfreien Städten Niedersachsens den niedrigsten Ausländeranteil vorzuweisen.
In einer Bevölkerungsvorausberechnung des Fachdienst Geoinformation und Statistik werden für Oldenburg 2036 etwa 176.000 Einwohner prognostiziert, während das Durchschnittsalter auf 43,47 Jahre ansteigen soll.
Bei der Übersicht der Einwohnerzahlen nach dem jeweiligen Gebietsstand handelt es sich bis 1833 meist um Schätzungen, danach um Volkszählungsergebnisse (¹) oder amtliche Fortschreibungen der jeweiligen Statistischen Ämter beziehungsweise der Stadtverwaltung. Die Angaben beziehen sich ab 1843 auf die „Ortsanwesende Bevölkerung“, ab 1925 auf die Wohnbevölkerung und seit 1987 auf die „Bevölkerung am Ort der Hauptwohnung“.
| Jahr               | Einwohner |
| ------------------ | --------- |
| 1502               | 2.300     |
| 1667               | 4.300     |
| 1702               | 5.000     |
| 1769               | 6.959     |
| 1816               | 6.278     |
| 1828               | 6.800     |
| 3. Dezember 1837 ¹ | 9.280     |
| 3. Dezember 1855 ¹ | 11.370    |
| 3. Dezember 1861 ¹ | 14.200    |
| 3. Dezember 1864 ¹ | 12.600    |
| 1. Dezember 1871 ¹ | 14.928    |
| 1. Dezember 1875 ¹ | 15.701    |
| 1. Dezember 1880 ¹ | 18.400    |
| 1. Dezember 1885 ¹ | 19.900    |
| 1. Dezember 1890 ¹ | 21.310    |
| 2. Dezember 1895 ¹ | 23.036    |
| 1. Dezember 1900 ¹ | 26.797    |
| 1. Dezember 1905 ¹ | 28.565    |
| 1. Dezember 1910 ¹ | 30.242    |
| 1. Dezember 1916 ¹ | 27.352    |
| 8. Oktober 1919 ¹  | 32.540    |
| 16. Juni 1925 ¹    | 52.785    |
| 16. Juni 1933 ¹    | 66.951    |

| Jahr                 | Einwohner |
| -------------------- | --------- |
| 17. Mai 1939 ¹       | 78.967    |
| 31. Dezember 1945    | 94.392    |
| 29. Oktober 1946 ¹   | 107.473   |
| 13. September 1950 ¹ | 122.809   |
| 25. September 1956 ¹ | 119.644   |
| 6. Juni 1961 ¹       | 125.198   |
| 31. Dezember 1965    | 134.971   |
| 27. Mai 1970 ¹       | 130.852   |
| 31. Dezember 1975    | 134.706   |
| 31. Dezember 1980    | 136.764   |
| 31. Dezember 1985    | 138.773   |
| 31. Dezember 1990    | 143.131   |
| 31. Dezember 1995    | 151.382   |
| 31. Dezember 2000    | 154.832   |
| 31. Dezember 2005    | 158.564   |
| 31. Dezember 2010    | 162.173   |
| 09. Mai 2011 ¹       | 157.267   |
| 31. Dezember 2015    | 163.830   |
| 31. Dezember 2019    | 169.077   |
| 31. Dezember 2020    | 169.605   |
| 31. Dezember 2022    | 172.830   |
| 31. Dezember 2023    | 175.878   |

¹) Volkszählungsergebnis

## Religions- und Weltanschauungsgemeinschaften

### Konfessionsstatistik
Laut der Volkszählung 2011 waren im Jahr 2011 45,9 % der Einwohner evangelisch, 14,3 % römisch-katholisch und 39,8 % waren konfessionslos, gehörten einer anderen Glaubensgemeinschaft an oder machten keine Angabe. Der Anteil der evangelischen und katholischen Kirchenmitglieder ist seitdem beträchtlich gesunken. Ende 2024 waren von den Einwohnern Oldenburgs 31,3 % evangelische Christen, 11,2 % Katholiken und 0,6 % Sonstige. Die Übrigen, also Konfessionsfreie sowie verschiedene Glaubensrichtungen, werden nur zusammen ausgewiesen, der Anteil lag bei 56,9 %. Die Entwicklung der Religionszugehörigkeiten in Oldenburg folgt dem Trend der meisten der früher überwiegend von evangelischen Kirchenmitgliedern bewohnten Großstädte in Deutschland. Anfang des 20. Jahrhunderts noch die absolut dominierende und damit beherrschende Kirche, derzeit eine Minderheit.

### Christen

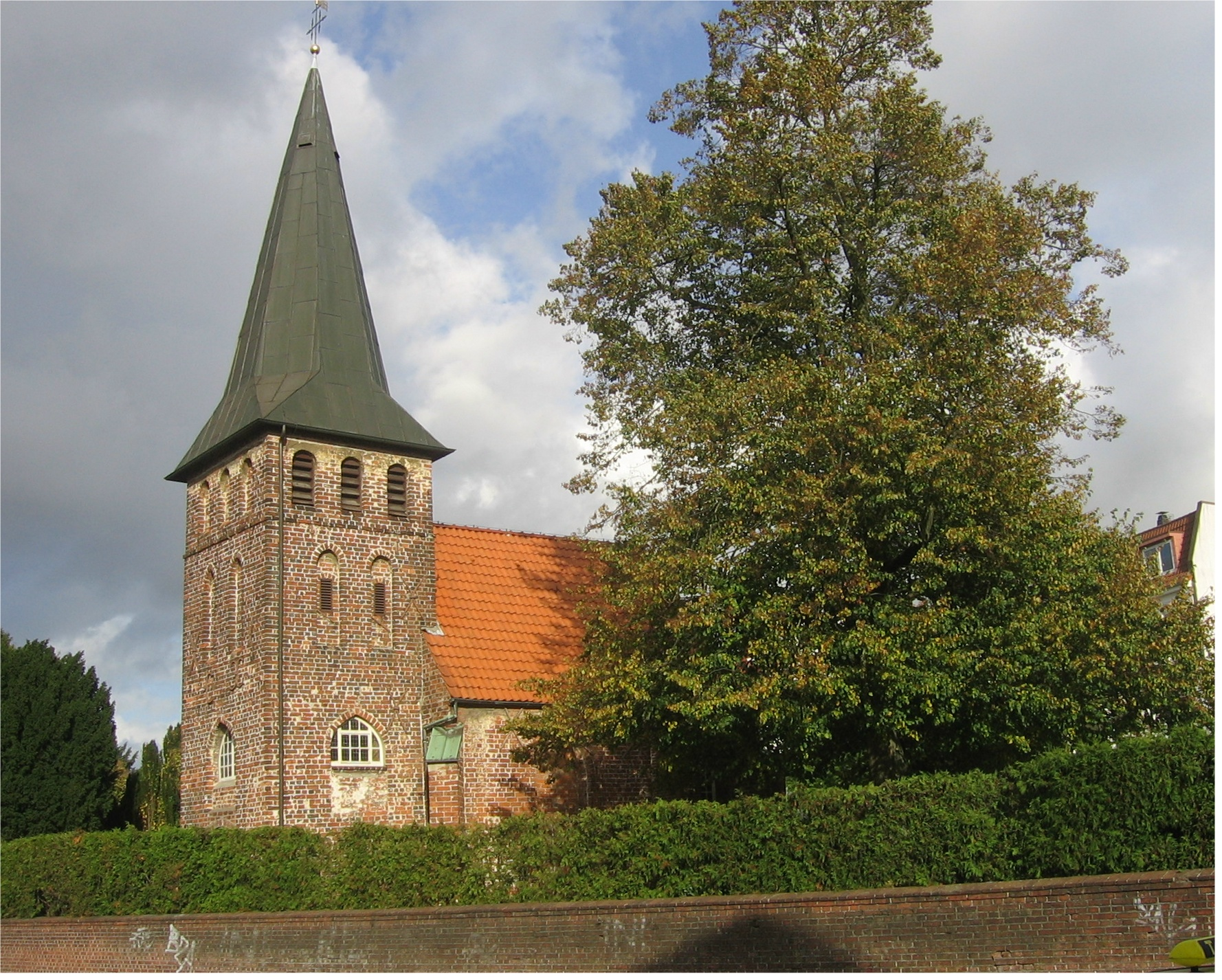
Die Gertrudenkapelle auf dem Gertrudenfriedhof

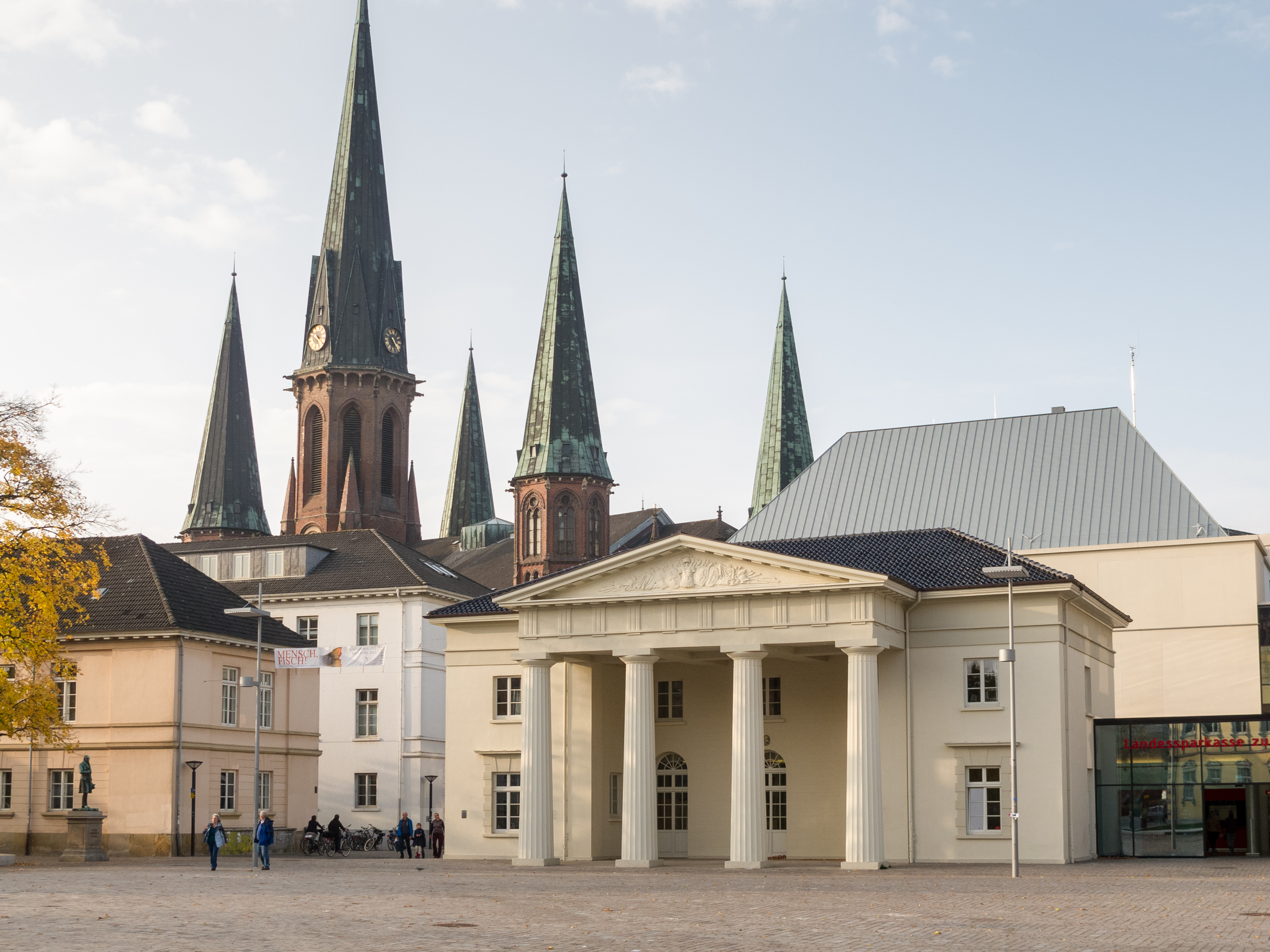
Schloßplatz mit Schlosswache und der Lambertikirche im Hintergrund

Von 2008 bis 2017 verlor die evangelisch-lutherische Kirche 6353 Mitglieder, die katholische Kirche gewann 55 Mitglieder.
Oldenburg gehörte anfangs zum Gebiet des Erzbistums Bremen, beziehungsweise zu dessen Archidiakonat St. Willehadi, die St.-Johannis-Kapelle gehörte zum Bistum Osnabrück. Die Reformation setzte sich ab 1526 durch, und seit 1529 war die Stadt dauerhaft reformiert, doch trat sie 1573 zum Luthertum über (Einführung einer lutherischen Kirchenordnung). Danach war Oldenburg über viele Jahrhunderte vorwiegend protestantisch. Als Hauptstadt des Herzogtums beziehungsweise Großherzogtums Oldenburg war die Stadt auch Sitz der Verwaltung der Evangelisch-Lutherischen Kirche in Oldenburg. Hier befindet sich bis heute das Konsistorium beziehungsweise der Oberkirchenrat dieser Landeskirche. Oldenburg wurde auch schon sehr früh Sitz des Kirchenkreises Oldenburg-Stadt, zu dem heute alle Kirchengemeinden der Stadt gehören, sofern es sich nicht um Freikirchen handelt.
Spätestens seit Ende des 18. Jahrhunderts gibt es in Oldenburg auch wieder Katholiken. Diese wurden seit 1785 von einem Kaplan betreut. Der Herzog von Oldenburg ließ 1807, nach Eingliederung weiter Teile des Niederstifts Münster in das Herzogtum, auf eigene Kosten eine erste katholische Kirche errichten, die im letzten Drittel des 19. Jahrhunderts den Bedürfnissen angepasst und durch den heutigen repräsentativen Bau der St.-Peter-Kirche ersetzt wurde. Später entstanden weitere katholische Kirchen. 1831 wurde Oldenburg Teil des Offizialats Oldenburg des Bistums Münster, nachdem die Bildung eines eigenen katholischen Bistums für das Land Oldenburg scheiterte. Sitz des Offizialats wurde jedoch die Stadt Vechta. In Oldenburg wurde ein Dekanat eingerichtet, das seinerzeit für den gesamten nördlichen Teil des Landes Oldenburg zuständig war. Später wurde das Dekanat Oldenburg in seinem Zuschnitt verändert, doch gehören heute alle Pfarrgemeinden der Stadt Oldenburg (Oldb) zu diesem Dekanat innerhalb des Bistums Münster.
Die älteste Freikirche ist die Evangelisch-Freikirchliche Gemeinde (Baptisten), die heute an der Eichenstraße ihr Gemeindezentrum besitzt. Sie wurde 1837 gegründet. Die Gemeindepastoren der Gründungsphase waren August Friedrich Wilhelm Haese und Johann Ludwig Hinrichs. Die Gemeinde hatte in der Anfangszeit unter Verfolgung seitens staatlicher und kirchlicher Behörden zu leiden: Die Kinder der Gemeinde wurden zwangsweise getauft, Versammlungen polizeilich aufgelöst und das Abhalten von Gottesdiensten mit empfindlichen Geld- und Gefängnisstrafen belegt.
Neben den Baptisten gibt es in Oldenburg weitere Freikirchen: die Evangelisch-methodistische Kirche (EmK), die Selbständige Evangelisch-Lutherische Kirche (SELK), die Adventgemeinde (STA), die Freie evangelische Gemeinde (FeG), die Freie Christengemeinde (BFP) und weitere freie christliche Gemeinschaften.
Weitere dem Christentum verpflichtete Religionsgemeinschaften in Oldenburg sind die Kirche Jesu Christi der Heiligen der Letzten Tage (Mormonen), die Zeugen Jehovas, die Neuapostolische Kirche, Christian Science (die christlich-wissenschaftliche Vereinigung) und die Christengemeinschaft.

### Juden

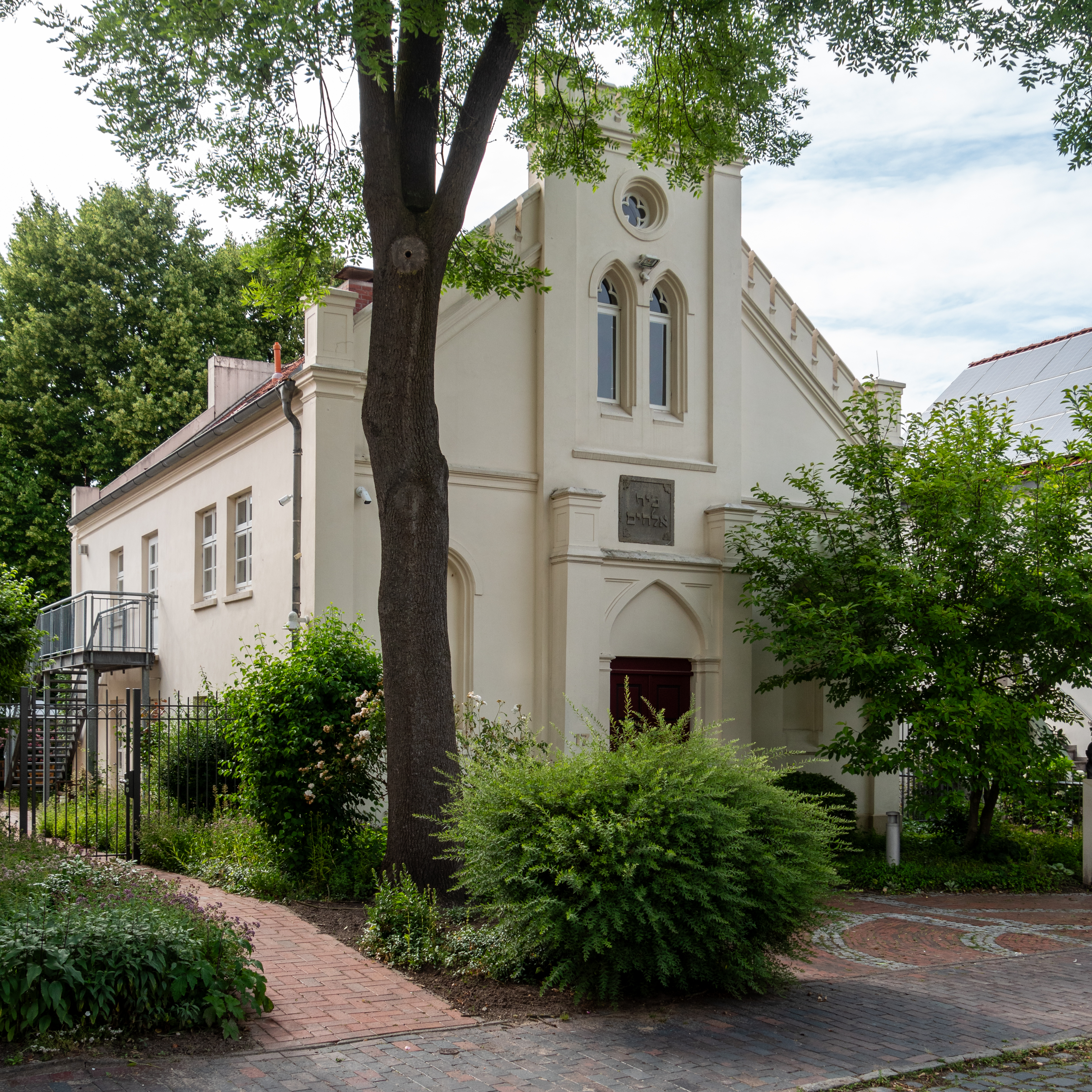
Oldenburger Synagoge

Seit 1992 gibt es in Oldenburg wieder eine jüdische Gemeinde. Dieser übergab die Stadt 1995 eine Synagoge mit Kulturzentrum, die im selben Jahr eröffnet wurde. Es handelt sich um die für diesen Zweck umgebaute ehemalige Baptistenkapelle, die in der Nähe der während der Novemberpogrome 1938 zerstörten Synagoge liegt. Zur Erinnerung an den 1938 deportierten Oldenburger Rabbiner wurde der Straßenabschnitt 2013 in Leo-Trepp-Straße umbenannt. Von 1995 bis 2004 amtierte die Schweizerin Bea Wyler als erste Rabbinerin in Deutschland nach dem Holocaust, sie war zeitweise auch in Braunschweig und Delmenhorst tätig. Von 2006 bis 2008 amtierte mit Daniel Alter einer der drei ersten nach 1945 in Deutschland ordinierten Rabbiner in Oldenburg. Er ist Absolvent des Potsdamer Abraham Geiger Kollegs, wie auch Alina Treiger, die seit 2010 neben der JGO auch die Jüdische Gemeinde in Delmenhorst betreut hatte und in Oldenburg bis Ende 2024 amtierte. Die seit 2025 amtierenden Rabbiner sind Levi Israel Ufferfilge und Netanel Olhoeft, beide Absolventen des konservativen Zacharias Frankel College.

### Muslime
In Oldenburg sind drei Moscheen verschiedener muslimischer Gemeinschaften registriert, und zwar die Hacı-Bayram-Moschee des DITIB in der Emsstraße (Gebetssprache Türkisch), die Hamidiye-Moschee der IGMG in der Breslauer Straße und die Maryam-Moschee des Islamischen Kulturvereins, eines Vereins ohne Dachverband, in der Alexanderstraße (Gebetssprachen Arabisch und Deutsch).

### Weitere Religionsgemeinschaften
Unter den Einwohnern Oldenburgs gibt es auch Bahai sowie eine der größten jesidischen Gemeinden in Deutschland.

### Weitere Weltanschauungen
Der Humanistische Verband Niedersachsen, eine Weltanschauungsgemeinschaft nichtreligiöser Menschen, unterhält ein Humanistisches Zentrum in Oldenburg.
Die Humanistische Vereinigung (HV), eine Weltanschauungsgemeinschaft, die neben nichtreligiösen Menschen grundsätzlich auch religiöse Menschen anspricht, betreibt einen Sozialdienst sowie mit dem Seemannsclub 50 Miles eine Sozialeinrichtung für Seeleute.

## Politik

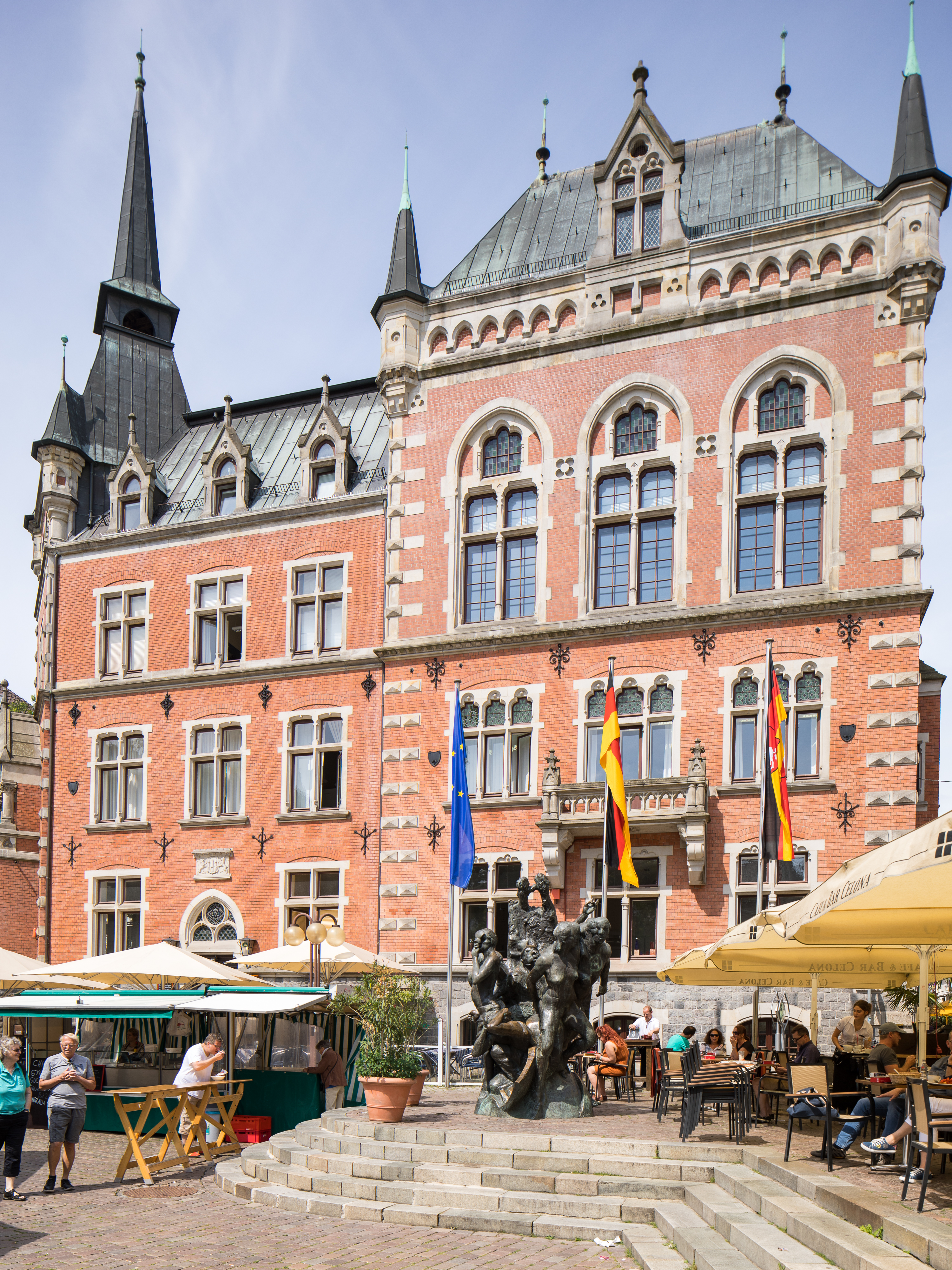
Rathaus Oldenburg – Ostansicht

An der Spitze der Stadt stand schon seit dem 14. Jahrhundert ein Rat, der ab 1345 aus 18 Mitgliedern bestand. Darunter befanden sich drei Bürgermeister. Es regierte jedoch nur ein Bürgermeister mit fünf Ratsmännern. Der Rat wechselte jährlich am 6. Januar. Ab 1676 wurde die Zahl der Bürgermeister auf zwei reduziert. Ab 1773 stand nur noch ein rechtsgelehrter Bürgermeister an der Spitze des Rates und der Stadt. Die Stadtordnung von 1833 führte einen Stadtdirektor als leitenden Beamten ein. Dieser erhielt später den Titel Bürgermeister beziehungsweise Oberbürgermeister.
Während der Zeit des Nationalsozialismus wurde das Stadtoberhaupt Oldenburgs von der NSDAP gestellt.
1946 führte die Militärregierung der britischen Besatzungszone die Kommunalverfassung nach britischem Vorbild ein. Danach gab es einen vom Volk gewählten Rat. Dieser wählte aus seiner Mitte den Oberbürgermeister als Vorsitzenden und Repräsentanten der Stadt, der ehrenamtlich tätig war. Daneben gab es ab 1946 einen ebenfalls vom Rat gewählten hauptamtlichen Oberstadtdirektor als Leiter der Stadtverwaltung. 1996 wurde in Oldenburg (Oldb) die Doppelspitze in der Stadtverwaltung aufgegeben. Seither gibt es nur noch den hauptamtlichen Oberbürgermeister. Dieser ist Leiter der Stadtverwaltung und Repräsentant der Stadt. Er wird seither direkt vom Volk gewählt. Es gibt jedoch weiterhin einen eigenen Vorsitzenden des Rates, der nach jeder Kommunalwahl bei der konstituierenden Sitzung des Rates aus dessen Mitte gewählt wird.
Bei den am 9. Oktober 2022 gewählten Oldenburger Mitgliedern des Niedersächsischen Landtages handelt es sich um den SPD-Politiker Ulf Prange (Wahlkreis 62 Oldenburg Mitte/Süd) und die SPD-Politikerin Hanna Naber (Wahlkreis 63 Oldenburg Nord/West). Die Grünen-Politikerin Lena Nzume (Wahlkreis 63 Oldenburg Nord/West) zog über die Landesliste ihrer Partei in den Niedersächsischen Landtag ein. Im Februar 2025 wurde Dennis Rohde (SPD) erneut direkt als Vertreter des Wahlkreises 28 (Oldenburg-Ammerland) in den Deutschen Bundestag gewählt. Stephan Albani (CDU), Alaa Alhamwi (Grüne) und   Andreas Paul (AfD) zogen über die Landeslisten ihrer Parteien in den Bundestag ein.

### Rat der Stadt
| Ratswahl Oldenburg 2021vorläufiges Ergebnis; Wahlbeteiligung: 53,8 % 403020100 31,229,017,88,05,32,72,61,40,91,2 GrüneSPDCDULinkeFDPAfDVoltPiratenWFOSonst.Gewinne und Verlusteim Vergleich zu 2016 %p 14 12 10 8 6 4 2 0 −2 −4 −6+12,1−3,7−4,4−1,9+0,5−2,1+2,6+0,2−0,3−4,0GrüneSPDCDULinkeFDPAfDVoltPiratenWFOSonst. | Sitzverteilung im Rat der Stadt Oldenburg nach der Kommunalwahl 2021Insgesamt 50 Sitze - BSW: 4 - Piraten: 1 - SPD: 15 - Grüne: 16 - Volt: 1 - FDP: 3 - CDU: 9 - AfD: 1 |

Seit 2006 hat der Rat der Stadt Oldenburg 50 Mitglieder. Dies ist die festgelegte Anzahl für eine Gemeinde mit einer Einwohnerzahl zwischen 150.001 und 175.000 Einwohnern. Die 50 Ratsmitglieder werden durch eine Kommunalwahl für jeweils fünf Jahre gewählt.
Seit den letzten Kommunalwahlen vom 12. September 2021 sind acht Parteien im Rat der Stadt Oldenburg vertreten, wobei Bündnis 90/Die Grünen die größte Fraktion stellt (16 Sitze), gefolgt von der SPD (14 Mitglieder) und der CDU (9 Sitze). Die Linke stellte vier Mitglieder, die FDP drei. AfD, Volt und Piratenpartei haben jeweils einen Sitz inne. Die Fraktion Die Linke wechselte Anfang 2024 geschlossen zur neu gegründeten Partei Bündnis Sahra Wagenknecht. Die aus der SPD-Fraktion ausgetretene Vally Finke schloss sich Ende 2024 mit dem Vertreter der Piratenpartei zur Gruppe für Oldenburg zusammen.
Stimmenanteile der zurzeit im Rat der Stadt Oldenburg vertretenen Parteien bei den letzten Kommunalwahlen in Prozent
| Jahr | Grüne | SPD   | CDU   | Linke | FDP  | AfD  | Volt | Piraten | FW/FW-BFO | NPD  | LKR  |
| ---- | ----- | ----- | ----- | ----- | ---- | ---- | ---- | ------- | --------- | ---- | ---- |
| 2001 | 13,6  | 40,1  | 30,5  | 3,9   | 8,2  |      |      |         | 2,8       |      |      |
| 2006 | 21,2  | 32,7  | 26,0  | 7,2   | 6,3  |      |      |         | 5,4       |      |      |
| 2011 | 27,3  | 33,9  | 20,7  | 6,1   | 3,0  |      |      | 2,8     | 3,2       | 1,1  |      |
| 2016 | 19,13 | 32,68 | 22,21 | 9,88  | 4,84 | 4,76 |      | 1,17    | 1,53      | 0,62 | 1,19 |
| 2021 | 31,2  | 29,0  | 17,8  | 8,0   | 5,3  | 2,7  | 2,6  | 1,4     |           |      |      |

Sitzverteilung bei den letzten Kommunalwahlen
| Jahr | Grüne | SPD | CDU | Linke | FDP | AfD | Piraten | Volt | FW | WFO | NPD | LKR | Gesamt |
| ---- | ----- | --- | --- | ----- | --- | --- | ------- | ---- | -- | --- | --- | --- | ------ |
| 2001 | 7     | 21  | 15  | 2     | 4   | –   | –       | –    | 1  | –   | –   | –   | 50     |
| 2006 | 11    | 16  | 13  | 4     | 3   | –   | –       | –    | 3  | –   | –   | –   | 50     |
| 2011 | 14    | 17  | 10  | 3     | 1   | –   | 1       | –    | 2  | 1   | 1   | –   | 50     |
| 2016 | 10    | 16  | 11  | 5     | 2   | 2   | 1       | –    | 1  | 1   | –   | 1   | 50     |
| 2021 | 16    | 15  | 9   | 4     | 3   | 1   | 1       | 1    | –  | –   | –   | –   | 50     |

### Oberbürgermeister
Seit 2014 ist Jürgen Krogmann Oberbürgermeister. Bei der Wahl 2021 setzte er sich in der Stichwahl am 26. September 2021 mit 54 % der Stimmen gegen den von den Grünen unterstützten parteilosen Kontrahenten Daniel Fuhrhop durch und wurde im Amt bestätigt.
Alle Bürgermeister der Stadt Oldenburg seit 1363 sind in der Liste der Stadtoberhäupter von Oldenburg (Oldb) aufgeführt.

### Oberstadtdirektoren 1945 bis 1996
| Jahre     | Name                 |
| --------- | -------------------- |
| 1945–1946 | Fritz Koch           |
| 1946–1947 | Wilhelm Oltmann      |
| 1948–1950 | Hans Klüber, SPD     |
| 1950–1963 | Jan Eilers, FDP      |
| 1963–1972 | Heinz Rathert        |
| 1972–1996 | Heiko Wandscher, SPD |

### Namensgebung

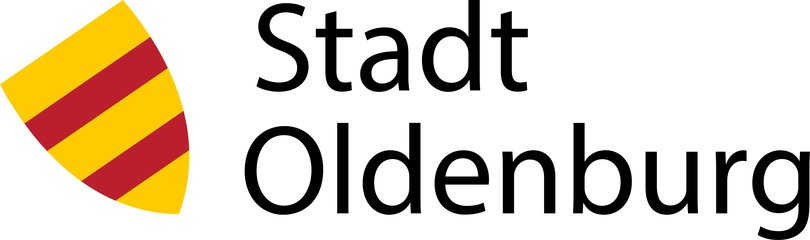
Logo der Stadt Oldenburg (Oldb)

Nach der Hauptsatzung der Stadt lautet ihr Name Oldenburg (Oldb). Das Statistische Bundesamt führt sie unter dem Namen Oldenburg (Oldenburg). Das neue Logo der Stadt verwendet nicht mehr den Zusatz „i.O.“, das Impressum der Webpräsenz der Stadt verwendet die Bezeichnung Stadt Oldenburg (Oldb). Die Einführung des neuen Logos im August 2023 löste nach Kritik vieler Personen aus der lokalen Medienbranche eine Petition aus.

### Hoheitszeichen
Die Stadt Oldenburg (Oldb) führt ein Dienstsiegel, ein Wappen und eine Flagge.

#### Wappen
Blasonierung: „In Gold eine rote Zinnenmauer bekrönt von drei goldbeknauften blau bedachten Spitztürmen, der mittlere breiter und höher; im blau umrandeten schwarzen Tor ein gelehnter goldener Schild mit zwei roten Balken.“
Die Stadtfarben von Oldenburg sind Gold – Rot.
Für die Residenz des Grafenhauses, die im 13. Jahrhundert Stadt wurde, ist seit 1307 das erste Siegel überliefert, das noch dem späten 13. Jahrhundert entstammt. Wie das kleinere Siegel seit 1366 zeigt es eine dreitürmige Burg ohne den landesherrlichen Balkenschild. Im zweiten Hauptsiegel aus der Mitte des 14. Jahrhunderts steht der Ortspatron St. Lambert im Tor, das Grafenwappen in zwei Schilden neben dem Heiligen und zwei Turmfahnen. Auf dem vierten Siegel aus dem 15. Jahrhundert, das im Torbogen den Balkenschild der Oldenburger Grafen mit seinen „fiev stücken“ enthält, fußt das vor 1622 heraldisch vereinfachte Wappen; 1927 bekam es die heutige Form.
Das Oldenburger Grafenwappen ist der Sage nach das Ergebnis eines Löwenkampfes: Nachdem der Löwe getötet war, tauchte Kaiser Heinrich IV. seine Finger in das Blut des Tieres und strich dann über den goldenen Schild des Siegers, zwei parallel verlaufende Zickzack-Linien hinterlassend.

#### Flagge
Die Stadtflagge von Oldenburg ist gold – rot – gold – rot – gold (1:1:1:1:1) waagerecht gestreift. Für gewöhnlich wird das Gold mit der Farbe Gelb dargestellt.

### Städtepartnerschaften
Oldenburg unterhält Städtepartnerschaften mit folgenden Städten und Kreisen:
- Taastrup, Dänemark, seit 1978
- Cholet, Frankreich, seit 1985
- Groningen, Niederlande, seit 1989
- Machatschkala, Russland, seit 1989
- Landkreis Vorpommern-Rügen, Deutschland, seit 1990
- Kreis Mateh Ascher im Nordbezirk von Israel, seit 1996
- Kingston upon Thames, Vereinigtes Königreich, seit 2010[66]
- Xi’an in der Provinz Shaanxi in der Volksrepublik China, seit 2017

Seit 2011 besteht zudem eine Klimapartnerschaft zur südafrikanischen Gemeinde Buffalo City Metropolitan Municipality, wodurch unter anderem die Teilnahme am vom Bundesministerium für wirtschaftliche Zusammenarbeit und Entwicklung (BMZ) geförderten Projekt „50 kommunale Partnerschaften bis 2015“ ermöglicht wurde.

## Flächennutzung
Bei einem Blick auf den Flächennutzungsplan für die Stadt Oldenburg fallen die Großflächigkeit unbebauter Gebiete am Rande des Stadtgebiets sowie die Vielzahl kleinerer über die Stadt verteilter Grünflächen und die Vielzahl kleiner Stillgewässer auf. Die Ziele der Naherholung für Menschen und des Erhalts intakter Ökosysteme trafen beim Beschluss des FNP 1996 auf konkurrierende Ziele wie die Bereitstellung von Land für die Zwecke der Errichtung von Wohn- und Gewerbebauten, von Verkehrswegen usw.

### Naherholung

#### Grünanlagen und Wälder

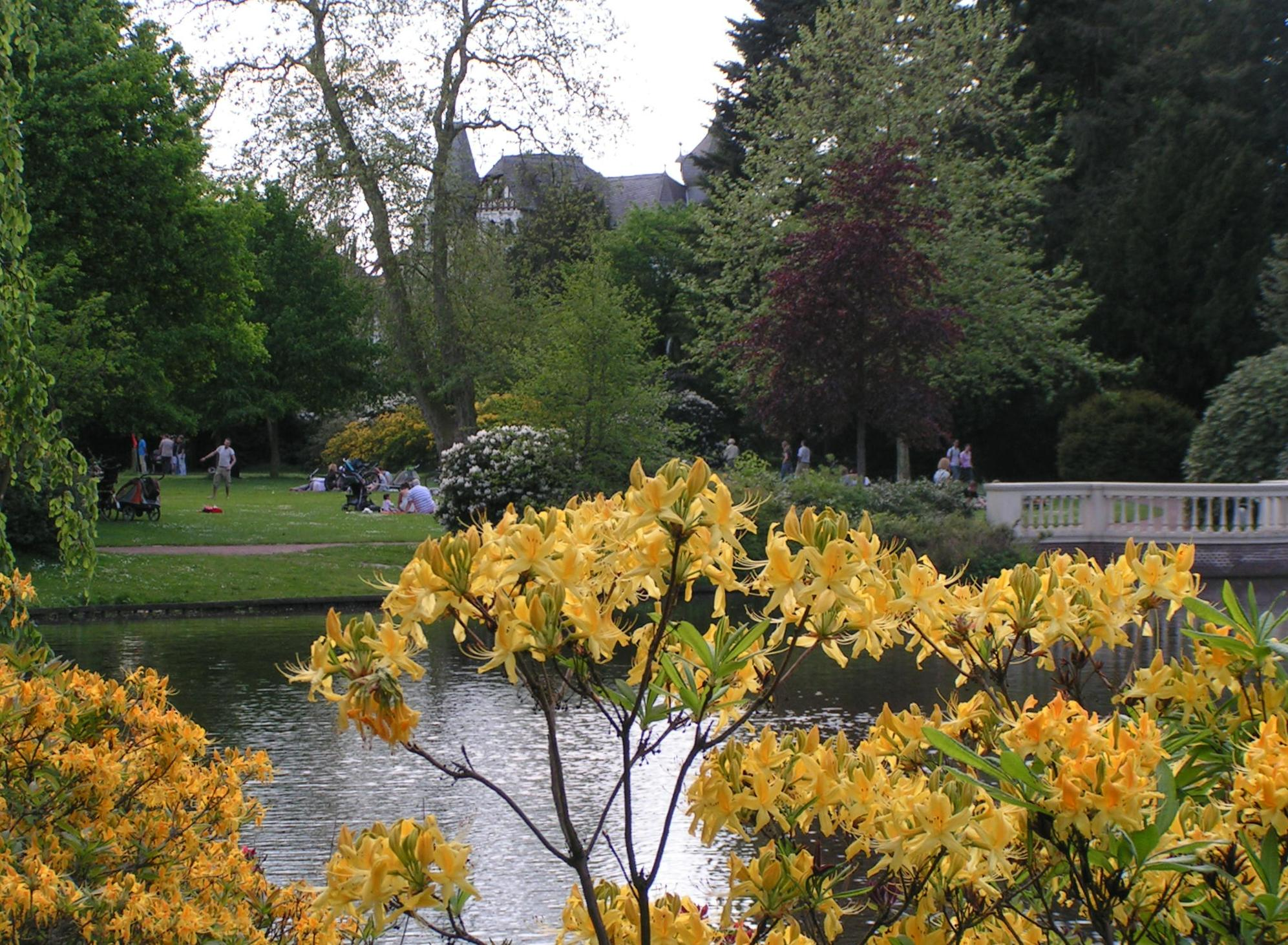
Rhododrendren- und Azaleenblüte im Schlossgarten

Neben dem Schlossgarten und dem Landschaftspark Mühlenhunte werden auch der Botanische Garten, das Eversten Holz, der Große und der Kleine Bürgerbusch sowie die Anlage rund um den Osternburger Utkiek für Spaziergänge im Grünen genutzt. Erholungsmöglichkeiten bieten sich auch in den Wallanlagen, deren grüner Gürtel um die Innenstadt zu einem großen Teil erhalten geblieben ist. Parkähnlichen Charakter weisen die beiden städtischen Friedhöfe in Bümmerstede und am Patentbusch auf. Daneben gibt es im Stadtgebiet kleinere Parks wie den Cäcilienpark in der Nähe des Staatstheaters.
Von Mai bis August werden seit 2005 alljährlich vor allem in der Innenstadt temporäre Gärten unter dem Namen „Stadtgärten“ eingerichtet. Durch die temporären Gärten soll „Oldenburgs große Affinität zu Parks und Gartenanlagen“ demonstriert werden.

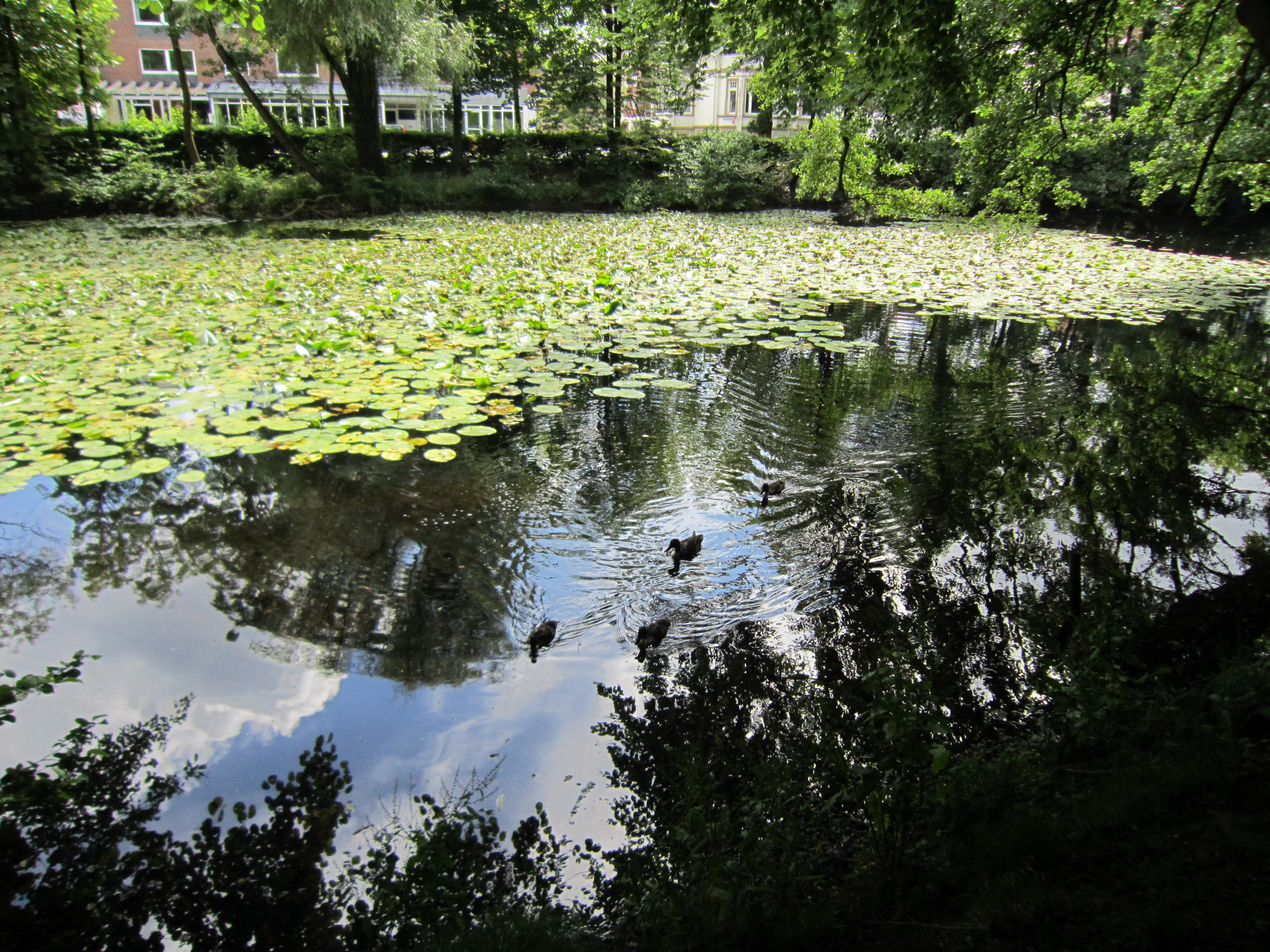
Pferdetränke im Eversten Holz
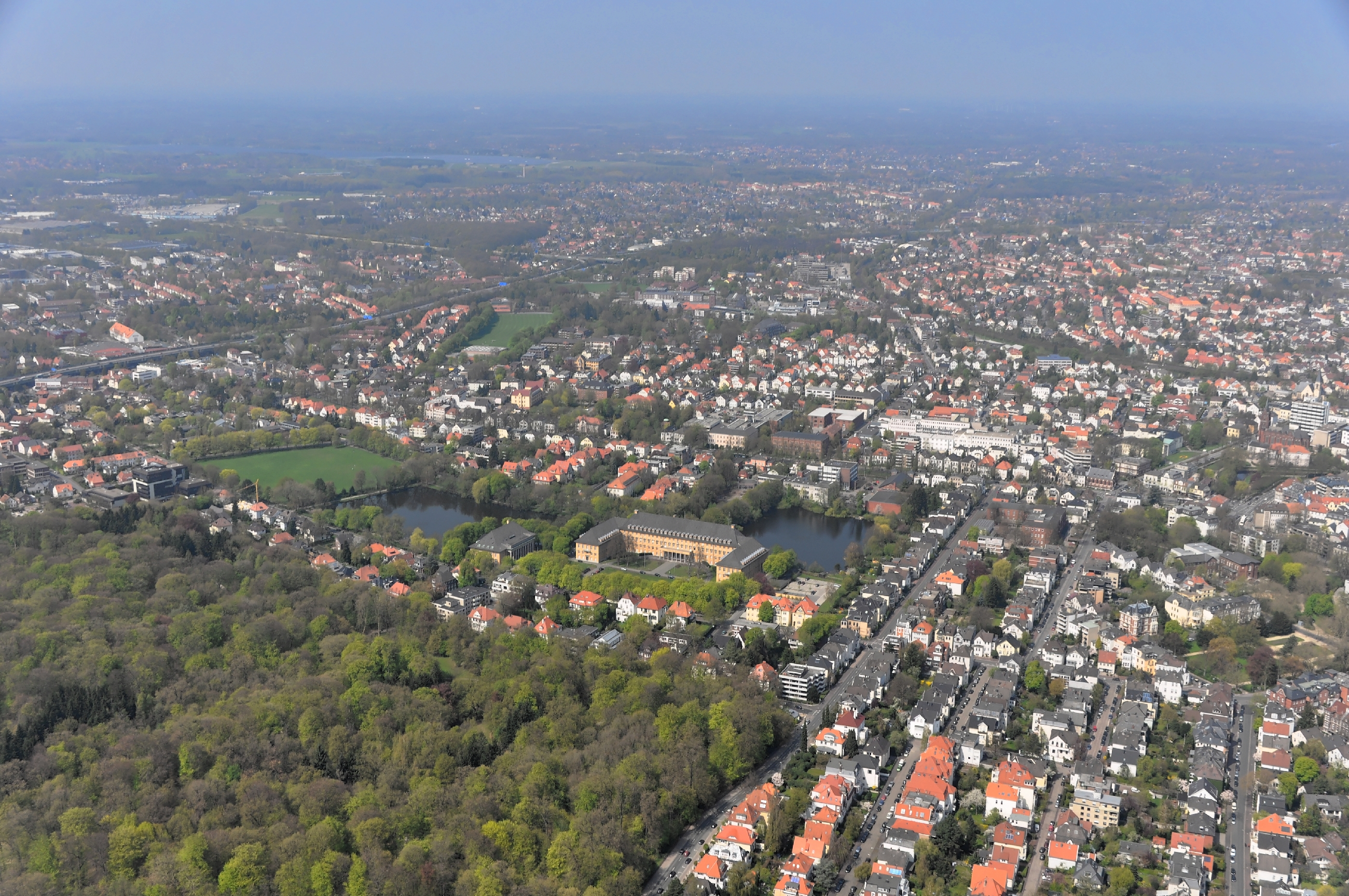
Unten links das Eversten Holz; am rechten Bildrand der Cäcilienpark
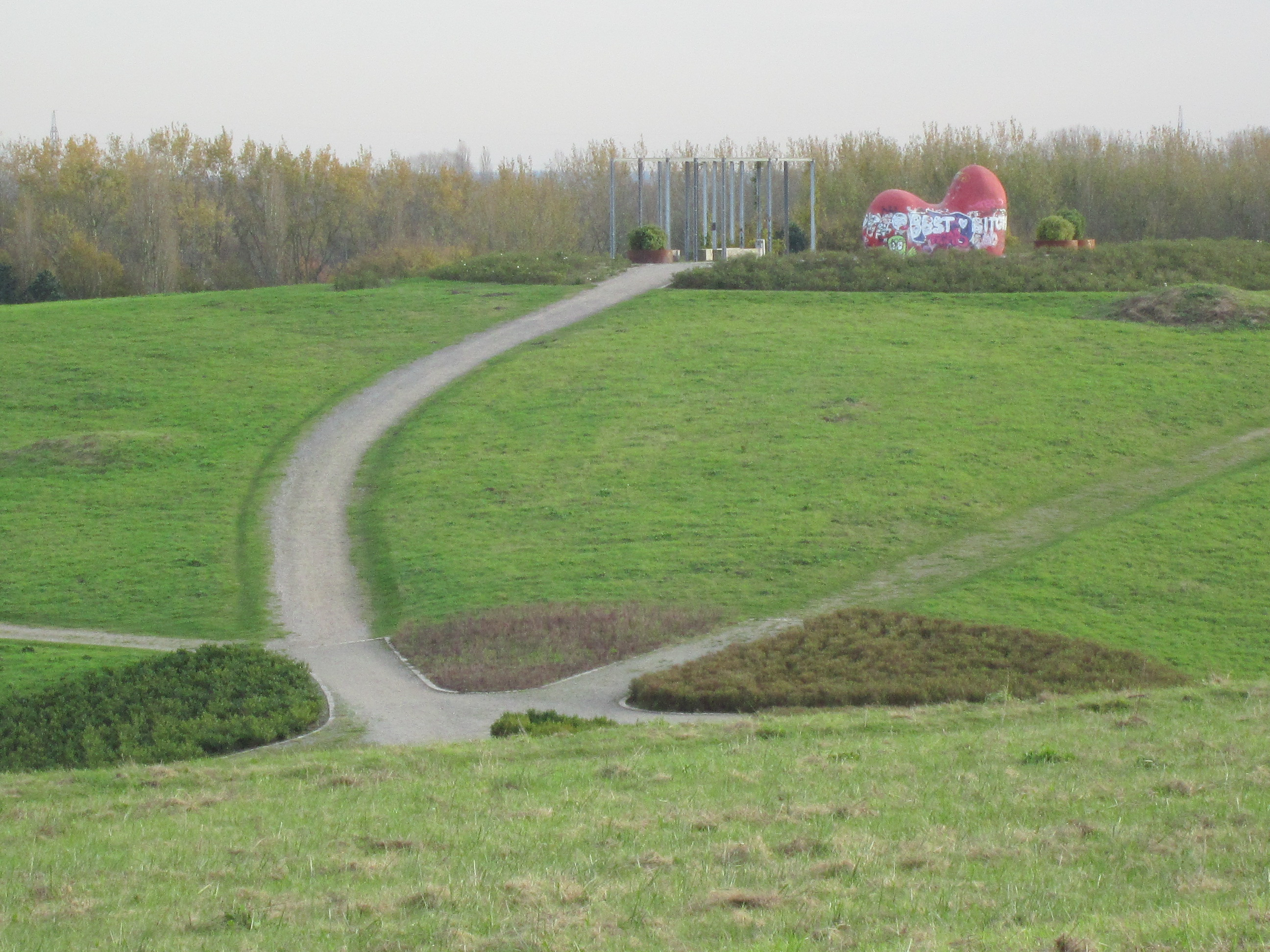
Osternburger Utkiek: Wanderweg, Pergola und herzförmiges Kletterelement zwischen zwei Hügeln
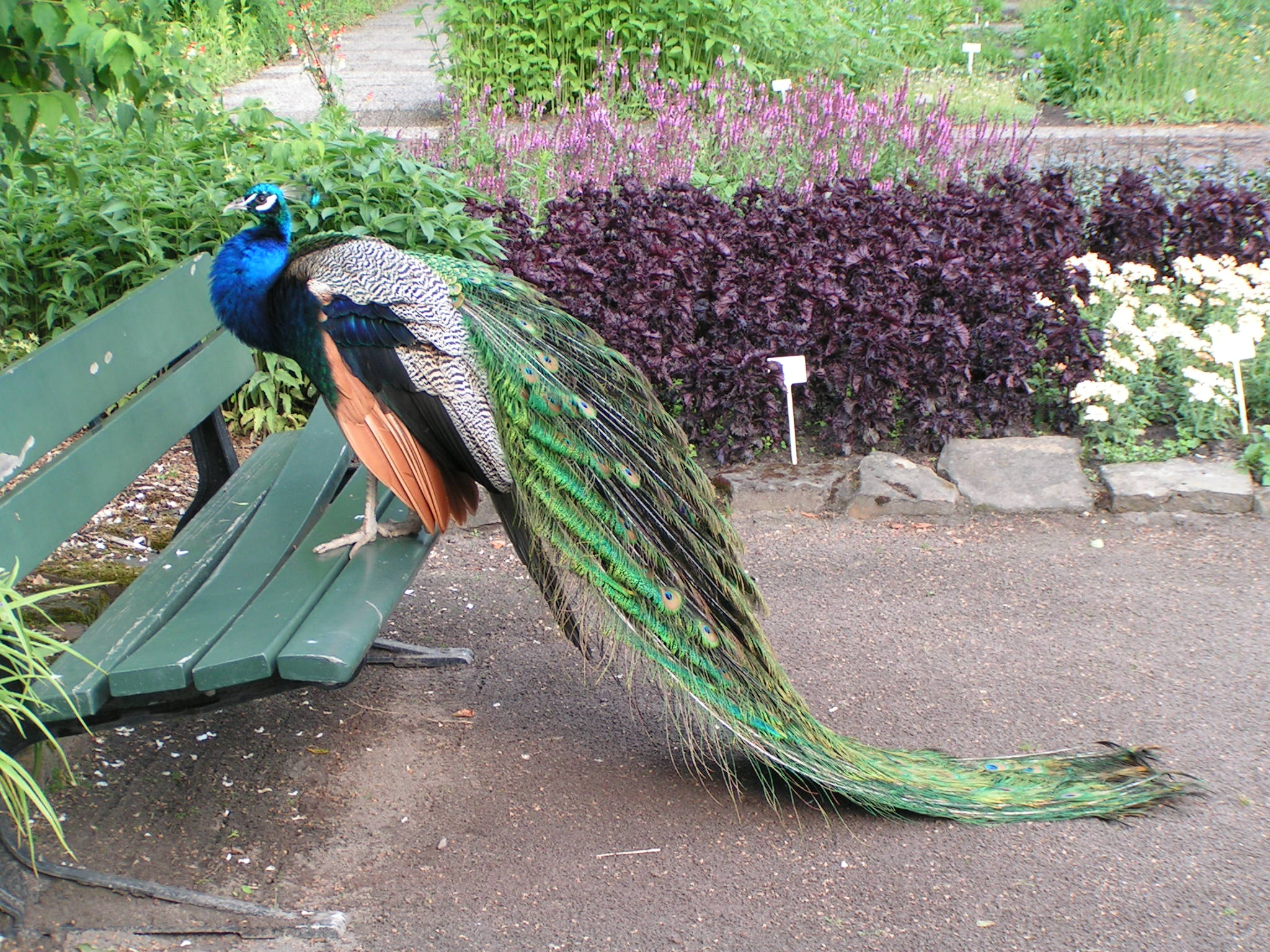
Pfau im Botanischen Garten
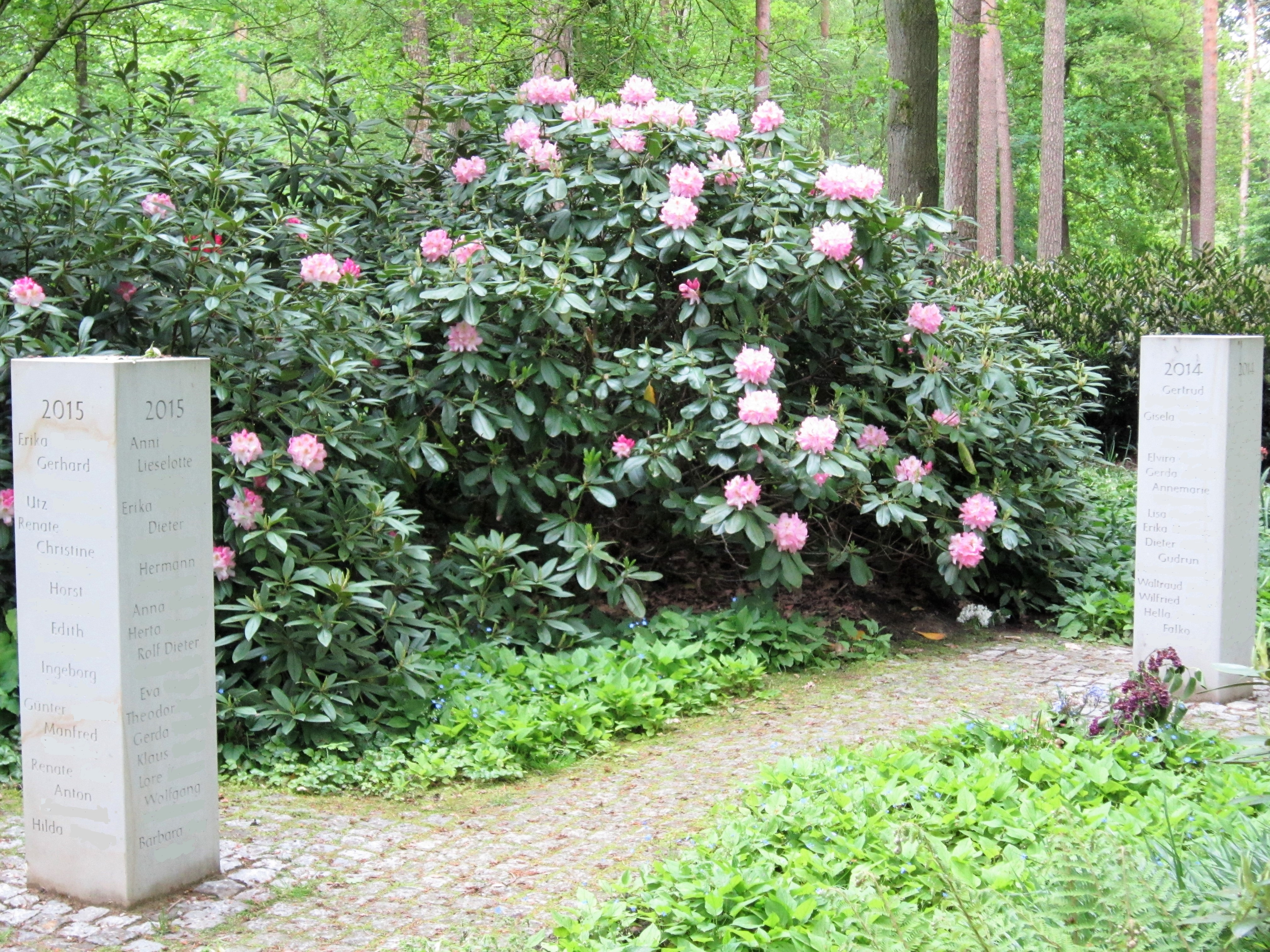
Friedhof Patentbusch in Ofenerdiek
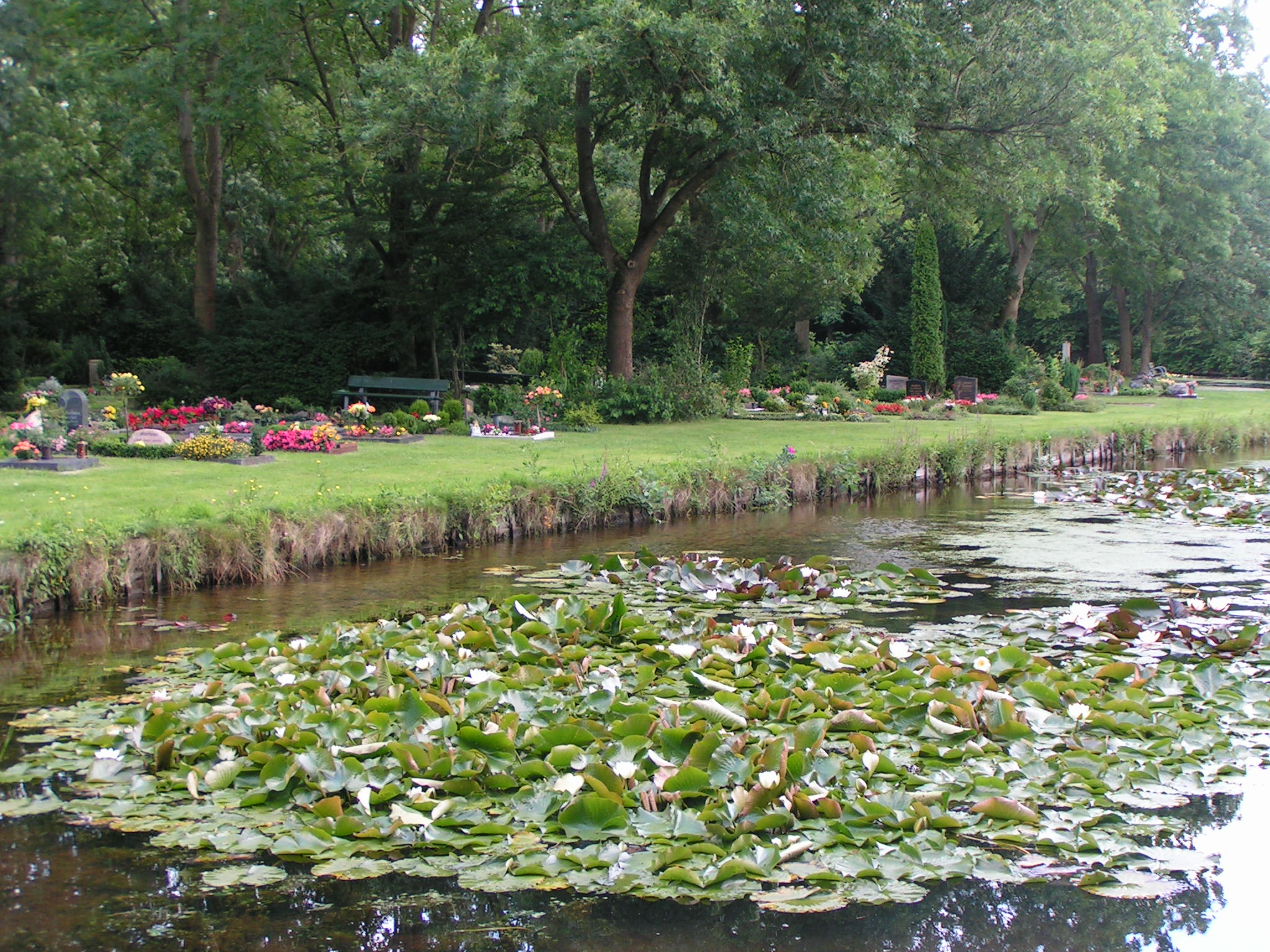
Friedhof Bümmerstede
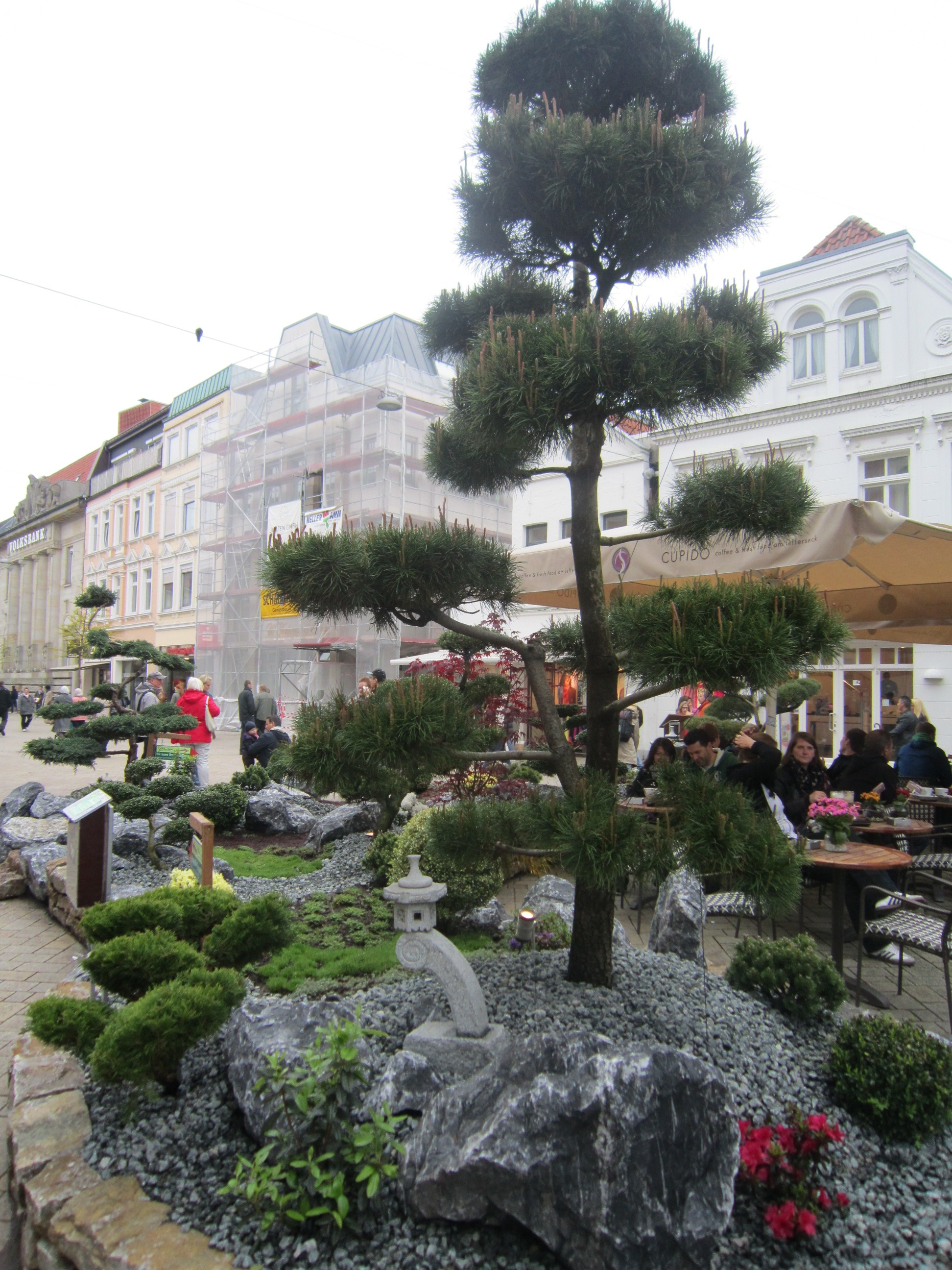
Temporärer Japanischer Garten am Leffers-Eck 2013

#### Seen und Teiche
Unmittelbar östlich der Bundesautobahn 29 reihen sich vier Seen auf, die teilweise zum Baden und für den Wassersport geeignet sind: der Kleine Bornhorster See, der Große Bornhorster See, der Blankenburger See und der Tweelbäker See (durch diesen verläuft die Stadtgrenze Oldenburgs; sein östliches Ufer gehört bereits zur Gemeinde Hude im Landkreis Oldenburg). Ihre Entstehung verdanken die Seen dem Bau der Autobahnen 28, 29 und 293. Insbesondere für den Rampenbau beiderseits der Autobahnbrücke über die Hunte wurden große Mengen Sand benötigt, die aus dem Gelände herausgebaggert und -gespült wurden, auf dem sich heute die Seen befinden.
Darüber hinaus befinden sich auf dem Stadtgebiet eine Vielzahl von kleineren Seen und Teichen sowie kleinere Fließgewässer.

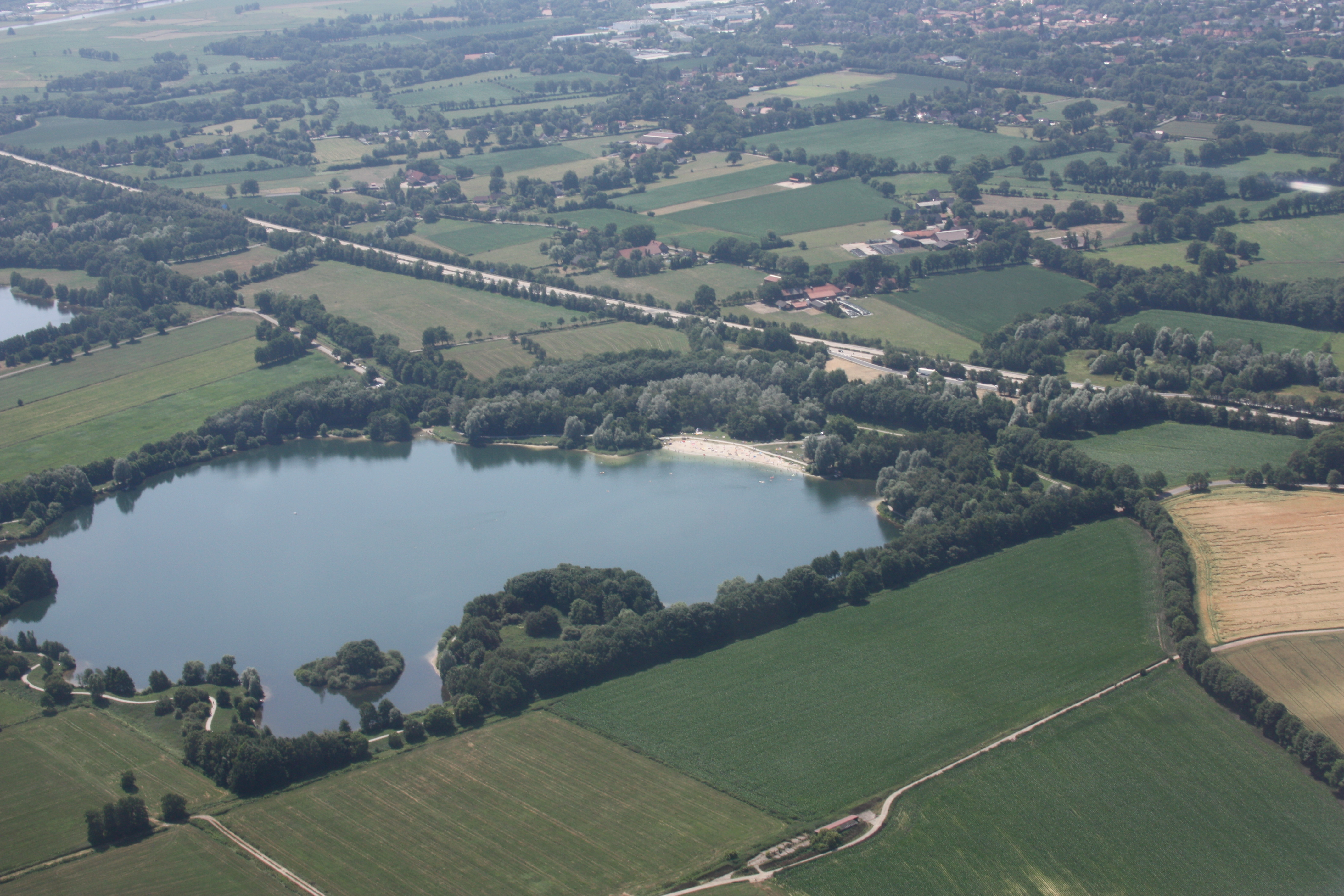
Kleiner Bornhorster See
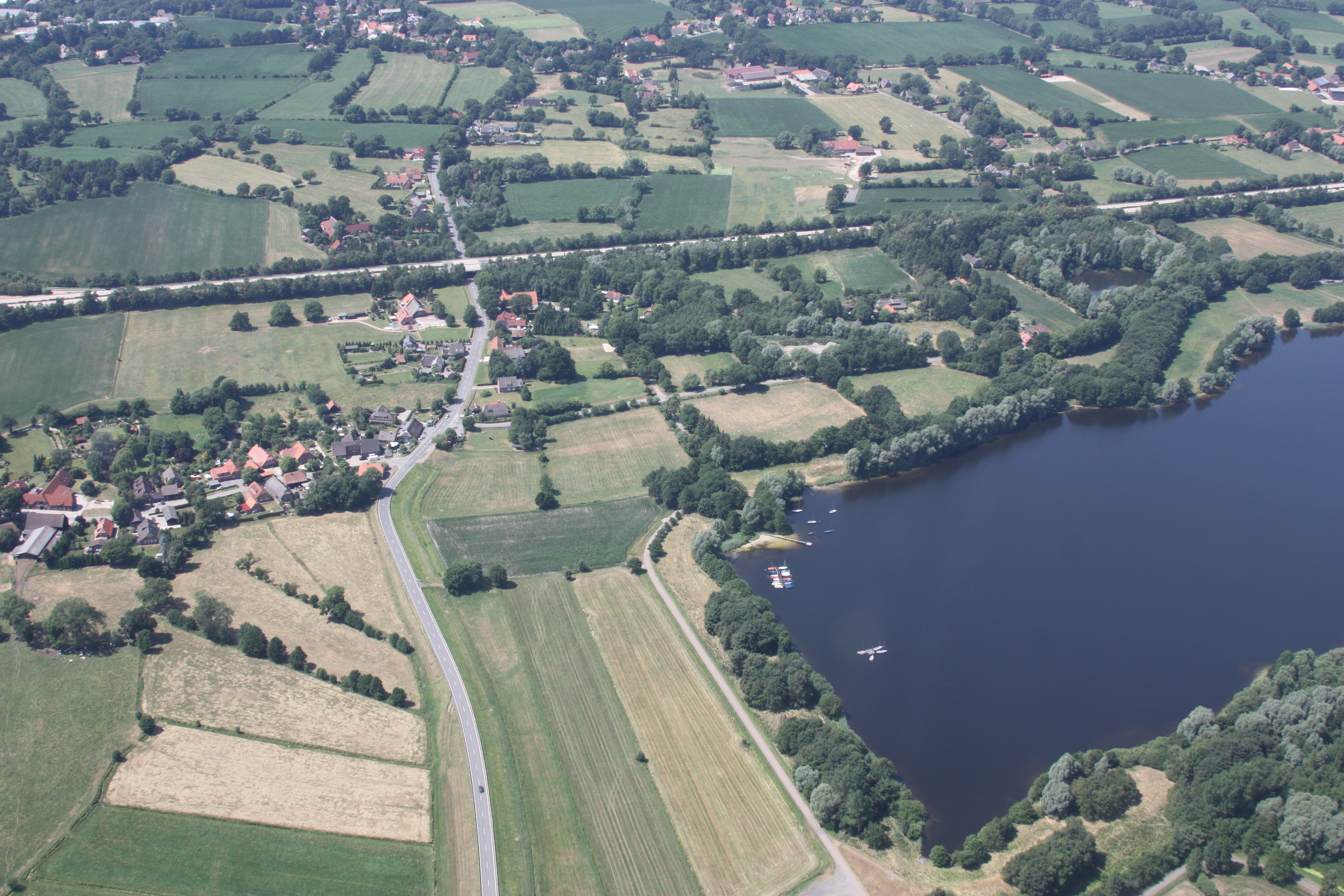
Großer Bornhorster See
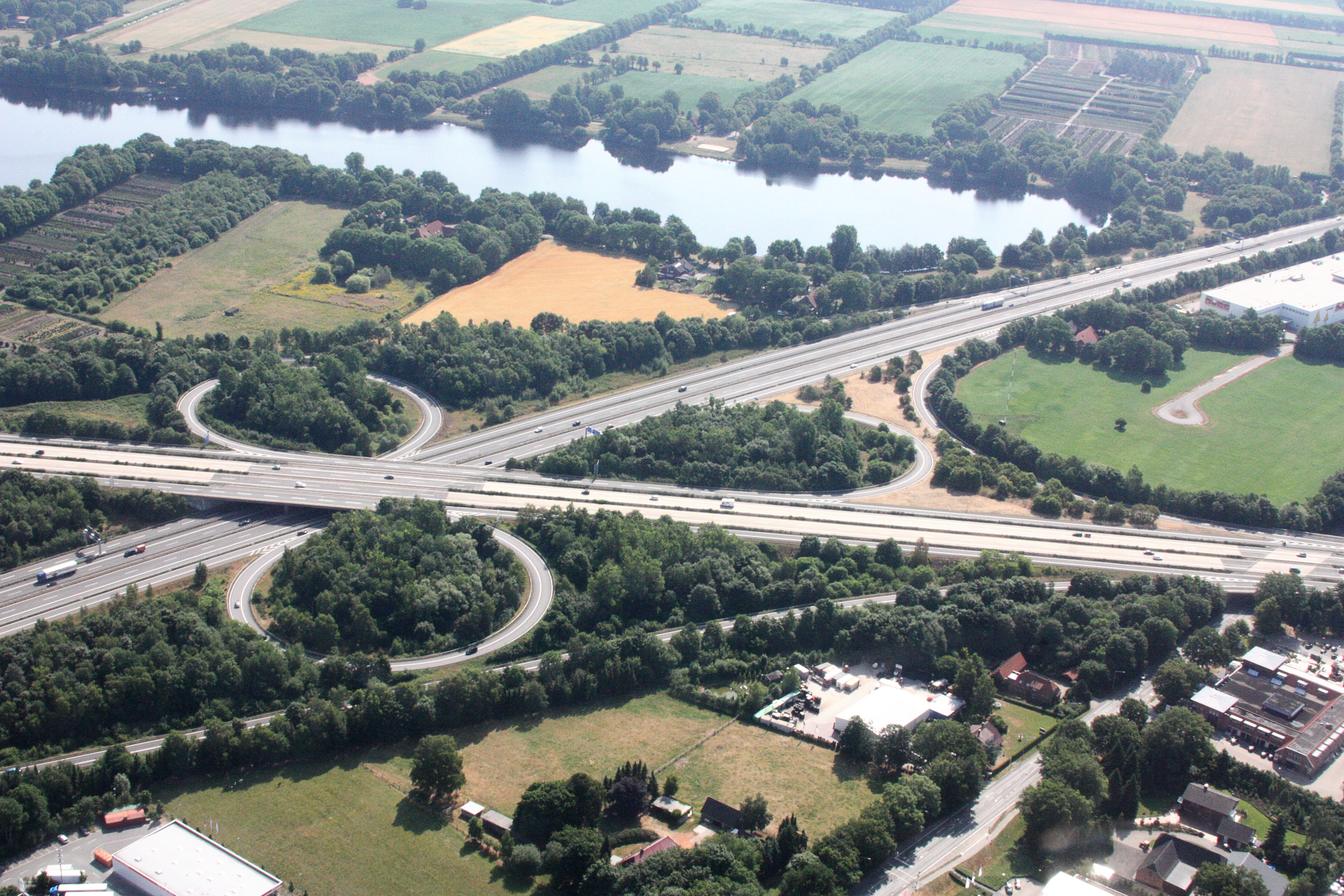
Tweelbäker See
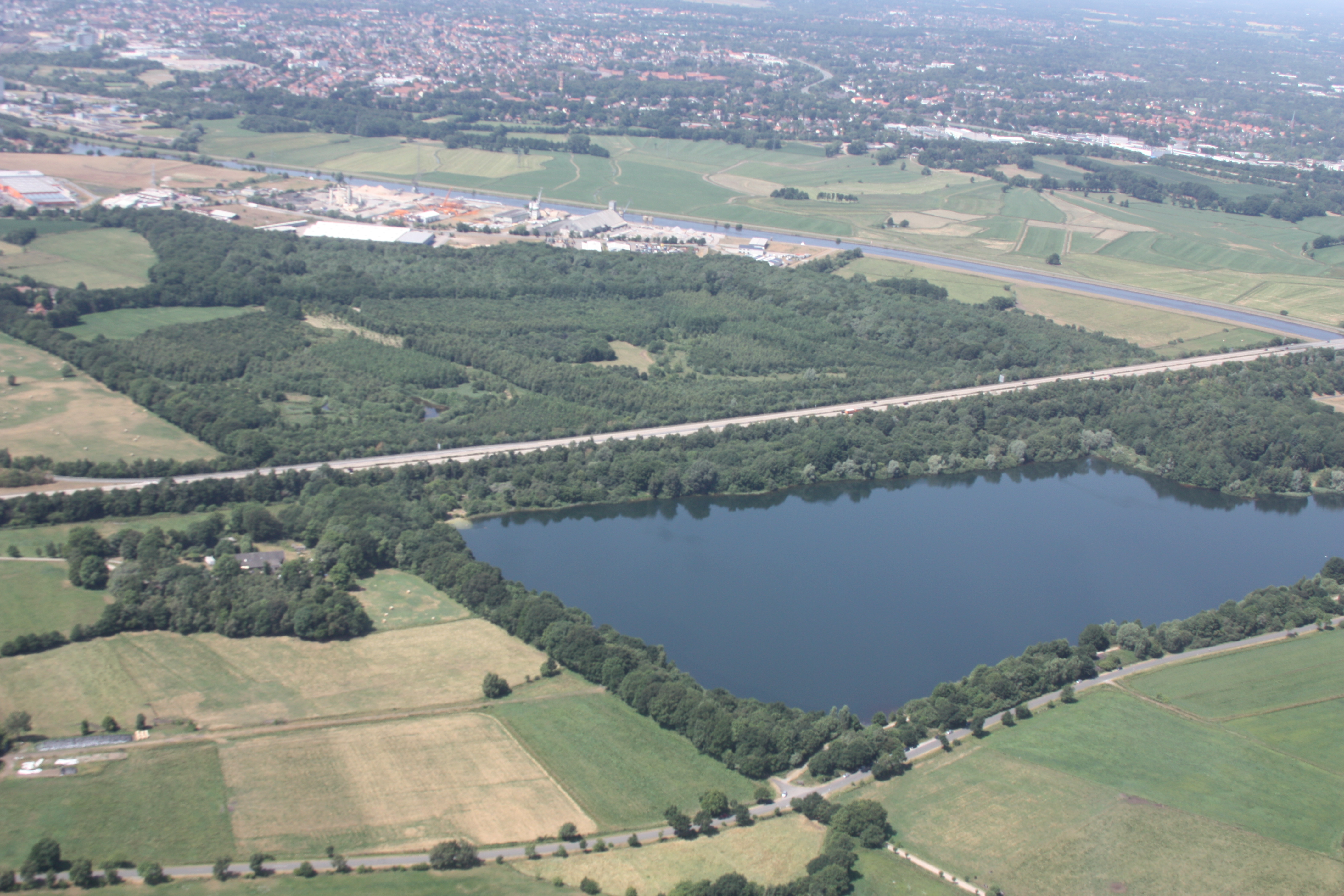
Blankenburger See
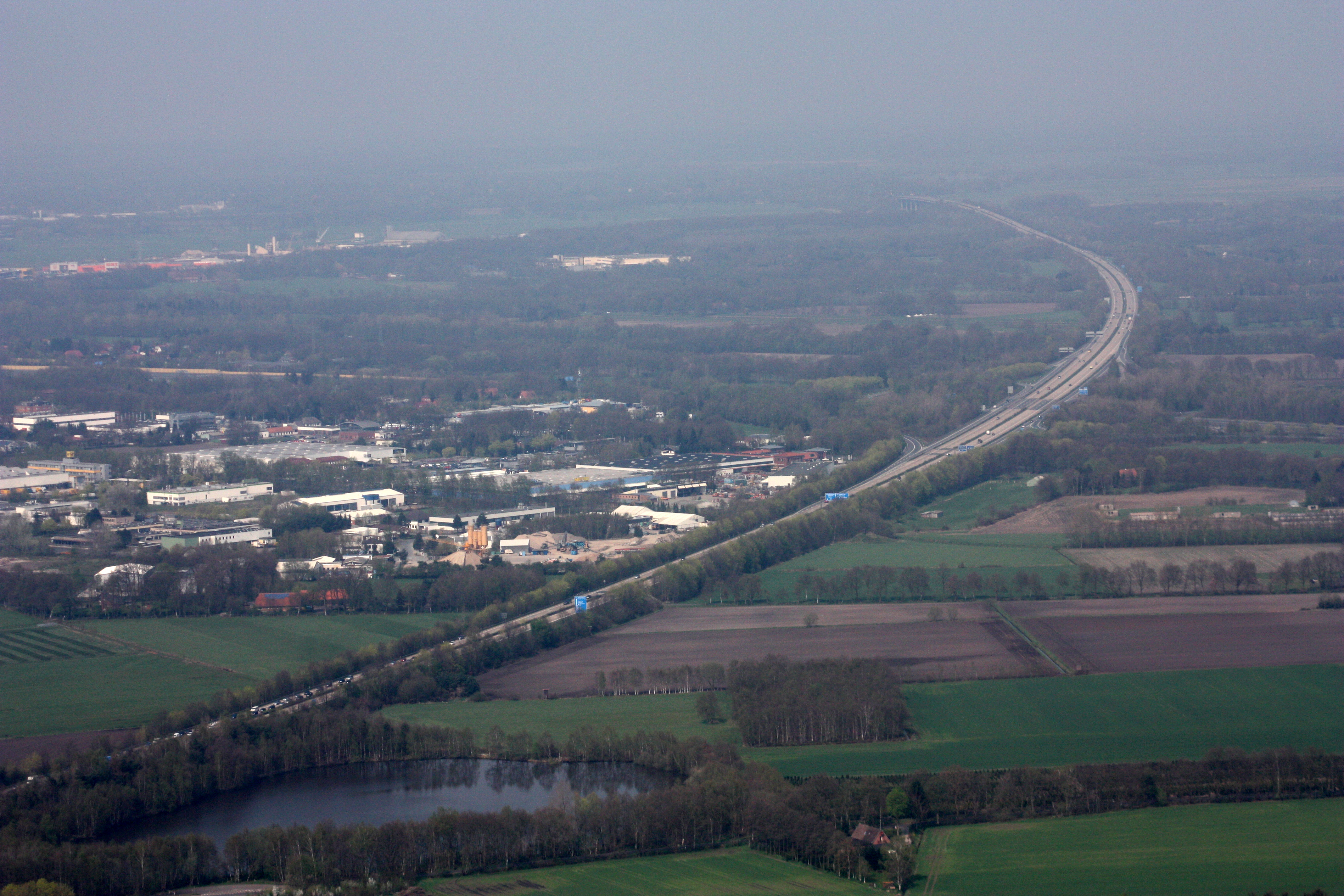
Reiherteich
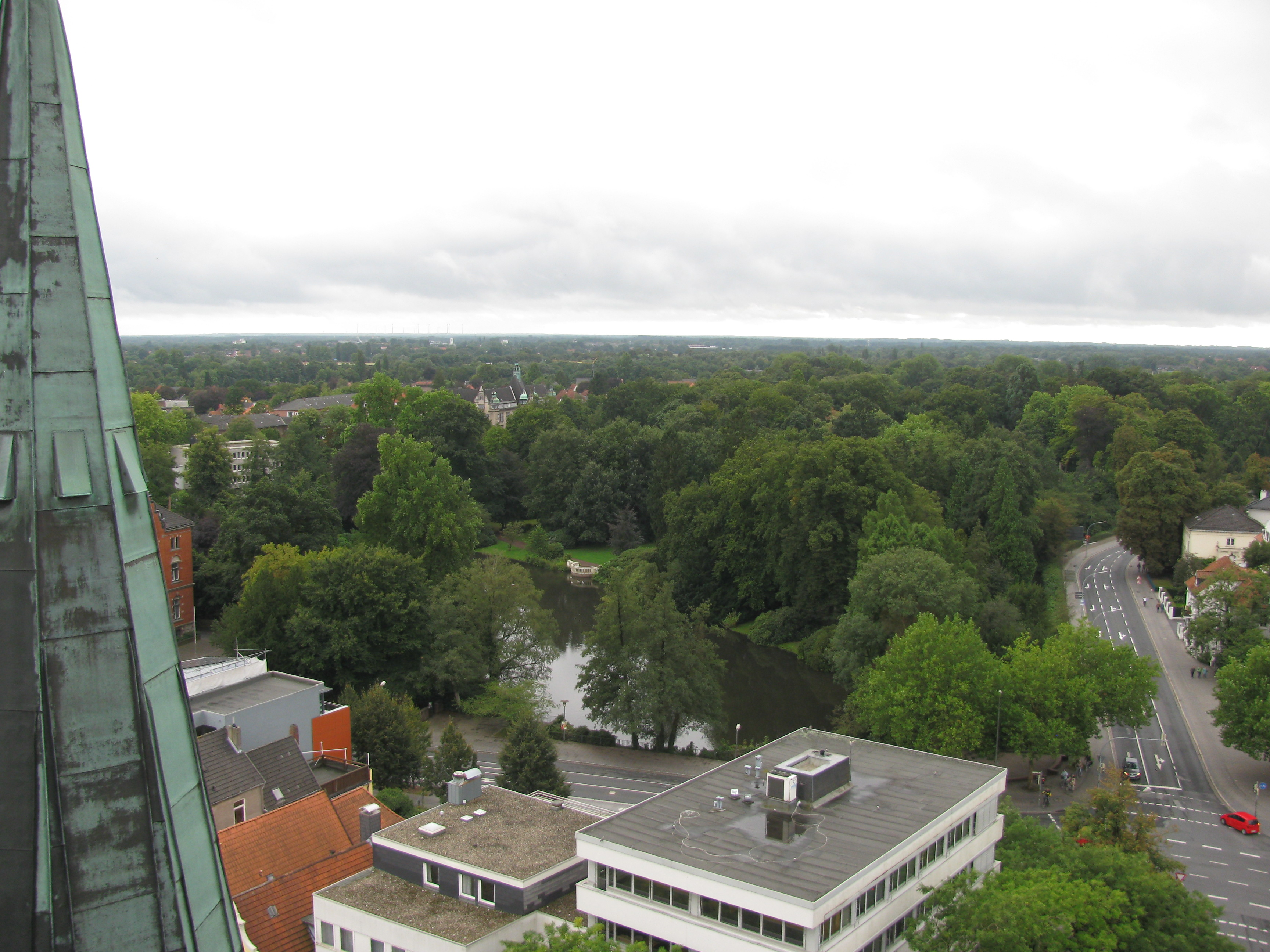
Schlossgartenteich
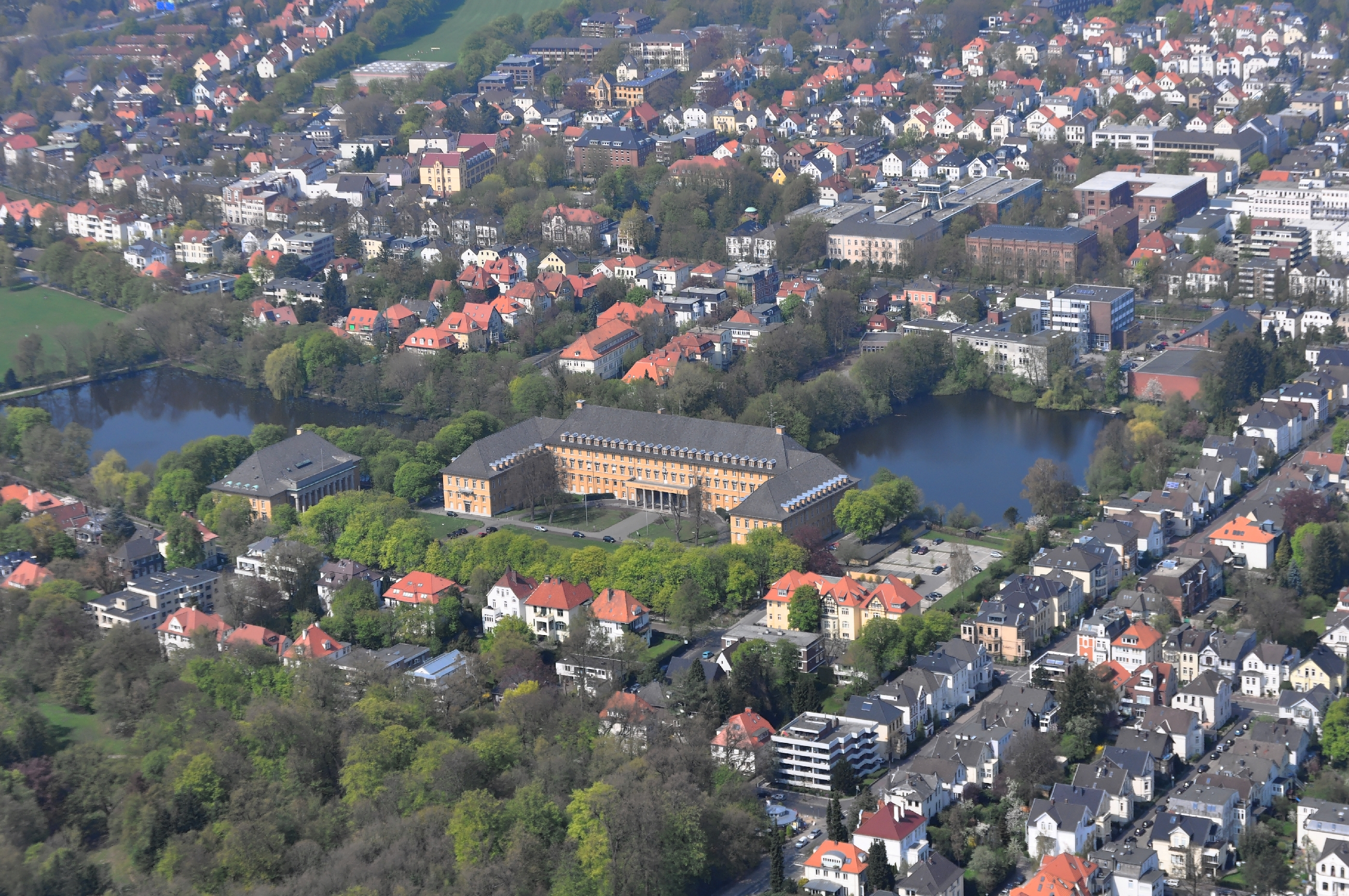
Dobbenteiche
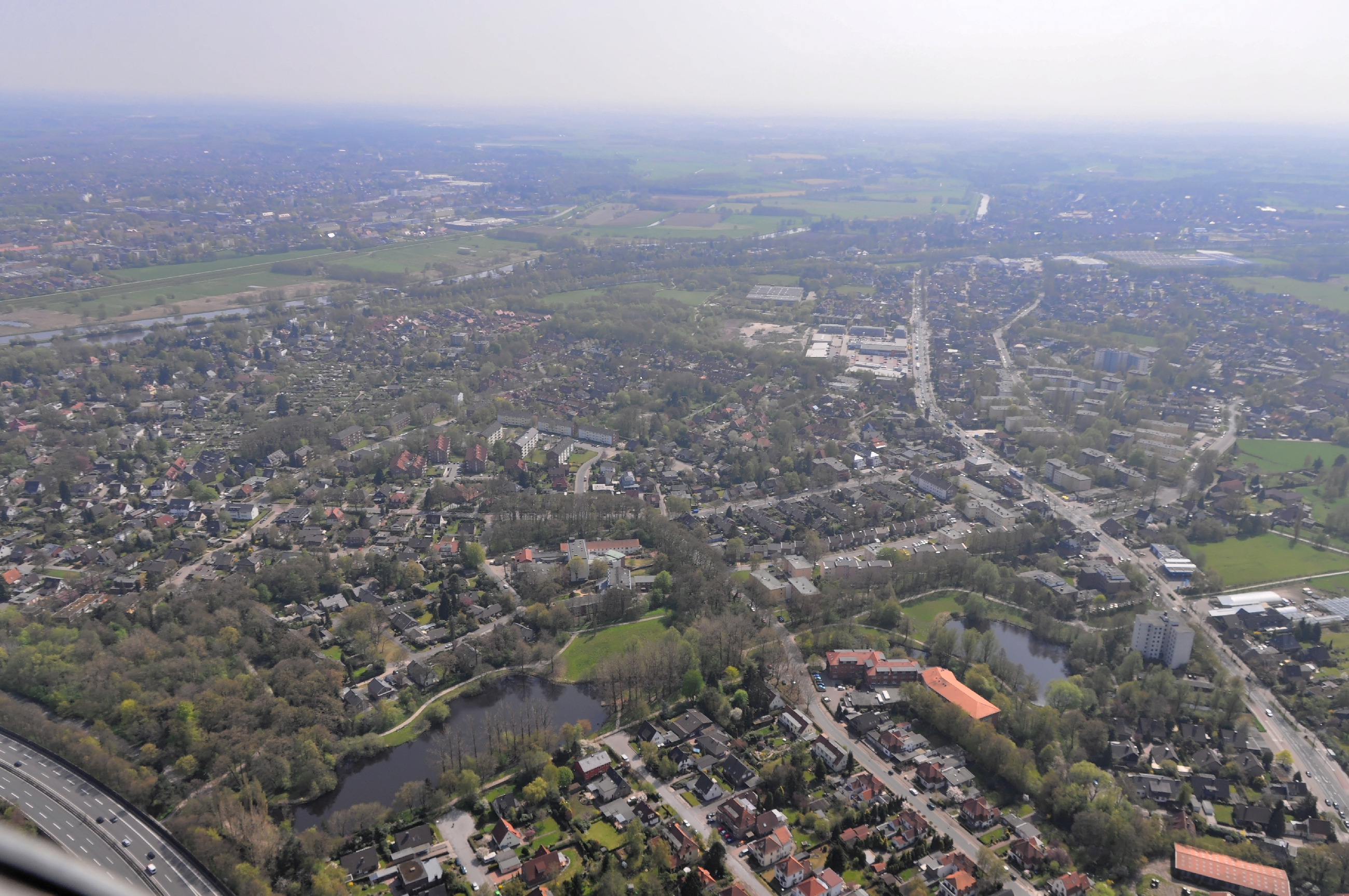
Bodenburgteich (links) und Niklasteich (rechts)
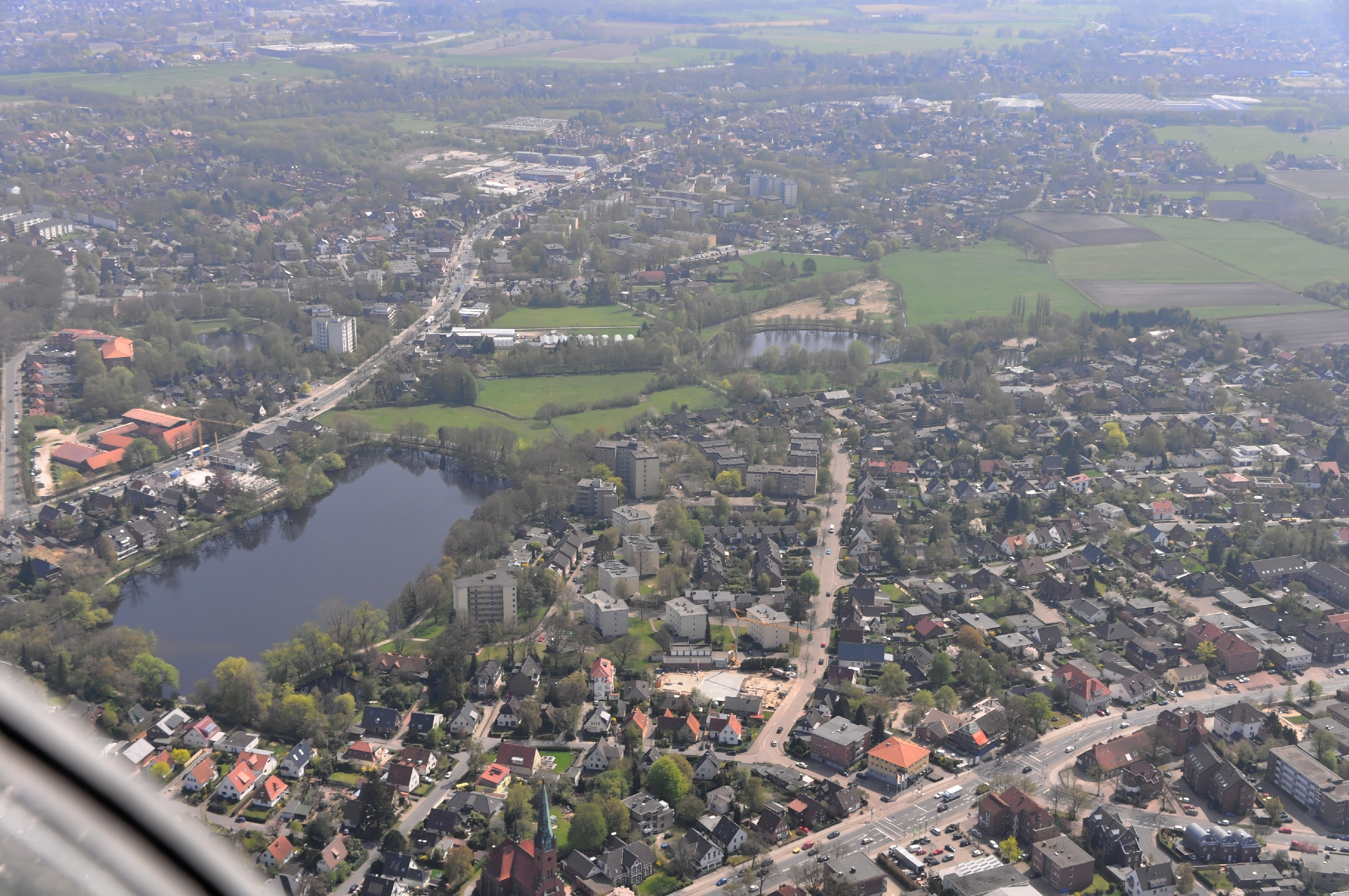
Tonkuhle (links) und Blesshuhnteich (rechts)
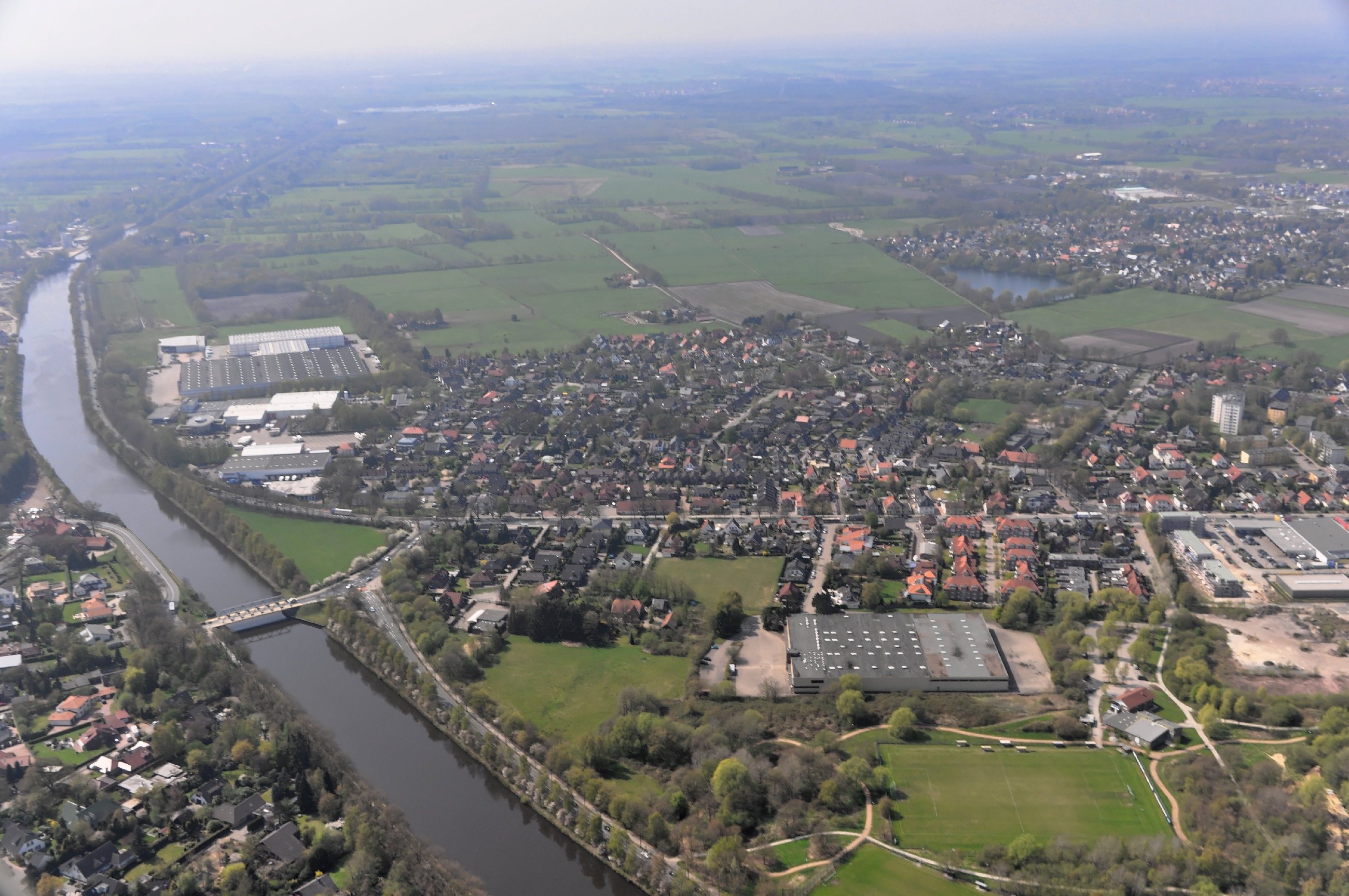
Schwanenteich (oben rechts)
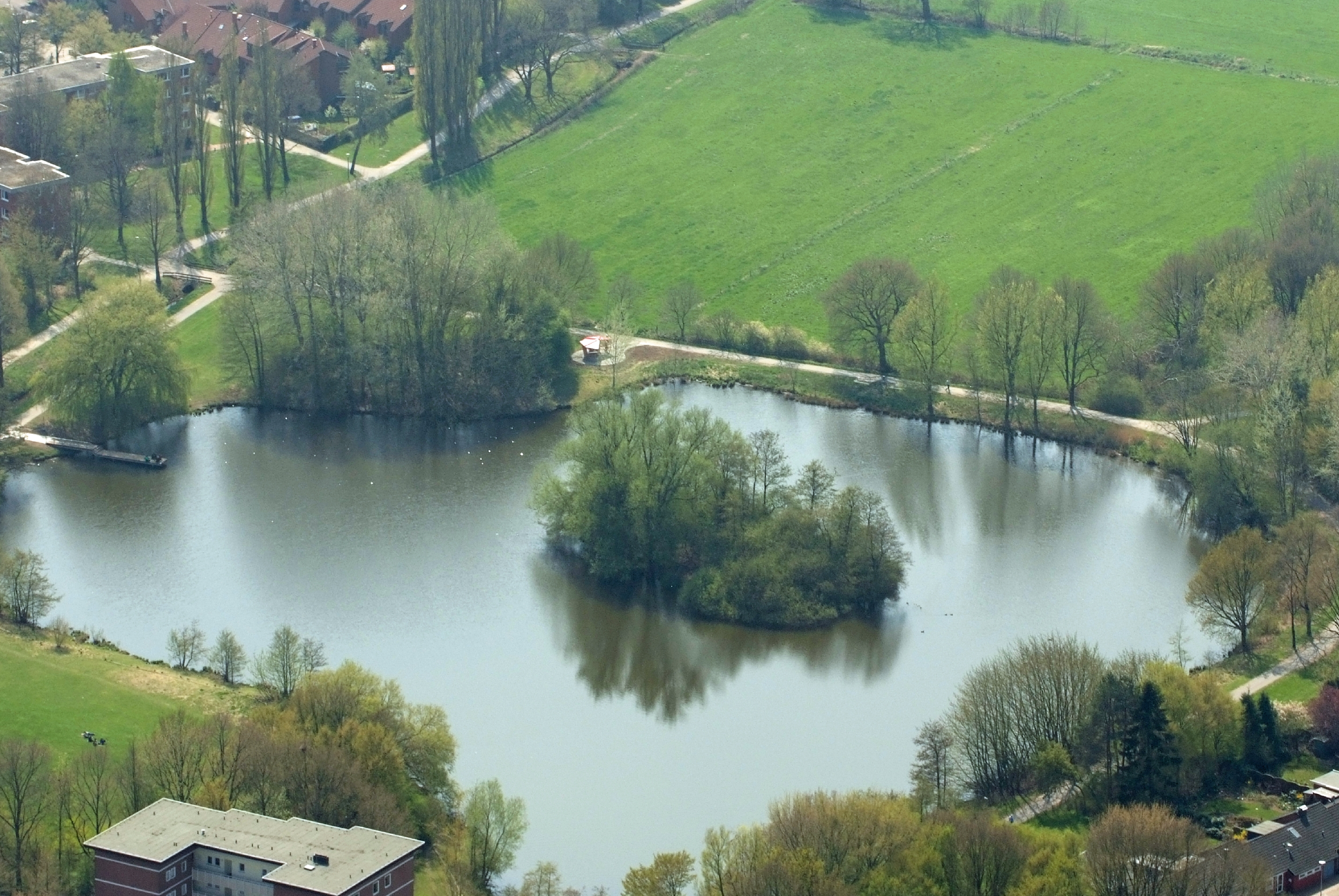
Kennedy-Teich
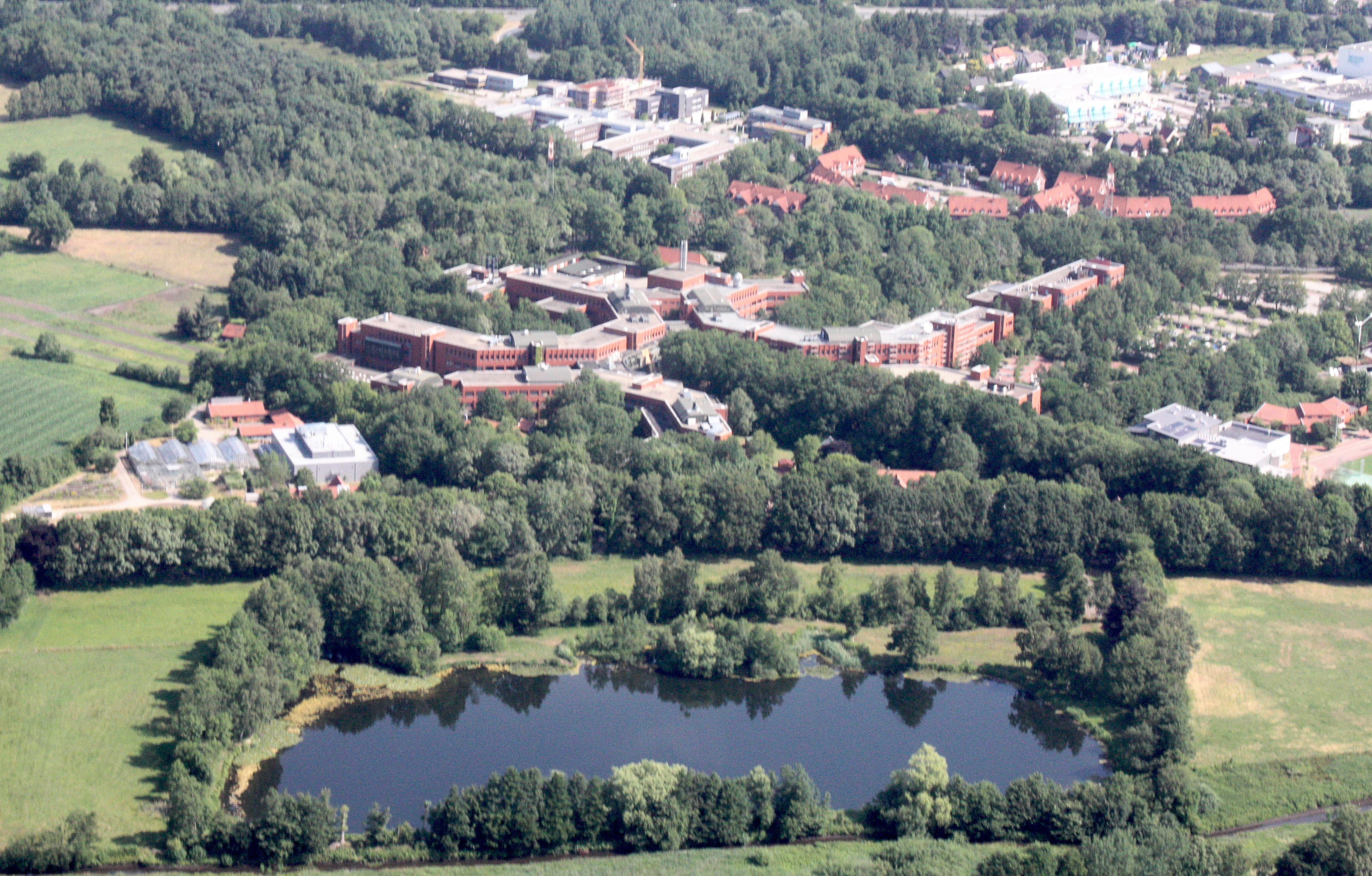
Drögen-Hasen-Teich
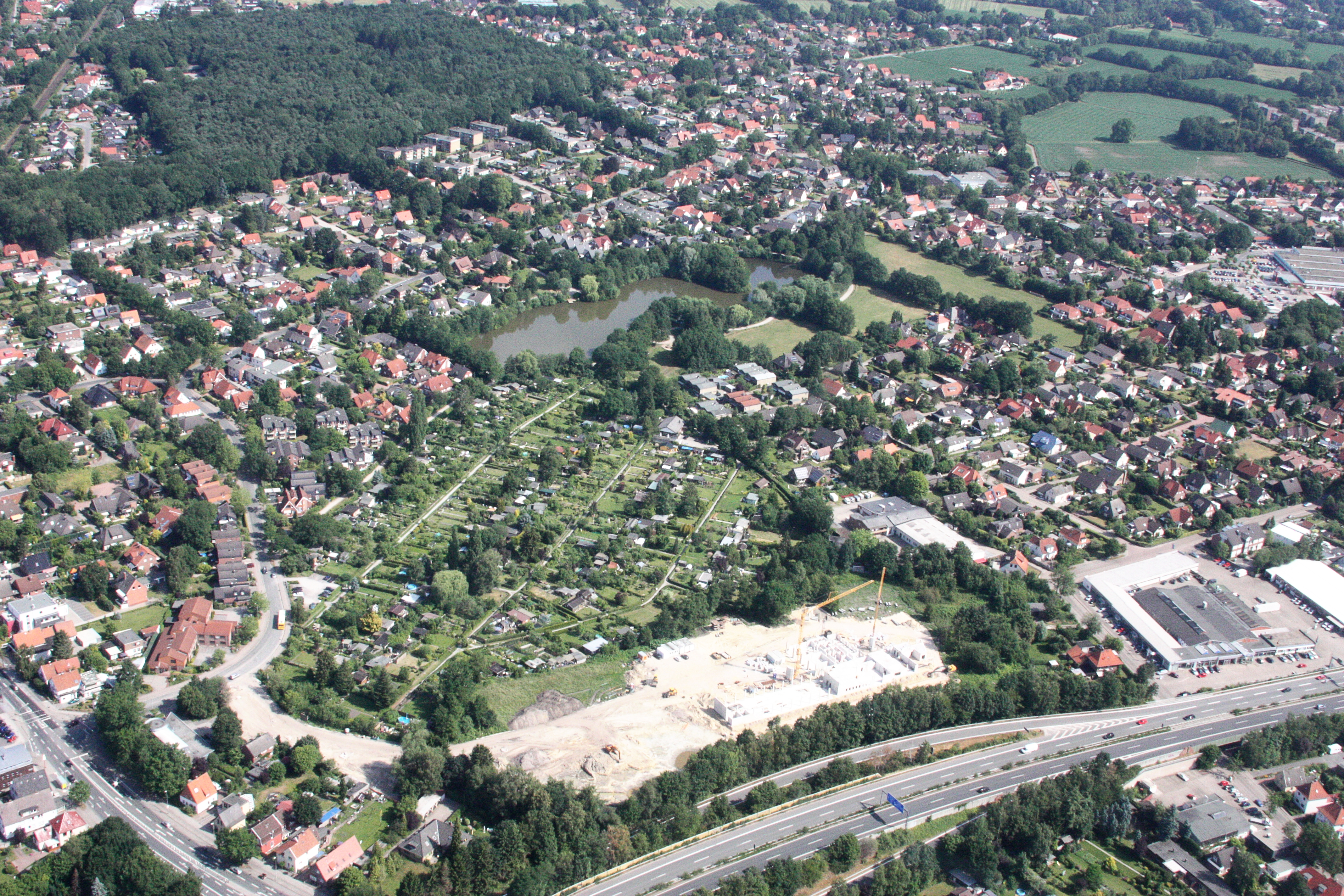
Bürgerfelder Teich
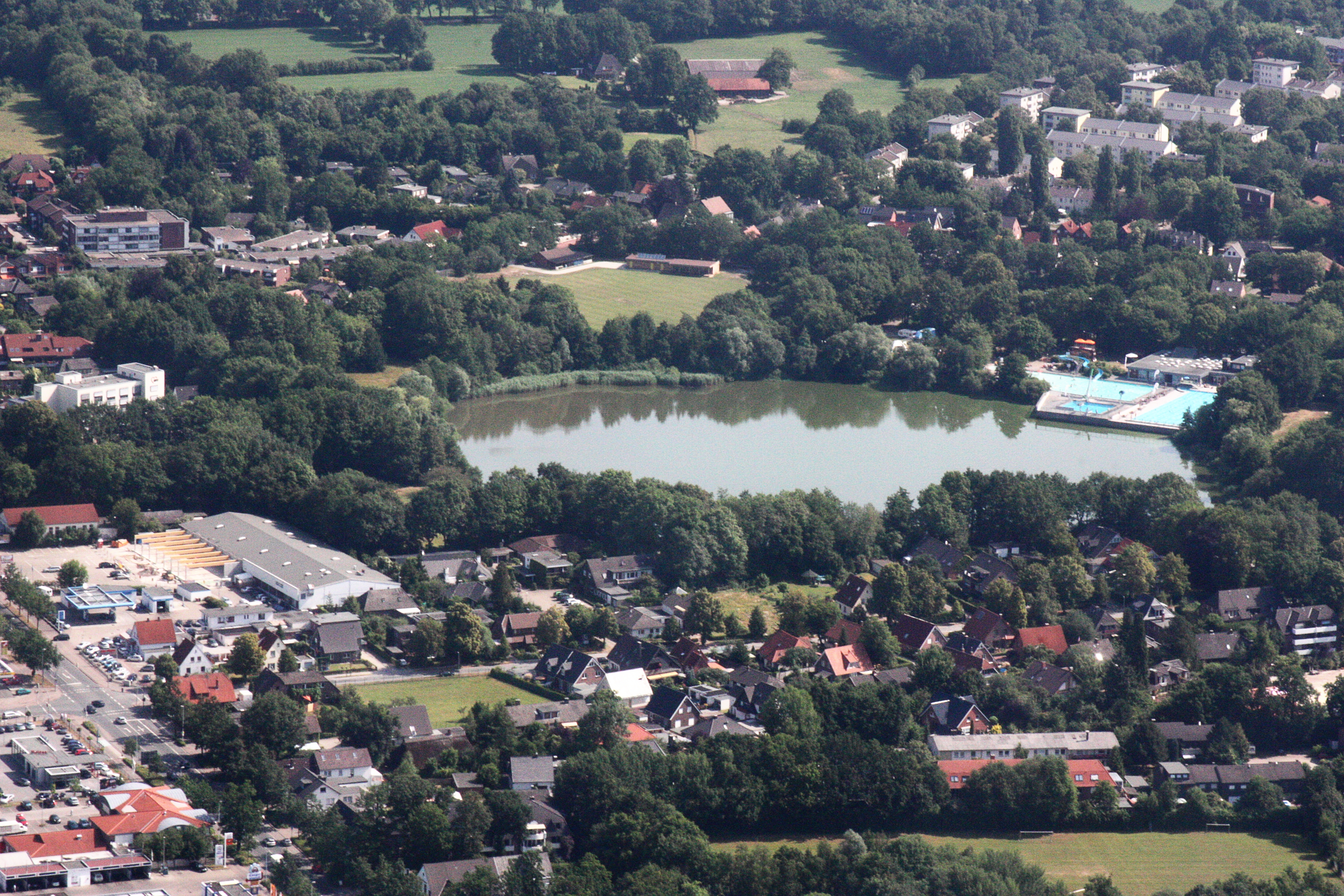
Flötenteich

### Naturschutz
Auf dem Stadtgebiet befinden sich sechs Naturschutzgebiete, die sich zusammen über rund 5,4 Prozent des Stadtgebiets erstrecken: Alexanderheide, Bahndammgelände Krusenbusch, Bornhorster Huntewiesen, Everstenmoor, Gellener Torfmöörte mit Rockenmoor und Fuchsberg und Osternburger Kanal.
NSG Bornhorster Huntewiesen

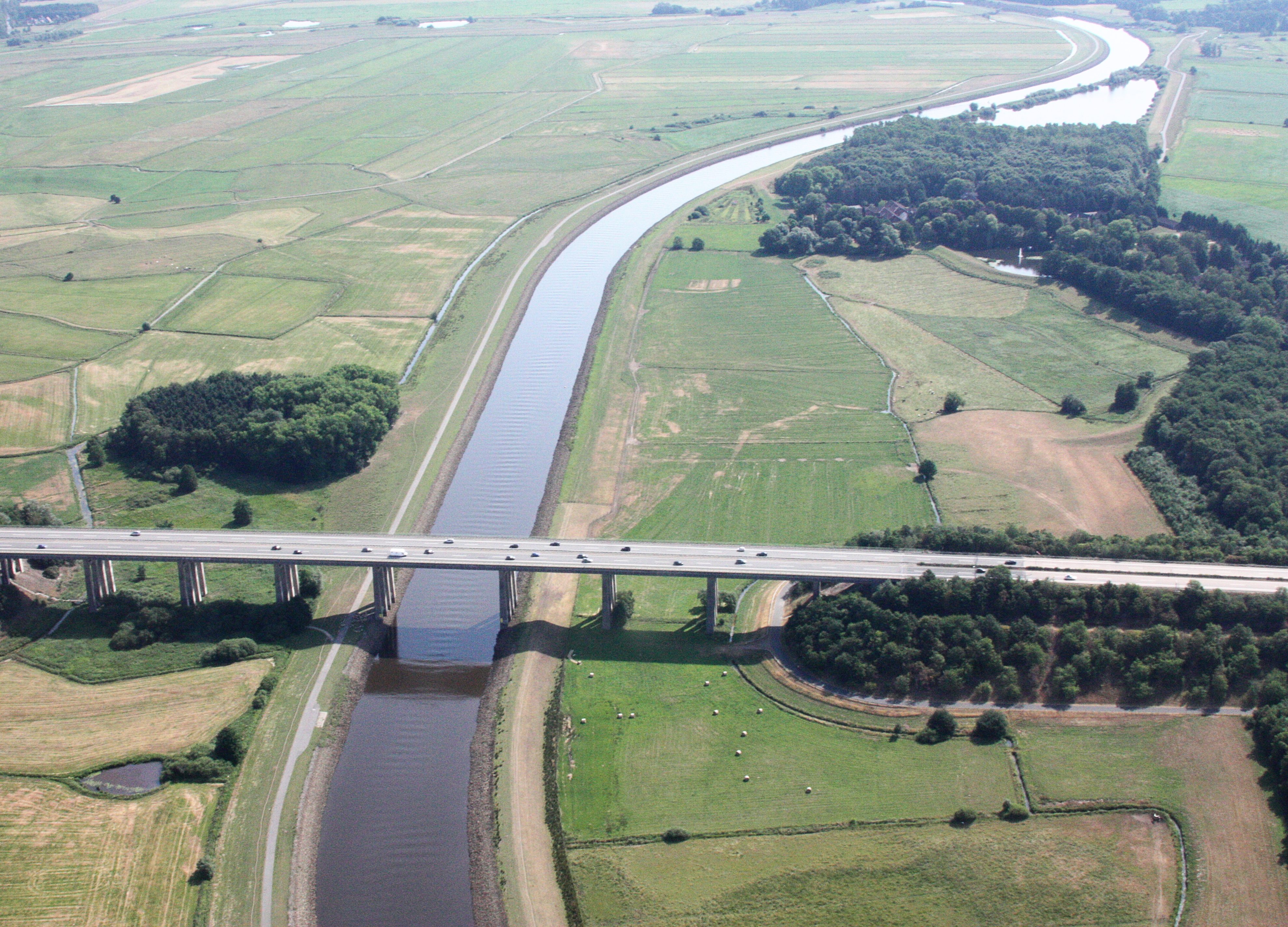
Bornhorster Huntewiesen (hinter der A 29 am linken Hunteufer)

Die „Bornhorster Huntewiesen“ umfassen 350 ha und wurden 1991 unter Schutz gestellt. Es handelt sich um ein Vogelschutzgebiet auf der Grundlage der europäischen Vogelschutzrichtlinie von nationaler Bedeutung. Sie gehören zum Natura-2000-Netz. Das Schutzgebiet ist durch weite Wiesen, die durch ein umfangreiches Grabensystem gegliedert sind, gekennzeichnet. Der Große Brachvogel, Uferschnepfe und Bekassine besiedeln die weite, baumfreie und im Winter oft überstaute Ebene. Zugvögel wie Wasser- und Watvögel rasten alljährlich in den Wiesen in großer Zahl. Seltene Pflanzenarten wie Schwanenblume, Sumpf-Platterbse oder Sumpf-Dreizack sind innerhalb der Stadt nur hier zu finden.
Für das gesamte Naturschutzgebiet gilt ein absolutes Betretungsverbot. Es ist in zwei Schutzzonen mit unterschiedlichen Nutzungsbeschränkungen unterteilt. In der Zone 2 ist beispielsweise die Bewirtschaftung der Flächen während der Brutzeit der Wiesenvögel und die Gülleausbringung untersagt und die Grabenränder dürfen erst beim zweiten Grünlandschnitt gemäht werden. Die Flächen sind für interessierte Besucher von den Deichen oder von der Schutzhütte am Kuhweg aus einsehbar.
NSG Everstenmoor
Das rund 105 ha große „Everstenmoor“ wurde 1990 unter Naturschutz gestellt. Es ist der letzte unkultivierte größere Hochmoorrest auf dem Gebiet der Stadt Oldenburg. Hochmoorspezialitäten wie Sonnentau, Wollgras, Weißes Schnabelried, Moorfrosch, Kreuzotter und seltene Libellen- und Schmetterlingsarten sind hier noch vertreten. Durch Wiedervernässungsmaßnahmen, die regelmäßige Entfernung aufwachsender Birken (Entkusselung) und die Beweidung der Moorheideflächen mit Heidschnucken wird versucht, den Strukturreichtum und die hochmoortypischen Lebensgemeinschaften zu erhalten. Der Freesenweg und der Sandfurter Weg sind besonders gekennzeichnete Wanderwege, auf denen das Moor entdeckt werden kann.
NSG Bahndammgelände Krusenbusch
Das Naturschutzgebiet „Bahndammgelände Krusenbusch“ hat eine Größe von 53 ha und wurde 1998 unter Schutz gestellt. Es liegt im südöstlichen Teil der Stadt Oldenburg. Es handelt sich um einen seit 1976 stillgelegten Verschiebe- bzw. Rangierbahnhof. Im Gebiet siedeln auf dem zurückgebliebenen Sand sowie Schotter- und Schlackeresten seltene und gefährdete Tier- und Pflanzenarten. Das Gebiet ist über einen Rundwanderweg von rund 1,5 Kilometern Länge für Besucher erschlossen.
Siehe auch:
- Liste der Naturschutzgebiete in Oldenburg (Oldb)
- Liste der Landschaftsschutzgebiete in Oldenburg (Oldb)
- Liste der Naturdenkmale in Oldenburg (Oldb)
- Liste der geschützten Landschaftsbestandteile in Oldenburg (Oldb)

## Wirtschaft und Infrastruktur

### Wirtschaft

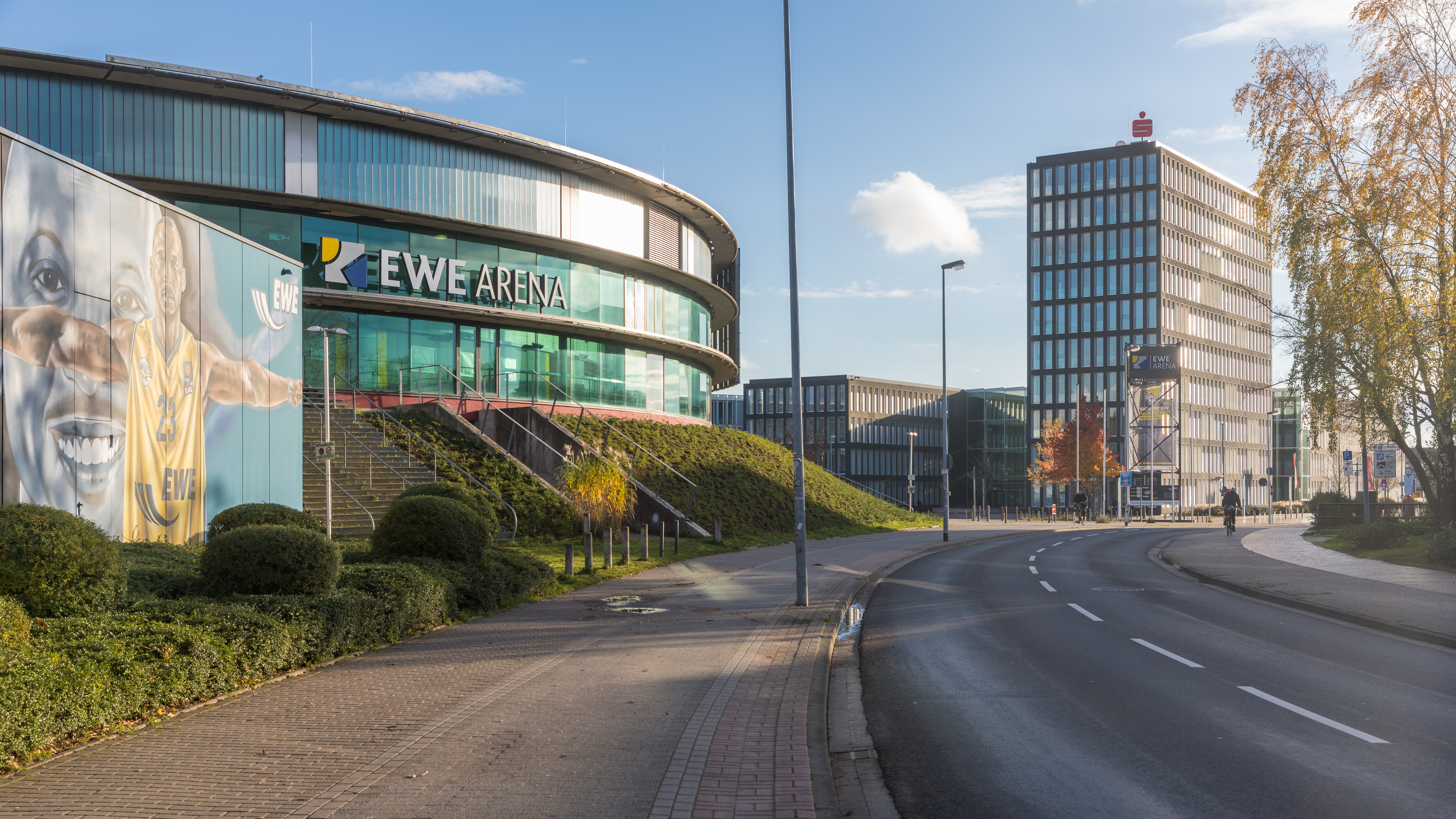
EWE-Arena und Zentrale der Landessparkasse zu Oldenburg

Die drei größten Gruppen von Beschäftigten stellten in Oldenburg 2011 der Einzelhandel (7270 Beschäftigte), das Gesundheitswesen (6829 Beschäftigte) sowie die öffentliche Verwaltung, Verteidigung und Sozialversicherungen (5348 Beschäftigte trotz des drastischen Rückgangs der Zahl der Angehörigen der Bundeswehr). Der Dienstleistungsbereich erwirtschaftete in der Stadt Oldenburg 2016 87½ Prozent der Bruttowertschöpfung. In Oldenburg haben sich auch Betriebe des produzierenden Gewerbes angesiedelt, etwa Automobilzulieferer, Unternehmen aus der Lebensmittelindustrie, Fotoverarbeitung und dem Druckereigewerbe. Allerdings haben mehrere Unternehmen des produzierenden Gewerbes mit Hauptsitz außerhalb Oldenburgs ihre Standorte in Oldenburg in den letzten Jahrzehnten aufgegeben. Dies betrifft vor allem die Oldenburger Betriebe der AEG, Gerresheimer Glashütte, Bavaria-St. Pauli-Brauerei und Coca-Cola. Die EWE ist ein regional bedeutendes Energieunternehmen mit Sitz in Oldenburg.
Oldenburg gilt als Zentrum der Informationstechnik. Dieser Bereich stellt, genau wie etwa der der erneuerbaren Energien oder die Gesundheitswirtschaft, einen Schwerpunkt in der Arbeit der städtischen Wirtschaftsförderung dar. Existenzgründer finden im 2003 eröffneten und 2010 erweiterten Technologie- und Gründerzentrum Oldenburg (TGO) an der Marie-Curie-Straße in unmittelbarer Nähe zur Universität auf rund 10.000 Quadratmetern Büro-, Labor- und Werkstattflächen.
Der Einzelhandel hat in Oldenburg eine hohe Bedeutung. Etwa 1250 Einzelhandelsbetriebe belegen die hohe Versorgungsfunktion dieser Stadt.

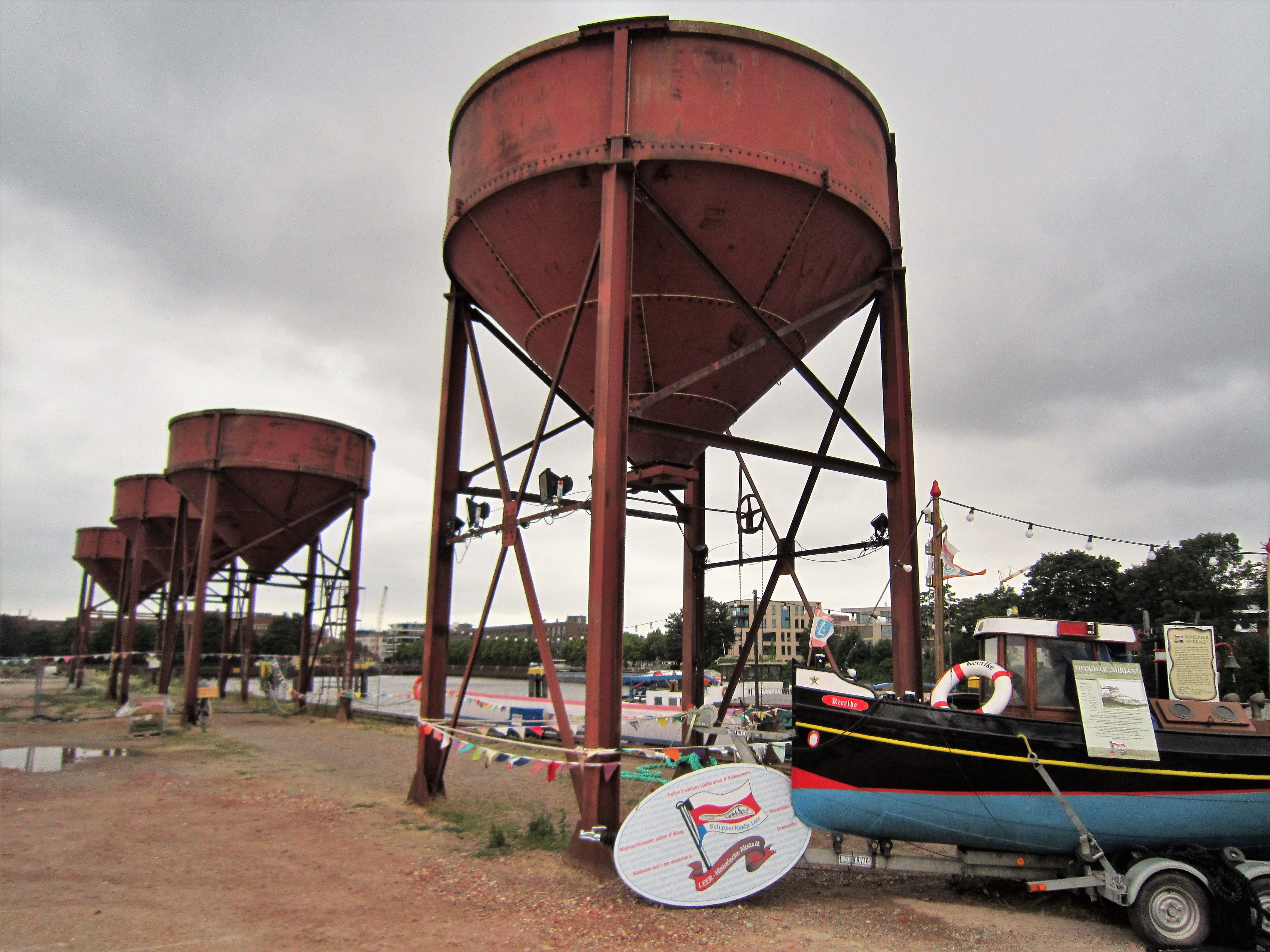
Überbleibsel der Schüttgut-Verladeanlagen von Rhein-Umschlag

Im Oldenburger Hafen wurden 2021 rund 800.000 t Güter umgeschlagen, davon 77.329 t im Seeverkehr. 2020 waren es noch 1,06 Millionen Tonnen, davon 81.463 t im Seeverkehr; 2019 waren es zusammen 1,11 Mio. t. 2014 wurden 1,04 Mio. t im Binnenverkehr umgeschlagen (2013: 990.686 t, 2012: 1,027 Mio. t). Beim Seegüterverkehr wurden 2014 96.164 t im Oldenburger Hafen umgeschlagen (2013 noch 109.897 t). Hauptumschlaggüter sind Futtermittel, Getreide, Dünger und verschiedene Baustoffe (Steine, Kies, Sand). 2015 wurden im Seegüterverkehr nur noch 82.150 t umgeschlagen. 2017 betrug der Güterumschlag im Hafen von Oldenburg bei der Binnenschifffahrt 968.878 t, bei der Seeschifffahrt 64.412 t. Im März 2016 gab die Firma Rhein-Umschlag die Schüttgut-Verladung am Alten Stadthafen auf und verlagerte ihren Betrieb in den Osthafen. Durch diese Maßnahme öffnete sie den Weg für eine Neugestaltung des Südufers des Alten Stadthafens unterhalb der Einmündung des Küstenkanals in die Hunte.
2016 erbrachte Oldenburg ein Bruttoinlandsprodukt von 7,239 Milliarden € und belegte damit Platz 51 in der Rangliste der deutschen Städte nach Wirtschaftsleistung. Das BIP pro Kopf lag im selben Jahr bei 43.934 € pro Kopf (Niedersachsen: 34.812 €/ Deutschland 38.180 €). 2017 waren etwa 114.700 Personen in der Stadt beschäftigt. Die Arbeitslosenquote lag im Dezember 2018 bei 6,0 % und damit leicht über dem niedersächsischen Durchschnitt von 5,0 %. Ende 2021 betrug die Gesamtverschuldung der Stadt rund 1 Milliarde Euro (5.955 €/Kopf).
Im Zukunftsatlas 2016 belegte die kreisfreie Stadt Oldenburg Platz 90 von 402 Landkreisen, Kommunalverbänden und kreisfreien Städten in Deutschland und zählt damit zu den Orten mit „Zukunftschancen“.

#### Ansässige Unternehmen
- Bezirksverband Oldenburg
- Celona Gastro GmbH
- Cewe
- EWE mit den Tochterunternehmen (EWE Vertrieb, EWE Trading, EWE TEL, EWE NETZ, BTC Business Technology Consulting und weiteren)
- Floragard Vertriebs GmbH für Gartenbau (Erden und Substrate)
- GSG Oldenburg
- Hansa Pflege & Residenzen
- Klinikum Oldenburg
- Pius-Hospital Oldenburg
- Landessparkasse zu Oldenburg
- Ludwig Freytag GmbH & Co. KG
- Nanu-Nana Einkaufs- und Verwaltungsgesellschaft mbH
- Nordwest-Zeitung
- Öffentliche Versicherungen Oldenburg
- Oldenburgische Landesbank AG
- Rhein-Umschlag
- Vierol AG
- worldiety GmbH

#### Früher ansässige Unternehmen
- AEG AG (Herstellung von Kleinmotoren und Haushaltsgeräten)[89]
- Bölts Fleischwarenfabrik → GEG (größter Fleisch verarbeitender Betrieb in Deutschland um 1930)[90]
- Heinrich Brand Schiffswerft[91]
- Bremer Landesbank Kreditanstalt Oldenburg
- Spedition F.W. Deus[92]
- Brauerei Ehlers → Bavaria-St. Pauli-Brauerei[93]
- Franz Hermeling → Coca-Cola (CCEG)[94]
- Gerresheimer Glas AG[95]
- Haslinde Hoyer Brauerei[96]
- Oldenburger Gaswerk[97]
- Oldenburger Vorortbahnen Pekol GmbH
- Stalling, Druck und Verlag[98]

### Dienstleistungen

#### Tourismus
2016 gab es in Oldenburg 24 Beherbergungsbetriebe mit mehr als zehn Betten. Die Zahl der Betten, die von diesen Betrieben bereitgestellt werden kann, betrug 2208.
Hauptanziehungspunkte für Tages- und Übernachtungsgäste sind Einkaufsmöglichkeiten, Museen und Ausstellungshäuser, Theater, klassizistische Architektur, Nachtleben, Konzerte sowie Großveranstaltungen. Neben der Gastronomie profitiert der Einzelhandel stark von den Touristen.

#### Einkaufen

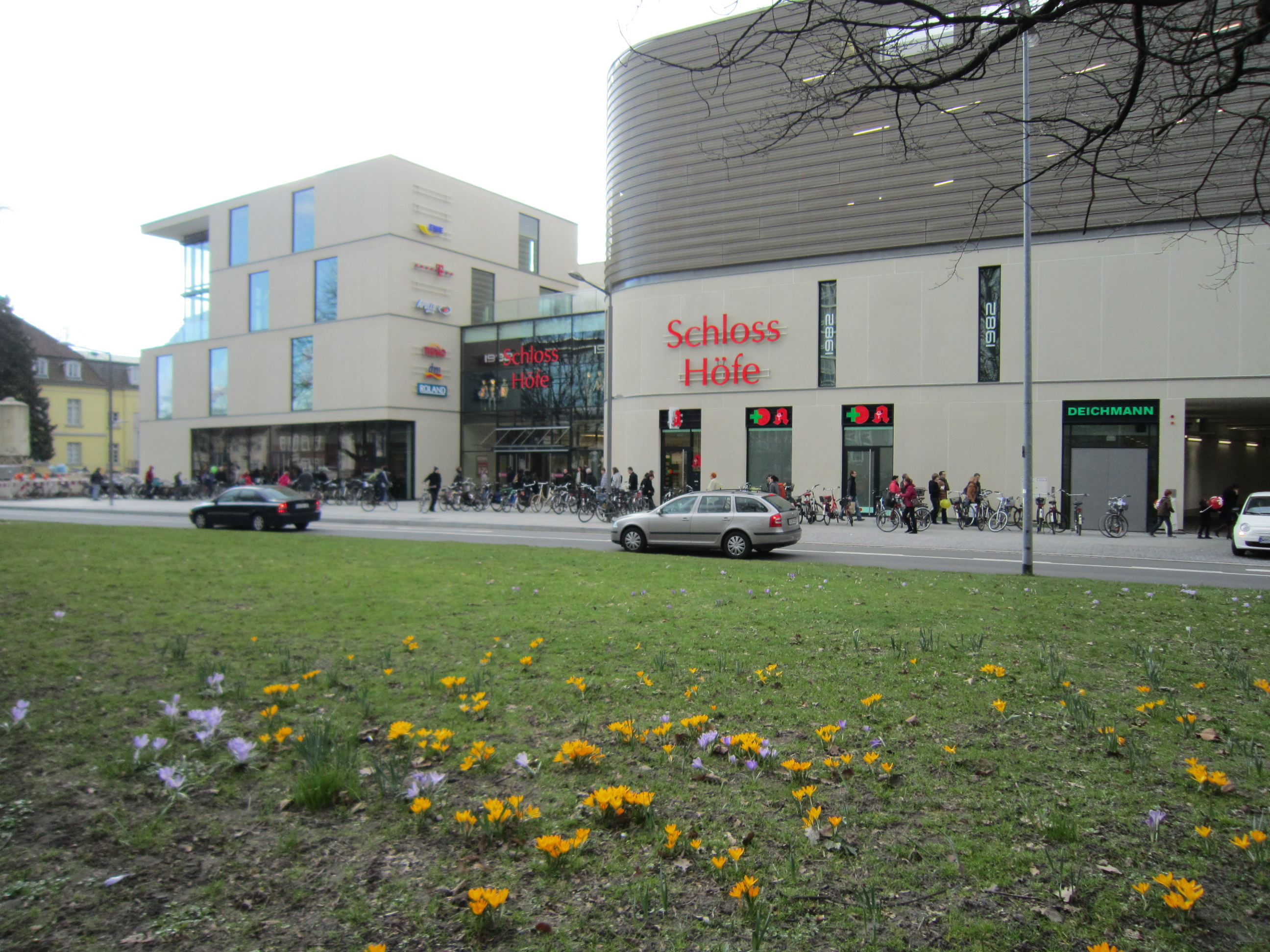
Einkaufsgalerie Schlosshöfe, Eingang Poststraße, von den Wallanlagen aus betrachtet

Oldenburg bietet als Oberzentrum im nordwestlichen Niedersachsen vielfältige Einkaufsmöglichkeiten – in den Einkaufszentren und Fachmärkten an der Peripherie (Famila Einkaufsland Oldenburg-Wechloy, IKEA etc.) ebenso wie in der Innenstadt und ihrer Fußgängerzone, der ältesten flächendeckenden Deutschlands. Auf dem Gelände des ehemaligen Hallenbades direkt am Schloßplatz wurde am 16. März 2011 die Einkaufsgalerie Schlosshöfe mit rund 90 Fachgeschäften, Cafés und Restaurants eröffnet.

#### Medien
- Funk und Fernsehen
  - Radio ffn City Studio Oldenburg im Gebäude der Nordwest-Zeitung (NWZ)
  - Norddeutscher Rundfunk – Studio Oldenburg
  - Oldenburg eins – Lokalsender für Fernsehen und Hörfunk (früher: Offener Kanal Oldenburg)
  - Radio 21 – Regionalstudio Oldenburg
  - ENERGY BREMEN – 103,5 MHz Lokales aus Oldenburg und umzu
  - Radio Nordseewelle – 88,7 MHz Regionalsender mit Nachrichten aus Oldenburg und umzu
  - Einzugsbereich des norddeutschen DVB-T-Netzes (Digital Video Broadcasting – Terrestrial)
- Online
  - ON – Oldenburger Nachrichten – Unabhängiges Online Newsportal für Oldenburg und Umgebung
- Printmedien
  - Nordwest-Zeitung – Tageszeitung für Oldenburg und das Oldenburger Land
  - Diverse werbefinanzierte Wochenzeitungen (Nordwest Sonntagsblatt, Neue Zeitung Oldenburg, Diabolo) und Stadtmagazine (MoX, CityNews, Oldenburg-Live)
  - Extrablatt Uni/Gastro, Gastronomieführer für den Großraum Oldenburg
  - Gastronomieführer Unterwegs – Essen & Trinken im Nordwesten

### Verkehr

#### Modal Split
Modal Split in Oldenburg (Binnenverkehr, 2023)
2023 wurden 47 % der Wege innerhalb der Stadt (Binnenverkehr) mit dem Fahrrad zurückgelegt, dahinter folgten der motorisierte Individualverkehr (28 %, überwiegend Autos), Fußwege (21 %) und der öffentliche Personennahverkehr (4 %).

#### Fernstraßen

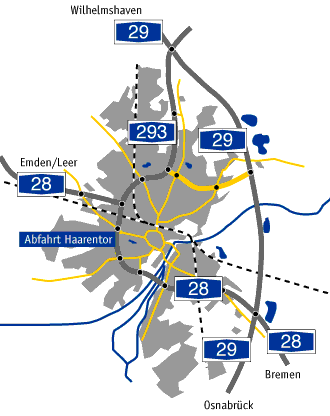
Das Autobahnnetz in der Übersicht

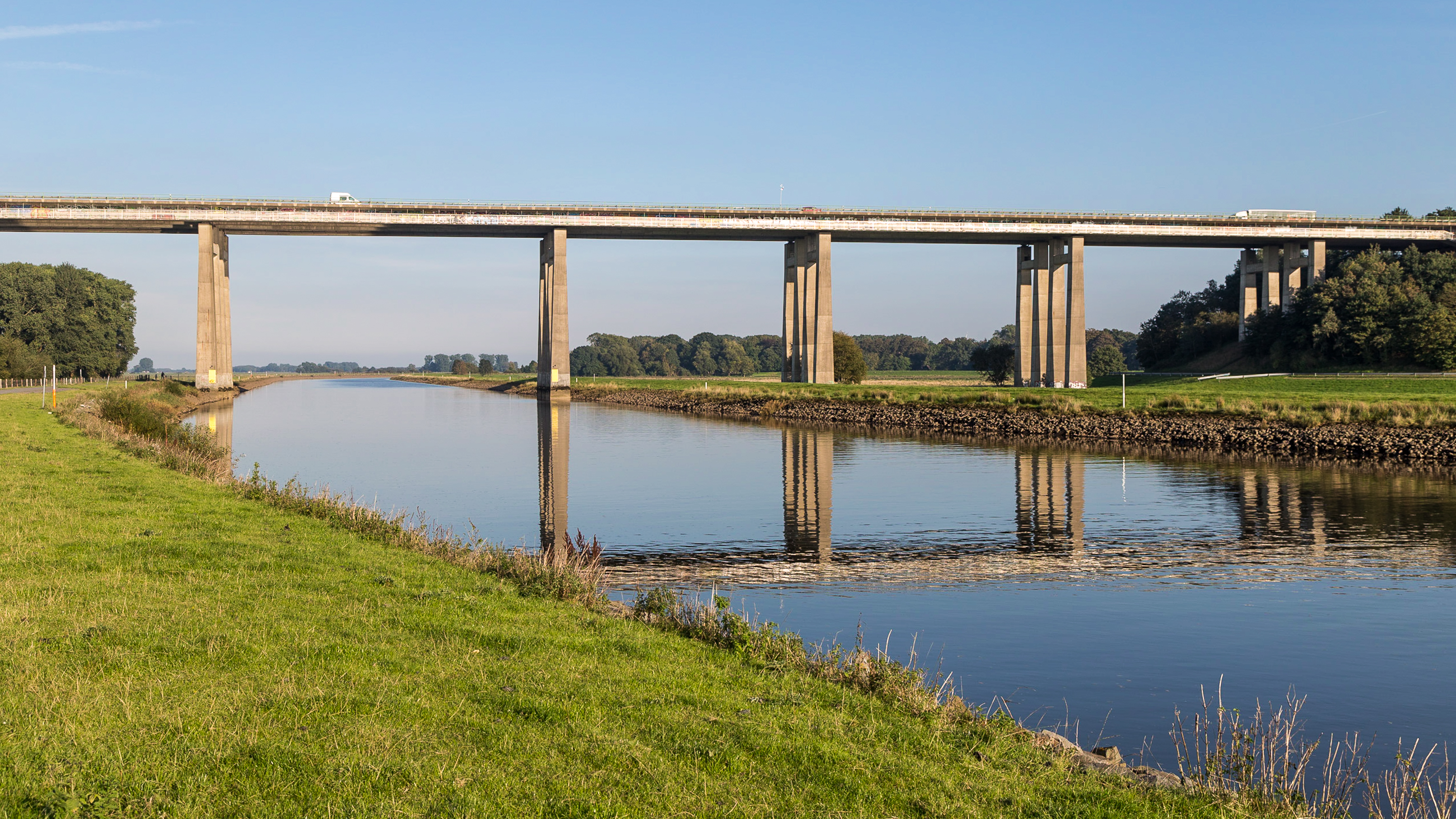
Brücke der A 29 über die Hunte

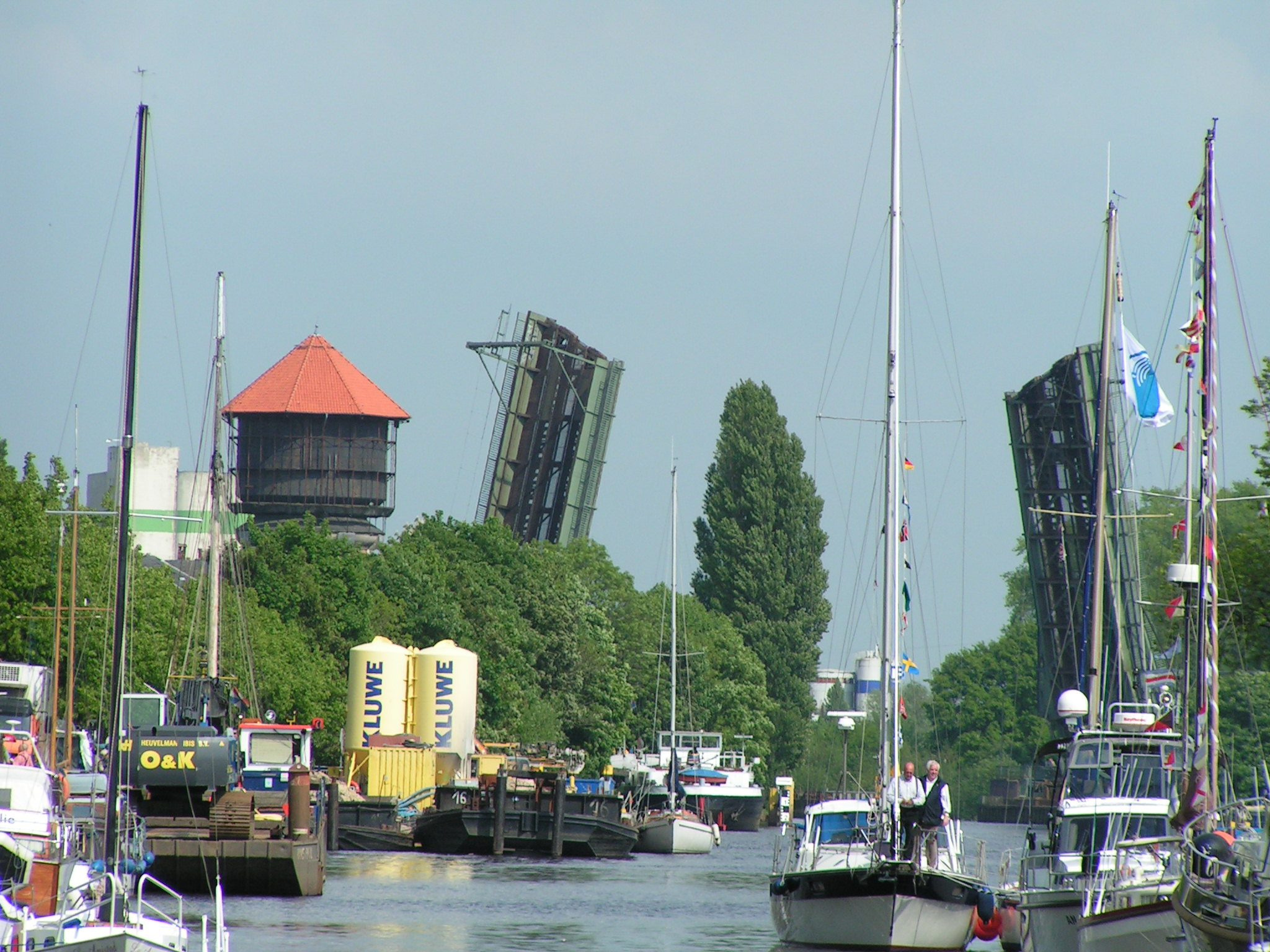
Geöffnete Eisenbahn-Klappbrücke über die Hunte mit dem Bahnwasserturm

Die Innenstadt ist von einem Autobahnring umgeben. Zu diesem gehören die Autobahnen
- A 28, die in Richtung Westen nach Ostfriesland (Leer/Emden) und in Richtung Osten über eine Hochstraße nach Delmenhorst und Bremen führt,
- A 29, die in Richtung Norden nach Wilhelmshaven und in Richtung Süden zum Autobahndreieck Ahlhorner Heide führt,
- A 293, die die Verbindung zwischen der A 28 am Dreieck Oldenburg-West und der A 29 am Autobahnkreuz Oldenburg-Nord herstellt und dort in die B 211 Richtung Brake und zum Wesertunnel übergeht,
- und die vierstreifig autobahnähnlich ausgebaute Nordtangente (K 347/L 865n), die den Autobahnring in Oldenburg schließt. Sie verbindet die A 29 und die A 293 und führt durch die Stadtteile Ohmstede und Nadorst.

Die Autobahnen A 28 und A 293 sowie die Nordtangente sind typische Stadtautobahnen, die das Oldenburger Stadtgebiet durchschneiden und einen erheblichen Teil des innerstädtischen Verkehrs aufnehmen. Sie weisen eine hohe Dichte an Auf- und Abfahrten auf und sind mit Lärmschutzwänden versehen.

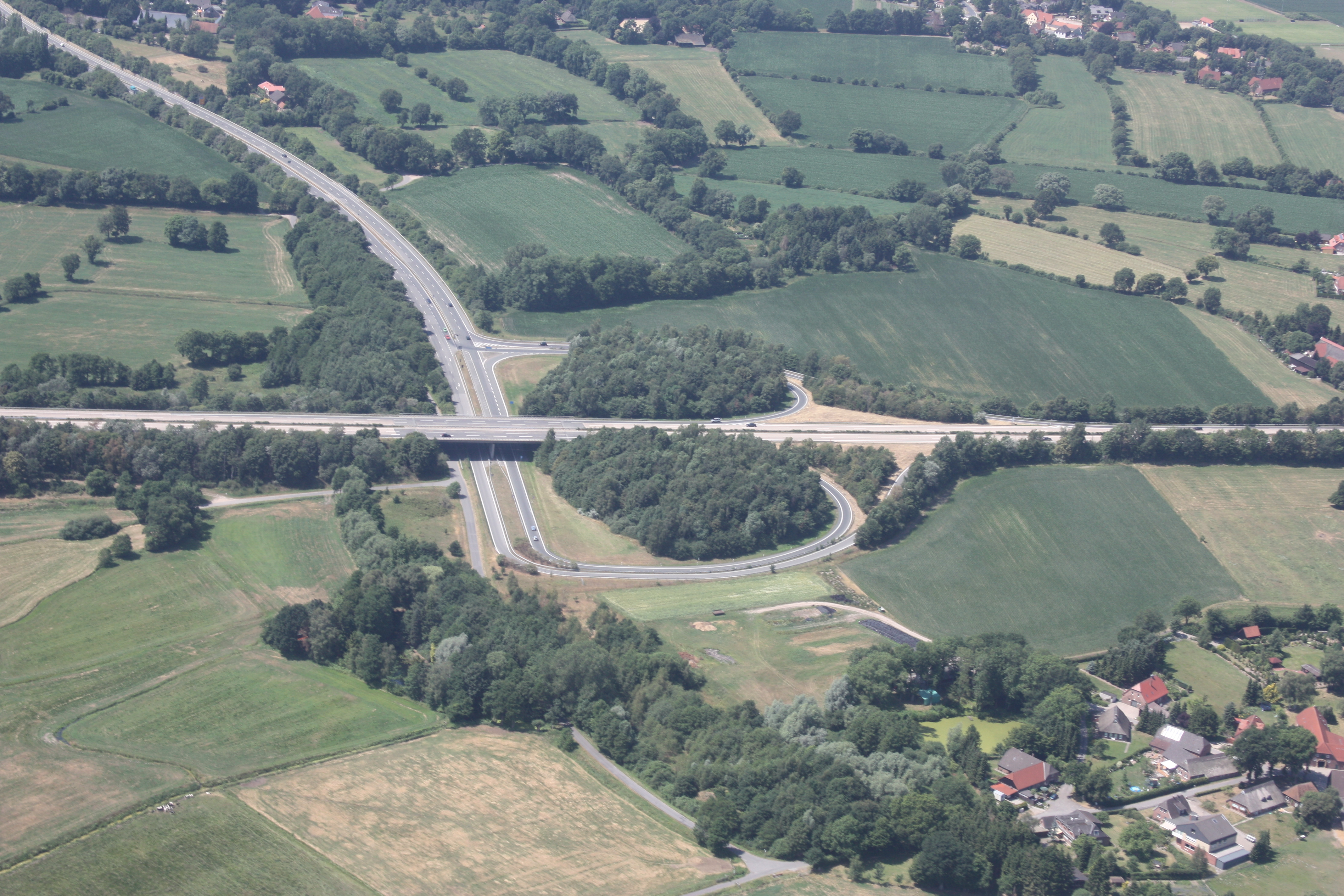
Ende der Nordtangente (L 865n) an der A 29

Die an der Anschlussstelle Oldenburg-Eversten der A 28 beginnende Bundesstraße 401 führt nach Westen ins Emsland.
Die Oldenburgische Industrie- und Handelskammer mahnt die zügige Schließung der Lücke zwischen der Anschlussstelle Oldenburg-Ohmstede der A 29 und der L 865 in Bornhorst nördlich der Huntewiesen an. Gegen diesen Plan regt sich in Bornhorst Widerstand.
Von nur noch historischer Bedeutung sind die ehemaligen Bundesstraßen B 69 und B 75, die von den Autobahnen A 29 und A 28 ersetzt wurden und nach der Fertigstellung der Autobahnen in deren direkten Einzugsbereichen aufgehoben wurden. Diese beiden Bundesstraßen durchquerten das Stadtgebiet in Nord-Süd-Richtung (B 69) bzw. Ost-West-Richtung (B 75) und waren zu ihrer Zeit die Hauptverkehrsstraßen in Oldenburg.

#### Schienenverkehr

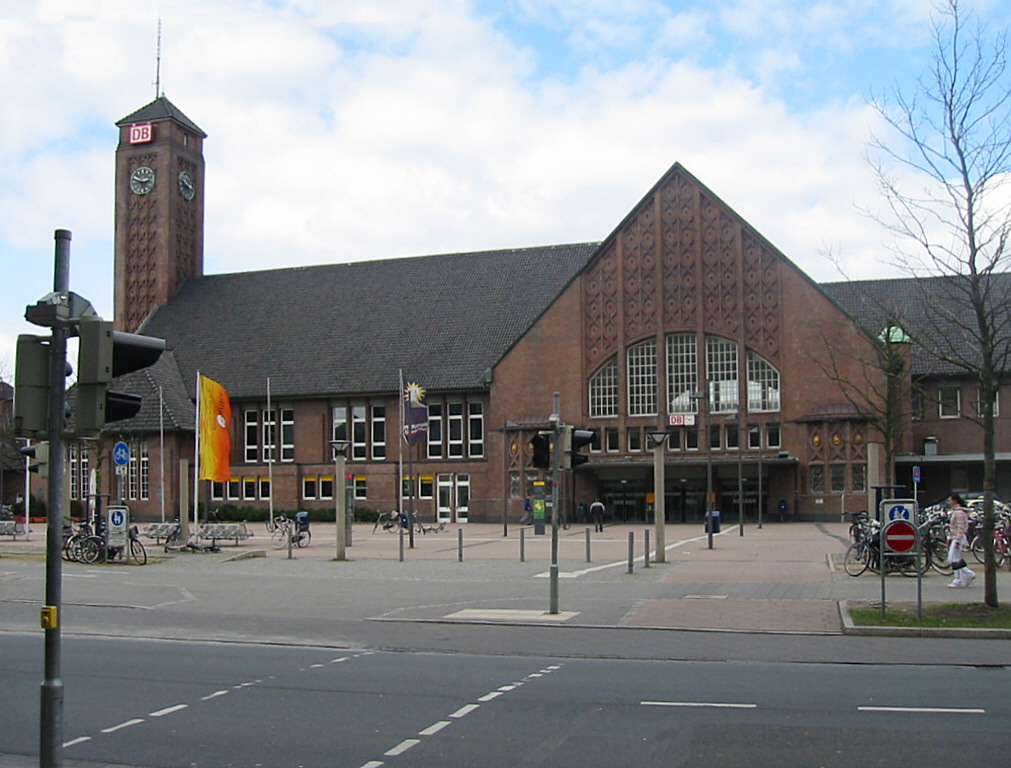
Oldenburg Hauptbahnhof (April 2006)

Das Königreich Hannover hatte eine Anbindung Oldenburgs an das deutsche Eisenbahnnetz bis 1866 verhindern können. Das Königreich Preußen hingegen, das das Königreich Hannover 1866 annektiert hatte, stellte sich einem Anschluss Oldenburgs an das deutsche Eisenbahnnetz nicht in den Weg. Am 15. Juli 1867 wurde die Bahnstrecke Oldenburg–Bremen eröffnet. Sie war damit nach der Nahetalbahn durch das Fürstentum Birkenfeld die zweite Eisenbahnstrecke im damaligen Großherzogtum Oldenburg.
An der Strecke Oldenburg–Bremen liegt eine der ältesten beweglichen Eisenbahnbrücken Europas, die Klappbrücke über die Hunte. Unmittelbar daneben steht der ehemalige Bahnwasserturm, der die Dampflokomotiven mit Wasser versorgte.

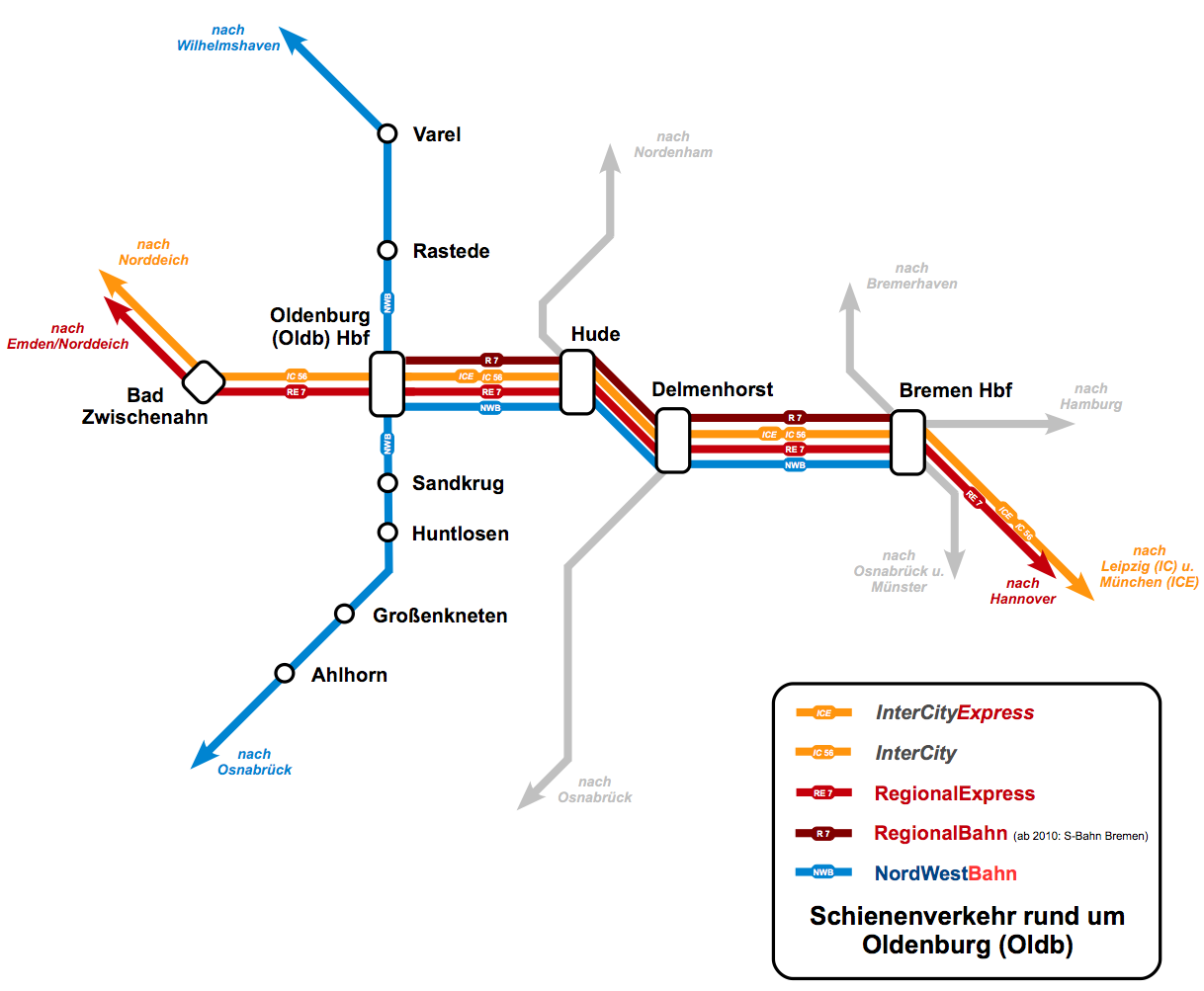
Eisenbahnen im Personenverkehr rund um Oldenburg

Heute liegt der Oldenburger Hauptbahnhof an den Bahnstrecken aus Bremen, aus Leer, nach Wilhelmshaven und nach Osnabrück. An den Fernverkehr ist Oldenburg durch die alle zwei Stunden verkehrende IC-Linie 56 Norddeich–Oldenburg–Bremen–Hannover–Leipzig angeschlossen. Außerdem existieren einzelne ICE-Verbindungen von und nach Berlin, Dresden und München sowie von Frankfurt am Main. Die frühere Bedeutung Oldenburgs als Eisenbahnknoten ist nach der Stilllegung und Abbruch des Rangierbahnhofes und des Ausbesserungswerkes sowie dem Abbau der Braker Bahn durch das Ipweger Moor („Gummibahn“) zurückgegangen.
Seit Mitte Dezember 2010 ist Oldenburg im Netz der Regio-S-Bahn Bremen/Niedersachsen erreichbar. Im Stadtteil Wechloy gibt es seit Juni 2015 einen Haltepunkt, der von der Regio-S-Bahn bedient wird.

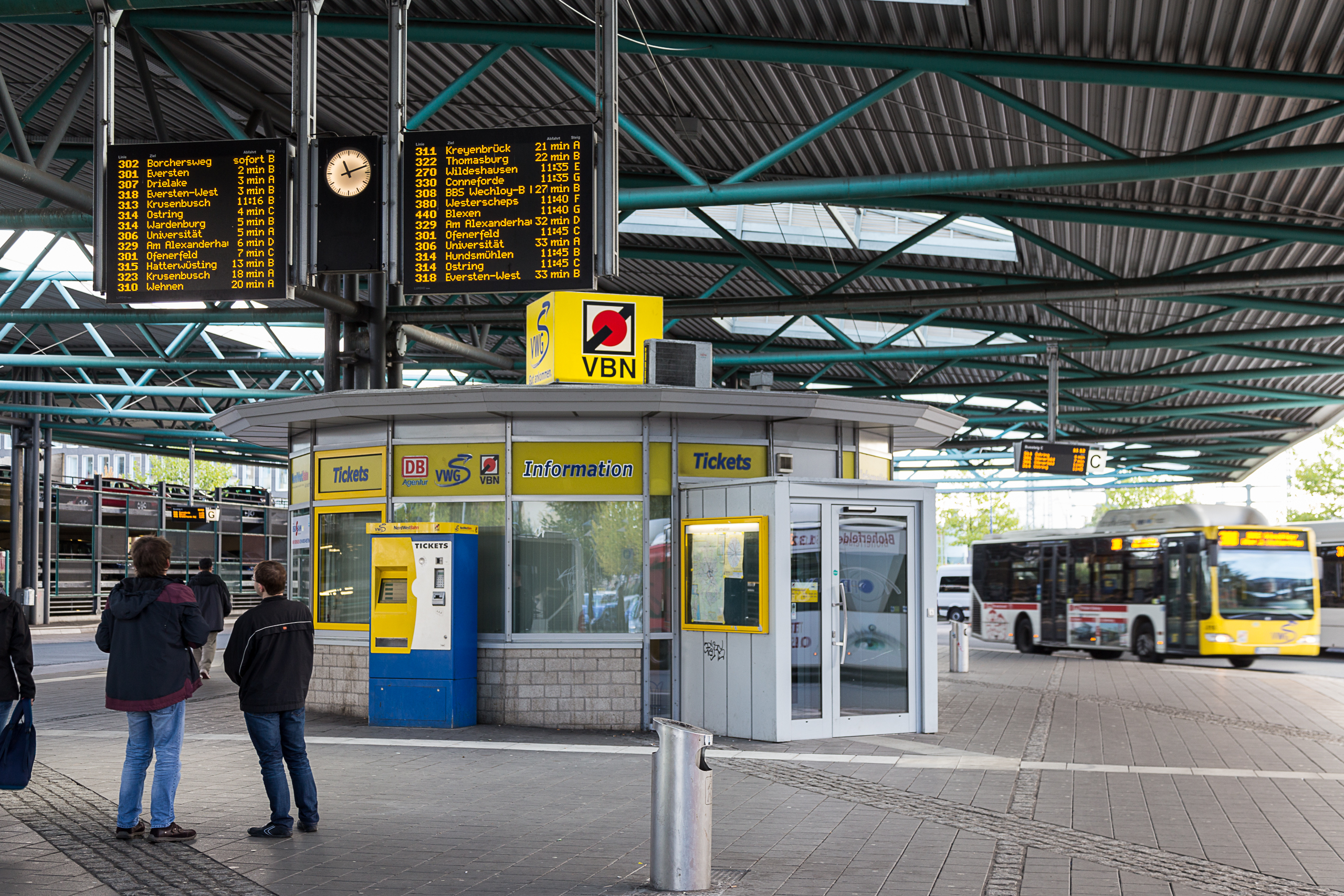
Oldenburg ZOB

#### Busverkehr
Seit 1985 betreibt die Verkehr und Wasser GmbH (VWG) den ÖPNV im Auftrag der Stadt Oldenburg. Die 19 VWG-Stadtbuslinien erschließen das gesamte Stadtgebiet und einzelne Ortschaften außerhalb, wobei zahlreiche Haltestellen im 15-Minuten-Takt bedient werden. Sämtliche Linien befahren Abschnitte des Wallrings, der Ringstraße um die Innenstadt, mit dem gemeinsamen Verknüpfungspunkt Lappan. Zwischen Lappan und dem Bahnhof Oldenburg mit dem Zentralen Omnibus-Bahnhof (ZOB) stellen 18 Linien im dichten Takt Verbindungen her.
Vom ZOB aus fahren Regionalbusse in umliegende Städte und Landkreise. Der Betrieb der neun Linien wird unter Federführung des ZVBN ausgeschrieben und, in Linienbündel unterteilt, für mehrere Jahre fest vergeben. Betreiber sind zumeist mittelständische Busunternehmen bzw. deren Subunternehmen, darunter die Firmen Bruns Omnibusverkehr, Michael Büsing Busbetrieb, Gerdes Reisen, Emil Hilgen, Pfeiffer-Reisen, Reisedienst Wissgott, Wolters Linienverkehr, oder die zum DB-Konzern gehörende Weser-Ems-Bus und ihre Tochterfirma Hanekamp. Besonderen Status als Landesbuslinie mit ausgeweiteten Betriebszeiten weist seit Mai 2017 die Linie S35 auf, welche die Autobahn 28 nutzt, um die Kreisstadt Westerstede mit Oldenburg zu verbinden.
Im Nachtbusverkehr bestehen sieben städtische Linien N25 und N36 bis N41, die täglich um 00.30 Uhr ab Lappan fahren. In den Wochenendnächten Freitag‒Samstag und Samstag‒Sonntag gibt es weitere Abfahrten stündlich um 01.30 Uhr und 02.30 Uhr. Der Nachtschwärmer N27 und die NachtEule Ammerland mit den Linien N31, N32, N34 und N35 fahren nur in den Wochenendnächten.
Für alle Buslinien wird der Gemeinschaftstarif des Verkehrsverbundes Bremen/Niedersachsen (VBN) angewendet, der ebenso in den Zügen des Regionalverkehrs gilt. Die Stadt Oldenburg ist Verbandsmitglied im Zweckverband Verkehrsverbund Bremen/Niedersachsen.
2025 können jeden Samstag alle Fahrgäste alle Fahrten mit öffentlichen Verkehrsmitteln, die innerhalb der VBN-Tarifzone Oldenburg angetreten und beendet werden, kostenfrei und fahrscheinlos durchführen. Dies gilt in der Zeit von 4 Uhr Samstag früh bis 4 Uhr Sonntag früh, dabei auch für Fahrten mit der Regio-S-Bahn Bremen/Niedersachsen auf der Relation Oldenburg Hbf–Oldenburg-Wechloy sowie für im Verbundtarif fahrende Nachtbusse, nicht aber für die nach gesondertem Tarif verkehrenden Nachteulen Ammerland. Den für die Verkehrsunternehmen entstehenden Fehlbetrag in Höhe von 580.000 Euro trägt die Stadt Oldenburg.
Von 1933 bis 1985 war der öffentliche Personennahverkehr (ÖPNV) in Oldenburg von dem Unternehmen Oldenburger Vorortbahnen Pekol GmbH durchgeführt worden, das zwischen 1936 und 1957 mehrere Oberleitungsbuslinien betrieb. Die VWG hat 2017 ihre letzten dieselgetriebenen Busse ausgemustert. Damit wird die gesamte, über einhundert Fahrzeuge umfassende Stadtbusflotte durch Biogas angetrieben, das der VWG-Anteilseigner EWE liefert. Die Regionalbusse ins Umland nutzen weiterhin Diesel als Treibstoff.
Im Fernbus-Verkehr hielten 2018 Busse verschiedener privater und europäischer Anbieter, darunter der Marken Ecolines und Flixbus, an einer neu erbauten Fernbusstation direkt am Zentralen Omnibusbahnhof und Hauptbahnhof. Linienverbindungen bestanden unter anderem zu den ostfriesischen Fährhäfen, nach Berlin, Köln, Amsterdam, nach Polen oder ins Baltikum.
Schon vor der Freigabe des nationalen Fernbusmarktes in Deutschland hatte die von Christoph Marquardt gegründete Firma Publicexpress von 2005 bis 2015 mehrmals täglich Fahrten ins niederländische Groningen angeboten.

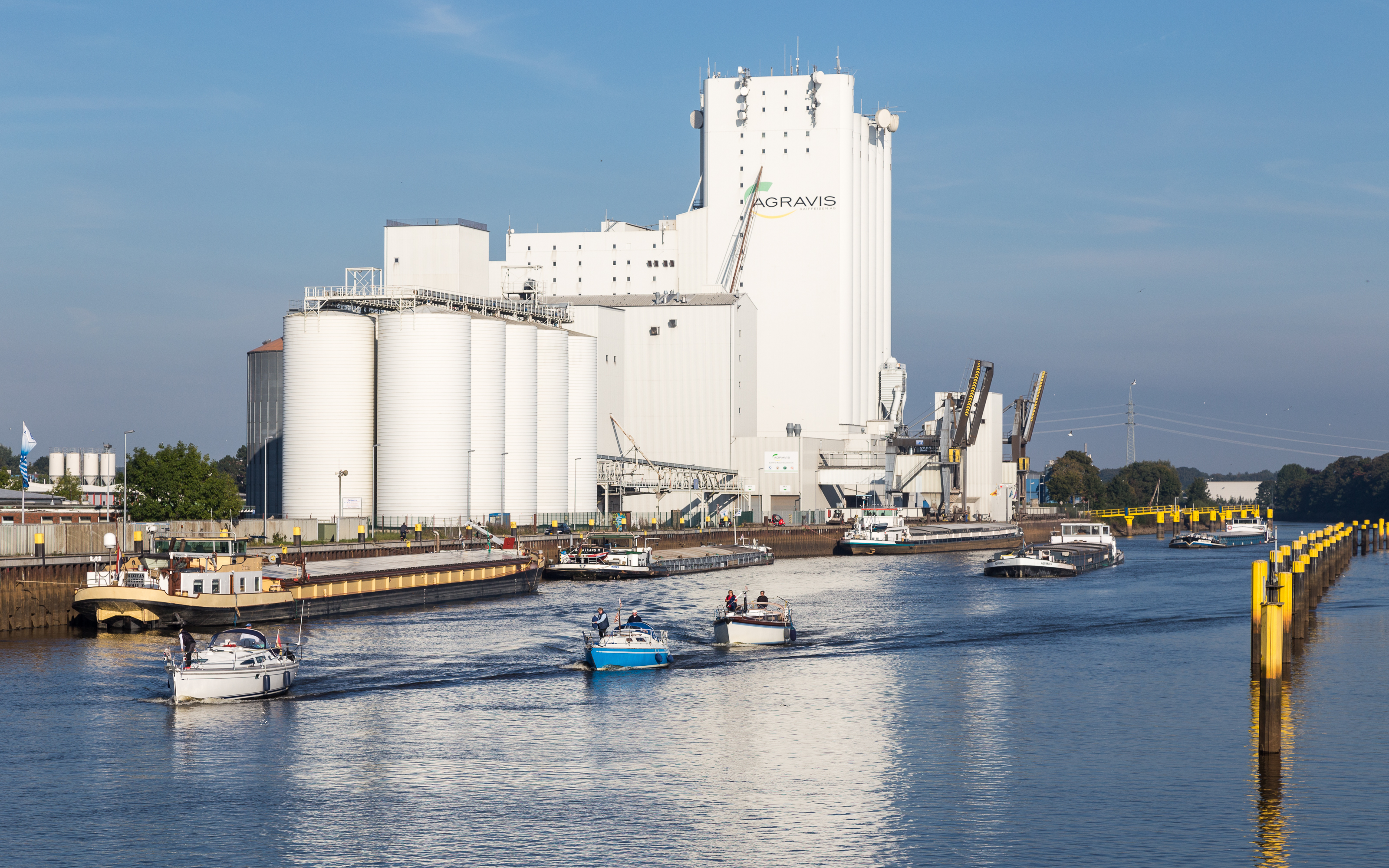
Nordhafen Oldenburg

#### Wasserverkehr

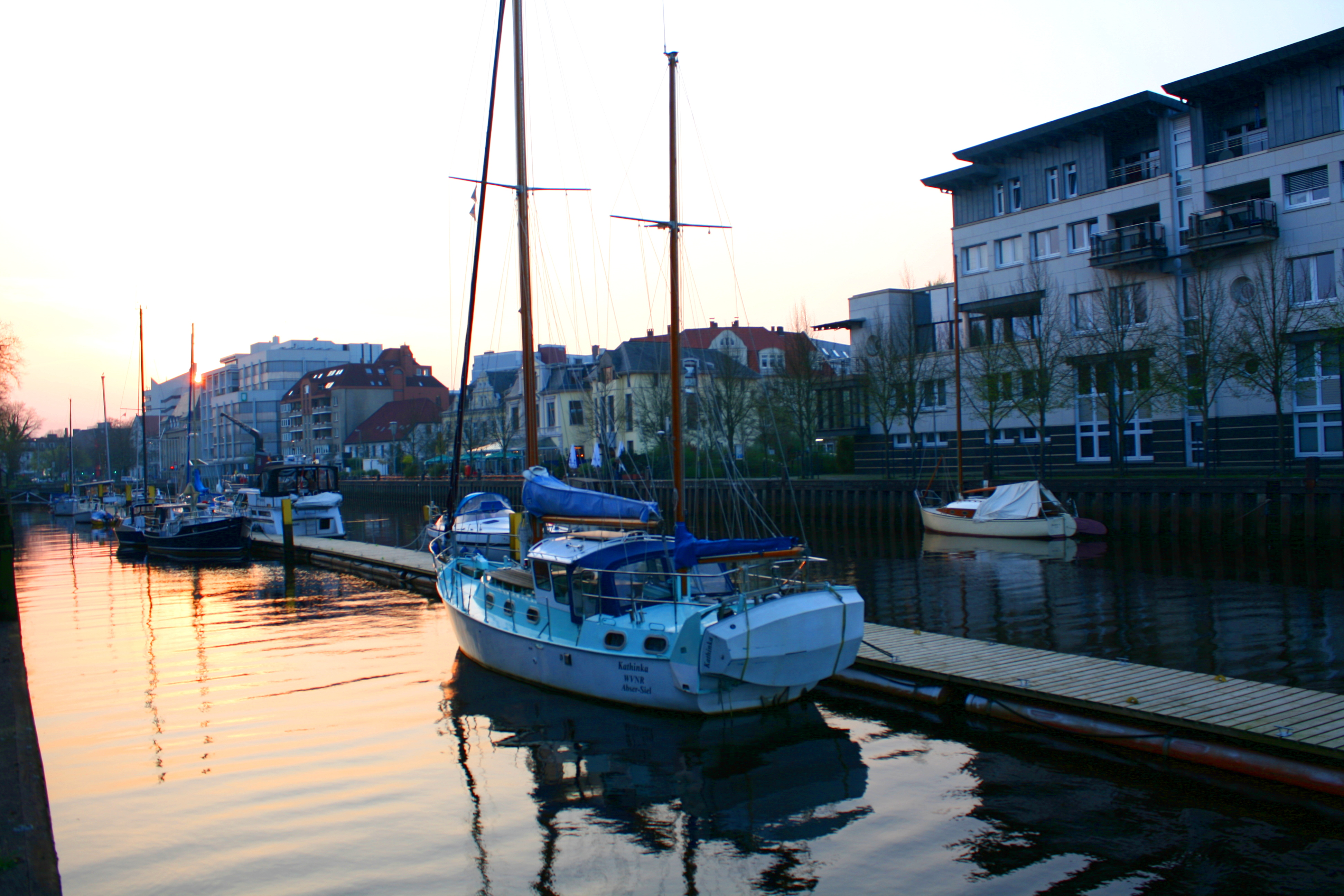
Alter Stadthafen

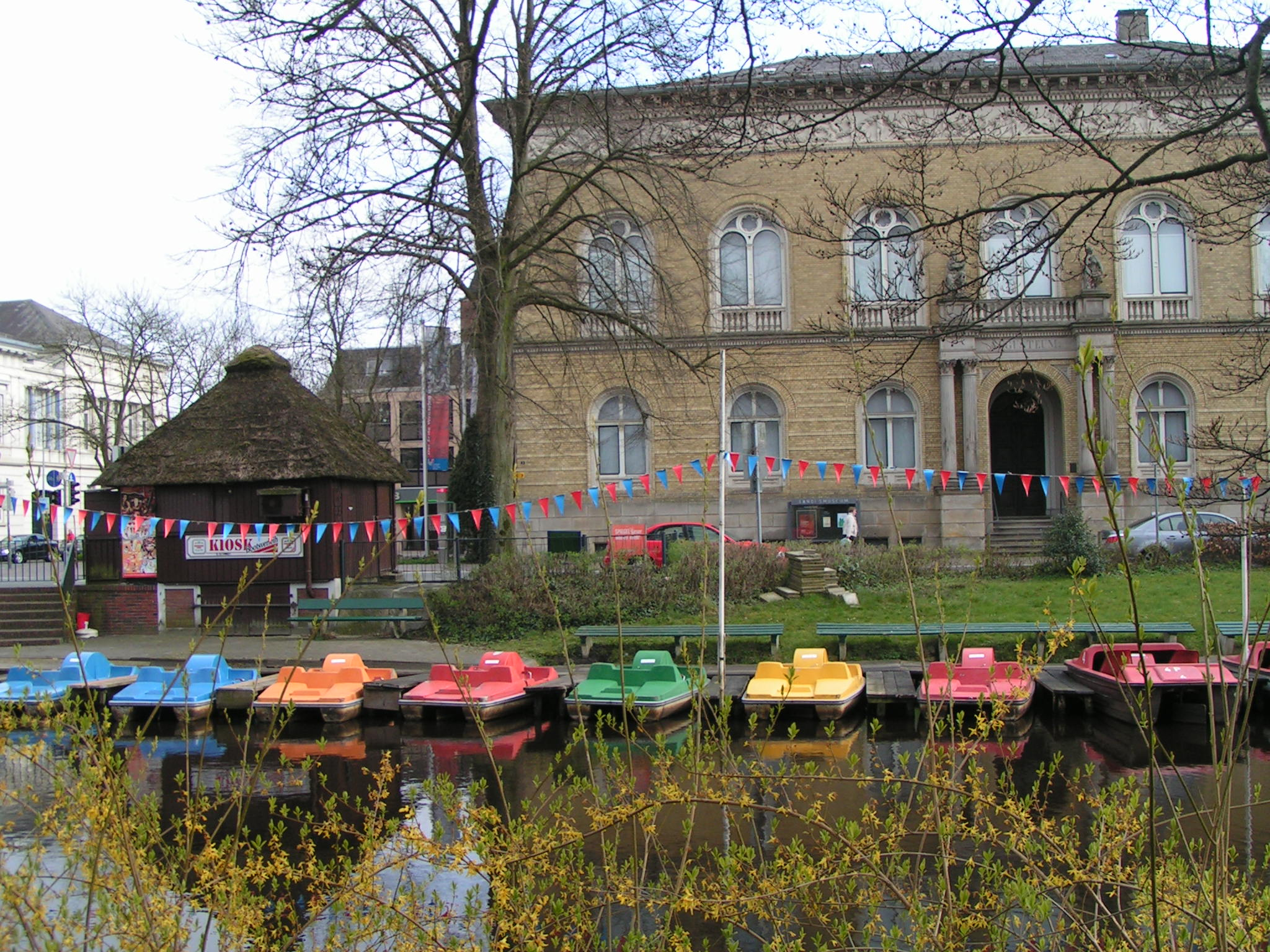
Boote auf der Mühlenhunte (2008)

Der Hafen der Stadt Oldenburg ist über den Küstenkanal als Binnenschifffahrtsstraße an das deutsche Binnenschifffahrtsnetz angeschlossen. Weiterhin verfügt Oldenburg über Hunte und Weser auch über eine seewärtige Zufahrt. Die Hunte, die von der Mündung in die Weser bis nach Oldenburg eine Seeschifffahrtsstraße ist, ist bis Oldenburg auch für kleinere Seeschiffe befahrbar. 2011 wurden im Oldenburger Hafen 143.631 Tonnen Güter im Seeverkehr umgeschlagen, 2012 lag die Zahl bei 127.627 t, 2015 waren es nur noch 82.150 t. 2016 ging der Seegüterumschlag um 14 % auf 70.507 t zurück. Der Umschlag im Binnenverkehr stieg 2016 dagegen um 5 % auf 969.297 t, sodass der Umschlag im kombinierten See- und Binnenschiffsverkehr bei 1,04 Mio. t lag. Im Mai 2021 wurde das neue Wendebecken für den Schiffsverkehr freigegeben und ermöglicht nun Seeschiffen mit einer Länge von bis zu 110 m das Wenden und damit den Zugang zum Hafen. Hierdurch erhofft sich die Hafenwirtschaft neue Impulse für ein erhöhtes Seeschiffsaufkommen.
Außerdem gibt es einen kleinen Stadthafen. Die oberhalb Oldenburgs nicht schiffbare Hunte bietet schöne Strecken zum Bootfahren, ebenso die Mühlenhunte am Rand des Schlossgartens.

#### Luftverkehr
Etwa zehn Kilometer entfernt von Oldenburg liegt der Flugplatz Oldenburg-Hatten. Von hier aus können Rundflüge in der Region und Flüge zu den Ostfriesischen Inseln unternommen werden. Der nächste größere Flughafen befindet sich in Bremen. Oldenburg selbst hat keinen eigenen Flughafen, nachdem der an der Alexanderstraße gelegene Militärflugplatz geschlossen wurde. Die ehemalige Startbahn wurde mittlerweile mit einem Solarkraftwerk überbaut, so dass eine weitere Nutzung als Flughafen ausgeschlossen ist. Von 1964 bis 1993 war auf dem Fliegerhorst das Jagdbombergeschwader 43 (JaboG 43) der Luftwaffe stationiert, von 1993 bis 2006 die Flugabwehrraketengruppe 24 des Flugabwehrraketen-Geschwaders 2.

#### Radverkehr

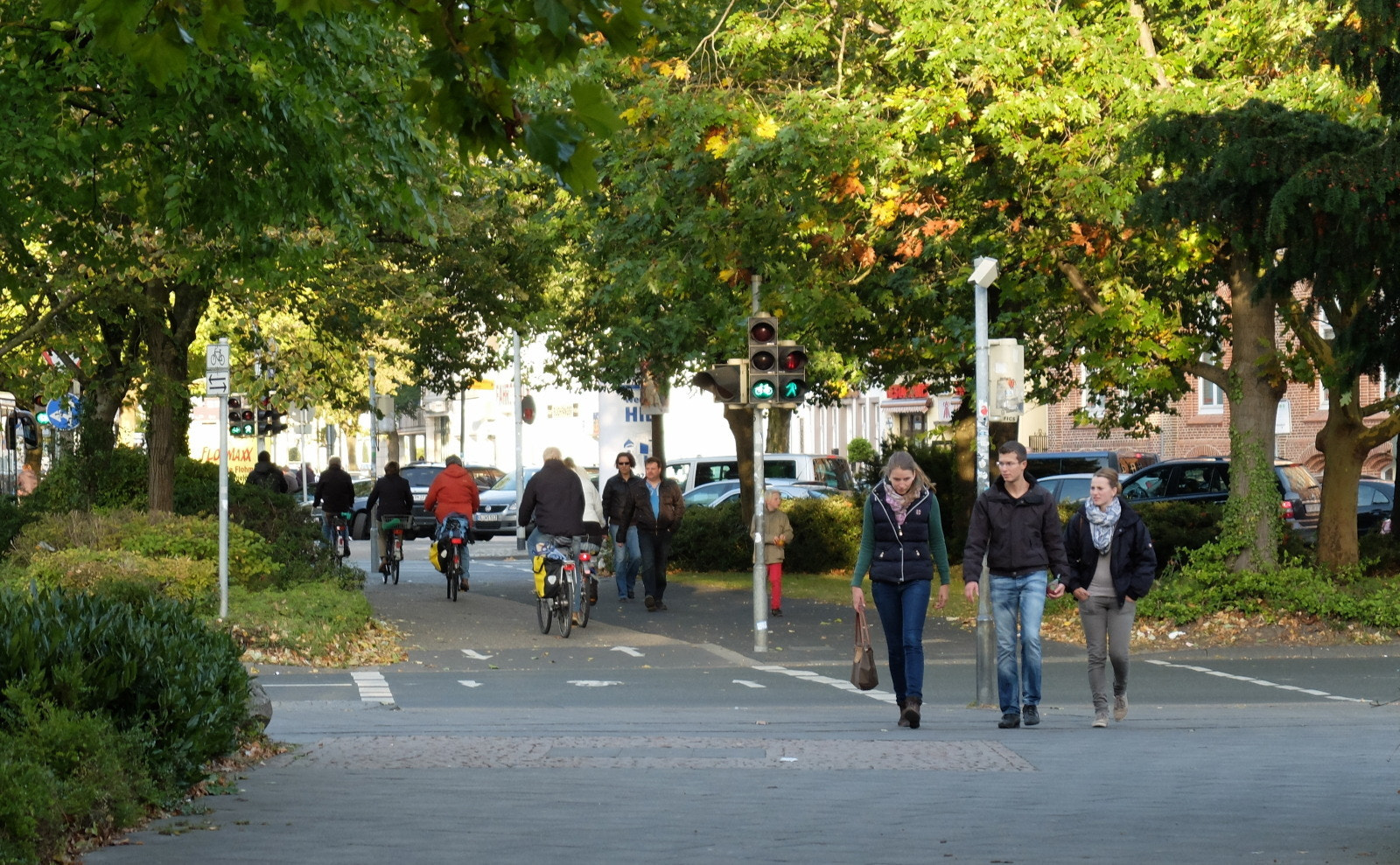
Rad- und Fußwege am Pferdemarkt

Oldenburg hat laut SrV 2023 mit 47 % im Binnenverkehr den höchsten Radverkehrsanteil Deutschlands. Jeder Haushalt hat durchschnittlich 2,6 Fahrräder, etwa jedes sechste ist ein E-Bike. Seit Jahrzehnten gibt es in Oldenburg ein umfangreiches Netz an fahrbahnbegleitenden Fahrradwegen. Die Stadtteile und Wohngebiete werden durch viele nur für Fahrräder und Fußgänger zugelassene Wege verbunden. Am Bahnhof gibt es eine Fahrradstationen. Darüber hinaus bieten Oldenburg und sein Umland ein Verkehrswegenetz für Fahrräder, das entlang der Hunte und in den Hunteniederungen (ein Wasserauffanggebiet für Hochwasser) Ausflugsmöglichkeiten speziell für Radfahrende bietet.
Beim Fahrradklimatest 2016, einer Befragung von Radfahrern über ihre eigenen Städte mit zahlreichen Fragen, wurde die Fahrradfreundlichkeit der Stadt Oldenburg mit der Schulnote 3,5 bewertet, einem schlechten „befriedigend“. Damit rangierte Oldenburg auf Platz 4 von 38 deutschen Städten mit 100.000 bis 200.000 Einwohnern und auf Platz 2 in Niedersachsen, nach Göttingen, das mit der Note 3,32 (glattes befriedigend) auch bundesweit Testsieger war. Als Schwächen wurden die geringe Breite der Radwege und die Probleme beim Versuch angegeben, ein Fahrrad in Fahrzeuge des Öffentlichen Personennahverkehrs mitzunehmen. Besonders negativ ins Gewicht fiel zudem die hohe Zahl der Fahrraddiebstähle in der Stadt (Teilnote 4,8). Fahrraddiebstähle haben laut polizeilicher Kriminalstatistik einen Anteil von rund 12 % an der Gesamtkriminalität. Die Zahl der bekannt gewordenen Fahrraddiebstähle ging von 2812 in 2009 auf 1538 Fälle in 2018 zurück.
Mit durchschnittlich 9,1 Teilnehmern pro 10.000 Einwohner veranstaltet Oldenburg die aktivste Critical Mass Deutschlands.

#### Regionale Wanderwege
Durch Oldenburg verlaufen zwei Wanderwege des Wiehengebirgsverbandes Weser-Ems:
Der 130 Kilometer lange Wanderweg Jadeweg führt von Wilhelmshaven nach Wildeshausen. Durch ein weißes „J“ auf schwarzem Untergrund am Wegesrand ist der Verlauf des Weges erkennbar.
In Oldenburg beginnt bzw. endet der 87 km lange Wanderweg Ems-Hunte-Weg, dargestellt durch eine Kanalbrücke im niederländischen Stil auf schwarzem Untergrund. Der Weg führt nach bzw. kommt von Leer (Ostfriesland).

### Öffentliche Einrichtungen
Die Stadt ist Sitz folgender Einrichtungen und Institutionen beziehungsweise Körperschaften des öffentlichen Rechts:
- Deutsche Bundesbank – Filiale Oldenburg
- Bundesinstitut für Kultur und Geschichte des östlichen Europa (BKGE)
- Deutsche Rentenversicherung Oldenburg-Bremen: Nachfolger der Landesversicherungsanstalt Oldenburg-Bremen
- Evangelisch-Lutherische Kirche in Oldenburg
- Handwerkskammer Oldenburg – Kammerbezirk: Kreisfreie Städte Oldenburg (Oldb), Delmenhorst und Wilhelmshaven sowie Landkreise Ammerland, Cloppenburg, Friesland, Oldenburg, Vechta und Wesermarsch
- Hauptzollamt Oldenburg[130]
- Innungskrankenkasse Weser-Ems
- Studienort der Jade Hochschule
- Landesamt für Steuern Niedersachsen – Abteilung Steuer
- Niedersächsisches Landesamt für Verbraucherschutz und Lebensmittelsicherheit (LAVES)
- Landesbibliothek Oldenburg
- Landwirtschaftskammer Niedersachsen
- Oldenburgische Industrie- und Handelskammer – Kammerbezirk: Kreisfreie Städte Oldenburg (Oldb), Delmenhorst und Wilhelmshaven sowie Landkreise Ammerland, Cloppenburg, Friesland, Oldenburg, Vechta und Wesermarsch
- Oldenburgische Landschaft
- Oldenburgisches Staatstheater
- Niedersächsisches Landesarchiv (Abteilung Oldenburg)
- Stadtbibliothek Oldenburg (hervorgegangen aus der „Brücke der Nationen“)
- Verpflegungsamt der Bundeswehr
- Zweckverband Kommunale Datenverarbeitung Oldenburg (KDO)

Rechtswesen
Vor allem aufgrund seiner früheren Funktion als Residenz- und Hauptstadt des Landes Oldenburg ist hier eine Vielzahl von Gerichten angesiedelt. Im Gerichtsviertel sind das Amtsgericht, das Landgericht und das Oberlandesgericht Oldenburg unmittelbar nebeneinander erbaut worden. Das OLG Oldenburg ist eines von drei Oberlandesgerichten in Niedersachsen und für den ehemaligen Regierungsbezirk Weser-Ems zuständig. Das Sozialgericht Oldenburg ist nur durch den Schlossgarten von den drei o. g. Gerichten getrennt; das Verwaltungsgericht befindet sich am Schloßplatz, das Arbeitsgericht in der Bahnhofstraße.

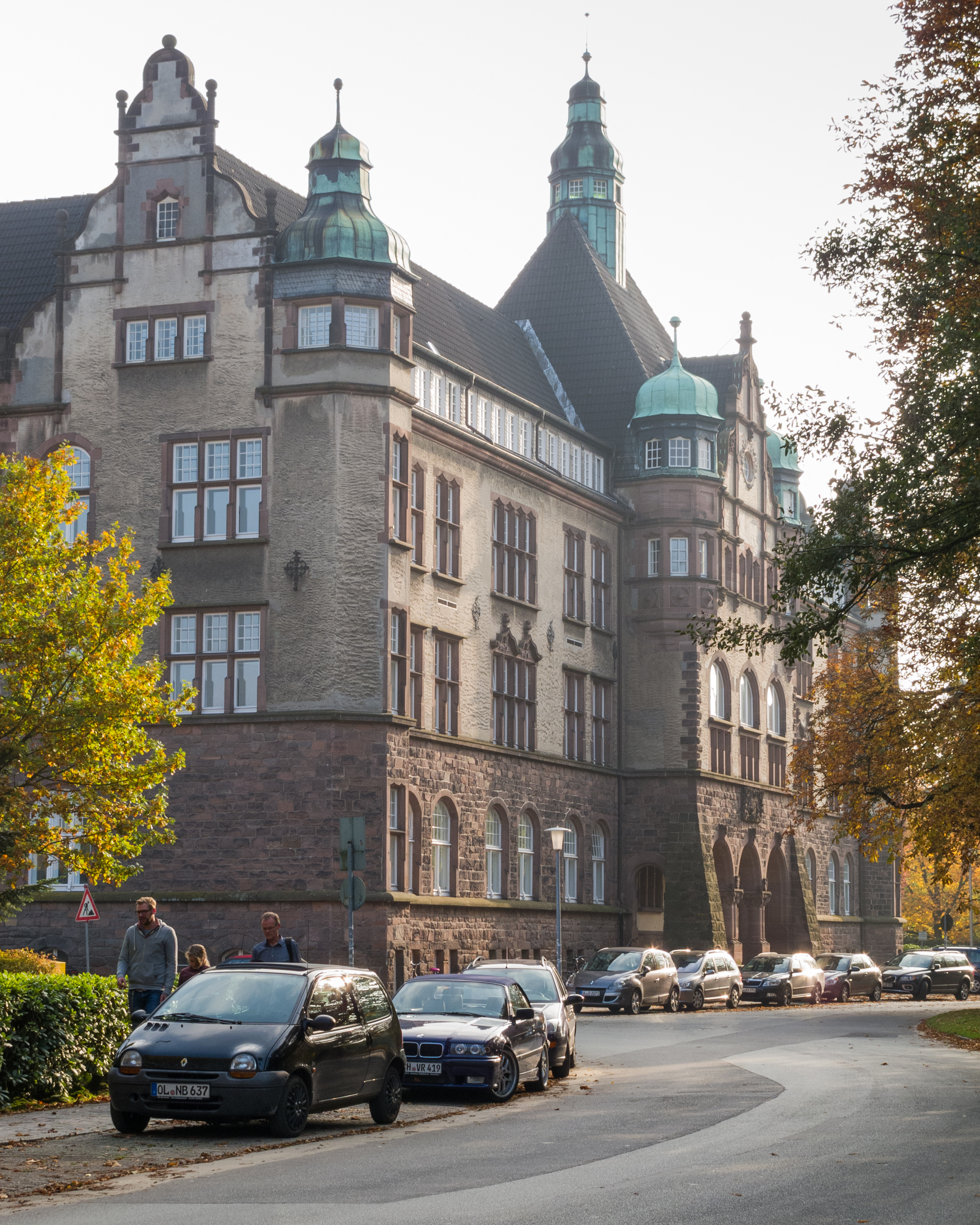
Amtsgericht Oldenburg
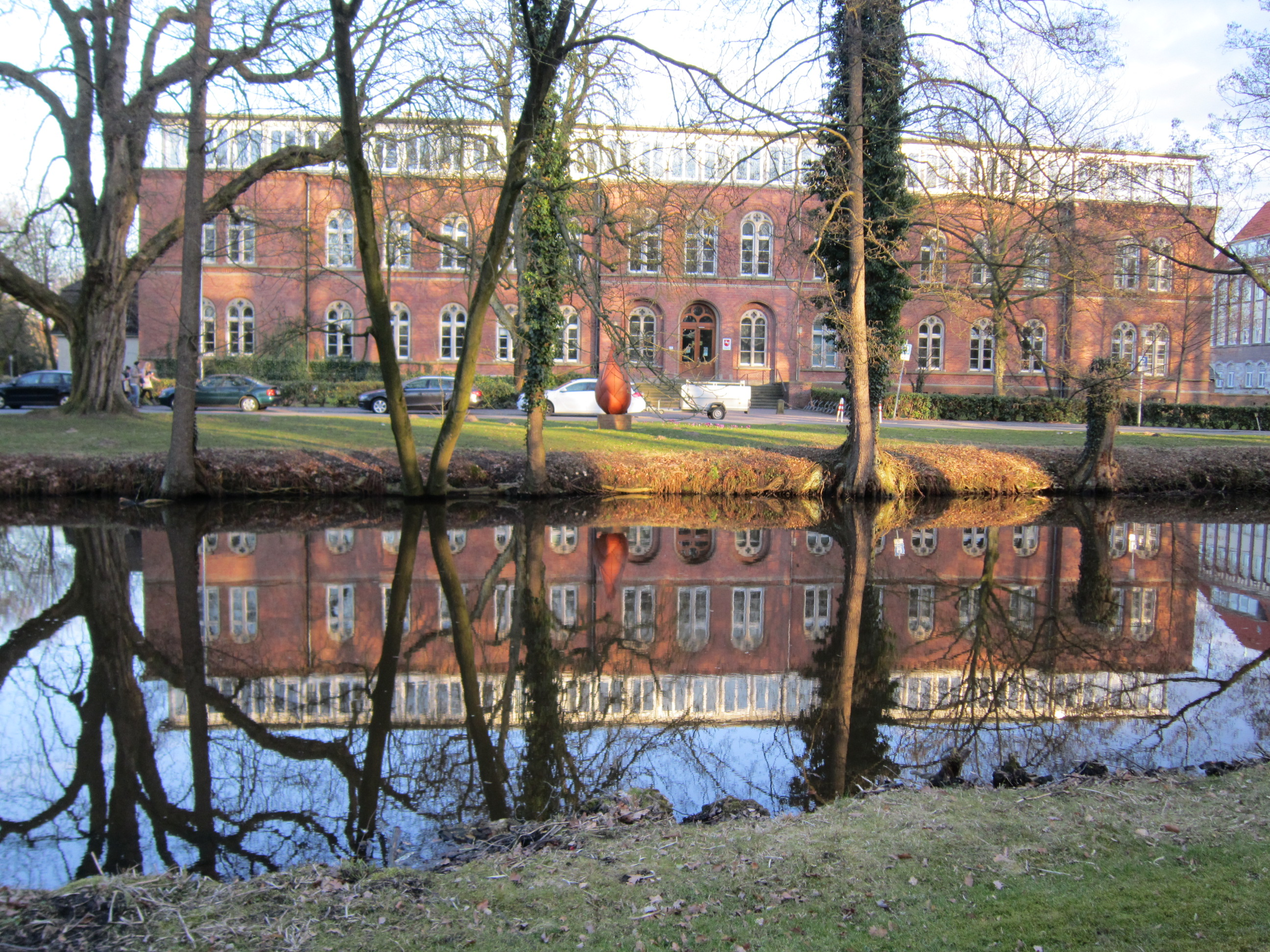
Landgericht Oldenburg
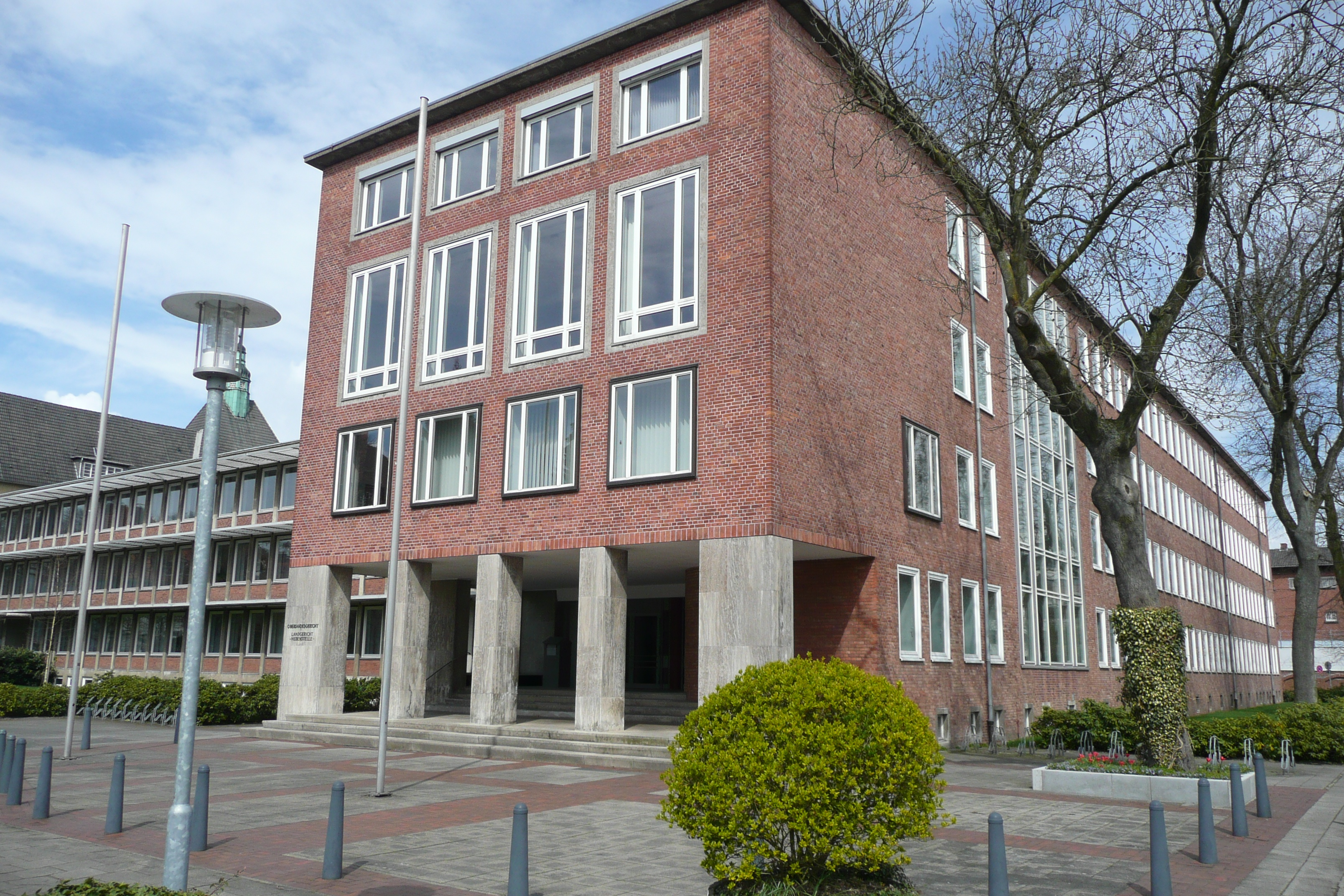
Oberlandesgericht Oldenburg
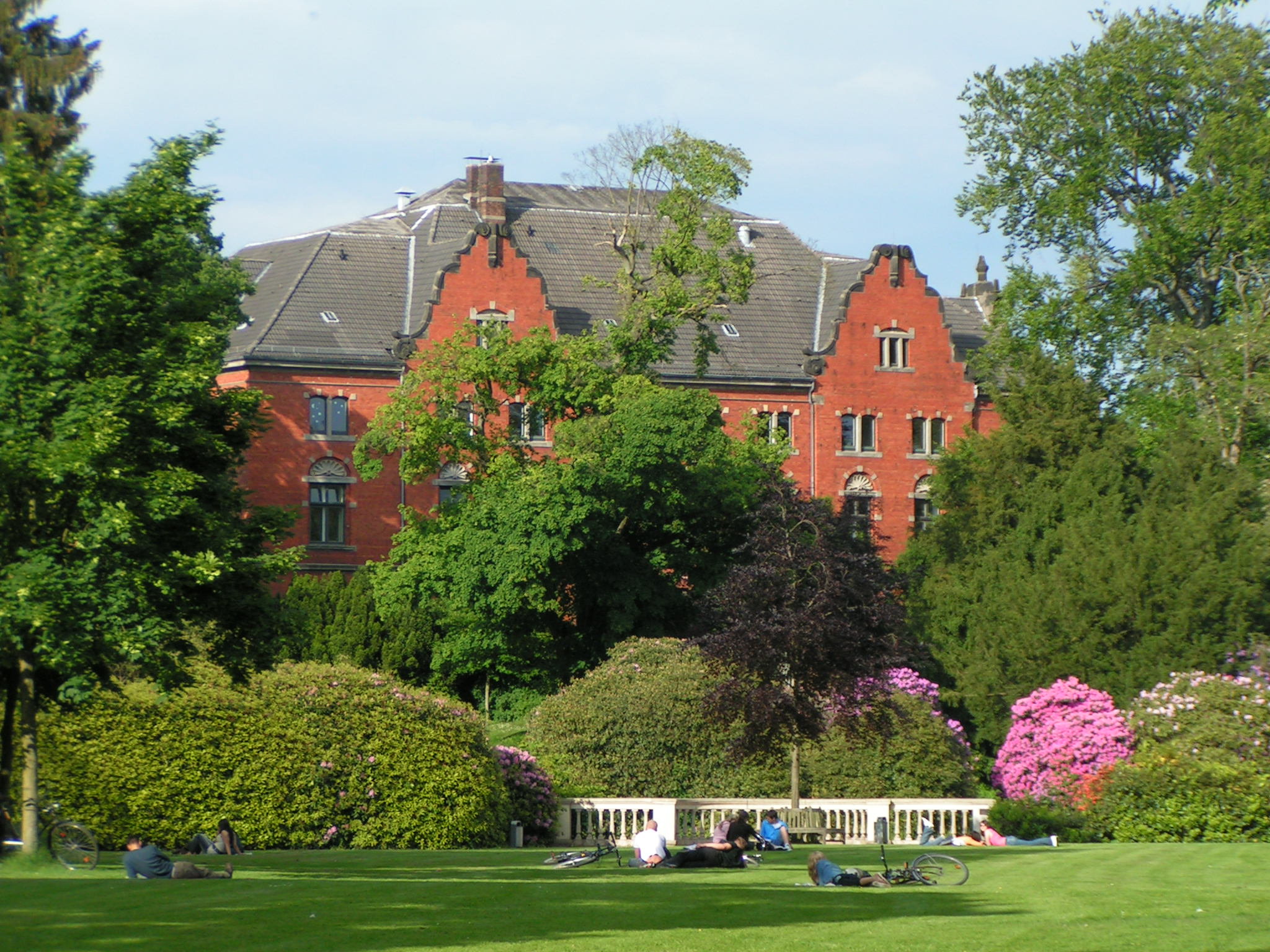
Sozialgericht Oldenburg
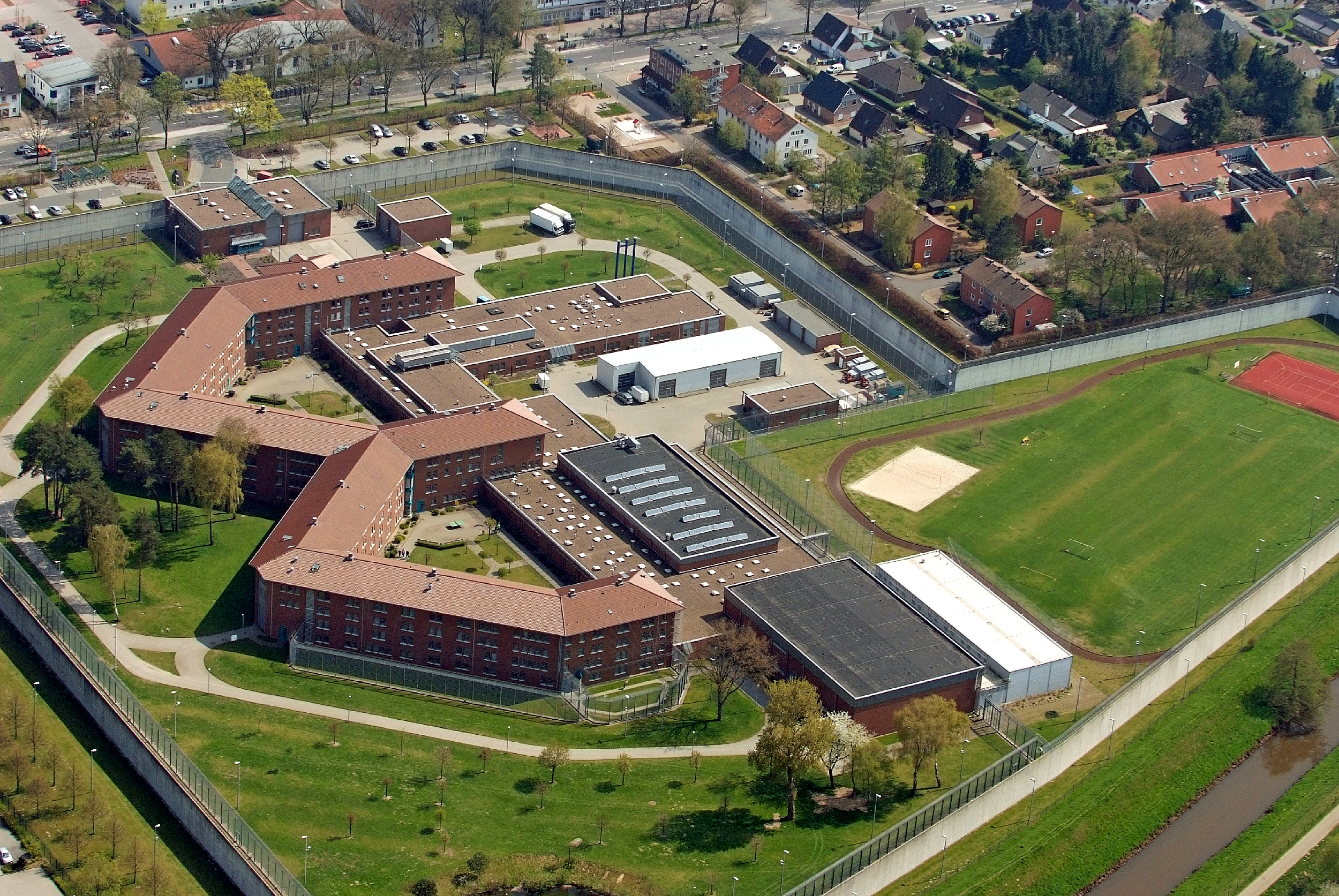
Justizvollzugsanstalt Oldenburg an der Cloppenburger Straße

Seit 2001 befindet sich in Kreyenbrück auf einem Teil des Geländes der ehemaligen Hinderburgkaserne die Neue Justizvollzugsanstalt Oldenburg. Deren Vorgänger befand sich seit 1857 an der Gerichtsstraße zwischen den Strafgerichten und der Straße Damm. Der letzte Gefangene verließ am 23. März 2013 den Altbau. Über die Weiterverwendung des Grundstücks hat dessen Eigentümer, das Land Niedersachsen, noch keine Entscheidung getroffen.

### Wohnen

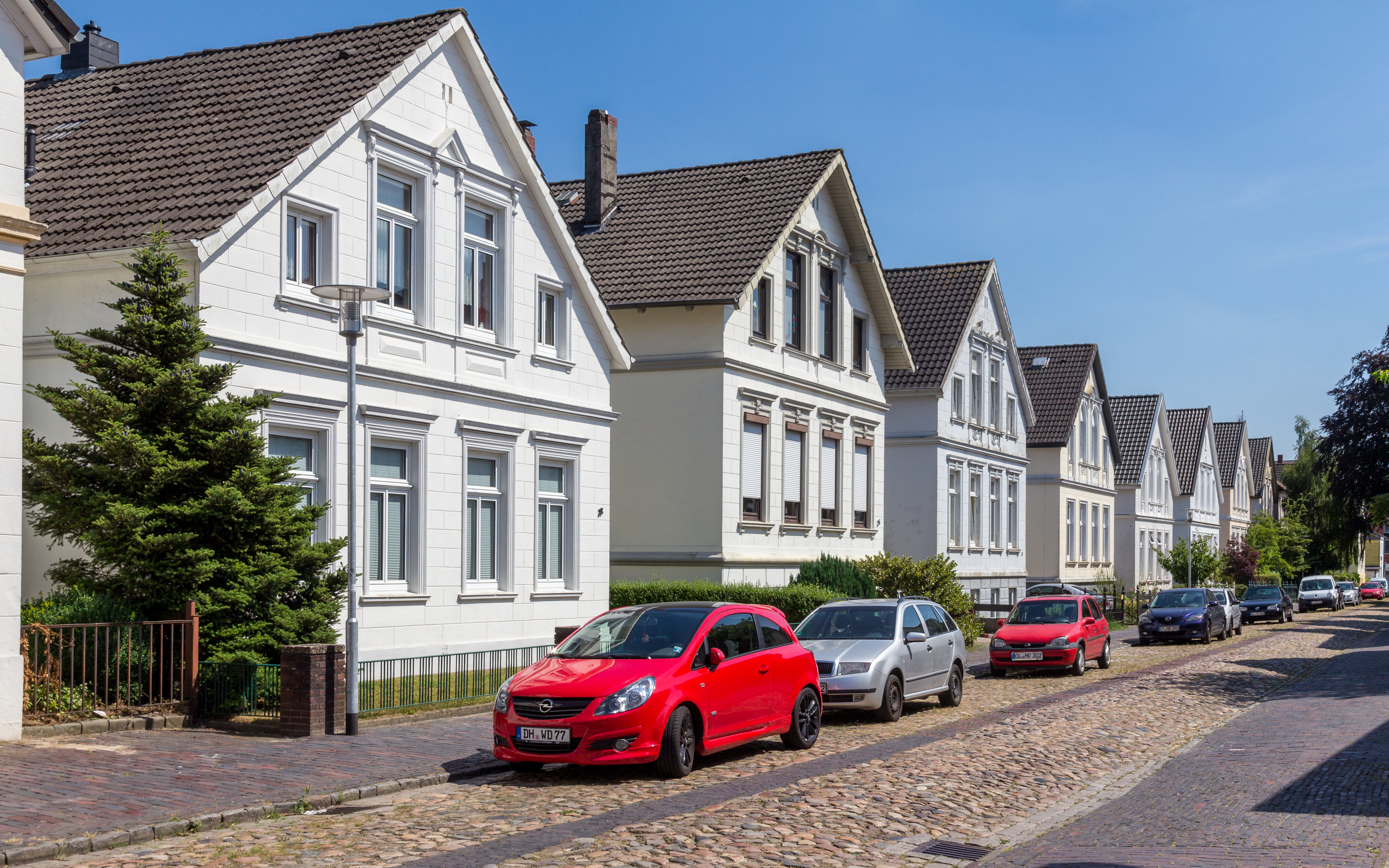
Oldenburger Hundehütten in der Schäferstraße, Donnerschwee

Oldenburgs Siedlungsstruktur ist geprägt von einer großen Zahl an Ein- und Zweifamilienhäusern mit Garten. Die begehrtesten Adressen liegen in einem Gürtel rund um die Innenstadt: Gerichtsviertel, Dobbenviertel, Haarenesch, Ziegelhof, Ehnern, Bürgeresch. Sie zeichnen sich durch einen stabilen Mix aus historischer Bausubstanz und modernen Ergänzungen aus. Ein besonderer Baustil sind die Oldenburger Hundehütten, eineinhalbgeschossige Häuser mit Satteldach, die zwischen etwa 1875 und 1920 errichtet wurden.
Beispielhaft für das moderne Oldenburg stehen Quartiere wie der „Bloherfelder Anger“ oder ein neues Viertel im Stadtteil Alexanderhaus, in dem auf einem rund 30 Hektar großen, lange Zeit landwirtschaftlich genutzten Gelände Wohn- und Naturraum eng miteinander verflochten wurden. Weiterhin entsteht an der Hunte ein neues Stadtviertel namens Alter Stadthafen, für das Industrie- und Brachflächen zu Wohnquartieren umgestaltet werden. Auf beiden Seiten der Hunte entstehen hunderte Wohnungen. An der Nordseite beziehungsweise Bahnseite wird Gewerbe angesiedelt, an der Hunteseite entstand eine neue Promenade und Gastronomie. Der neue Ortsteil Neu Donnerschwee entsteht im ehemaligen Kasernengelände als Konversionsmaßnahme.
Ende 2020 gab es im Stadtgebiet 95.589 Wohnungen.

### Bildung

#### Universität, Hochschulen, Akademien

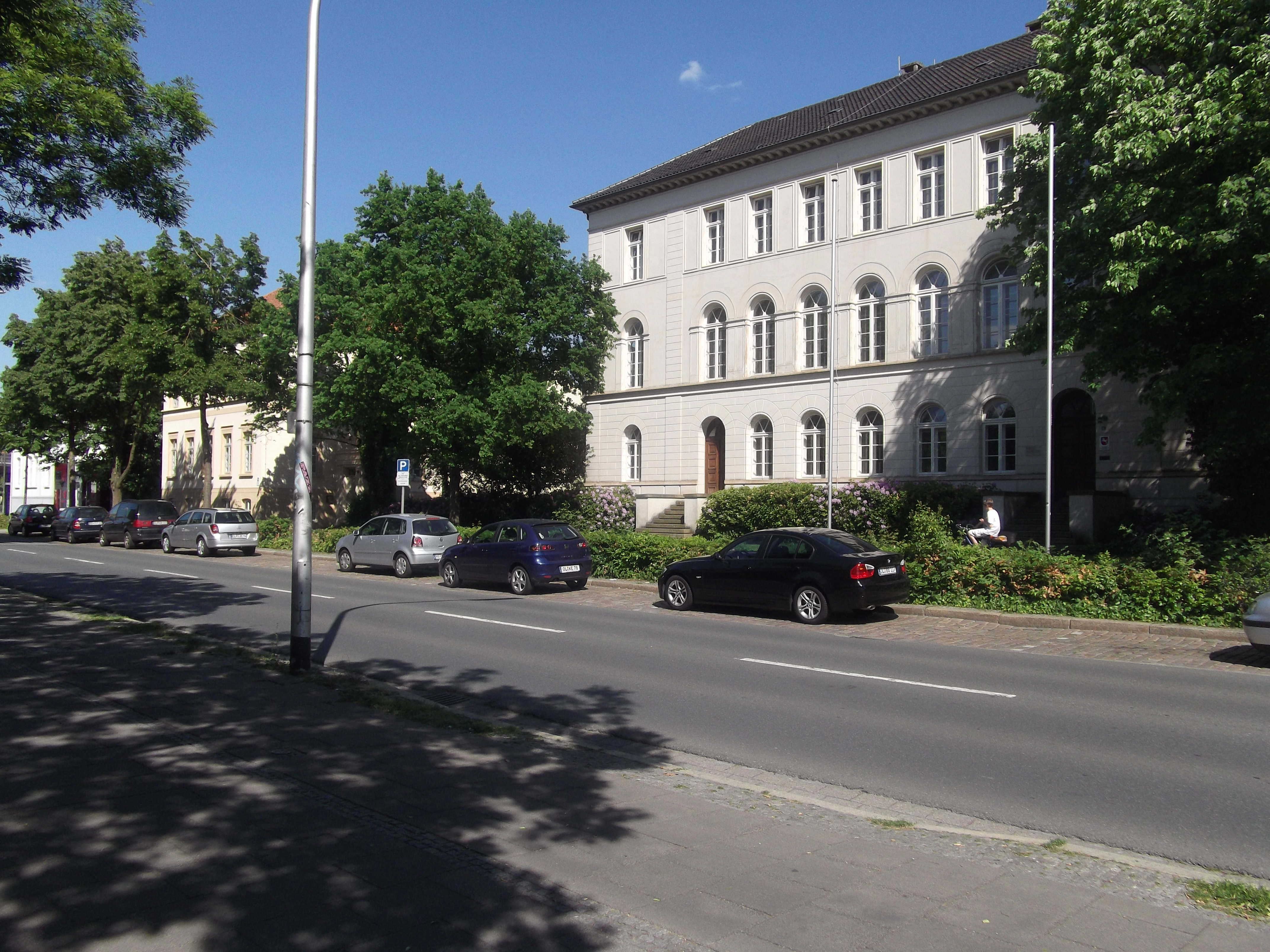
Evangelisches Lehrerseminar Oldenburg 1846–1927

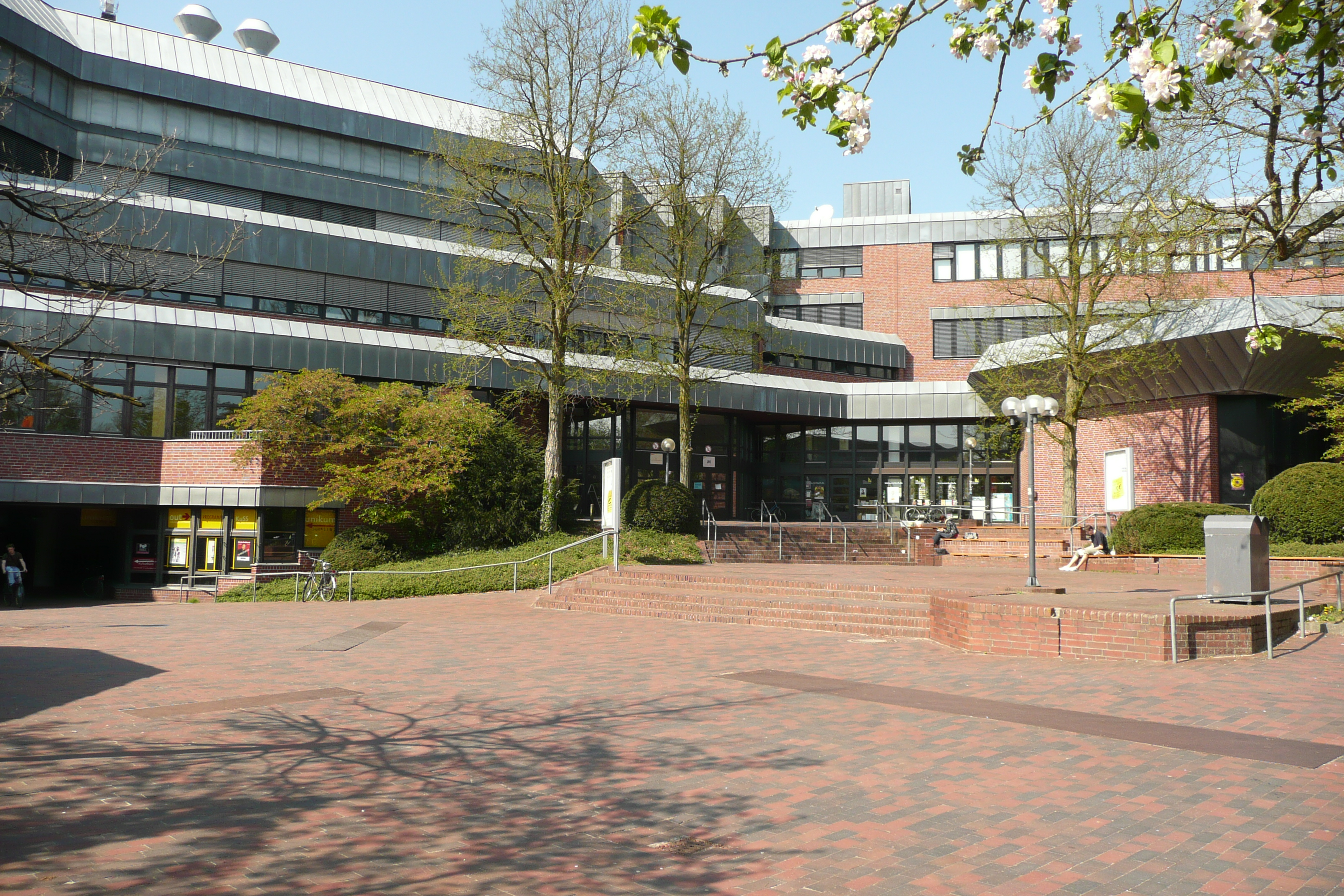
Zentralgebäude der Carl von Ossietzky Universität Oldenburg

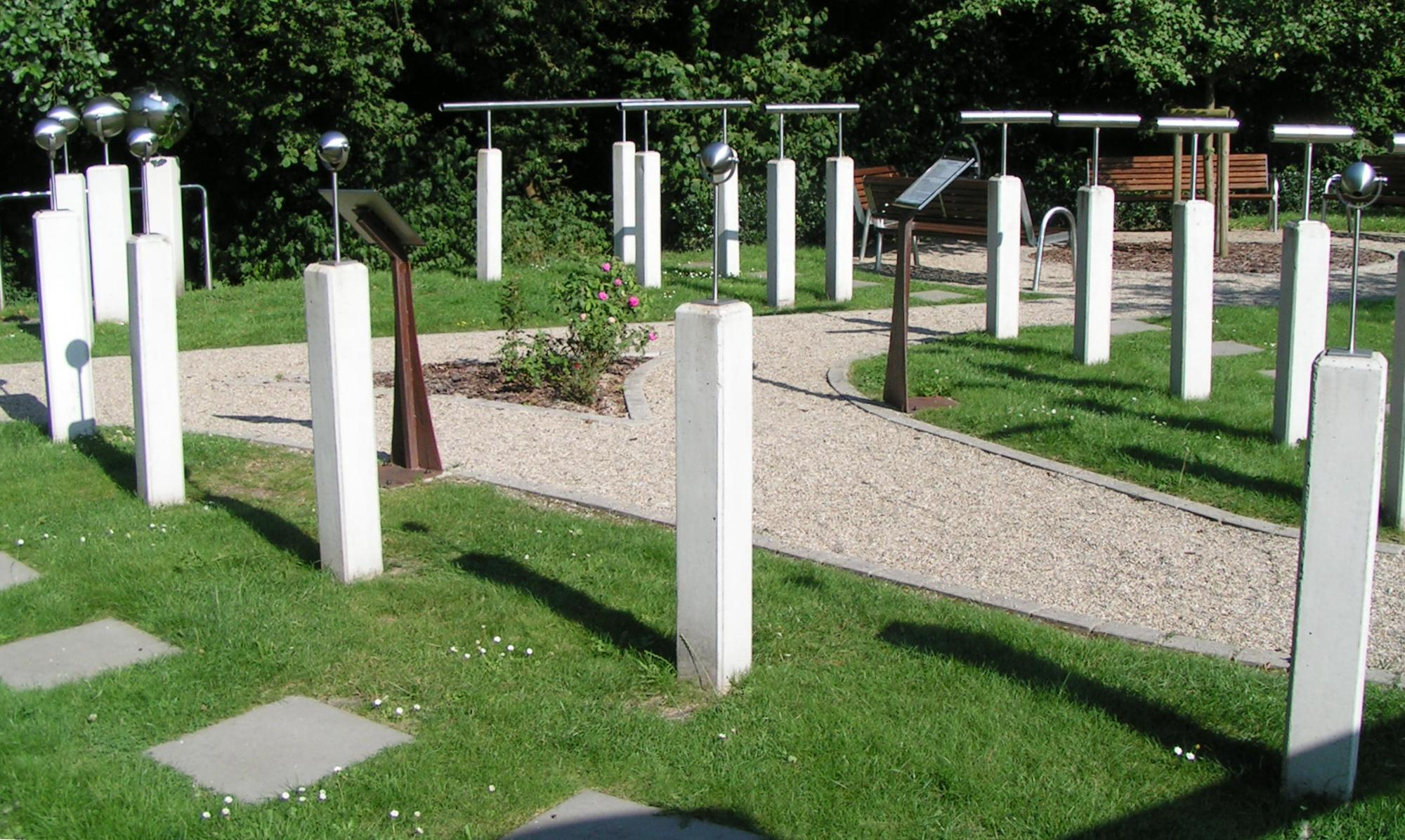
Hörgarten der Carl von Ossietzky Universität Oldenburg

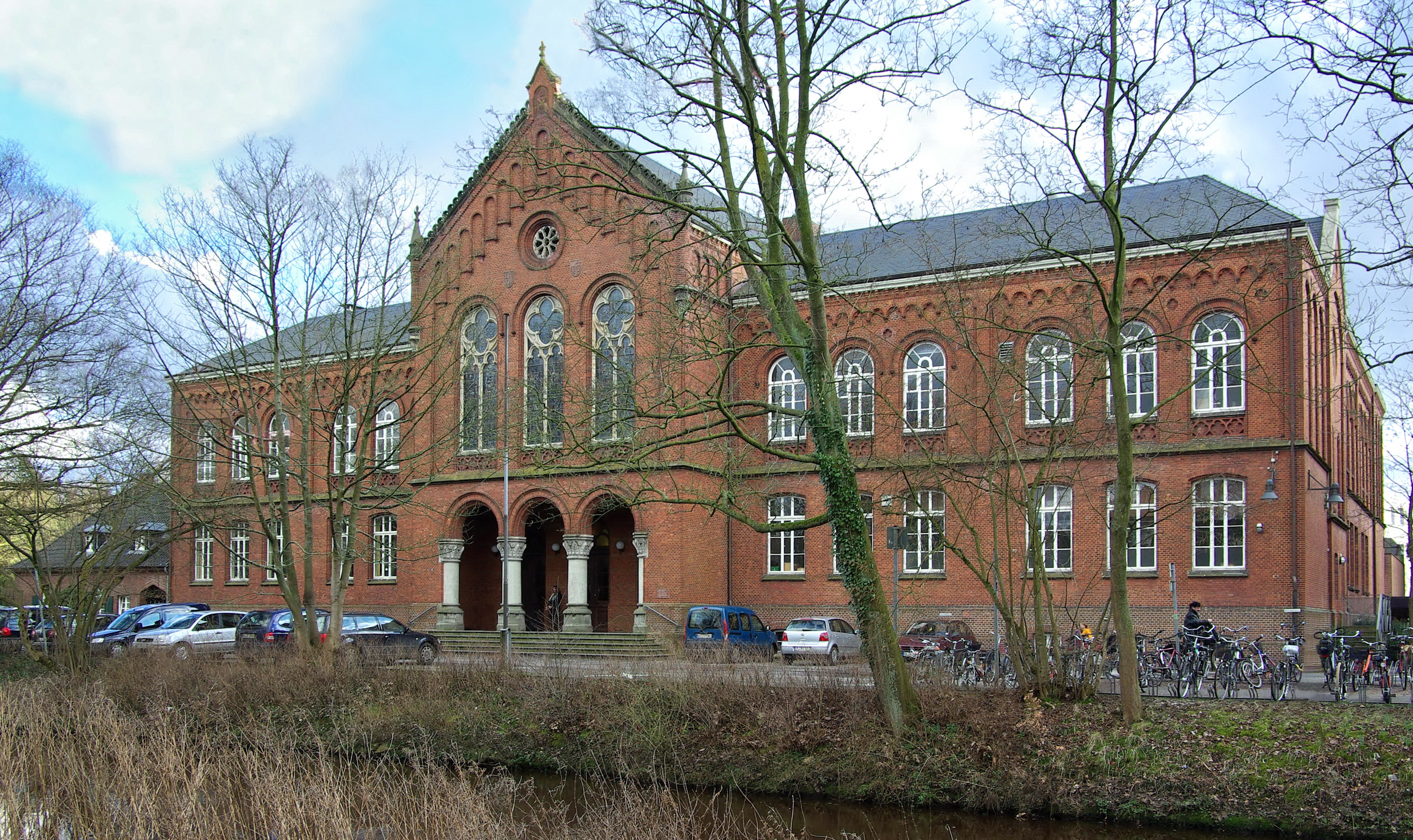
Altes Gymnasium Oldenburg

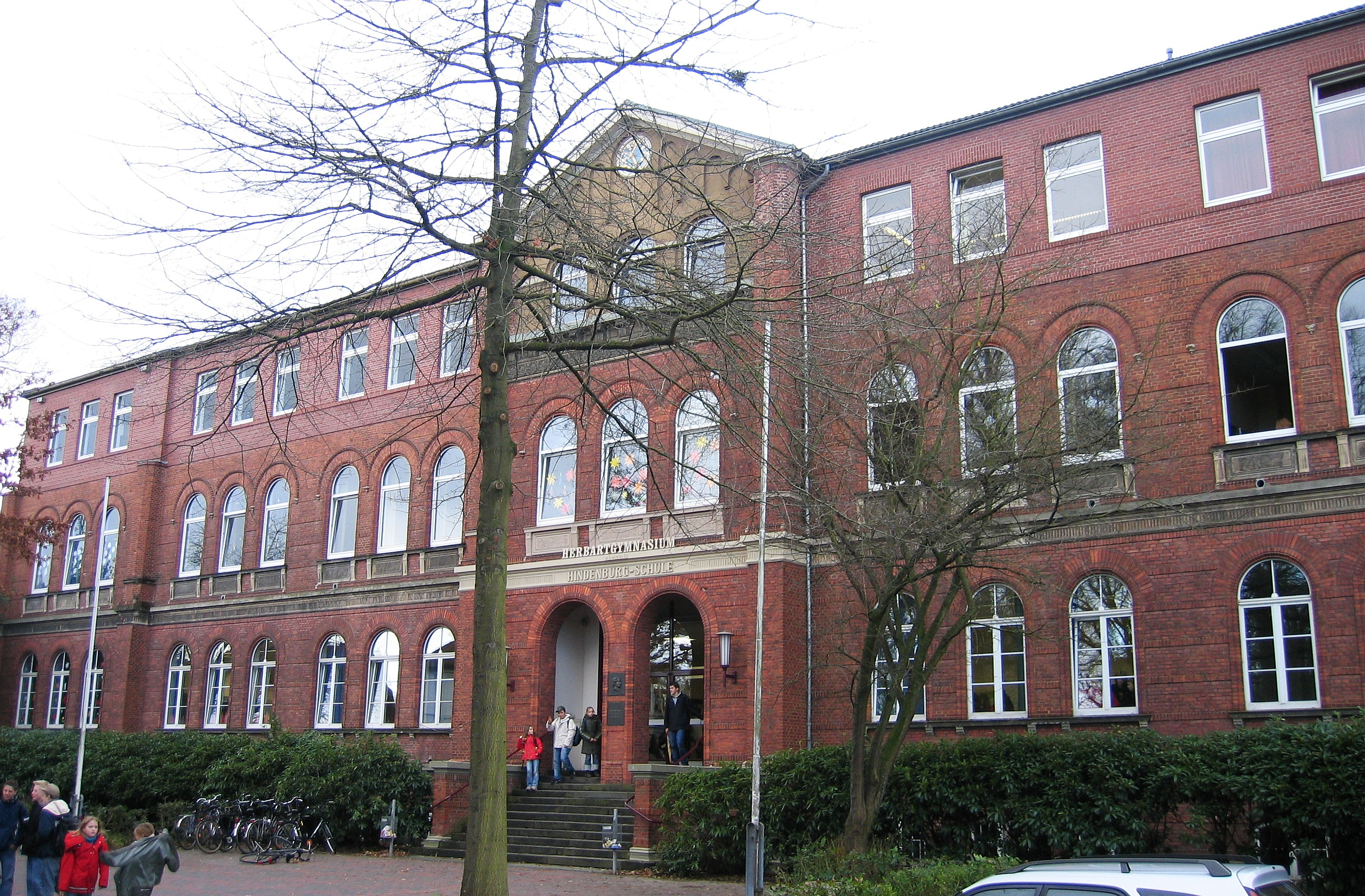
Herbartgymnasium Oldenburg

Von 1793 bis 1927 fand die Ausbildung von Volksschullehrern am Evangelischen Lehrerseminar Oldenburg bzw. der Aufbauschule statt. Von 1947 bis 1965 erfolgte die Ausbildung von Lehrern an der Pädagogischen Akademie bzw. der Pädagogischen Hochschule (PH), die am 5. Dezember 1973 in die Carl von Ossietzky Universität Oldenburg umgewandelt wurde und seit dem 13. Oktober 1991 ihren heutigen Namen trägt. Hier studieren gegenwärtig rund 14.000 Personen (Wintersemester 2014/15). Von der Universität wird ein Botanischer Garten als Lehrgarten betrieben, der sich am Philosophenweg befindet. Dieser ist der Öffentlichkeit ebenso kostenlos zugänglich wie der Hörgarten neben dem „Haus des Hörens“ an der Marie-Curie-Straße. Als An-Institut der Universität Oldenburg bietet das OFFIS – Institut für Informatik seit seiner Gründung 1991 wissenschaftliches und technologisches Know-how auf dem Gebiet der Informatik in den Forschungsbereichen Energie, Gesundheit und Verkehr.
2012 wurde die European Medical School Oldenburg-Groningen (EMS) gegründet. Sie ist ein deutsch-niederländisches Kooperationsprojekt mit der Universität Groningen. Sie soll pro Jahr 40 Studierende zu Ärztinnen und Ärzten für die Region Nordwest ausbilden. Die EMS arbeitet mit den drei Oldenburger Krankenhäusern zusammen und kooperiert mit der Karl-Jaspers-Klinik Wehnen im Bereich Psychiatrie.
2000 wurde durch Zusammenschluss verschiedener Vorgängereinrichtungen die Fachhochschule Oldenburg/Ostfriesland/Wilhelmshaven (FH OOW) mit den Standorten Elsfleth, Emden (Sitz der FH), Leer, Oldenburg und Wilhelmshaven gegründet. Diese Fachhochschule war mit rund 10.000 Studierenden bis zu ihrer Auflösung am 1. September 2009 die größte Fachhochschule Niedersachsens. Aus ihr gingen die Fachhochschule Wilhelmshaven/Oldenburg/Elsfleth (heute: Jade Hochschule) und die Fachhochschule Emden/Leer (heute: Hochschule Emden/Leer) hervor. Kurze Zeit danach gaben sich die beiden Hochschulen neue Namen.
Die Berufsakademie für IT und Wirtschaft Oldenburg in Trägerschaft des IBS IT & Business School Oldenburg e. V. ergänzt das Bildungsangebot durch zwei Duale Bachelor-Studienprogramme Betriebswirtschaft (Bachelor of Arts) und Wirtschaftsinformatik (Bachelor of Science).
An der Polizeiakademie Niedersachsen im Stadtteil Bloherfelde werden rund 700 angehende Polizeibeamte in einem 3-jährigen Bachelorstudiengang ausgebildet.
Der Zweckverband Kommunale Datenverarbeitung Oldenburg (KDO) wurde 1971 als Gemeinschaftseinrichtung kommunaler Gebietskörperschaften aus dem Raum Weser-Ems gegründet. Die KDO ist (2012) das größte kommunale Gebietsrechenzentrum in Niedersachsen.
Die Akademie für Aus- und Weiterbildung Stenografen-Vereinigung Oldenburg (Oldb) e. V. bietet verschiedene Bildungsangebote in den Bereichen EDV, Sprachen sowie berufliche Bildung.
Die einzige Studentenverbindung vor Ort ist die D.St.V. Chamavia zu Oldenburg. Sie besteht seit 1925 und verbindet Studierende an der Jade-Hochschule Oldenburg und der Universität Oldenburg.

#### Bibliotheken
- Die Stadtbibliothek Oldenburg bietet in ihrem stadtweiten Bibliotheksnetz aktuelle Medien für Schule, Aus-, Fort- und Weiterbildung. Ihr Angebot umfasst Bücher, Zeitschriften, digitale Medien sowie den Zugang zum Internet. Seit 1992 hat sie ihren Sitz im Kulturzentrum Peter Friedrich Ludwigs Hospital an der Peterstraße.[137] Zweigstellen der Stadtbibliothek sind die Kinderbibliothek am PFL sowie die Stadtteilbibliotheken Eversten, Flötenteich, Kreyenbrück und Ofenerdiek.[138]
- Die Landesbibliothek Oldenburg als Regionalbibliothek des Nordwestens residiert seit 1987 in einer umgebauten ehemaligen Infanteriekaserne am Pferdemarkt.[139]
- Die Universitätsbibliothek Oldenburg hat ihren Hauptsitz auf dem Universitätskampus am Uhlhornsweg.[140]

#### Schulen

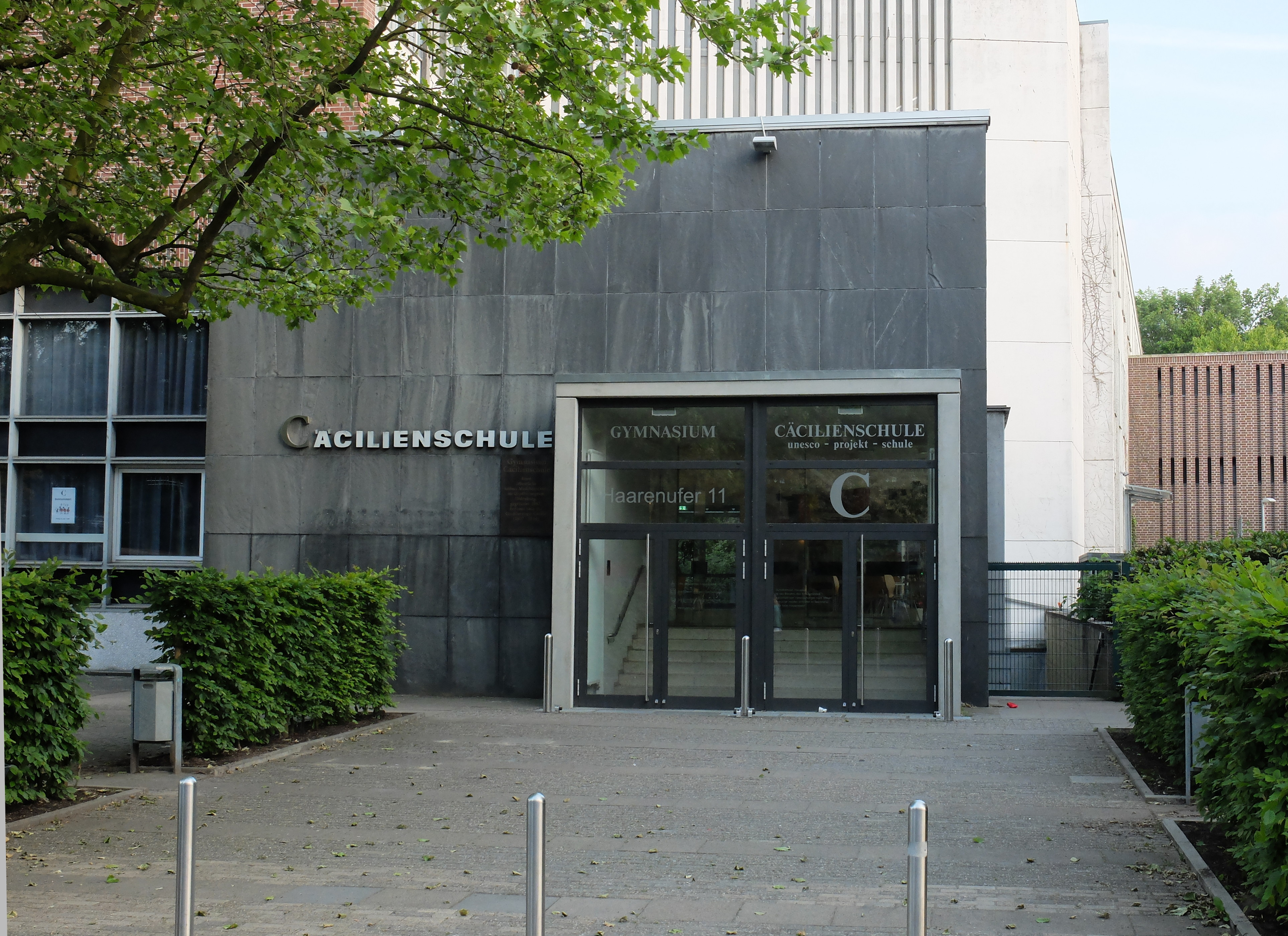
Cäcilienschule

##### Städtische Schulen
Gymnasien
- Altes Gymnasium Oldenburg, Cäcilienschule Oldenburg, Gymnasium Eversten Oldenburg, Herbartgymnasium Oldenburg, Neues Gymnasium Oldenburg

Integrierte Gesamtschulen
- Integrierte Gesamtschulen (IGS): Helene-Lange-Schule, IGS Flötenteich, IGS Kreyenbrück, alle mit gymnasialer Oberstufe.

Oberschulen
- Oberschulen Alexanderstraße, Eversten, Ofenerdiek und Osternburg.

Grundschulen, Förderschulen
- 29 Grundschulen in allen Stadtteilen
- Zwei Förderschulen: Comeniusschule Oldenburg im Stadtteil Eversten und Fröbelschule Oldenburg im Stadtteil Nadorst.

##### Schulen anderer Schulträger
Öffentlicher Träger
- Graf-Anton-Günther-Schule, Gymnasium in Trägerschaft des Landkreises Oldenburg

Freie Träger
- Freie Waldorfschule Oldenburg (Unter-, Mittel- und Oberstufe von der 1. zur 13. Klasse) in Trägerschaft des Vereins für ein Freies Schulwesen.
- Die Freie Schule Oldenburg, bestehend aus der Grundschule Freiraum und der Oberschule Freiraum, wird als reformpädagogische Schule vom Verein Freiraum Oldenburg e. V. betrieben.

Christliche Träger
- Liebfrauenschule, Katholische Gymnasium in der Trägerschaft der Schulstiftung St. Benedikt.
- Paulusschule, Katholische Oberschule in der Trägerschaft der Schulstiftung St. Benedikt.

#### Stadt der Wissenschaft

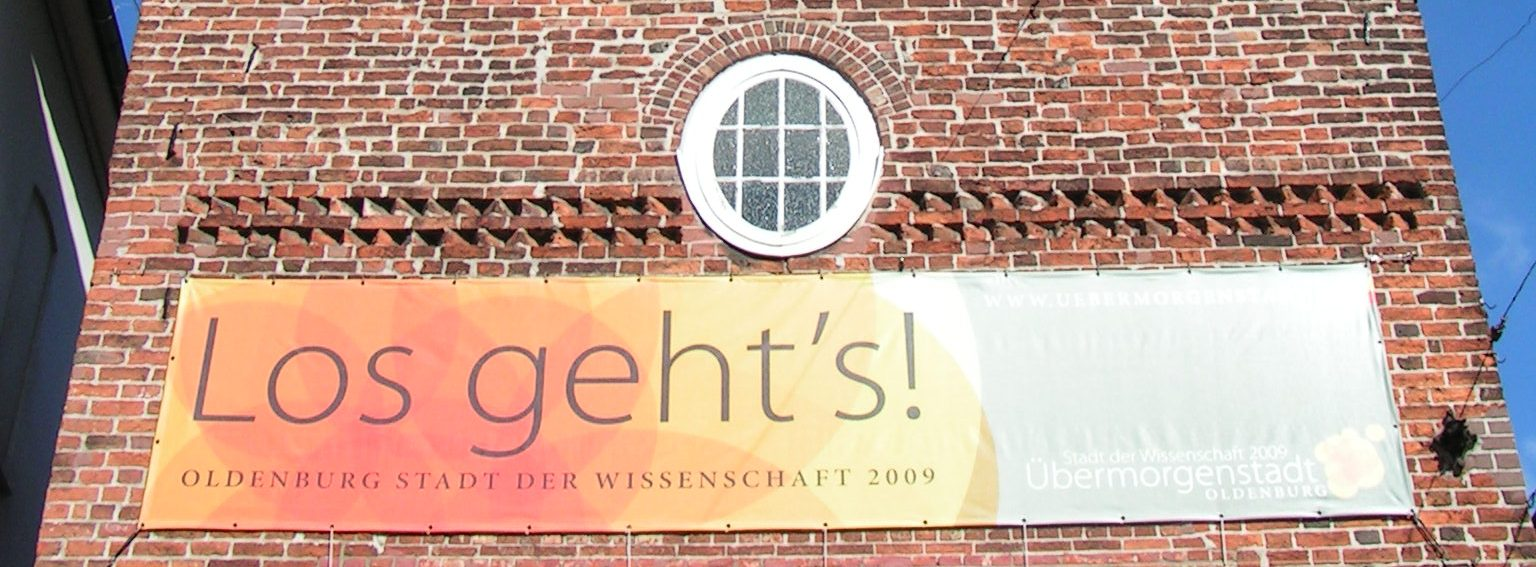
Schriftzug Los geht’s. Oldenburg Stadt der Wissenschaft 2009 am Lappan

2004 bewarb sich Oldenburg erstmals um den vom Stifterverband für die Deutsche Wissenschaft verliehenen Titel Stadt der Wissenschaft. Die mit einem Preisgeld von 250.000 € dotierte Auszeichnung wurde Bremen und Bremerhaven zugesprochen. Nach einem Beschluss des Stadtrats ging Oldenburg von 2009 erneut ins Rennen. Diesmal konnte sich Oldenburg gegen Mitbewerber wie Heidelberg, Konstanz und Lübeck durchsetzen. Das Motto Übermorgenstadt sollte verdeutlichen, dass Wissenschaft für die Stadt die entscheidende Triebfeder ihrer Weiterentwicklung und ihrer Zukunftstauglichkeit sein soll.
Das eigens eingesetzte Kampagnenbüro griff eine Vielzahl von Ideen aus der Bevölkerung auf und formte daraus 16 Leitprojekte. Sie bildeten das Grundgerüst für einen Marathon mit mehreren hundert Veranstaltungen, die dazu beitragen sollten, Oldenburg als Wissenschaftsstadt in den Köpfen ihrer Bewohner und Besucher zu verankern.
Das für die Bewerbungskampagne entwickelte und mehrfach preisgekrönte Logo fand nach Abschluss des Jahres als Stadt der Wissenschaft Einzug ins Corporate Design der Stadt Oldenburg.
In der Folge der Auszeichnung wurde das Schlaue Haus Oldenburg erweitert und als wissenschaftlicher Veranstaltungsort etabliert. Die Schlaues Haus Oldenburg gGmbH fördert inzwischen auch den Stifterverband für die Deutsche Wissenschaft.

### Gesundheitswesen
- Arbeitsmedizinischer Dienst Oldenburg
- Evangelisches Krankenhaus Oldenburg
- Fachklinik Oldenburger Land
- Klinikum Oldenburg
  - Elisabeth-Kinderkrankenhaus
- Pius-Hospital Oldenburg
- Reha-Zentrum Oldenburg

## Kultur

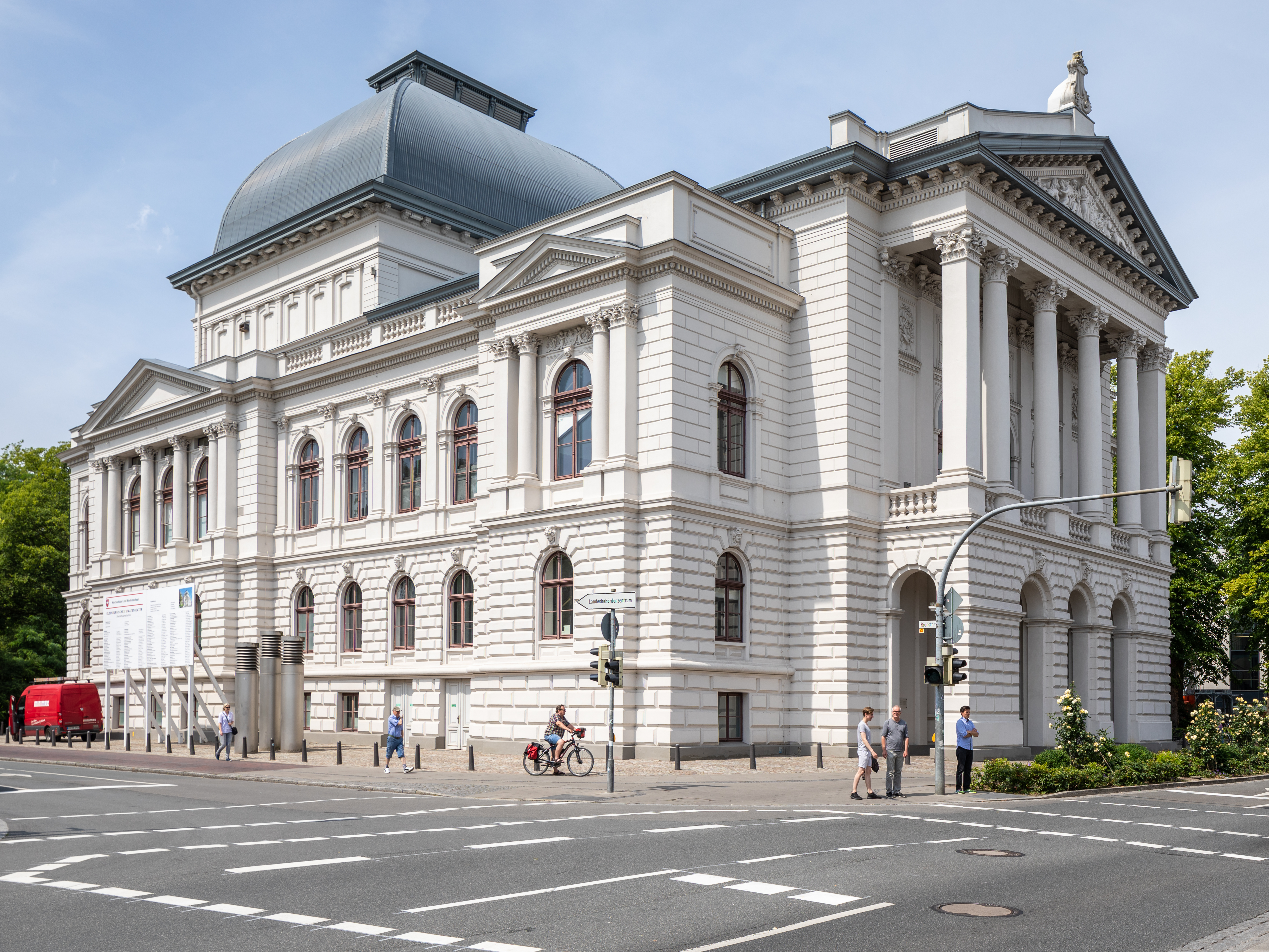
Oldenburgisches Staatstheater (Juni 2017)

### Theater
Das älteste Theater ist das Oldenburgische Staatstheater. Ein zunächst 1833 durch den Zimmermann Muck als Holzkonstruktion errichtetes Theater, das in der Nähe des heutigen Theaters stand, wurde 1881 durch den im italienischen Renaissancestil gehaltenen Bau ersetzt. Auf dem Gelände zwischen Theaterwall und Stadtgraben vollendete der Hofbaumeister Gerhard Schnitger das Großherzogliche Residenztheater. Durch ein Feuer, vermutlich durch ein Feuerwerk im Innenraum verursacht, brannte es jedoch im November 1891 nieder. Das im neobarocken Stil wiederaufgebaute Theater wurde 1893 eröffnet, erweitert durch eine Kuppel und zusätzliche Werkstattgebäude. 1918 dankte der letzte Großherzog ab, und das Theater wurde in Oldenburgisches Landestheater umbenannt. Seit der Übernahme des Gebäudes durch den Staat Oldenburg im Zuge des Finanzausgleichs zwischen Ländern und Gemeinden 1938 trägt es den Titel Oldenburgisches Staatstheater. In diesem Theater begann die Theaterschauspielerin und derzeitiges Ensemblemitglied des Wiener Burgtheaters, Andrea Clausen ihre Bühnenkarriere. Die aus der ARD-Serie Tatort als Kommissarin Lena Odenthal bekannte Schauspielerin Ulrike Folkerts begann ebenfalls hier ihre Karriere.
Angegliedert an das Staatstheater ist die Niederdeutsche Bühne, die ausschließlich Stücke in niederdeutscher Sprache spielt. Im März 1921 gründete sich die Bühne aus Mitgliedern der Späälkoppel zunächst unter dem Namen Ollnborger Kring. 1923 erfolgte die Angliederung an das Landestheater und die Namensänderung in Niederdeutsche Bühne Oldenburg am Landestheater. Mit der Umbenennung des Staatstheaters wurde auch die Niederdeutsche Bühne 1939 umbenannt in August Hinrichs Bühne am Oldenburgischen Staatstheater. Zwischen 1945 und 1998 spielte die AHB im Theatersaal im Oldenburger Schloss. Seit 1998 spielt sie im sogenannten Kleinen Haus des Staatstheaters. Die Bühne wird als Verein geführt, die Mitglieder betreiben die Schauspielerei als Freizeitbeschäftigung. Seit 2006, der Übernahme der Leitung durch Generalintendant Markus Müller, ist die Bühne als eine der sechs Sparten (Niederdeutsches Schauspiel) in das Theater integriert.
Das Studentenwerk Oldenburg betreibt seit 1985 das UNIKUM und das Unitheater. Seit dem Juli 1997 nutzt die zu dem Zeitpunkt gegründete Oldenburger Uni Theater GmbH das UNIKUM. Studentische und freie Theatergruppen sind in ihr organisiert.
Ebenfalls 1985 eröffnete das Theater Wrede, ein modernes Theater für Erwachsene und Kinder. 1999–2009 bezog das Theater die erste eigene Spielstätte, die Theaterfabrik Rosenstraße. Im Herbst 2009 eröffnete es unter neuem Namen „Theater wrede +“ seine neue Spiel- und Forschungsstätte in Klävemannstraße 16.
Die Kulturetage wurde 1986 von der Kulturkooperative Oldenburg e. V. begonnen. Seit der Anmietung einer Etage in einem Lagerhaus in der Nähe des Hauptbahnhofs bietet die Kulturetage neben einer Kleinkunstbühne Platz für unterschiedliche Kunstformen. Konzerte, Kabarett und Lesungen stehen derzeit eine Halle, ein Studio und drei Probenräume zur Verfügung, die den verschiedenen Veranstaltungen Platz bieten.
Hauptsächlich zeitgenössisches Figurentheater zeigt das private Theater Laboratorium seit 1995. Bei den Aufführungen, in denen die selbst gestalteten Figuren verwendet werden, wird auch mit Elementen des Schauspiels gearbeitet. Neben den Theaterstücken werden auch Konzerte und Lesungen gegeben.

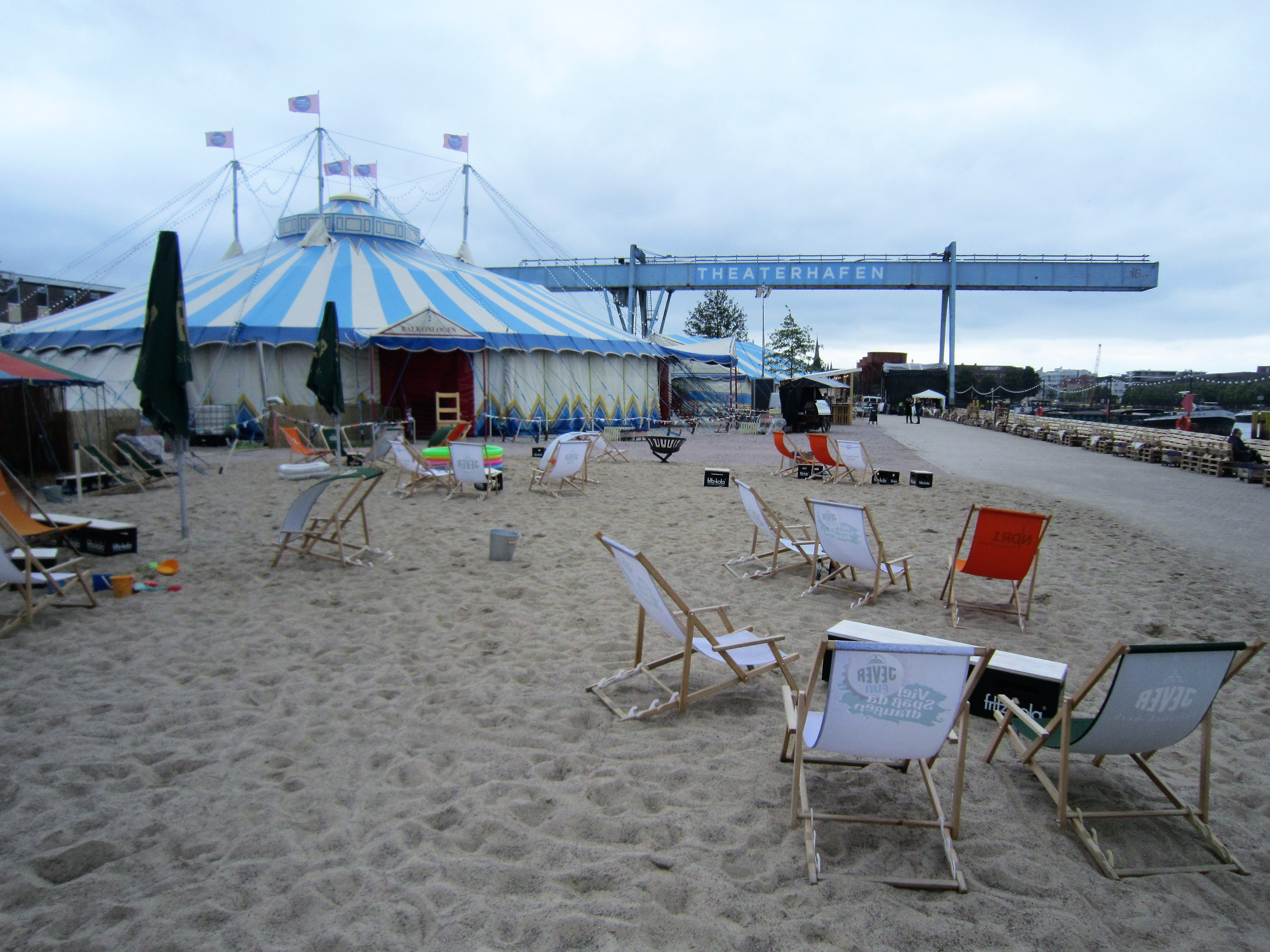
Ausweichquartier Theaterhafen (mit Stadtstrand) im Juni 2018

Das freie Theater hof/19 ist seit der Gründung September 2001 das jüngste Theater in Oldenburg. Die Produktion widu-Theater, die hier ihre Spielstätte hat, war zuvor auf den Bühnen der Kulturetage und der Theaterfabrik zu sehen.
Wegen notwendiger Umbauarbeiten im Großen Haus zur Verbesserung des Brandschutzes fanden die letzten Aufführungen der Spielzeit 2017/2018 in einem Zelt im Theaterhafen auf dem früheren Gelände der Firma „Rheinumschlag“ am Südufer der Hunte statt.

### Kinos
- Casablanca
- CineK, Kino in der Kulturetage
- CinemaxX

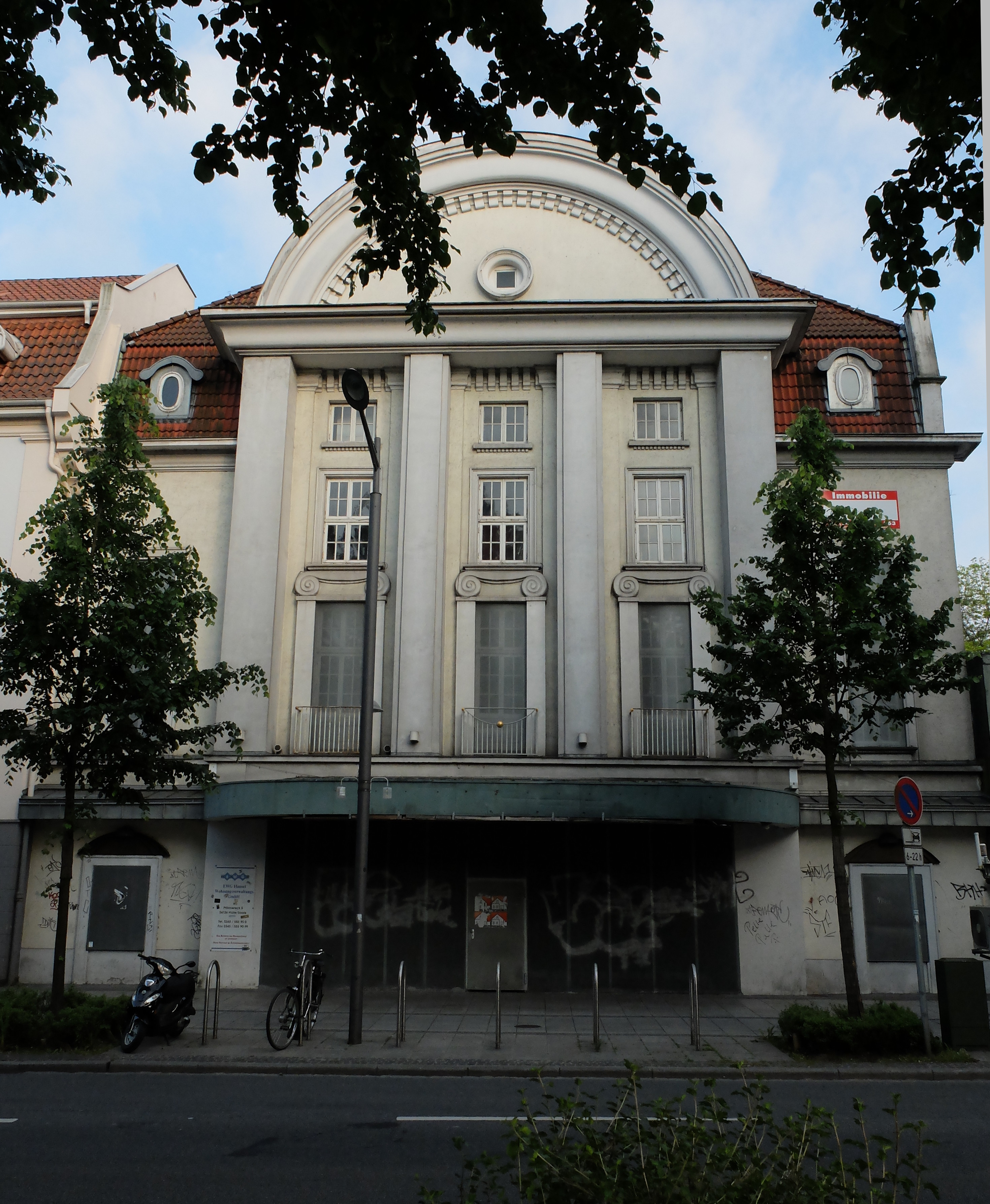
Wallkino Oldenburg

- Oldenburger Wallkino (geschlossen)
- Das Mobile Kino Niedersachsen hat seinen Sitz im Oldenburger Bahnhofsviertel
- Unikino Gegenlicht (studentisch betriebenes Kino im UNIKUM an der Universität)

### Museen

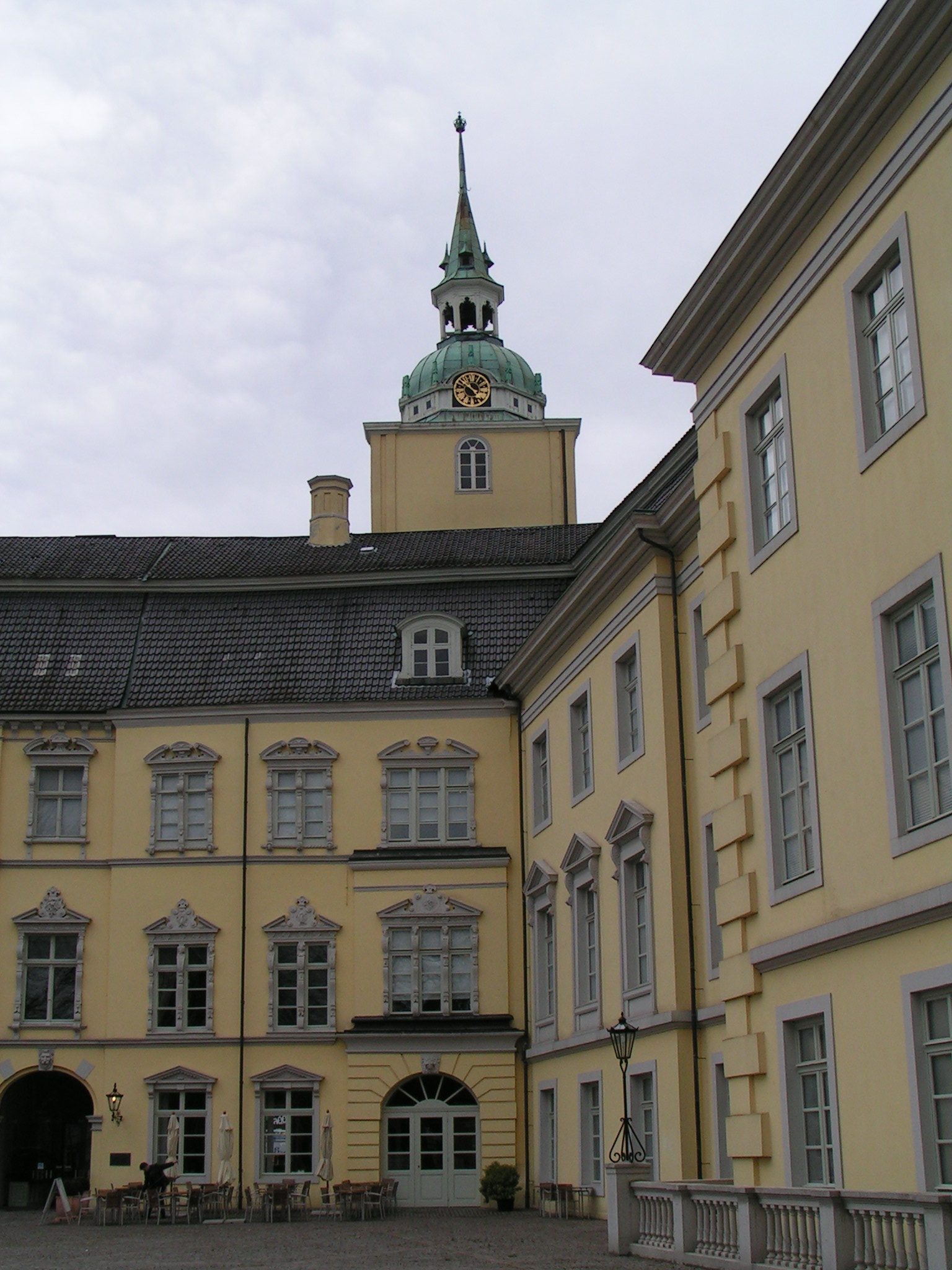
Schloss mit Landesmuseum

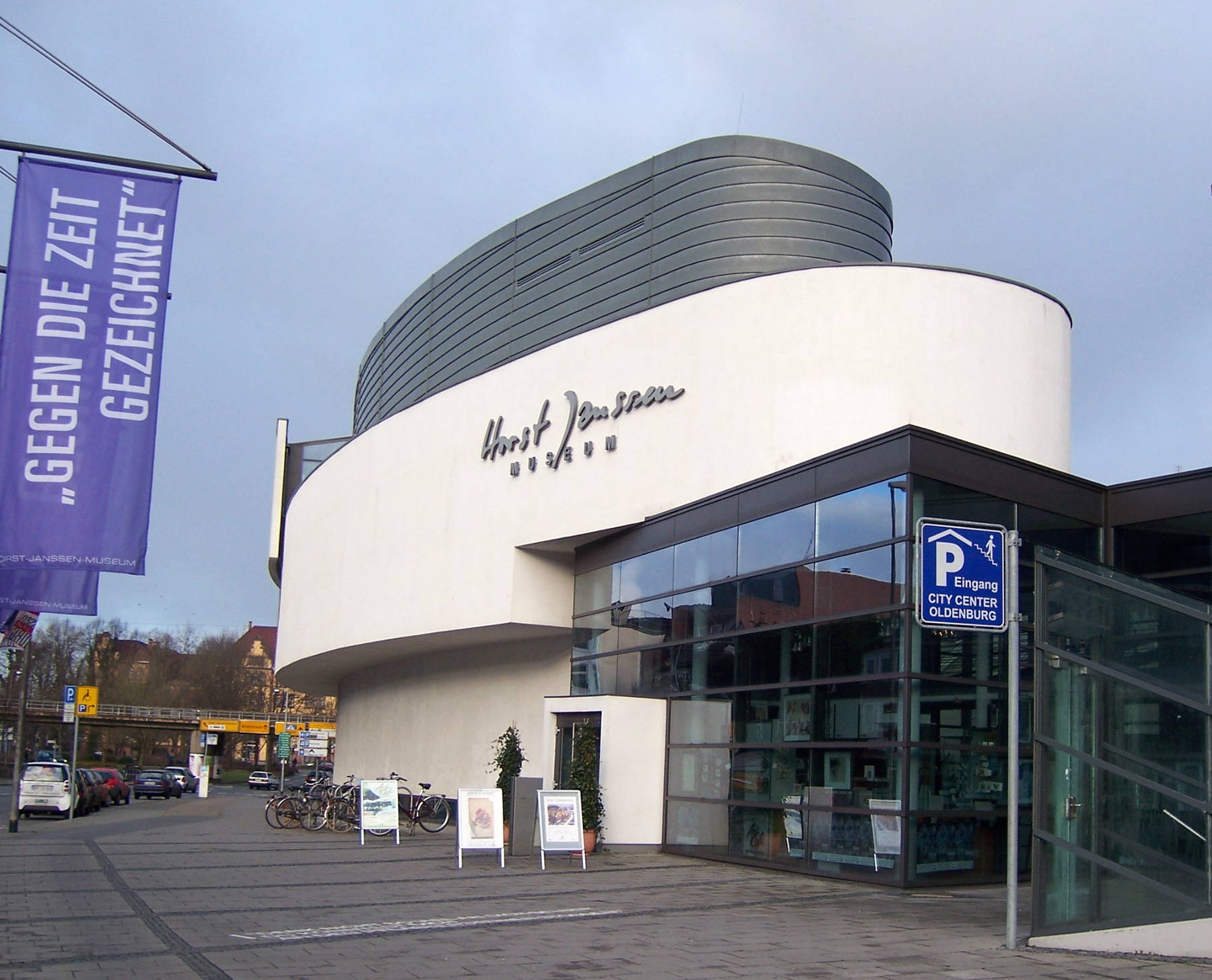
Horst-Janssen-Museum

Das Landesmuseum für Kunst und Kulturgeschichte Oldenburg zeigt im Schloss Oldenburg die Dauerausstellung „Kulturgeschichte einer historischen Landschaft“, die Ausstellung „Geschichte des Kunstgewerbes“, Ausstellungen zu einzelnen Aspekten der Kulturgeschichte sowie Sonderausstellungen. Im ebenfalls zum Landesmuseum für Kunst- und Kulturgeschichte gehörendem Augusteum werden üblicherweise die Werke alter Meister gezeigt (Gemälde italienischer und niederländischer Maler vom 16. bis 18. Jahrhundert, europäische Malerei von Mittelalter bis Neuzeit und wechselnde Ausstellungen). Das Prinzenpalais ist das dritte Haus des Landesmuseums für Kunst und Kulturgeschichte, hier wird die Kunst des 19. und 20. Jahrhunderts mit dem Schwerpunkt des deutschen Impressionismus und des Expressionismus der Brücke-Maler ausgestellt, zudem wird die Entwicklung der bildenden Kunst in Deutschland seit der Epochen der Romantik und des Klassizismus gezeigt. Die früher privaten großherzoglichen Sammlungen bilden den Grundstock der im Landesmuseum für Kunst und Kulturgeschichte gezeigten Ausstellungsstücke.
Das Landesmuseum Natur und Mensch Oldenburg wurde 1836 als „Naturhistorisches Museum Oldenburg“ von Großherzog Paul Friedrich August eröffnet. Es umfasst die Abteilungen Archäologie, Naturkunde und Völkerkunde in interdisziplinären Dauerausstellungen. Zudem werden auch in diesem Museum Ausstellungen und Sonderausstellungen gezeigt.
Im Stadtmuseum Oldenburg zeigt die stadtgeschichtliche Abteilung die Früh- und Stadtgeschichte Oldenburgs. Zudem können durch Stiftungen von Theodor Francksen, Bernhard Winter, Claus Hüppe, Elise Bamberger und Juliane Böcker in den Besitz des Stadtmuseums gelangte Ausstellungsstücke besichtigt werden. Die Theodor-Francksen-Stiftung stellte den Grundstock des Bestandes des Stadtmuseums dar.
Auf dem Grundstück des Stadtmuseum Oldenburg liegt das Horst-Janssen-Museum. Hier werden Werke des Zeichners und Grafikers Horst Janssen und verwandter Künstler ausgestellt. Jährlich sind drei bis vier Wechselausstellungen zu besichtigen.
Das 2000 gegründete Haus für Medienkunst Oldenburg geht auf eine Stiftung der Studienrätin Edith Ruß zurück. Es zeigt mit wechselnden Ausstellungen ausschließlich zeitgenössische Kunst, die mit Neuen Medien gestaltet wurde, und vergibt Stipendien an internationale Künstler.
Seit 2008 befindet sich mit dem Oldenburger Computer-Museum eines der wenigen Computermuseen Deutschlands in der Stadt. Das Museum zeigt auf rund 1.000 m² Computer, Telespiele und Arcade-Automaten aus den 1970er, 1980er und 1990er Jahren. Die ausgestellten Exponate sind funktionsbereit und laden zum Ausprobieren und Benutzen ein.
Früher gab es das Pekol-Museum. Hauptsächlich wurden rund 12 Omnibusse des Oldenburger Herstellers Theodor Pekol präsentiert. Außerdem waren einige Pkw ausgestellt. Trotz eingeschränkter Öffnungszeiten kamen viele Besucher. Die Oldtimer Markt berichtete im September 2009 darüber, dass das Museum wohl bald das Gebäude verlassen müsse. Im März 2011 wurde berichtet, dass das Museum nach der Winterpause nicht mehr öffnen werde. 2013 musste das Museum nach einem Gerichtsurteil das bisherige Gebäude verlassen. 2020 hieß es, dass die Sammlung auf acht Busse geschrumpft sei und in einem Hangar auf dem Fliegerhorst Oldenburg gelagert werde.

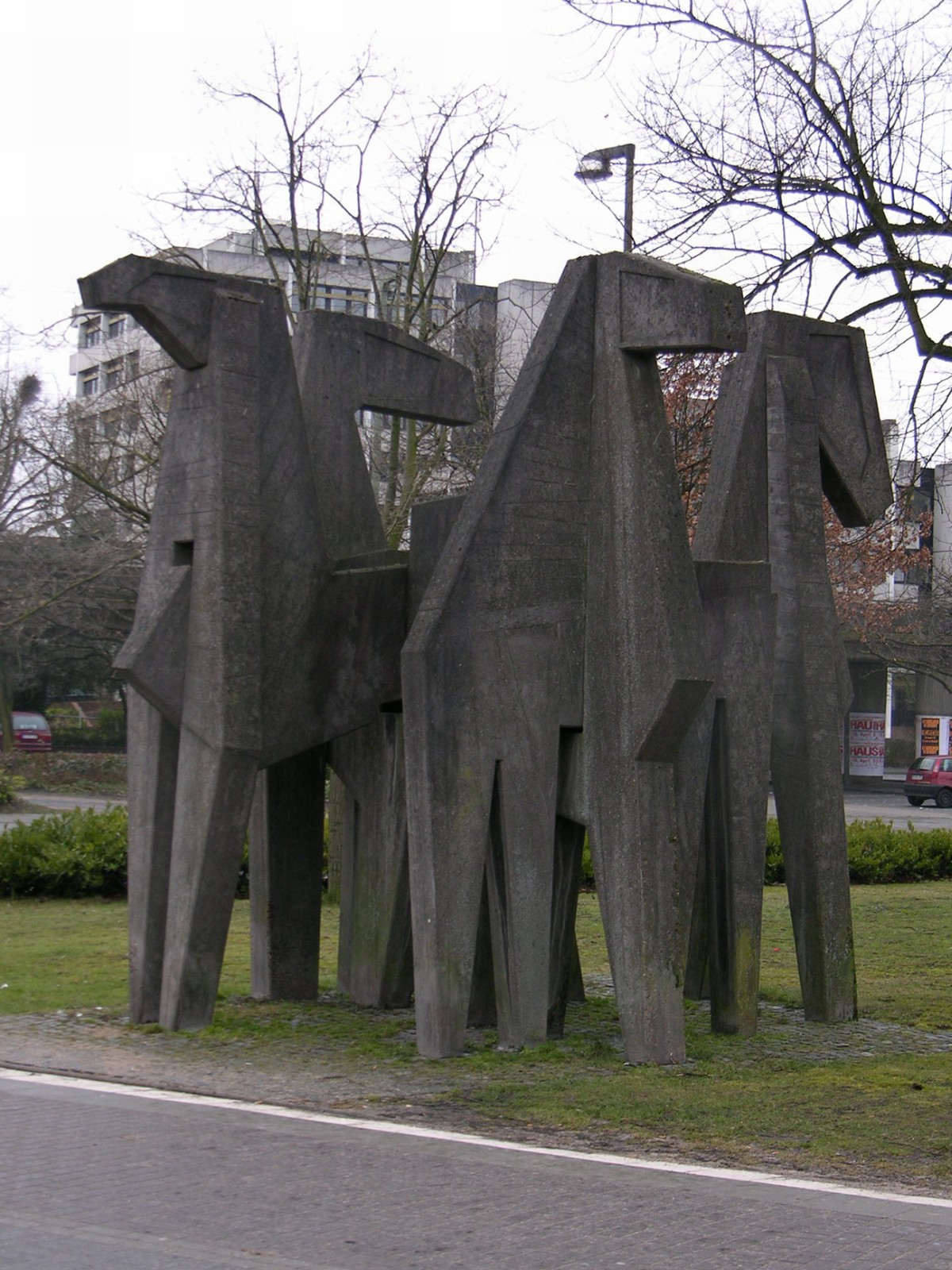
Skulptur auf dem Pferdemarkt
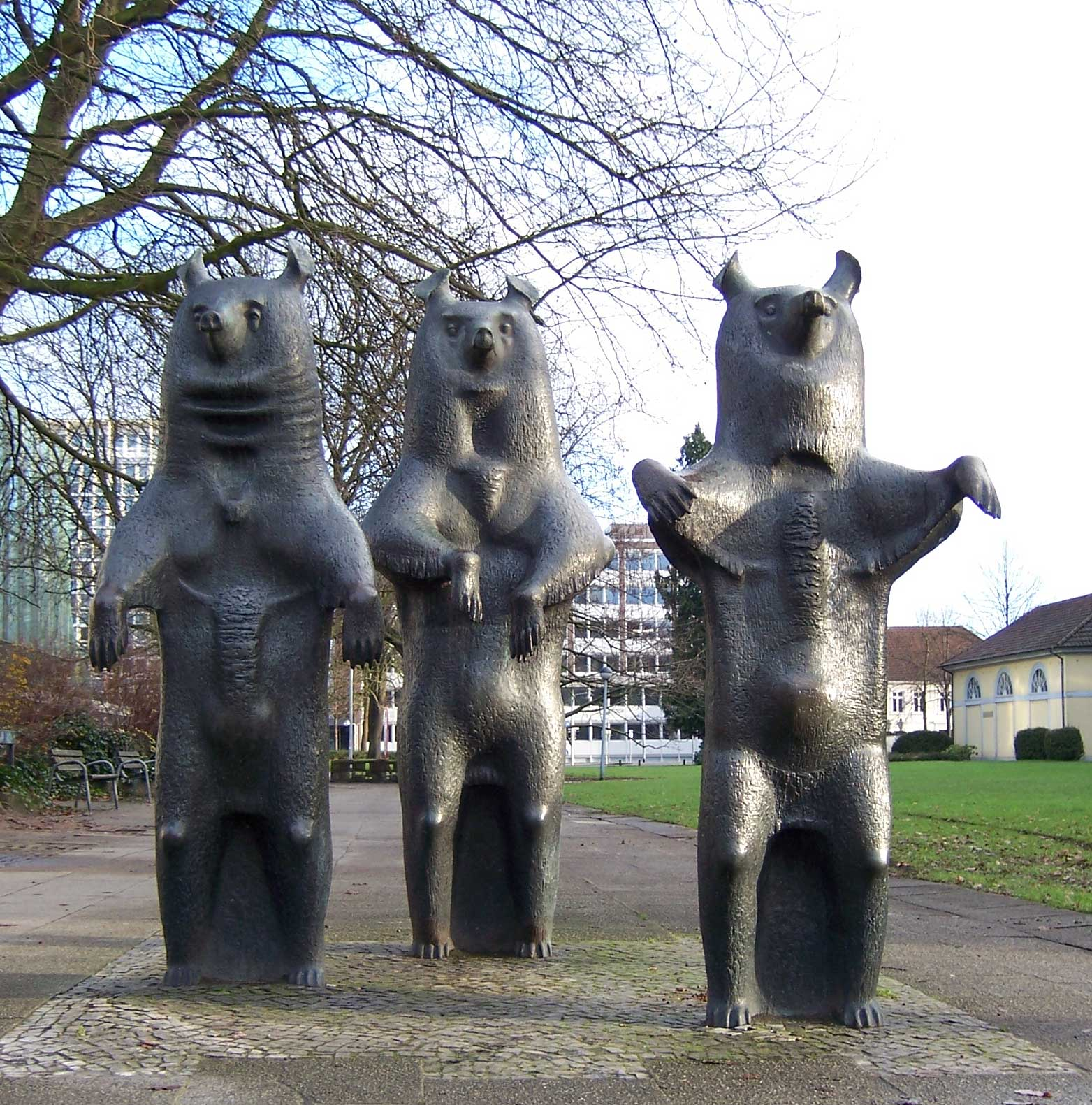
Bärengruppe neben dem Schloss
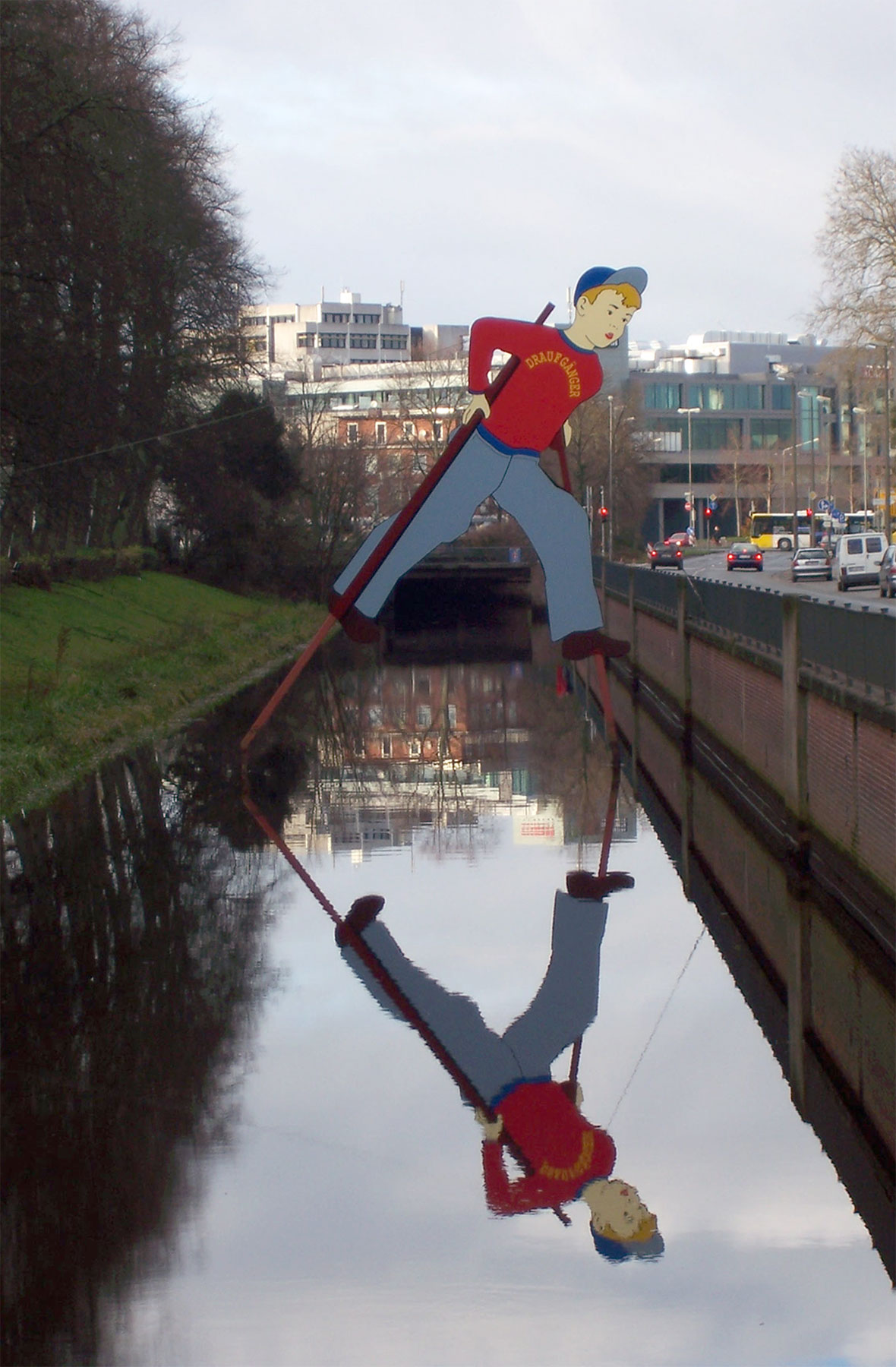
Symbol zur Landesausstellung 2005 „Jahrhundertschritt“

### Archive
Sowohl das Niedersächsische Landesarchiv (Abteilung Oldenburg) als auch das Stadtarchiv Oldenburg befinden sich am Damm (Hausnrn. 43 und 41). Im Landesarchiv werden Akten und Dokumente des Landes Oldenburg, im Stadtarchiv Archivalien der Stadt Oldenburg archiviert. Beide Institutionen verfügen außerdem über umfangreiche Bildsammlungen zur Stadt- und Landesgeschichte sowie eigene Bibliotheken.

### Bauwerke
- Altes Gymnasium zu Oldenburg von 1573, neugotisches Gebäude von 1878
- Altes Rathaus von 1888 im Stil von Neugotik und Neorenaissance
- Altes Postamt von 1902 im norddeutsch-niederländischen Neorenaissance-Stil
- Amalienbrücke über die Hunte von 1980
- Cäcilienbrücke, Hubbrücke über die Hunte von 1927 (2020 demontiert)
- Degodehaus, Fachwerkbau von 1502
- Ehrenhalle der oldenburgischen Artillerie von 1921 auf dem Gelände der Jade Hochschule, Standort Oldenburg
- Elisabeth-Anna-Palais von 1896 (Historismus)
- Garnisonkirche Oldenburg
- Gertrudenkapelle von 1250 und 1481 (Romanik und Gotik)
- Graf-Anton-Günther-Haus von 1682, Umbau um 1838, seit 1894 Hotel und benannt nach Graf Anton Günther von Oldenburg
- Hauptbahnhof Oldenburg von 1915 im Jugendstil
- Lambertikirche, 1237 erste Erwähnung, Westturm von 1873, neugotische Umgestaltung von 1887
- Landtagsgebäude und Staatsministerium Oldenburg von 1916/17 nach Plänen von Paul Bonatz, heute Sitz von Landesbehörden
- Lappan, das Wahrzeichen der Stadt, Glockenturm von 1467/68
- Herzogliches Mausoleum, klassizistische Grabkapelle für das Haus Oldenburg
- Oldenburger Mühle, Nachbau von 1998 an der Niedersächsischen Mühlenstraße, heute Hotel
- Oldenburgisches Staatstheater, 1893 im neobarocken Stil wiederaufgebaut.
- Oldenburger Turnerbund, Haarenufer 9, Turnhalle von 1890, später Historismus
- Peter Friedrich Ludwigs Hospital von 1841, seit 1992 Stadtbibliothek, Kulturamt und Kulturzentrum
- Peterkirche, katholische, neugotische Kirche von 1876
- Pulverturm der ehemaligen Stadtbefestigung von 1529
- Schlaues Haus Oldenburg, ältestes Bürgerhaus in Oldenburg, 1562 erbaut
- Schloss Oldenburg, barocke Residenz von 1615 und 1753
- Schlosswache, klassizistische Wache von 1839 auf dem Schloßplatz, der früheren Schloßfreiheit
- Trauerhalle auf dem Jüdischen Friedhof, Einweihung 1921
- Synagoge, Leo-Trepp-Straße (bis 2013 Wilhelmstraße), ehemalige Baptistenkapelle, Gebäude von 1868
- Wasserkraftwerk Achterdiek, Baujahr 1927, Architekt Adolf Rauchheld
- Wasserturm Oldenburg-Donnerschwee von 1896
- Wasserturm für die Bahn im Hafen von 1908, heute Großraumbüro
- Weser-Ems-Hallen von 1954, erweitert 1956, 1975, 1980 und 1996, renoviert 1994, 2005 ergänzt um die kleine EWE Arena, 2013 um die große EWE Arena

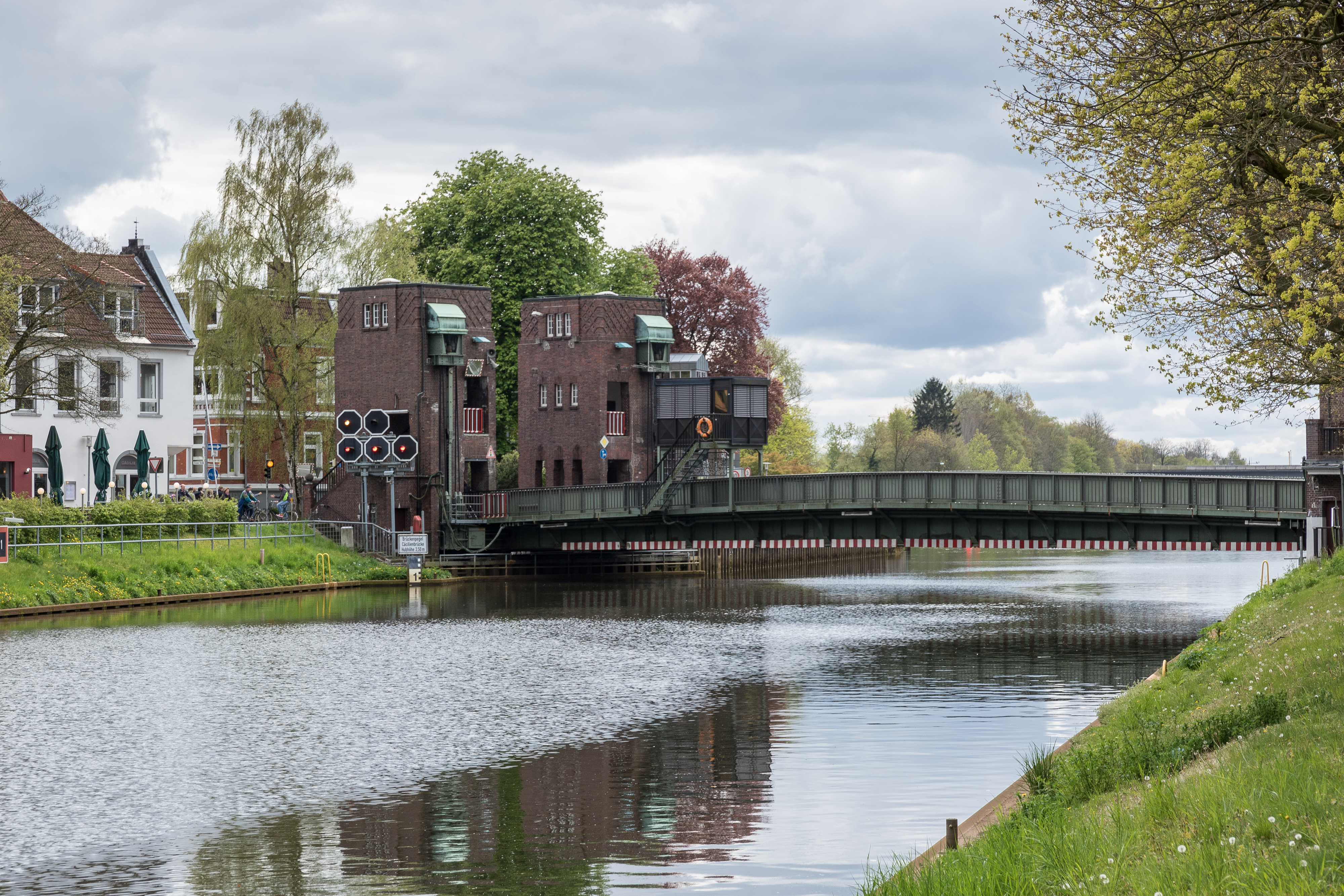
Cäcilienbrücke, Osternburger Türme
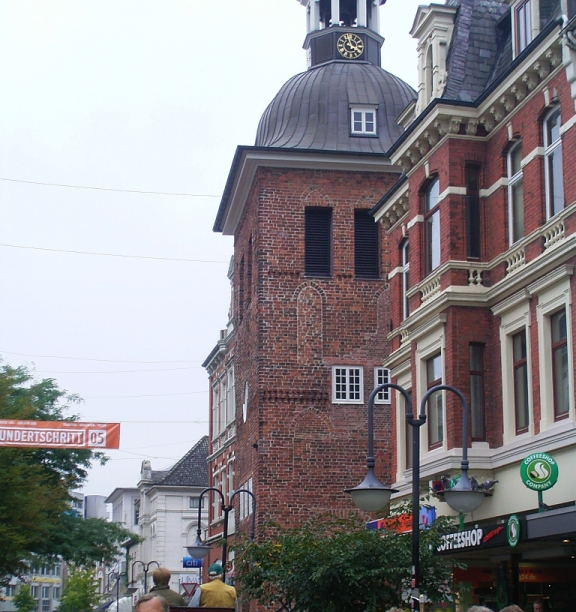
Der Lappan, von der Langen Straße aus gesehen
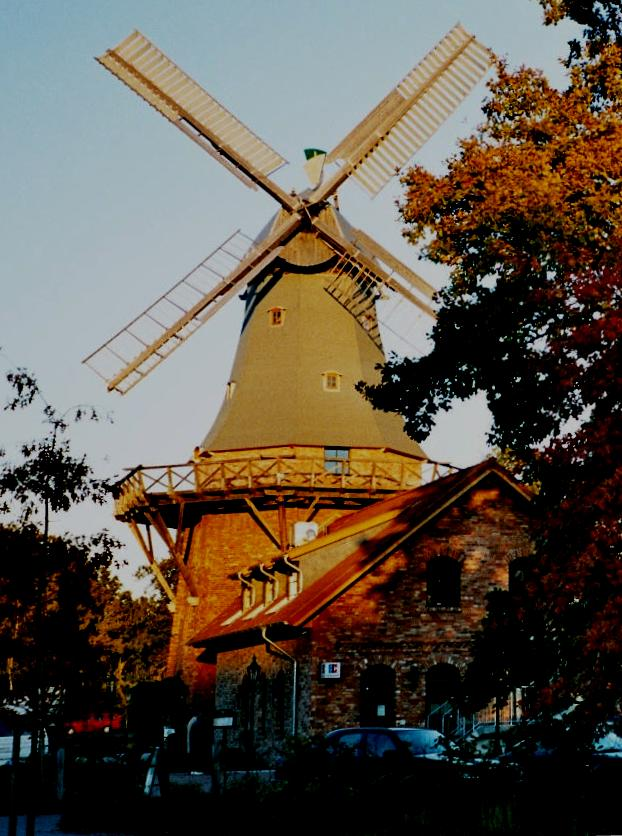
Die Oldenburger Mühle in Tweelbäke
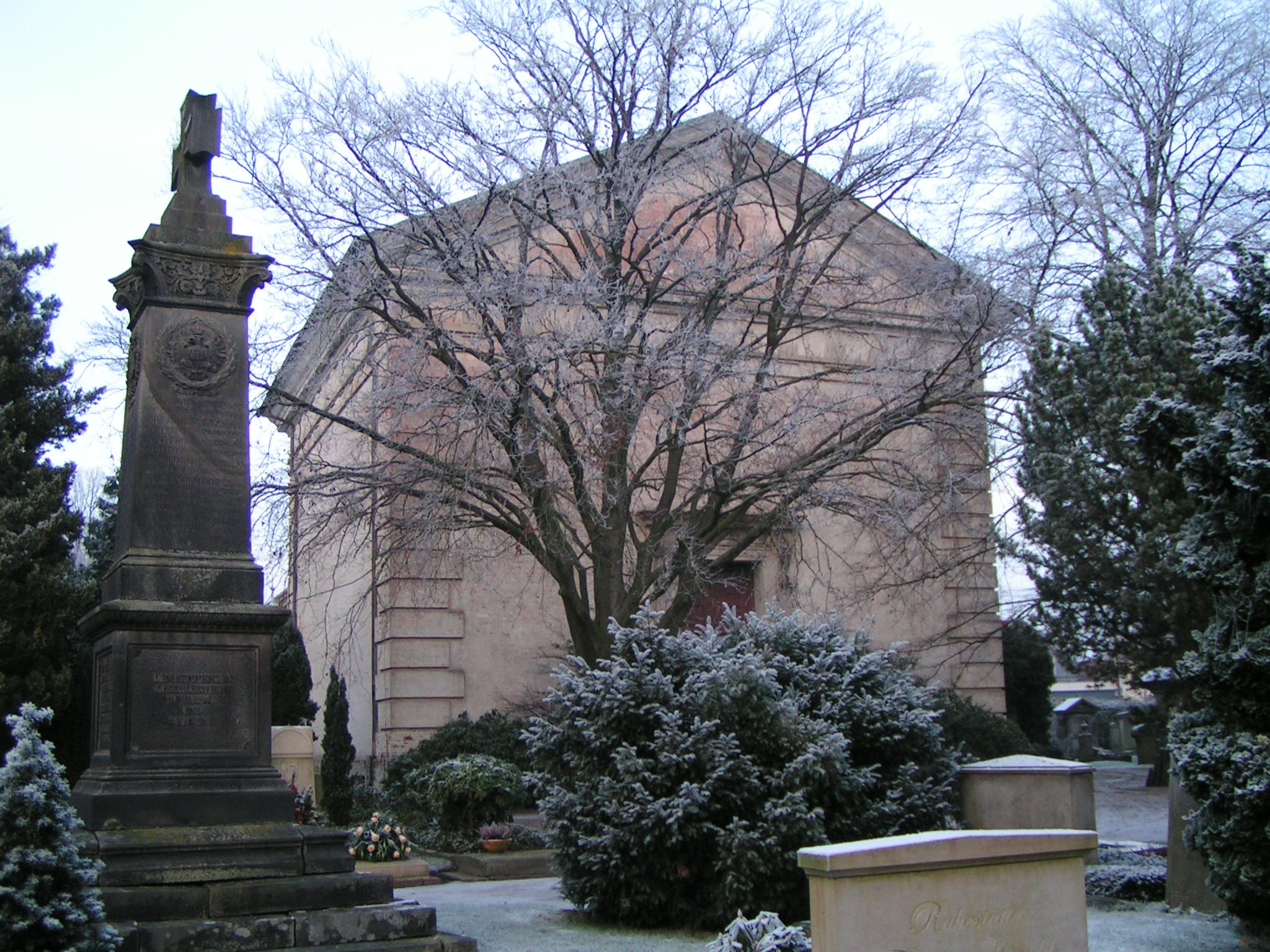
Mausoleum der Großherzöge von Oldenburg
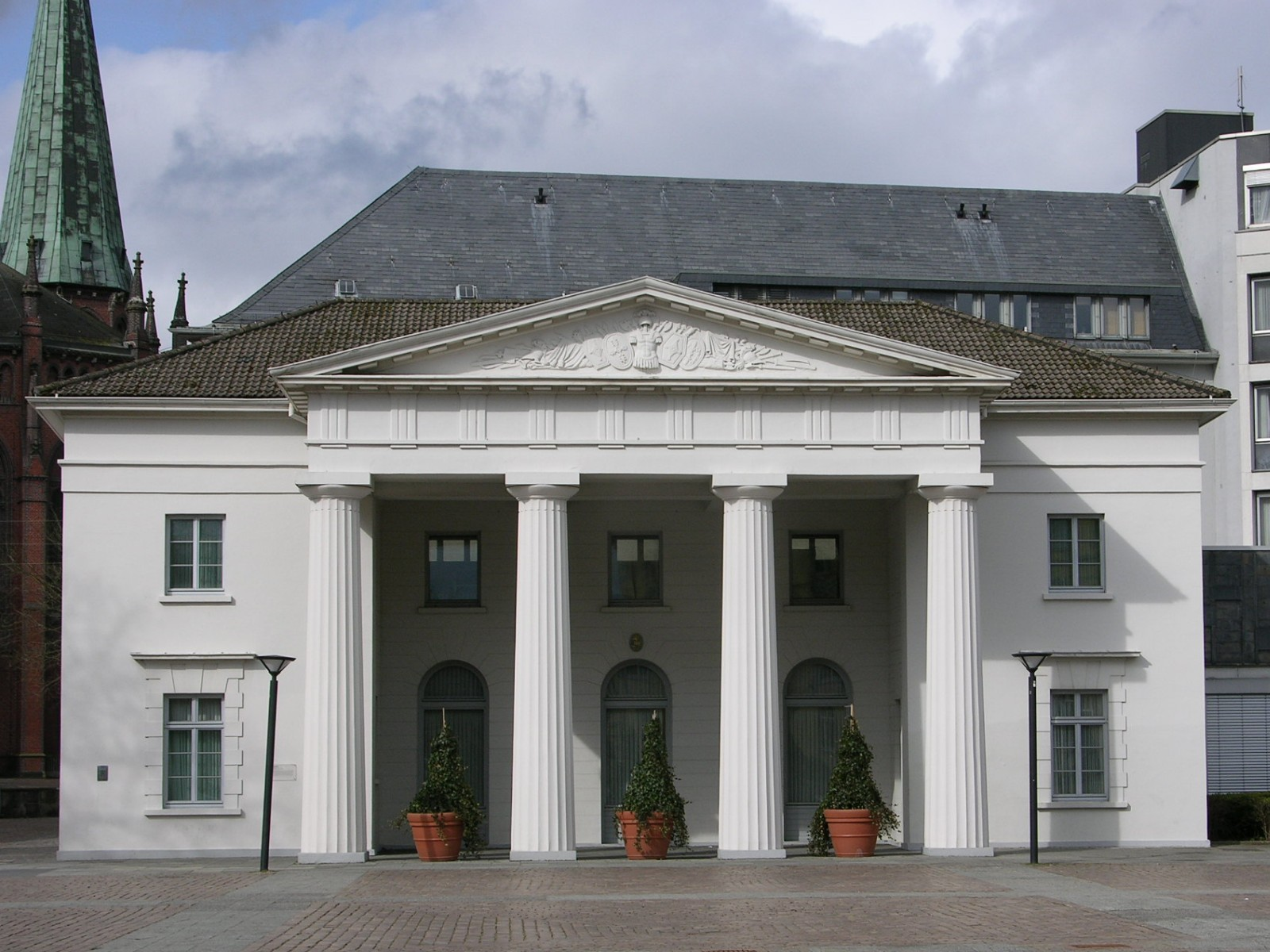
Die Schlosswache auf dem Schloßplatz
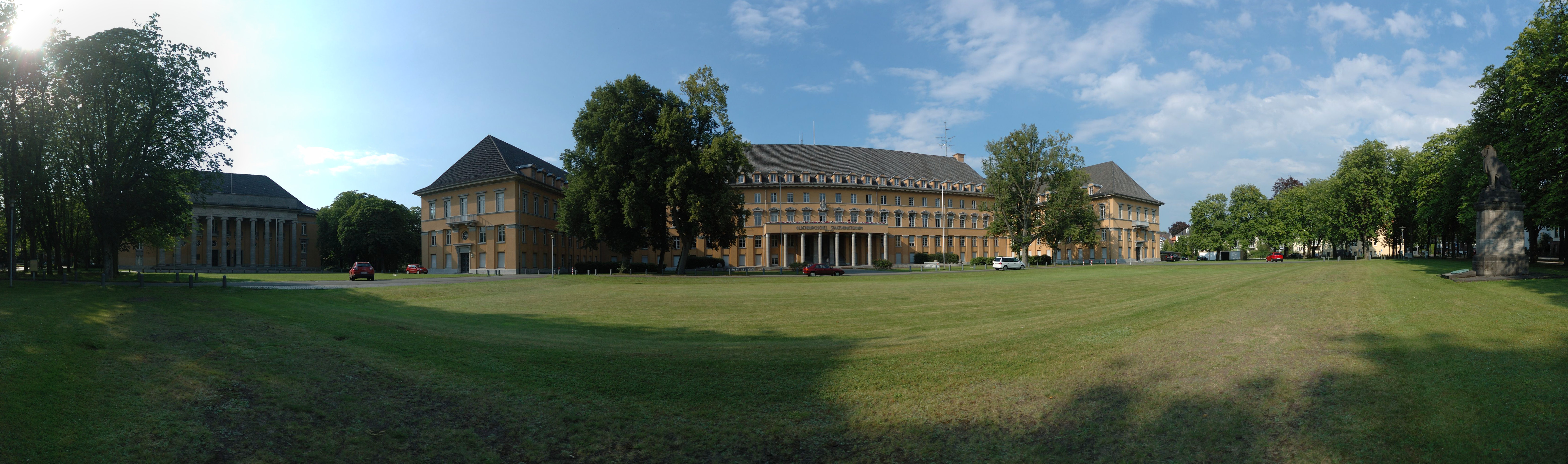
Landtag und Staatsministerium
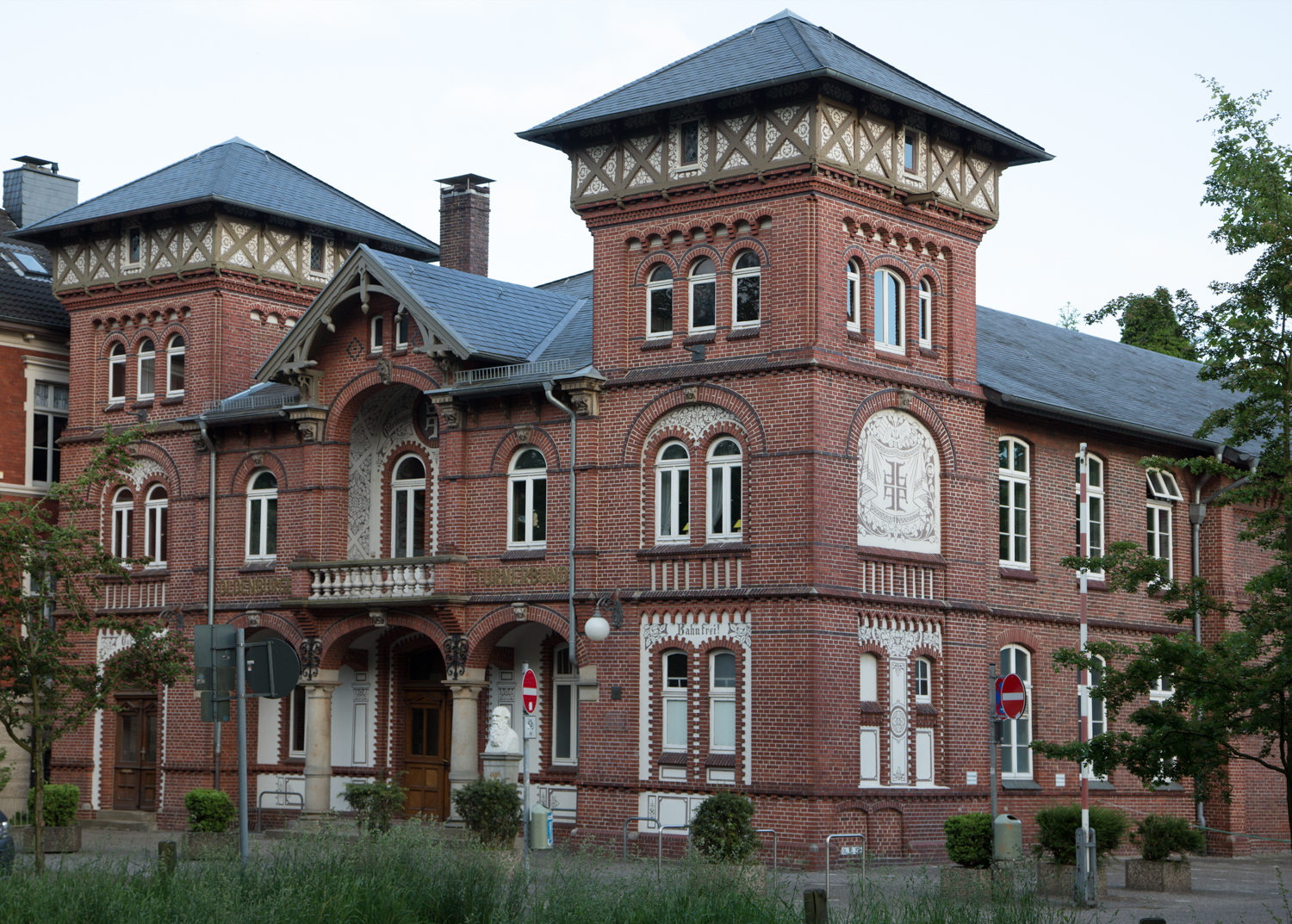
Turnhalle des Oldenburger Turnerbundes
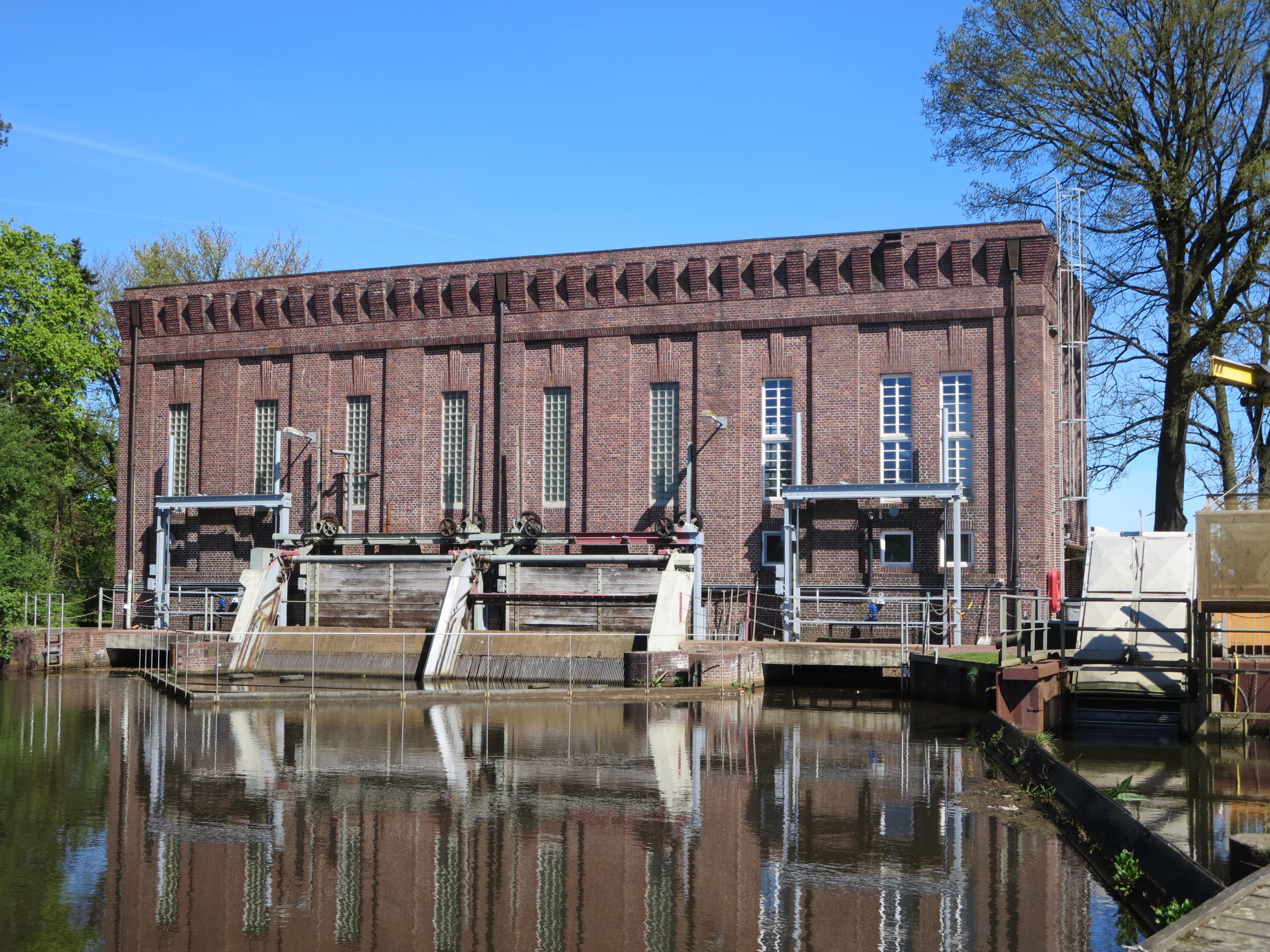
Kraftwerk an der Hunte mit Fischaufstiegsanlage

### Sonstige Sehenswürdigkeiten
- EWE Arena (Sportarena)
- Marschweg-Stadion
- Wandbild des Grafen Anton Günther
- Fliegerhorst

### Regelmäßige Veranstaltungen

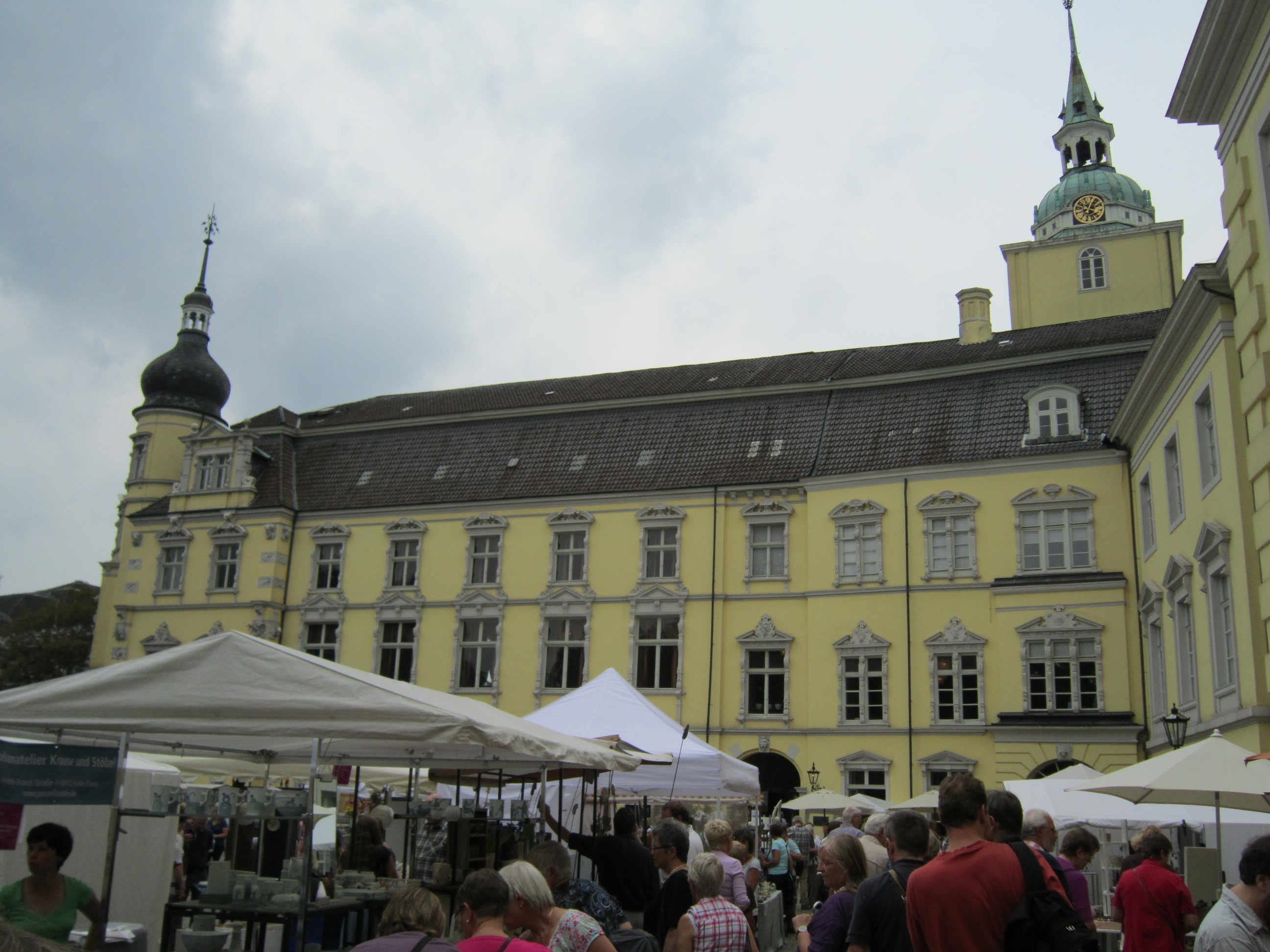
Internationale Keramiktage auf dem Schloßplatz

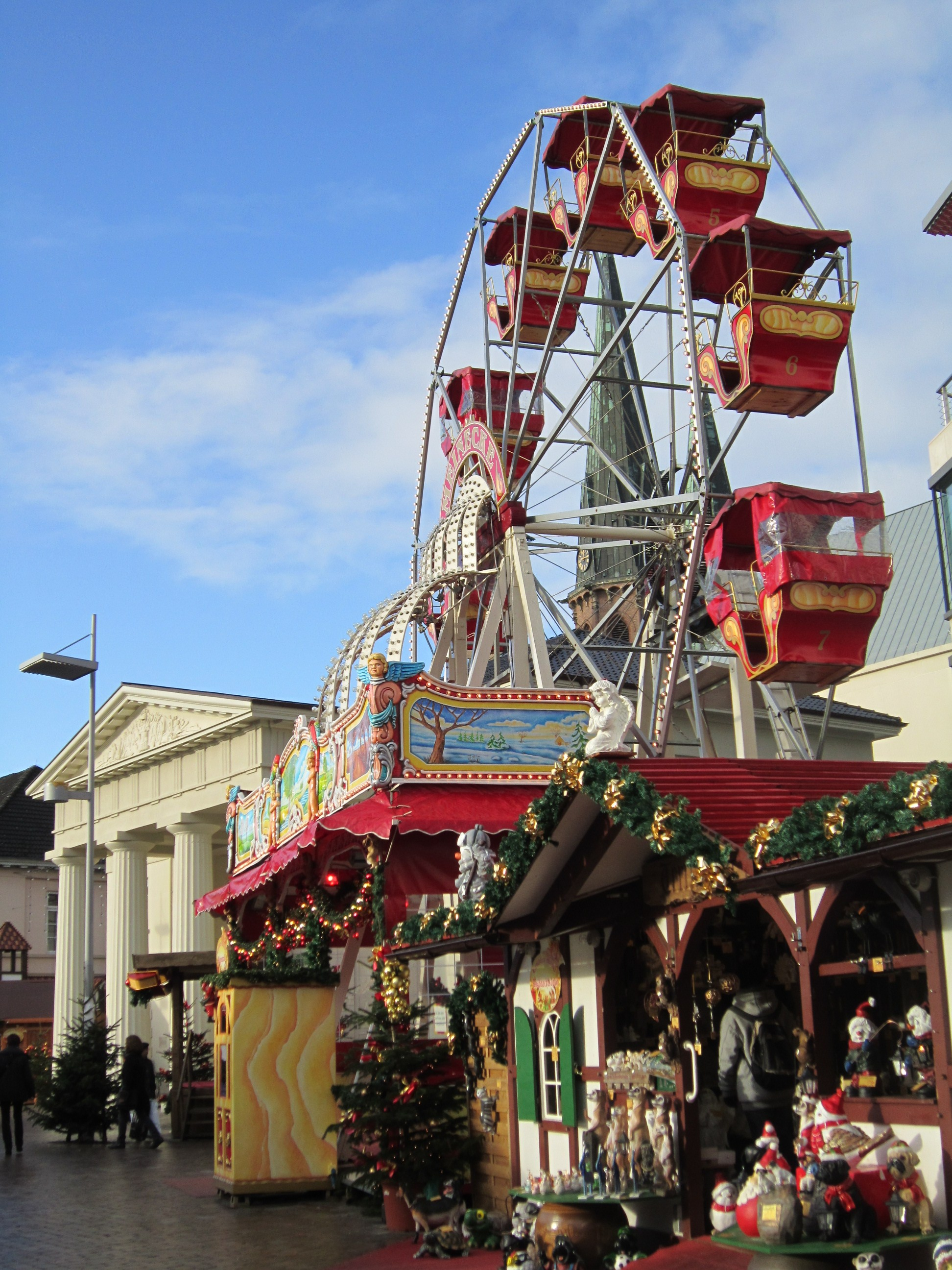
Der Lambertimarkt vor der Alten Wache und der Lambertikirche

Ende Januar die Urlaubsmesse „Caravan Freizeit Reisen“ sowie Anfang Februar die Motorrad- und Biker-Messe „Motorrad Show“ in den Weser-Ems-Hallen.
Im Mai wird alljährlich vom Motor-Sport-Club Oldenburg die Oldtimer Classic Rallye „Graf Anton Günter“ durchgeführt. 2012 begann und endete sie erstmals auf dem fertiggestellten Schloßplatz.
Zu Pfingsten findet regelmäßig der Nikolaimarkt statt, eine Präsentation kunsthandwerklicher Produkte im Freien. Bis 2012 war das Nikolaiviertel der Veranstaltungsort; 2013 zog der Markt auf den Schloßplatz um.
Die Oldenburg Model United Nations (OLMUN), inzwischen zur deutschlandweit größten Schüler-MUN aufgestiegen, findet im Juni mit über 700 nationalen und internationalen Schülern und Studenten statt und wird von eben solchen das ganze Jahr über organisiert. Mit der „Simulation des Europäischen Parlaments in Oldenburg“ findet seit 2019 jährlich außerdem ein schülerorganisiertes EU-Planspiel statt. Dieses wird vom Land Niedersachsen gefördert und findet im Gebäude des ehemaligen Landtags des Großherzogtums Oldenburg statt. Die Veranstaltung wird regelmäßig von Ministern der Landesregierung eröffnet und von zahlreichen Mitgliedern des Europäischen Parlaments begleitet.
Der Christopher Street Day (CSD) wird seit 1995 in Oldenburg im Juni begangen.
In der ersten Junihälfte fand bis 2016 das Internationale Musikfestival „Oldenburger Promenade“ statt. Das Konzept: Mit einer vom Besucher gewählten Eintrittskarte für einen Konzertabend, der sogenannten „Promenade“, konnten drei unterschiedliche Programme an verschiedenen historischen Orten jeweils 45 Minuten lang erlebt werden. Dazwischen war Zeit, zur anderen Spielstätte und zum Festzelt zu promenieren.
In den Sommerferien wird von der Kulturetage der Oldenburger Kultursommer ausgerichtet, eine dreiwöchige Veranstaltung mit Jazz, Rock, Pop, Folklore, Klassik, Pantomime und anderen bildenden und darstellenden Künsten. Das Motto ist „umsonst und draußen“. Zum Abschluss der kulturellen Freiluftaktivitäten präsentieren jeweils am ersten Wochenende im August die Internationalen Keramiktage rund 100 führende Keramikkünstler und -werkstätten aus ganz Deutschland und Europa. Am letzten Donnerstag im August beginnt das dreitägige Stadtfest Oldenburg, ein Open-Air-Festival mit zahlreichen (Live-)Musikbühnen und Verkaufsständen in der Fußgängerzone.
Das internationale Filmfest Oldenburg, ein sich dem internationalen Filmschaffen widmendes Filmfestival findet an fünf Tagen der ersten Septemberhälfte statt. Am ersten oder zweiten Septemberwochenende wird das Weinfest mit Tanz und Folklore begangen. Der um den St-Michaelistag (29. September) beginnende Kramermarkt, das in Oldenburg stattfindende Volksfest, wird für 10 Tage bis Anfang Oktober gefeiert. Der Kunstmarkt im Cäciliensaal kann während der Herbstferien besucht werden.
Die Oldenburger Kinder- und Jugendbuchmesse (KIBUM), die größte nichtkommerzielle Messe (Wirtschaft) auf diesem Gebiet in Deutschland, wird mit der Verleihung des Oldenburger Kinder- und Jugendbuchpreises von der Stadt, der Universität und der Volkshochschule im November organisiert. Ebenfalls im November werden die Oldenburger Kurzfilmtage zwergWERK, ein Kurzfilm-Festival begangen.
Der Lambertimarkt (Weihnachtsmarkt) findet zwischen Ende November und 22. Dezember um die Lambertikirche herum mit Kunstmarkt und weiteren Verkaufsständen statt.

### Eingestellte regelmäßige Veranstaltungen
Im Sommer fand auf der Haaren im Abschnitt neben dem Heiligengeistwall von 1998 bis 2009 alljährlich eine „Waschzuberregatta“ statt. Seit dem Jahr 2010 wird dieses Spektakel aufgrund des hohen organisatorischen und finanziellen Aufwands aber nicht mehr weitergeführt. Die Waschzuber wurden nach Augustfehn verkauft, wo sie seit 2010 jährlich eingesetzt werden.
Ungefähr hundert Jahre lang gab es in Oldenburg ab dem Karsamstag neun Tage lang einen Ostermarkt, bis in die 1960er Jahre auf dem Pferdemarkt, vor den Bauarbeiten für die Schlossgalerie auf dem Schloßplatz und zuletzt neben der Weser-Ems-Halle. Die letzte Veranstaltung fand 2011 statt. Wegen zu schwacher Besucherresonanz wurde die Tradition des Ostermarkts (vorerst) eingestellt.
Bis 2012 fand Anfang März in den Weser-Ems-Hallen eine Blumenschau statt, die im Durchschnitt von 40.000 Menschen besucht wurde. Den Mittelpunkt der Veranstaltung bildete die 5000 m² große Blumenschauhalle. Auf weiteren ca. 11.000 m² Ausstellungsfläche präsentierten auf der begleitenden Garten- und Verbrauchermesse rund 170 Aussteller ihr Angebot. Die Blumenschau wurde durch eine „Oldenburger Gartentage“ genannte Messe ersetzt, während derer allerdings nicht großflächig blühende Blumen gezeigt werden. 2019 wurden die „Oldenburger Gartentage“ aufgrund mangelnder Wirtschaftlichkeit begraben.

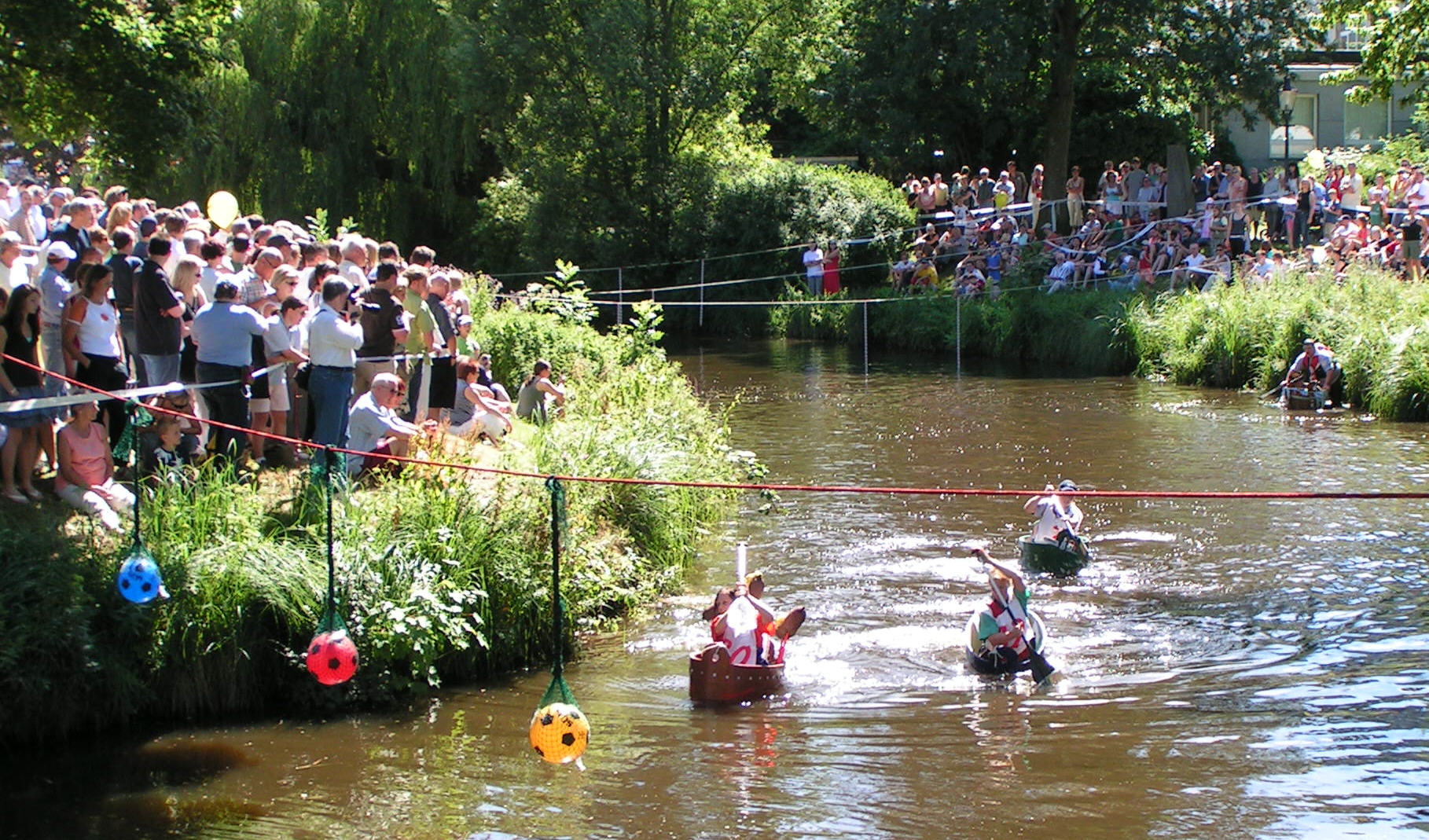
Waschzuber-Regatta auf der Haaren (2006)
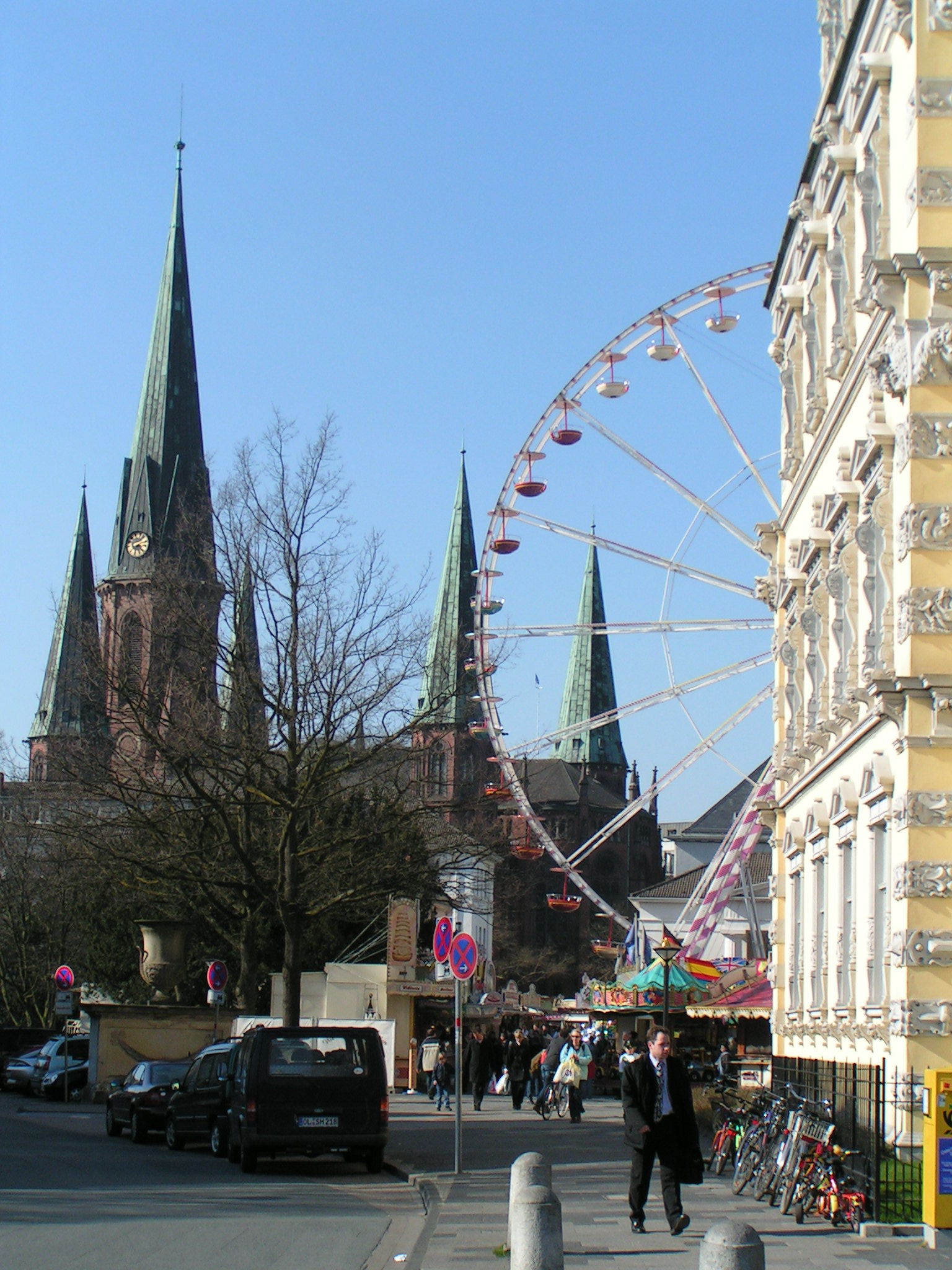
Ostermarkt zwischen Schloss und Alter Wache (2005)
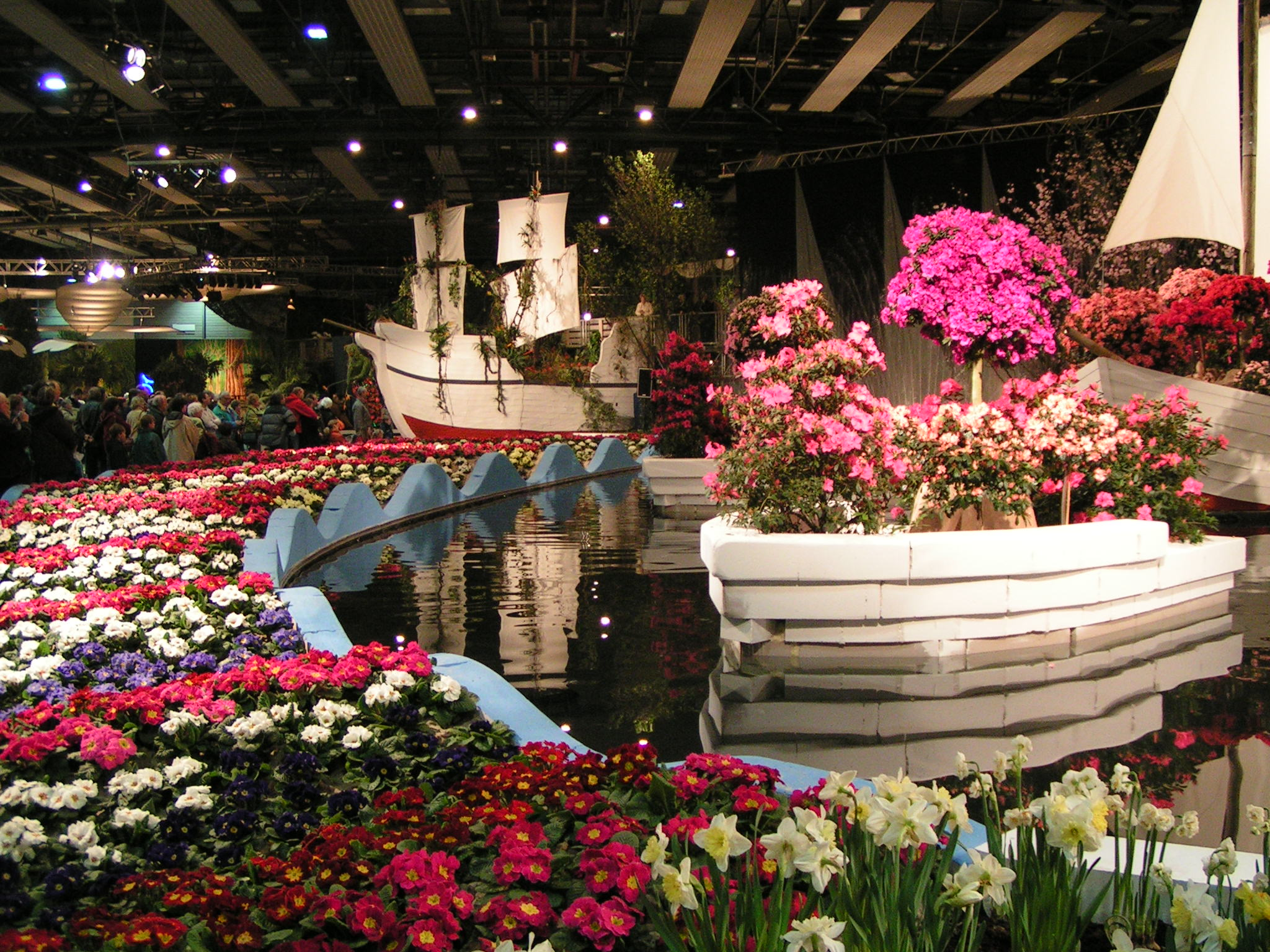
Blumenschau in den Weser-Ems-Hallen (2005)

### Mundarten/Sprachen
Bis vor wenigen Jahrzehnten war Plattdeutsch die allgemeine Umgangssprache in Oldenburg, wobei die Oberschicht seit dem 19. Jahrhundert Hochdeutsch sprach. Die Dialekte gehörten zum Nordniederdeutschen. Man sprach Nord-Oldenburgisch.
Heute herrscht Hochdeutsch als Umgangssprache vor. Nur noch wenige Oldenburger beherrschen Platt.

### Kulinarische Spezialitäten
Oldenburgs Nationalgericht ist der Grünkohl. Das Gemüse wird fett und deftig zubereitet und kommt bevorzugt mit Pinkel, Kochwurst und Kasseler auf den Tisch.
Wohlhabende Kaufleute aus Oldenburg fuhren bereits im 19. Jahrhundert mit ihren Pferdekutschen nach Ostfriesland, um in den dortigen Dorfgasthöfen das Wintergemüse zu genießen. Die im ganzen Nordwesten beliebten Kohlfahrten haben in dieser Tradition ihren Ursprung. Seit 1956 findet alljährlich in der Bundeshauptstadt (zunächst in Bonn, dann in Berlin) das Defftig Ollnborger Gröönkohl-Äten mit Gästen aus Politik, Kultur und Gesellschaft statt. Seit Sommer 2010 bezeichnet sich Oldenburg selbst augenzwinkernd als „Kohltourhauptstadt“.
Weitere kulinarische Spezialitäten aus Oldenburg sind Spargel, Mockturtlesuppe und Labskaus.

### Filme und Serien
In Oldenburg wurden folgende Filme oder Serien gedreht:
- Bürgerkrieg in Rußland, BRD 1967, fünf Teile, Regie: Wolfgang Schleif, mit dem Peter Friedrich Ludwigs Hospital als Taurisches Palais in Petrograd
- Keine Lieder über Liebe
- Lieber gemeinsam als einsam (Arbeitstitel: Hannah und Sophie)
- München 72 – Das Attentat
- Sunshine Reggae auf Ibiza
- Schlaflos in Oldenburg (Arbeitstitel: Sprich mit mir)
- The Site of Crime 2
- Vier Minuten

### Sport

#### Sportvereine, Sportstätten und Sportveranstaltungen
Auch nach der Auflösung der Regierungsbezirke besteht weiterhin in Oldenburg im Schützenwesen der Bezirksdachverband Oldenburger Schützenbund, dem 16 Schützenkreise mit 185 Schützenvereinen angehören.
Dem Stadtsportbund Oldenburg gehören 98 Sportvereine mit über 39.000 Mitgliedern an.
- BTB Royals (Basketballverein der deutschen Regionalliga für Männer)
- Bürgerfelder Turnerbund (Leichtathletik, Basketball, Handball, Tanzsport)
- EWE Baskets (Basketballverein der deutschen Basketball-Bundesliga für Männer)
- Oldenburg Outlaws Herren & Oldenburg Outlaws Coyotes Damen (American Football)
- Oldenburger Turnerbund
- Schwarz-Weiß Oldenburg e. V. (Aikido, BallArtistik, Baseball, Fußball, Gymnastik, Judo, Ju-Jutsu, Karate, Kinderturnen, Rhönradturnen, Sportschützen, Tennis, Tischtennis, Volleyball)[162]
- Seikenjuku Oldenburg e. V. Verein für asiatische Kultur und Sport (Kendō)[163]
- SV Eintracht Oldenburg
- T.C.H. Oldenburg (Tanzsport, Formationstanzen, Einzelpaartanz sowie Breitensport-Tanzkreise)
- TUS Bloherfelde 06 (Fußball, Badminton, Turnen)
- TuS Eversten (Fußball, Tischtennis, Badminton)
- VfB Oldenburg (Fußballverein der Regionalliga Nord der Männer)
- VfL Oldenburg (Handballverein der Handball-Bundesliga (Frauen); Fußballverein der deutschen A-Junioren-Bundesliga; Fußballverein der deutschen Oberliga Nord für Männer, Handball, American Football, Leichtathletik)
- MSC Oldenburg Motorsportclub in Oldenburg; Veranstalter von Oldtimer Grand Prix, Autoslalom, Kartrennen und 1952 bis 1991 auch Speedway- und Grasbahnrennen in Oldenburg, Rastede und Apen/bei Westerstede.
- OTeV Oldenburg Oldenburger Tennisverein (Tennis-Regional- bzw. 2. Bundesliga)

Ältester Sportverein der Stadt sind die Oldenburger Schützen von 1816 mit ca. 500 Mitgliedern.

#### Inklusion
2021 bewarb sich die Stadt als Host Town für die Gestaltung eines viertägigen Programms für eine internationale Delegation der Special Olympics World Summer Games 2023 in Berlin. 2022 wurde sie als Gastgeberin für Special Olympics Nordmazedonien ausgewählt. Damit wurde sie Teil des größten kommunalen Inklusionsprojekts in der Geschichte der Bundesrepublik mit mehr als 200 Host Towns.

## Persönlichkeiten
- Liste von Persönlichkeiten der Stadt Oldenburg (Oldenburg)
- Liste von Söhnen und Töchtern der Stadt Oldenburg (Oldenburg)
- Liste der Ehrenbürger der Stadt Oldenburg (Oldb)

## Weitere Medien
- Am Anfang war der Fluß … Oldenburg – auf den Spuren der Vergangenheit. PAL-Video, 80 Minuten, Nordwest-Zeitung und Boklage Film, 1995.